# Guerre civile syrienne
Pour les articles homonymes, voir Guerre de Syrie et Révolution syrienne.
- Contrôlé par le Commandement des opérations militaires et la Chambre des opérations du Sud
- Contrôlé par l'Armée nationale syrienne et l'Armée turque
- Contrôlé par les groupes armés druzes
- Contrôlé par l'Armée des commandos de la révolution
- Contrôlé par les transfuges des Forces démocratiques syriennes
- Contrôlé par les Forces démocratiques syriennes et l'Armée américaine
- Contrôlé par l'Armée russe[note 1]
- territoires avec une présence d'insurgés pro-Assad
- Contrôlé par l'Armée américaine
- Contrôlé par l'Armée israélienne
- Incertain ou mixte

Guerre civile syrienne
Batailles
- 1re Deraa
- 2e Deraa
- Homs
- Banias
- Telkalakh
- 1re Rastane
- Talbiseh
- 1re Jisr al-Choghour
- 1re Jabal al-Zawiya
- 1er Hama
- Lattaquié
- 2e Rastane
- 1er Zabadani
- Douma
- 3e Rastane
- 2e Zabadani
- 1er Qousseir
- 1re Azaz
- 1re Idlib
- Taftanaz
- 4e Rastane
- Nobl et Zahraa
- Tremseh
- 1re Damas
- Ghouta orientale
- Alep
- Al-Tel
- Menagh
- 1er Régiment 46
- 1re Maarat al-Nouman
- Cheikh Souleimane
- 2e Taftanaz
- 2e Hama
- Kuweires
- 1re Al-Chaddadeh
- 1re Yaaroubiyé
- 1re Raqqa
- 2e Qousseir
- 3e Qousseir
- Ras al-Aïn
- Daraya
- Maaloula
- 2e Azaz
- Mahin et Sadad
- 2e Yaaroubiyé
- 1re Tall Hamis
- 2e Raqqa
- 1re Jarablous
- Al-Manajir
- Otaybah
- Yabroud
- Markada
- Kassab
- 1re Khan Cheikhoun
- Rankous
- 1re Boukamal
- Tall al-Jabiyah
- 1re Deir ez-Zor
- 1re Kobané
- Ras al-Maara
- 2e Deir ez-Zor
- Al-Chaer
- Division-17
- Brigade 93
- 1re Tabqa
- Djezaa
- 2e Kobané
- Mabrukah
- 3e Yaaroubiyé
- 2e Jabal al-Zawiya
- Wadi al-Deïf
- 2e Tall Hamis
- Tall Tamer
- 2e Régiment 46
- Bosra
- Cheikh Hilal
- 2e Idlib
- Foua et Kafraya
- Bousra al-Harir
- Qalamoun
- 2e Jisr al-Choghour
- 1re Palmyre
- Al-Amr
- 1re Tall Abyad
- Sourane
- 1re Hassaké
- Brigade 52
- Aïn Issa
- 2e Hassaké
- 3e Zabadani
- Sarrine
- Sahl al-Ghab
- Malkiyé
- Al-Qaryatayn
- 1re Marea
- 1re Abou Douhour
- 3e Hama
- Al-Hol
- 1re Tichrine
- Cheikh Meskin
- 1re Tall Rifaat
- 2e Al-Chaddadeh
- Khanasser
- 2e Tall Abyad
- 2e Palmyre
- Al-Raï
- 2e Maarat al-Nouman
- 1re Tasil
- Qamichli
- 2e Tall Rifaat
- Khan Touman
- 3e Raqqa
- 2e Marea
- 1re Manbij
- 2e Tabqa
- 2e Boukamal
- 3e Hassaké
- Opération Bouclier de l'Euphrate
- 2e Jarablous
- 4e Hama
- 4e Raqqa
- 3e Palmyre
- Al-Bab
- Wadi Barada
- 4e Palmyre
- 1re Poche d'Idlib
- 2e Tasil
- 5e Hama
- al-Hamad
- 3e Tabqa
- Badiya
- al-Tanaf
- Aqareb et Maboujé
- 5e Raqqa
- 2e Poche d'Idlib
- 1re Al-Soukhna
- Ouqayribat
- 3e Deir ez-Zor
- 2e Abou Douhour
- Beït Djine
- Mayadine
- 3e Boukamal
- Afrine
- Khoucham
- 3e Poche d'Idlib
- 4e Boukamal
- 3e Deraa
- 1re Soueïda
- Al-Safa
- 4e Poche d'Idlib
- 2e Khan Cheikhoun
- Opération Source de paix
- Baricha
- Maarat al-Nouman et Saraqeb
- 2e Al-Soukhna
- 4e Deraa
- Al-Sinaa
- 2e Afrine et al-Bab
- Opération Griffe-Épée
- 4e Deir ez-Zor
- Offensive rebelle de 2024 en Syrie
- 2e Alep
- 6e Hama
- 2e Homs
- 5e Palmyre
- 2e Damas
- 2e Manbij
- 2e Tichrine
- Côte syrienne
- Jaramana et Sahnaya
- 2e Soueïda

- Houla
- Al-Koubeir
- Daraya
- al-Bayda et Baniyas
- Barouda
- Ghraneidj et d'al-Keshkeyyi
- Kobané
- Khan Cheikhoun
- Al-Qaryatayn

- Khan al-Assal
- Jobar
- Saraqeb
- Adra et Douma
- Ghouta
- Talmenes
- Sarmin
- Ouqayribat
- Khan Cheikhoun
- Douma

- 1er Damas
- 2e Damas
- 3e Damas
- Jaramana
- 4e Damas
- 5e Damas
- 1er Homs
- 2e Homs
- Hassaké
- Tall Tamer
- 1er Sayyida Zeinab
- 3e Homs
- 2e Sayyida Zeinab
- Tartous et Jablé
- Qamichli
- Azaz
- Soussiane
- 4e Homs
- 6e Damas
- 7e Damas
- Rachidine
- Al-Tojjar
- Manbij
- Afrine
- 8e Damas

- Incidents frontaliers Syrie-Turquie
- Conflit au Liban
- Crise russo-turque de 2015

- Intervention de l'Iran
- Confrontations israélo-syriennes
- Coalition internationale
- Opérations aériennes de la coalition
- Intervention de la Russie
- Opération Inherent Resolve
- Opération Chammal
- Opération Impact
- Bombardement de la base aérienne d'Al-Chaayrate
- Bombardements de Barzé et de Him Shinshar

La guerre civile syrienne, aussi appelée révolution syrienne, est un conflit armé qui a lieu de 2011 à 2024 en Syrie. Elle débute dans le contexte du Printemps arabe par des manifestations majoritairement pacifiques en faveur de la démocratie contre le régime baasiste dirigé par le président Bachar el-Assad. Réprimé brutalement, le mouvement de contestation se transforme peu à peu en une rébellion armée.
De nombreux belligérants participent au conflit qui connaît plusieurs phases. La majeure partie des premiers groupes insurgés se structurent autour de l'Armée syrienne libre (ASL), qui est fondée en juillet 2011. L'opposition politique en exil forme quant à elle le Conseil national syrien (CNS) en septembre 2011 puis la Coalition nationale des forces de l'opposition et de la révolution (CNFOR) en novembre 2012. En 2012 et 2013, les rebelles s'emparent de la majeure partie du nord et de l'est de la Syrie, mais le régime de Bachar el-Assad résiste dans le sud et l'ouest du pays. L'opposition obtient des financements et des armes de la part de la Turquie, de l'Arabie saoudite, du Qatar, de la Jordanie, des États-Unis et de la France. Mais l'ASL est progressivement supplantée dans plusieurs régions par des groupes islamistes sunnites ou salafistes, comme Ahrar al-Cham ou Jaych al-Islam, ou encore par des groupes salafistes djihadistes, comme le Front al-Nosra, reconnu en 2013 comme la branche syrienne d'al-Qaïda. Le régime syrien est quant à lui soutenu indéfectiblement par l'Iran, qui lui fournit des financements pour contourner les sanctions internationales et qui dépêche dès le début du conflit des officiers du corps des gardiens de la révolution islamique et des dizaines de milices islamistes chiites venues du Liban, d'Irak ou d'Afghanistan, comme le Hezbollah, l'Organisation Badr ou la Division des Fatimides. En 2012, un autre acteur, le Parti de l'union démocratique (PYD), aile syrienne du Parti des travailleurs du Kurdistan (PKK), prend avec sa branche armée, les Unités de protection du peuple (YPG), le contrôle des régions kurdes, au nord de la Syrie.
Le rapport des forces en présence est bouleversé par l'apparition en Syrie de l'organisation salafiste djihadiste État islamique en Irak et au Levant (EIIL) — rebaptisé ensuite État islamique (EI) — qui en 2014 entre en conflit contre tous les autres belligérants, s'empare de l'est de la Syrie, ainsi que du nord-ouest de l'Irak, et proclame la restauration du califat. En septembre 2014, menée par les États-Unis, une coalition internationale formée contre l'État islamique commence à mener des bombardements en Syrie et décide d'appuyer les YPG. Forts du soutien américain, les Kurdes remportent une première victoire à Kobané en janvier 2015, forment en octobre 2015 une alliance avec des groupes arabes qui prend le nom de Forces démocratiques syriennes (FDS), et lancent une campagne contre les djihadistes qui aboutit en octobre 2017 à la chute de Raqqa, la « capitale » syrienne de l'EI. La Turquie intervient également militairement en Syrie : d'abord contre l'État islamique en 2016 et 2017, avant d'attaquer les FDS en 2018 en raison de leurs liens avec le PKK.
De son côté, la Russie entre dans le conflit syrien en septembre 2015 en intervenant militairement pour soutenir le régime syrien. Cette intervention redonne l'avantage au camp loyaliste : l'armée syrienne et ses alliés remportent des victoires décisives à Alep en décembre 2016, à Homs en mai 2017, à Deir ez-Zor en novembre 2017, dans la Ghouta en mai 2018 et à Deraa en juillet 2018.
Après quatre années de guerre larvée, le conflit est relancé fin novembre 2024 par une offensive de Hayat Tahrir al-Cham dans la région d'Alep. L'armée syrienne s'effondre aussitôt et de nouveaux soulèvements éclatent à travers le pays. En douze jours, toutes les villes tombent aux mains de l'opposition et le régime est renversé. Le 8 décembre, Bachar el-Assad abandonne Damas et s'enfuit en Russie, marquant la fin du régime baasiste, dirigé par la famille Assad depuis le coup d'état de 1970.
En se prolongeant dans le temps, le conflit syrien est devenu à la fois une guerre civile, une guerre confessionnelle et une guerre par procuration. Entre 2011 et 2024, le conflit a fait plus de 500 000 morts d'après les estimations de diverses ONG. La moitié de la population est déplacée pendant le conflit, et cinq à six millions de Syriens ont fui le pays, soit le quart de la population. Des attaques à l'arme chimique et de nombreux massacres, crimes de guerre et crimes contre l'humanité ont été commis, principalement par le régime syrien et par l'État islamique. Le camp loyaliste syrien est responsable de la grande majorité des victimes civiles de la guerre par ses bombardements aériens massifs et par la répression exercée contre l'opposition, qualifiée de politique d'« extermination » par l'ONU : entre 70 000 et 200 000 personnes ont disparu dans les prisons du régime, au moins 17 000 d'entre elles y ont été torturées à mort et plus de 5 000 à 13 000 autres ont été exécutées par pendaison, principalement dans la prison de Saidnaya.

## Contexte

### Gouvernement el-Assad

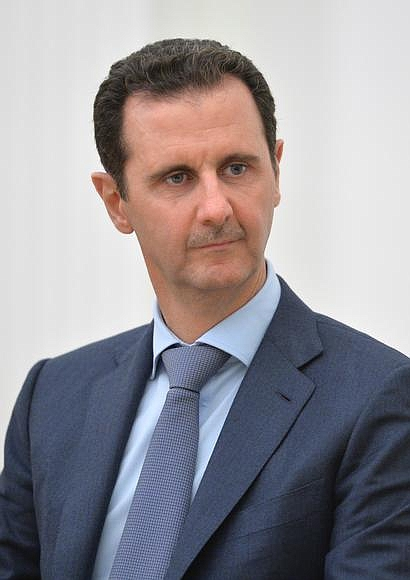
Le président syrien Bachar el-Assad.

En 1946, la Syrie devient une république indépendante avec la fin du mandat français, mais la phase démocratique prend fin en mars 1949 avec un coup d'État soutenu par la CIA et suivi de deux autres la même année,. À la faveur de ces évènements, le général Chichakli établit un régime parlementaire avant d'imposer son pouvoir personnel par un nouveau coup d'État en novembre 1951.
En février 1954, à l'issue d'un soulèvement populaire, les civils reprennent le pays. De 1958 à 1961, lors du rapprochement avec l'Égypte et de l’avènement de la République arabe unie, le régime parlementaire syrien est brièvement remplacé par un régime présidentiel extrêmement centralisé.
Après la rupture avec l'Égypte en 1961, la branche syrienne du Parti Baas (laïque nationaliste et socialiste) accède au pouvoir, en mars 1963, à la suite d'un coup d'État. En février 1966, un putsch renverse Michel Aflak et Salah Eddine Bitar, les dirigeants historiques du Parti et le général Hafez el-Assad, alors ministre de la Défense, engage une « révolution correctrice » qui le porte au poste de Premier ministre en novembre 1970. En mars 1971, Assad se proclame Président — il le restera jusqu'à sa mort en 2000. De 1976 à 1982, il mate une insurrection islamique. Le Parti Baas s'installe comme l'autorité politique de référence dans un système de parti unique. Les Syriens ne peuvent qu'approuver leur Président par référendum. Jusqu'à la mise en place, en 2012, d'un système contrôlé par le régime, ils ne sont pas invités à choisir entre plusieurs partis pour élire le corps législatif.
Succédant à son père au décès de ce dernier, Bachar el-Assad — et son épouse Asma el-Assad, une sunnite née et élevée en Grande-Bretagne — inspirent des espoirs de réforme démocratique. De juillet 2000 à août 2001, des débats sociaux et politiques animent une nouvelle phase qualifiée de « printemps de Damas ».
Pendant cette période, se développent en Syrie de nombreux forums politiques et des lieux de réunion privés où les citoyens débattent de questions politiques et sociales et d'où émergent des activistes comme Riad Seïf, Haitham al-Maleh, Kamal al-Labwani, Riad al-Turk et Aref Dalila. Tandis que les hypothèses réformistes issues du Parlement et les promesses de changement de Bachar el-Assad restent largement lettre morte, le printemps de Damas prend fin en août 2001 avec l'arrestation et l'emprisonnement de dix des principaux leaders après leur appel à la désobéissance civile et à des élections démocratiques.
En 2003, malgré les promesses de démocratisation, les élections législatives s'effectuent toujours dans le cadre d'un régime autoritaire : les partis d'opposition ne sont pas légalisés, les deux-tiers des sièges de députés sont réservés à l'avance au Front national progressiste, les campagnes électorales des candidats indépendants ne sont pas couvertes par les médias officiels, etc. En 2005, à l'occasion du dixième congrès du parti Baas, Bachar el-Assad opère un transfert des pouvoirs exécutifs du parti vers le gouvernement, autonomisant ce dernier et consolidant ainsi son autorité politique. Toute l'administration est sous surveillance des 4 branches du Renseignement, un complexe sécuritaire commandé directement par Bachar el-Assad. Les moyens considérables des différents services de renseignement leur permettent d'opérer également dans d'autres secteurs comme l'économie ou les organisations de la société civile. L'état d'urgence, en vigueur jusqu'en 2011, leur donne un pouvoir étendu de coercition. Sous la présidence de Bachar el-Assad, même si la durée des peines de prison diminue, le nombre d'incarcérations pour contestation politique reste élevé. La censure perdure, notamment celle de la presse, informée par l'Administration de la censure des sujets non autorisés et de la façon de traiter les sujets autorisés. Lors des élections de 2007, de nouvelles promesses de libéralisation politique ne sont absolument pas tenues. Bachar el-Assad reste dans la voie tracée par son père.

### Géographie et écologie

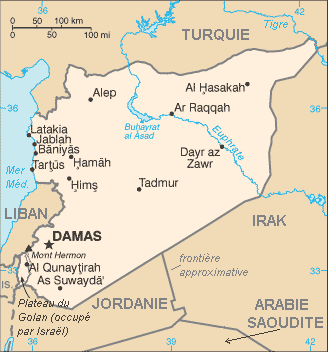
Carte générale de la Syrie.

Carte des Gouvernorats de la Syrie (liste des provinces), avec le plateau du Golan (en vert, au sud-ouest), et les pays frontaliers.

L’essentiel du territoire syrien est constitué par un vaste plateau calcaire surmonté de quelques reliefs anciens et traversé au nord-est par l'Euphrate. Le pays est bordé au nord par la Turquie, à l'est par l'Irak et au sud par la Jordanie, Israël et le Liban. Le pays possède une façade maritime ouvrant sur la Méditerranée. La majorité de la population syrienne réside dans les villes et les principales agglomérations sont situées sur la bande côtière (Tartus, Banias, Lattaquié, Jableh), dans l'ouest (Alep, Homs, Hama) et le sud du pays (Damas, Deraa). À cette géographie physique, se superposent une géographie humaine (ruraux/urbains) et une géographie ethno-religieuse (sunnites, chiites, alaouites, druzes, chrétiens, kurdes), qui rendaient déjà difficile toute représentation exacte de la situation avant la guerre civile. Le développement du conflit a compliqué la tâche des cartographes, au point que la représentation des opérations et des zones d'influence fait désormais partie d'une véritable « guerre des cartes » participant à la propagande et à la désinformation.
Cette configuration a conditionné la dynamique du conflit : la contestation a débuté dans les zones urbaines où étaient concentrés des griefs d'ordre économique et ethno-religieux contre le pouvoir en place. La répression s'est abattue sur les localités considérées comme rebelles, où le conflit a fait apparaître les fractures économiques, ethniques et religieuses entre centre, banlieue, périphérie et quartiers « informels ». Le conflit s'est ainsi installé au cœur des villes, où les combattants ont fait assaut de férocité pour assiéger et réduire leurs adversaires, quartier par quartier, et où les populations civiles ont payé un très lourd tribut aux violences.
La rareté de la ressource en eau, les trois années de sècheresse de 2007 à 2010 et leurs conséquences humaines et environnementales ont joué un rôle dans la création de conditions propices à la guerre civile en Syrie, mais, selon M.D. King, « ce sont la discrimination systématique et la mauvaise gestion de l'eau par le régime d'Assad qui ont conduit à la conflagration totale en Syrie. En bref, le climat n'était pas le seul coupable ». Par ailleurs, pendant le conflit, l'eau a été instrumentalisée par les belligérants,,,.

### Démographie
Composition ethno-religieuse de la Syrie. Estimations de 2012.
- Arabes-Sunnites (70 %)
- Arabes-Alaouites (10 %)
- Kurdes-Sunnites (8,5 %)
- Chrétiens-Grecs-orthodoxes (3,6 %)
- Syriens-Orthodoxes (2,1 %)
- Melkites-Catholiques byzantins (1,8 %)
- Arabes-Druzes (1,1 %)
- Arabes-Ismaéliens (0,5 %)
- Autres musulmans (chiites, duodécimains, Tcherkesses sunnites, Turkmènes/Turcomans sunnites) (2,4 %)

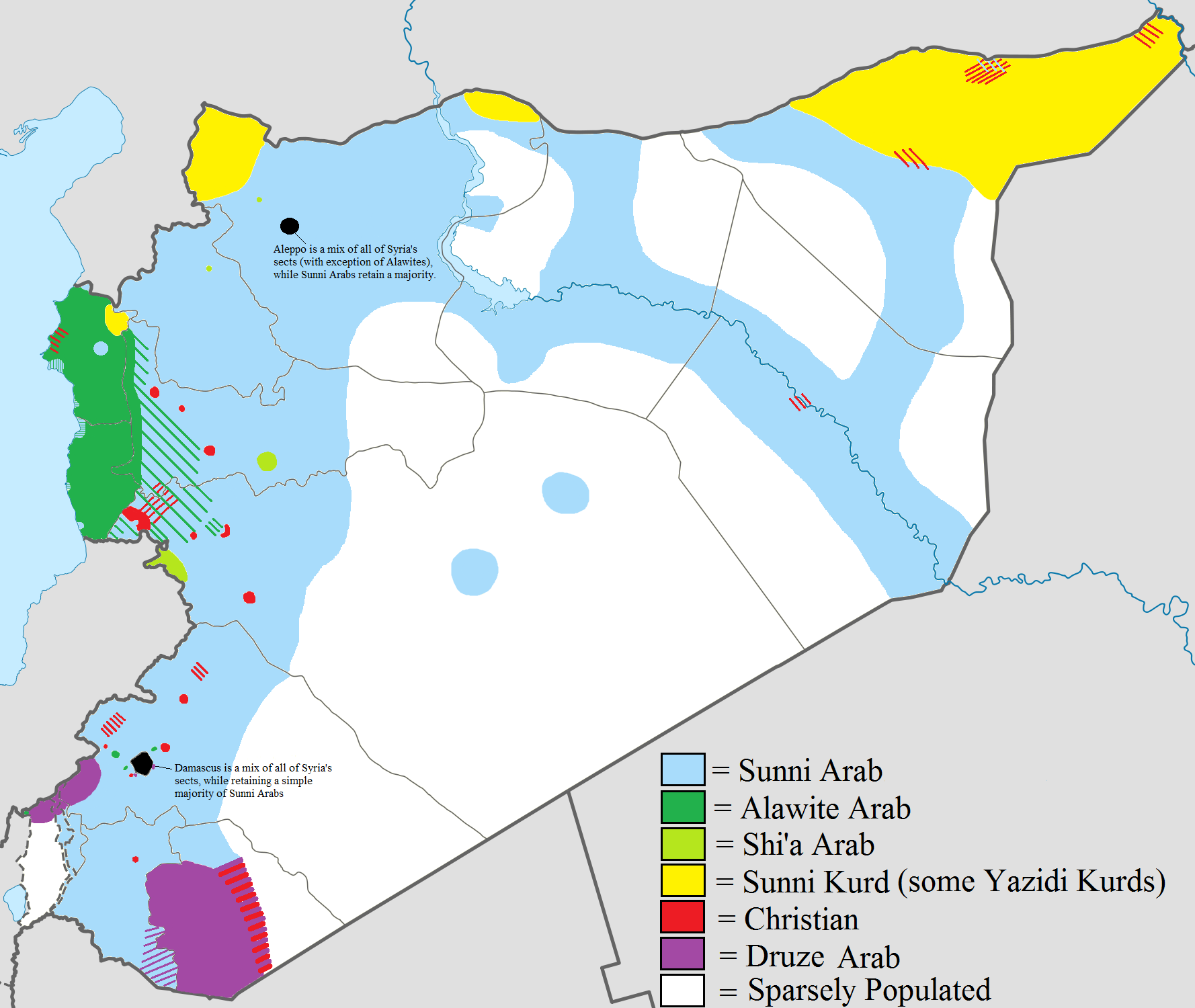
Carte montrant la répartition ethno-religieuse de la Syrie avant la guerre civile. En cas de repli militaire, chacun de ces groupes pourrait choisir de se replier sur son foyer géographique d'origine.

Il n'existe pas de recensement officiel des confessions en Syrie et les estimations varient en fonction des sources. Un article français de 1955 brosse le portrait confessionnel et ethnique de la Syrie au seuil de son indépendance. Un rapport d'un groupe interparlementaire du Sénat français datant de 2007 fait état de la répartition suivante :
- Sunnites 74 %
- Alaouites 10 %
- Chiites 3,5 %
- Druzes 1,5 %
- Chrétiens 10 % (chrétiens syriaques orthodoxes, chrétiens grecs-catholiques, chrétiens grecs-orthodoxes, chrétiens arméniens grégoriens et autres chrétiens).

Selon d'autres chiffres publiés en 2012, la répartition serait la suivante :
- Arabes sunnites 72,8 %
- Kurdes sunnites 8,3 %
- Arabes alaouites 10,2 %
- Arabes druzes 1,8 %
- Arabes chiites ismaéliens 0,9 %
- Arabes chiites duodécimains 0,4 %
- Tcherkesses sunnites 0,3 %
- Turkmènes - Turcomans sunnites 0,6 %
- Kurdophones yézidis 0,1 %
- Chrétiens 4,6 %.

Les chrétiens se répartiraient ainsi :
- Arabes de religion grecque orthodoxe : 526 000
- Arabes de religion grecque catholique: 121 000
- Arméniens apostoliques : 121 000
- Jacobites 89 000
- Maronites 29 000
- Arméniens catholiques 26 000
- Protestants 21 000
- Nestoriens 20 000
- Syriaques catholiques 18 000
- Chaldéens catholiques 14 000
- Catholiques latins 9 000.

Du point de vue religieux, la famille Assad est issue de la minorité des Alaouites, une branche du chiisme qui engloberait 10 % de la population syrienne. Ses adeptes occupent de nombreux postes dans les services de sécurité syriens, ce qui génère du ressentiment chez les Sunnites qui représentent plus de 60 % de la population syrienne. Maher el-Assad le frère cadet d'Assad commande la 4e Division blindée, un corps d'élite de l'armée syrienne. Jusqu'à sa disparition dans l'attentat du 18 juillet 2012, Assef Chaoukat, son beau-frère, était vice-ministre de la Défense.
Les Kurdes de Syrie ont également protesté contre les discriminations ethniques et la négation de leur identité culturelle et de leur langue,. Ils constituent 8,5 à 11 % des syriens. Ils ne constituent pas une confession en soi, mais sont majoritairement sunnites. Ils sont regroupés au nord-est du pays sur la frontière turque, ainsi que dans la province d'Alep, le Jazirah et la banlieue de Damas. Cette population au fort sentiment communautaire met à profit l’affaiblissement de l'armée syrienne en juillet 2012 pour investir plusieurs villes du Nord du pays.
La part des chrétiens dans la population totale a fortement baissé au cours des dernières décennies, cette population émigrant beaucoup et ayant un taux de natalité faible. Le 15 décembre 2011, les patriarches d'Antioche, chefs spirituels des chrétiens, lancent un appel à la paix et à un arrêt des sanctions internationales contre la Syrie. Les chrétiens sont très inquiets des manifestations du vendredi et ont en mémoire leurs coreligionnaires irakiens qu'ils ont accueillis après les massacres, les quartiers mixtes seraient désertés de 80 % de leurs habitants chrétiens, notamment en décembre pour célébrer Noël.

### Aspects socio-économiques
Le mécontentement contre le régime est plus grand dans les zones les plus pauvres du pays, parmi les Sunnites conservateurs et dans les localités ayant un taux de pauvreté élevé, comme Deraa et Homs, ainsi que dans les zones rurales touchées par la sècheresse de 2001, et les quartiers les plus déshérités des grandes villes. Les inégalités ont eu tendance à s'accroître après la mise en place, dans les dernières années du règne de Hafez el-Assad, de politiques favorisant le libre marché et avec leur développement après l'arrivée au pouvoir de son fils. Ces politiques, orientées vers le tertiaire, ont profité à une minorité de la population ayant des liens avec le gouvernement et aux membres des communautés sunnites marchandes de Damas et d'Alep. Selon le Programme des Nations unies pour le développement, en 2005, 30 % des Syriens vivent en dessous du seuil de pauvreté et le taux du chômage est estimé à 18 %. Bachar el-Assad veut s'inspirer du modèle chinois et, en 2005, le Congrès du parti Baas annonce une politique de « transition vers une économie sociale de marché »,. En 2008, le chômage se situe entre 20 et 25 %, et, dans le contexte d'une démographie croissante, les jeunes sont extrêmement touchés : ils sont 6 fois plus au chômage que les adultes. La moitié de la population a moins de 20 ans.
Le symbole du « capitalisme des copains » mis en place par le régime est Rami Makhlouf, cousin du président Bachar el-Assad. Rami Makhlouf posséderait, directement ou indirectement, 60 % du secteur privé en Syrie. Pour les Syriens, lui et son entourage d'affairistes personnalisent la corruption endémique que leur misère ne permet plus de supporter. Au début de la révolte en 2011, la société de télécommunication SyriaTel de Rami Makhlouf, qui est exonérée de l'impôt sur les sociétés, focalise les critiques. À Deera, le siège de la compagnie est incendié.
D'après certains chercheurs et le département de la Défense des États-Unis, la sècheresse qui a frappé la Syrie entre 2006 et 2010 a contribué à faire éclater la révolte. 800 000 Syriens ont vu leurs revenus chuter de 90 %, leurs terres s'étant asséchées. La crise de l'eau est concomitante à la politique du gouvernement qui a dérèglementé le secteur agricole, vendu de vastes étendues de terre à l'agro-industrie, développé une agriculture d'exportation notamment avec le coton, ce qui a entraîné la salinité des terres par utilisation excessive de l'irrigation et la pollution des puits par les nitrates, etc,,.

### Droits humains
La situation des droits humains en Syrie a été, de longue date, durement critiquée par les organisations internationales. Le pays a été en état d'urgence de 1963 à 2011, interdisant les rassemblements de plus de cinq personnes et conférant aux forces de sécurité des pouvoirs étendus en matière d'arrestation et de détention.
En juillet 2010, l'organisation Human Rights Watch conclut dans un rapport qu'en dépit des promesses d'une plus grande transparence et d'une démocratisation faites par Bachar el-Assad dix ans plus tôt, pratiquement rien n'a été fait pour améliorer la situation des droits humains en Syrie, notamment en ce qui concerne la liberté d'expression, la torture et le traitement de la minorité kurde.
À l'exception du Parti Baas, toutes les autres formations politiques ont été interdites, faisant de la Syrie un pays à parti unique sans élections démocratiques.
La liberté d'expression, d'association et de réunion étaient étroitement surveillées avant le soulèvement et les autorités harcelaient les défenseurs des droits de l'homme ainsi que les personnalités critiques vis-à-vis du régime et les détenaient, souvent sans procès, dans des conditions inhumaines et en ayant recours à la torture.
Les femmes et les minorités ont subi des discriminations dans le secteur public. Des milliers de Kurdes syriens se sont vu refuser la nationalité en 1962, et leurs descendants continuent à être considérés comme « étrangers ». Depuis 2004, des émeutes récurrentes ont exacerbé les tensions dans les zones kurdes du pays. La situation a entrainé des heurts réguliers entre les manifestants kurdes et les forces de l'ordre,.

## Forces en présence

### Camp pro-gouvernemental

#### Régime el-Assad

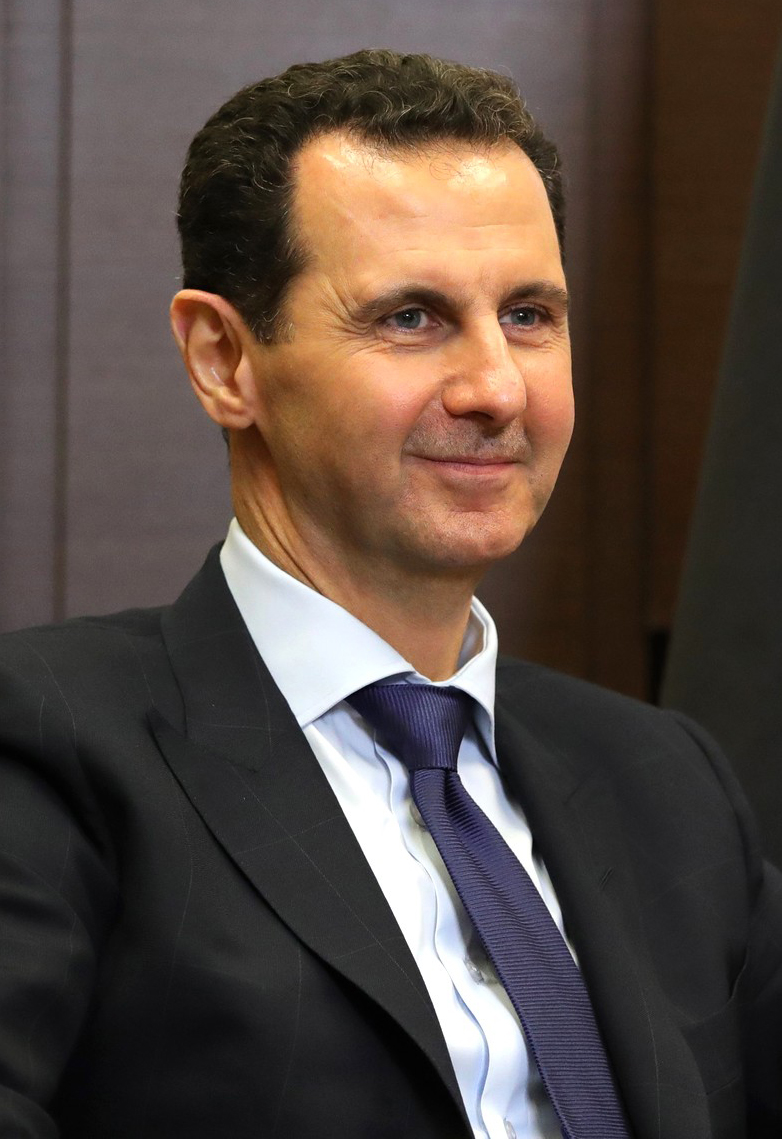
Bachar el-Assad, président de la République arabe syrienne entre 2000 et 2024.
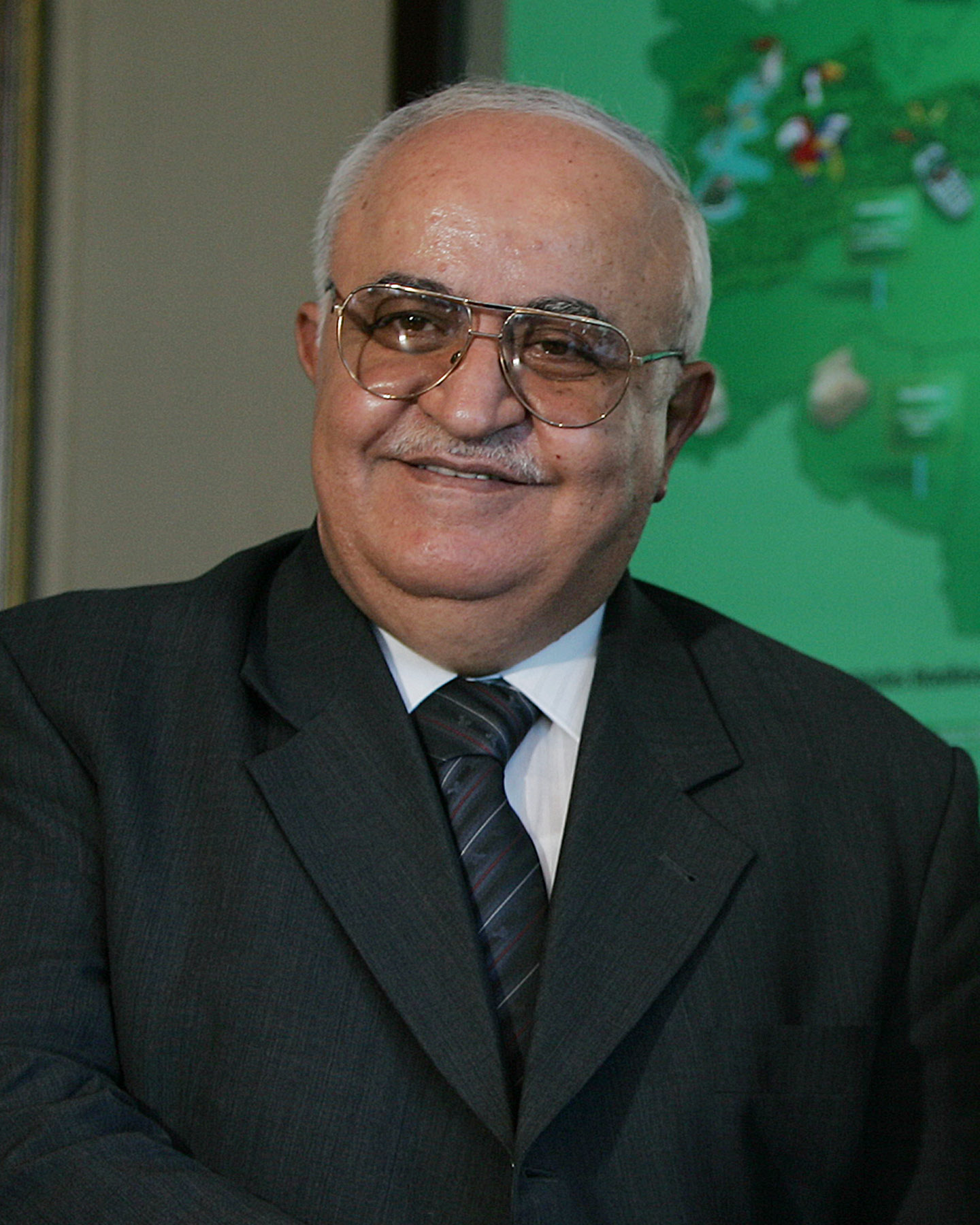
Mohammed Naji al-Otari, Premier ministre de la Syrie, de 2003 à 2011.
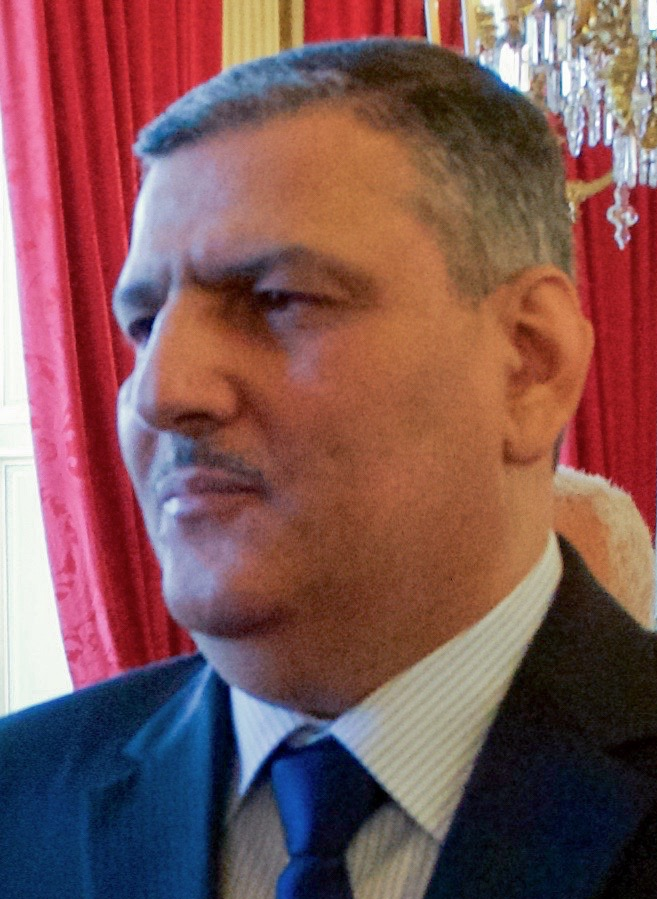
Riad Hijab, Premier ministre de la Syrie, en 2012. Il rejoint ensuite l'opposition.
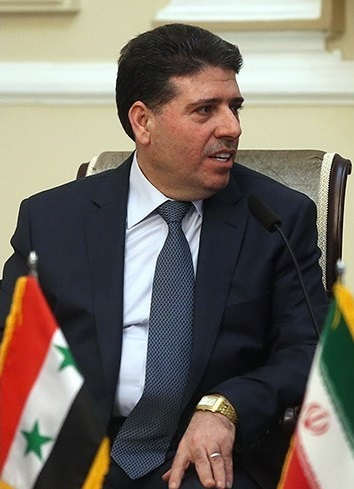
Wael al-Halki, Premier ministre de la Syrie, de 2012 à 2016.
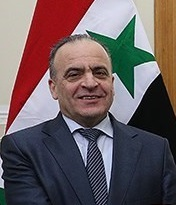
Imad Khamis, Premier ministre de la Syrie, de 2016 à 2020.
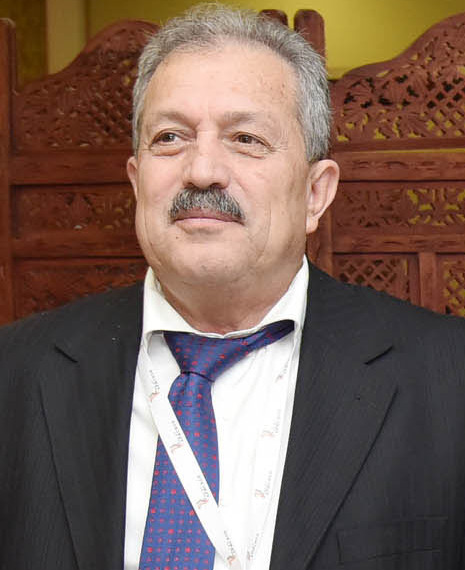
Hussein Arnous, Premier ministre de la Syrie de 2020 à 2024.

Drapeau de la République arabe syrienne.

La position du gouvernement vis-à-vis de la révolte armée est d'incriminer des « groupes armés antigouvernementaux » ou des « islamistes armés », ainsi que des « ingérences extérieures » occidentales et des infiltrations d'armes commanditées par des pays adverses, dont le Qatar et l'Arabie saoudite. Ainsi, le 3 juin 2012, Bachar el-Assad affirme dans une allocution télévisée que l'État syrien fait « face à une véritable guerre menée de l'étranger ».
Rappelant qu'après les attentats du 11 septembre 2001, la Syrie a été une base arrière des djihadistes étrangers comme le Français Boubaker El Hakim, le journaliste David Thomson estime fin 2016 que « le régime Assad a toujours instrumentalisé les djihadistes en sa faveur et aujourd’hui, il doit sa survie à la présence de l’État islamique. Donc en aucune manière ce régime ne peut être considéré comme la solution face au djihadisme. ».

#### Défections dans le camp loyaliste
Début juillet 2012, le général Manaf Tlass, intime de Bachar el-Assad tombé en disgrâce et fils de l'ancien ministre de la défense de Hafez el-Assad, fait défection et se présente à la troisième réunion des Amis du peuple syrien qui se tient à Paris. Le 11 juillet 2012, l'ambassadeur de Syrie en Irak Naouaf Fares fait également défection. À la mi-juillet 2012, 18 généraux, et de nombreux officiers et soldats de l'armée syrienne ont abandonné le gouvernement et se sont réfugiés en Turquie avec leurs familles. Le 6 août 2012, le Premier ministre Riad Hijab fait défection deux mois après sa nomination et rejoint l'opposition. Mi-août 2012, une dizaine de diplomates syriens à l'étranger ont officiellement rejoint la contestation.

#### L'Armée arabe syrienne

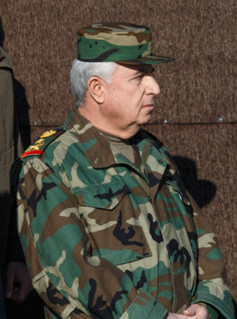
Ali Abdallah Ayyoub, chef d'état-major des Forces armées syriennes de 2012 à 2018, puis ministre de la Défense de 2018 à 2022.
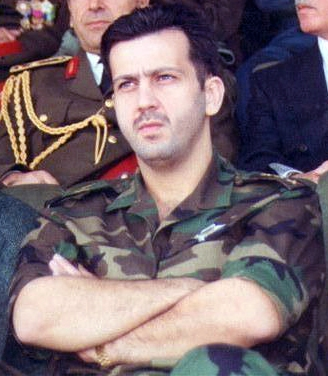
Maher al-Assad, frère du président Bachar el-Assad, général de la 4e division blindée.

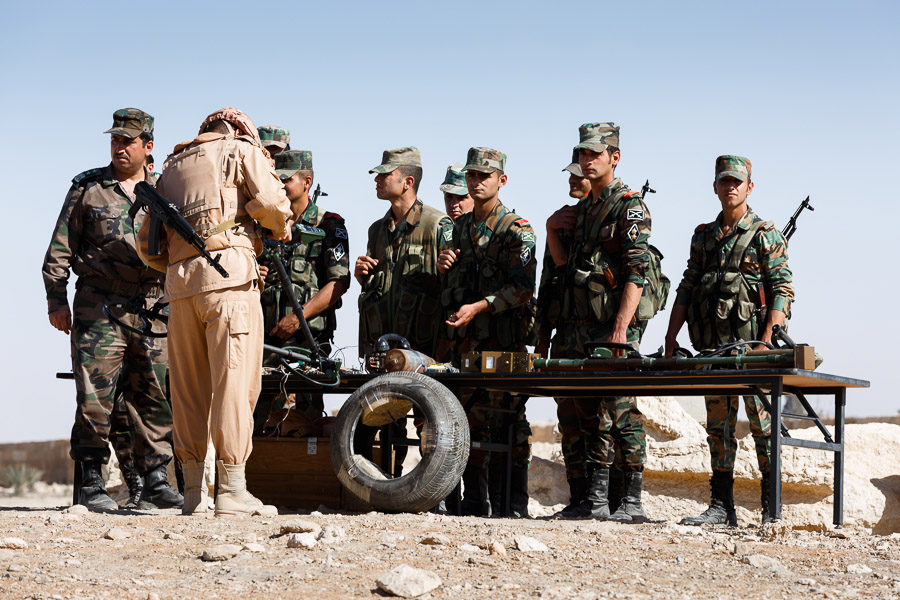
Des soldats de l'armée syrienne à Palmyre, le 5 mai 2016.

Insigne de la Garde républicaine.

Avant le soulèvement, les troupes régulières de l'armée syrienne comptaient environ 325 000 hommes, dont 220 000 dans l'Armée de terre et le reste réparti entre la marine, l'armée de l'air et la défense aérienne. À ces effectifs venaient s'ajouter 280 000 à 300 000 réservistes.
Dès le mois de juin 2011, des défections sont signalées. En juillet 2012, l'Observatoire syrien des droits de l'homme estimait que des dizaines de milliers de soldats avaient déserté. Selon des experts occidentaux, ces défections, bien que dommageables pour le moral, n'avaient pas altéré la force de frappe de l'armée syrienne, la plupart des déserteurs étant issus de la communauté sunnite, dont les membres n'ont jamais occupé de poste de responsabilité dans le dispositif.
En mars 2013, selon l'International Institute for Strategic Studies de Londres, l'effectif régulier de l'Armée de terre syrienne était tombé à 110 000, en raison des défections, des désertions et des victimes. Le gouvernement ne peut alors réellement compter que sur les contingents alaouites : les Forces spéciales, la Garde républicaine et deux divisions d'élite (3e et 4e divisions), soit 50 000 hommes au total. De son côté, The Institute for the Study of War estime dans un rapport publié le 15 décembre 2014, que les forces de l'armée syrienne sont passées de 325 000 hommes au début du conflit à 150 000 hommes au début de l'année 2015.
Dès 2013, l'armée syrienne est affaiblie par de très lourdes pertes. Les unités d'élite sont décimées et des troupes sunnites sont maintenues en garnison dans les casernes de peur qu'elles ne passent à la rébellion. Les officiers se muent en seigneurs de guerre vivant du racket et des trafics. Progressivement, l'armée syrienne est supplantée par des milices et des troupes étrangères alliées.

#### Les chabiha
Les chabiha sont des milices pro-gouvernementales non officielles généralement issues de la communauté alaouite. Le gouvernement les a utilisées régulièrement, au début des troubles, pour disperser les manifestations et faire régner l'ordre dans les quartiers en effervescence,,. Quand les manifestations ont laissé place au conflit armé, l'opposition a commencé à nommer « shabiha » tout civil pro-Assad participant à la répression du soulèvement. L'opposition a accusé les shabiha d'être à l'origine de nombreux abus commis à l'encontre des manifestants et des opposants ainsi que de pillages et de déprédations,.
Les chabiha auraient été créés par Bassel al-Assad dans les années 1980 pour être utilisés par le gouvernement en période de crise. On les a décrits comme « des paramilitaires alaouites de mauvaise réputation, accusés d'être les hommes de main du régime d'Assad », des « mercenaires loyaux envers Assad » et selon l'Arab Center for Research and Policy Studies, basé au Qatar, « des gangs à demi hors-la-loi, composés d'hommes de main proches du régime ». Fin 2012, les chabiha fusionnent avec plusieurs autres milices pour former la Jaych al-Shabi, qui devient ensuite les Forces de défense nationale.
En décembre 2012, les shabiha ont été listés comme des organisations terroristes par les États-Unis

#### Les Forces de défense nationale
Formées initialement sous le nom de « Jaych al-Shabi », à la fin de l'année 2012 par la fusion de plusieurs milices, les Forces de défense nationale (FDN) rassemblent environ 100 000 hommes,. Elles reçoivent équipements et salaires du gouvernement,, mais elles sont formées et organisées par le corps des gardiens de la révolution islamique. La plupart de ces miliciens sont Alaouites, mais certains sont également chrétiens ou druzes,,.

#### Les milices chiites

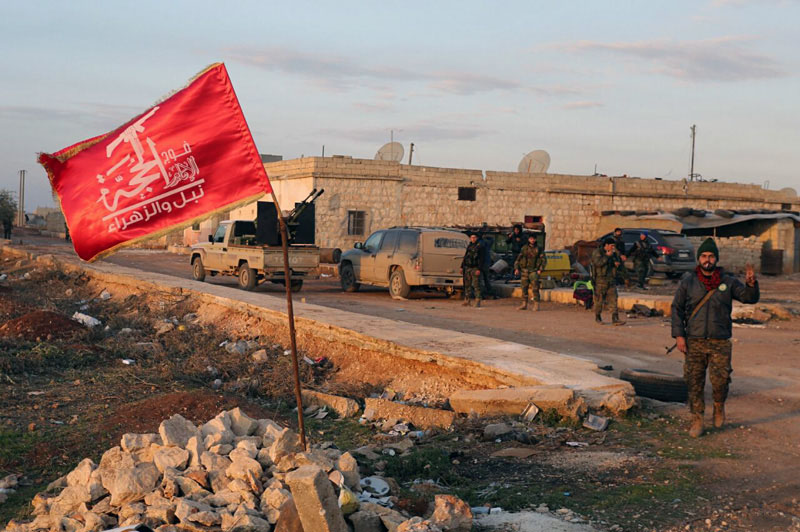
Miliciens chiites du Fawj al-Imam al-Hujja, après le siège de Nobl et Zahraa, le 3 février 2016.

Dès l'été 2011, de nombreuses milices chiites, armées et entraînées par l'Iran, sont déployées en Syrie aux côtés des forces loyalistes. Ces combattants invoquent la protection de la mosquée de Sayyida Zeinab, près de Damas, un haut lieu de pèlerinage chiite, pour justifier leur intervention. Les milices sont présentes dès le début du conflit, mais leur nombre augmente sensiblement par la suite. En 2016 jusqu'à 50 milices chiites sont présentes en Syrie. Les groupes les plus importants sont le Hezbollah, la Brigade Abou al-Fadl al-Abbas, l'Organisation Badr, Asaïb Ahl al-Haq, le Harakat Hezbollah al-Nujaba, la Brigade des Fatimides, les Brigades de l'imam Ali et la Saraya al-Khorasani. Début 2014, le nombre des combattants est estimé entre 5 000 à 10 000, puis entre 20 000 et 40 000 début 2016, entre 40 000 et 60 000 fin 2016, et jusqu'à un maximum de 100 000 combattants en 2018. Ils sont pour la plupart Irakiens, Syriens, Iraniens, Libanais, Afghans, mais on compte aussi des Pakistanais, des Yéménites,. Leur salaire est versé par le régime syrien,. D'après des responsables politiques chiites et le ministre des Affaires étrangères irakien Hoshyar Zebari, les combattants en question n'ont cependant pas reçu de feu vert officiel de la part des chefs de leurs mouvements ou du gouvernement irakien, dominé par les chiites, pour aller combattre en Syrie,,,.

#### Le Hezbollah

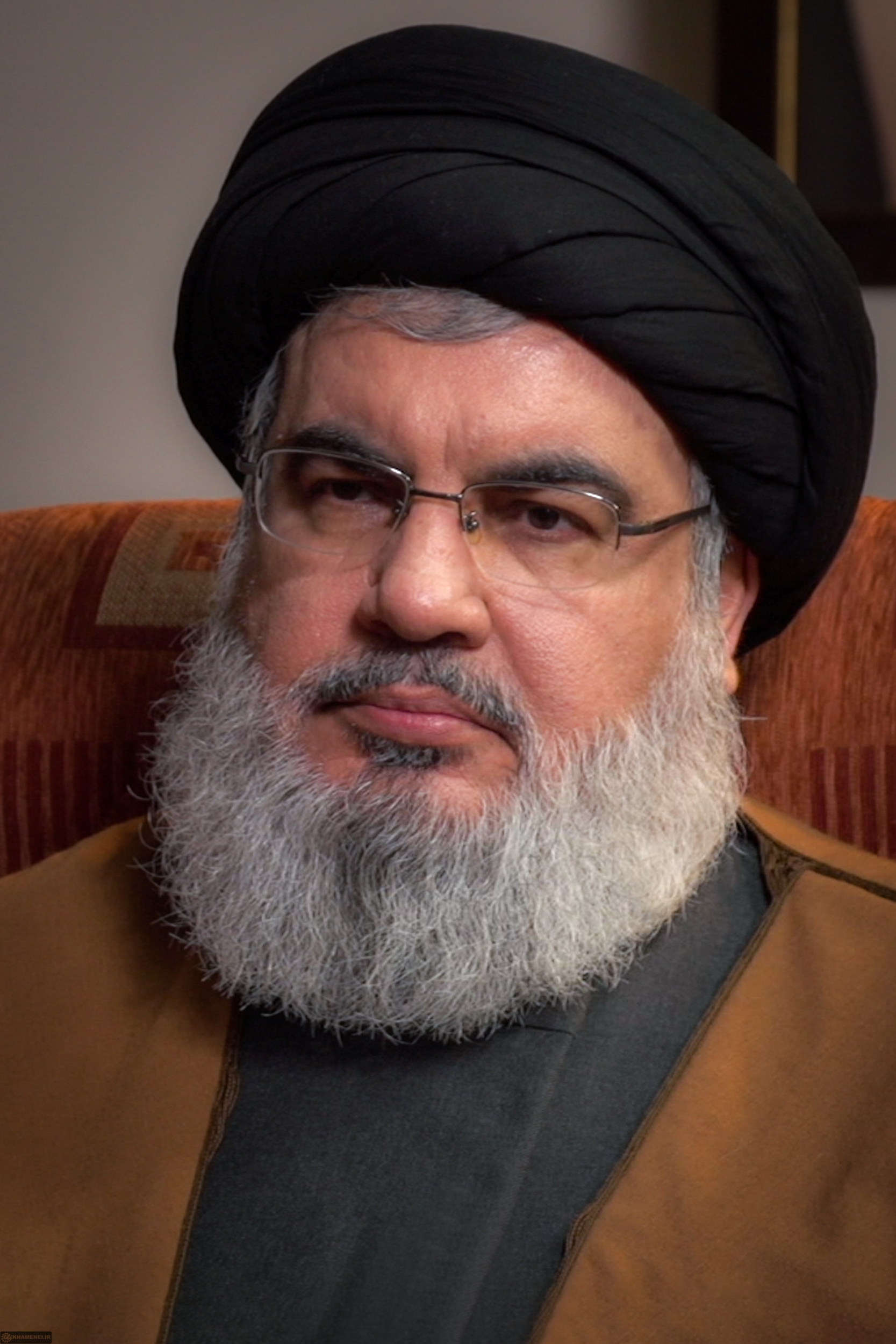
Hassan Nasrallah, secrétaire général du Hezbollah de 1992 à 2024.

En 2012, le Hezbollah, milice libanaise chiite pro-iranienne, envoie des forces en Syrie pour appuyer le régime de Damas qui lui assure un important soutien logistique dans sa lutte contre Israël,,. Fin avril 2013, Hassan Nasrallah, le chef du Hezbollah, reconnaît officiellement la participation de son organisation aux combats en Syrie,. D'après l'universitaire Thomas Pierret, « le Hezbollah cherche à protéger les points stratégiques syriens qui lui permettent d’acheminer des armes venues d’Iran ». Le 25 mai 2014, Hassan Nasrallah déclare que le Hezbollah se bat en Syrie parce que Damas « a nourri et protégé la résistance libanaise ». Accusé par ses détracteurs de baisser la garde contre Israël en envoyant des combattants en Syrie, il s'est dit convaincu de la victoire finale du régime d'el-Assad et a assuré que le Hezbollah avait « toujours la capacité de dissuader Israël » et que « c’est l’une des inquiétudes de l’ennemi israélien : il regarde la Syrie et l’Iran et il voit qu’ils donnent toute l’aide qu’ils peuvent à la résistance ». Avec entre 5 000 à 8 000 hommes déployés en Syrie, le Hezbollah fournit le plus gros contingent de miliciens chiites étrangers,. Malgré les lourdes pertes subies, militairement le Hezbollah monte fortement en puissance lors de la guerre civile syrienne,.

### L'opposition politique: CNS et CNFOR

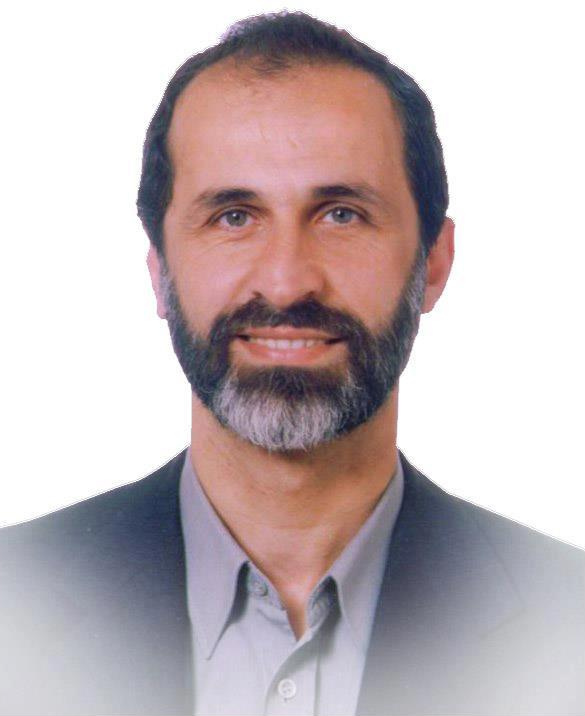
Mouaz al-Khatib, président de la CNFOR, de 2012 à 2013.
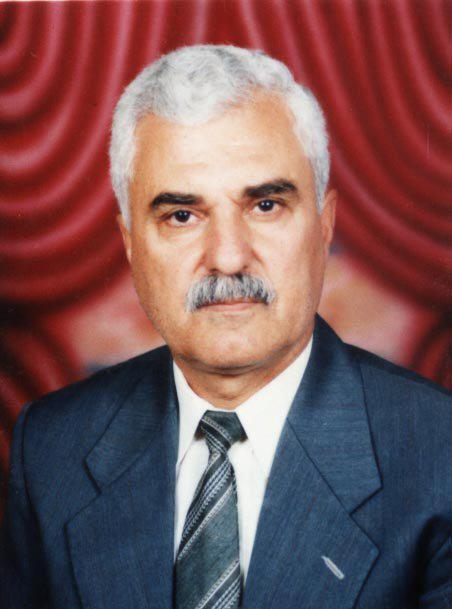
Georges Sabra, président de la CNFOR en 2013.
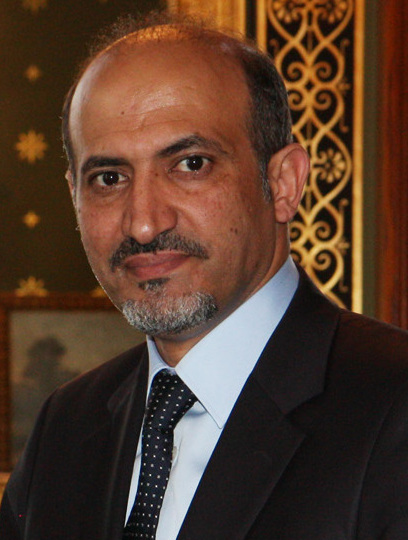
Ahmad Jarba, président de la CNFOR de 2013 à 2014.
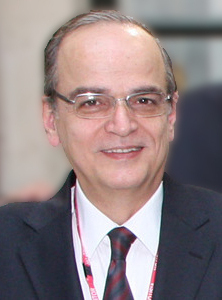
Hadi al-Bahra, président de la CNFOR de 2014 à 2015.
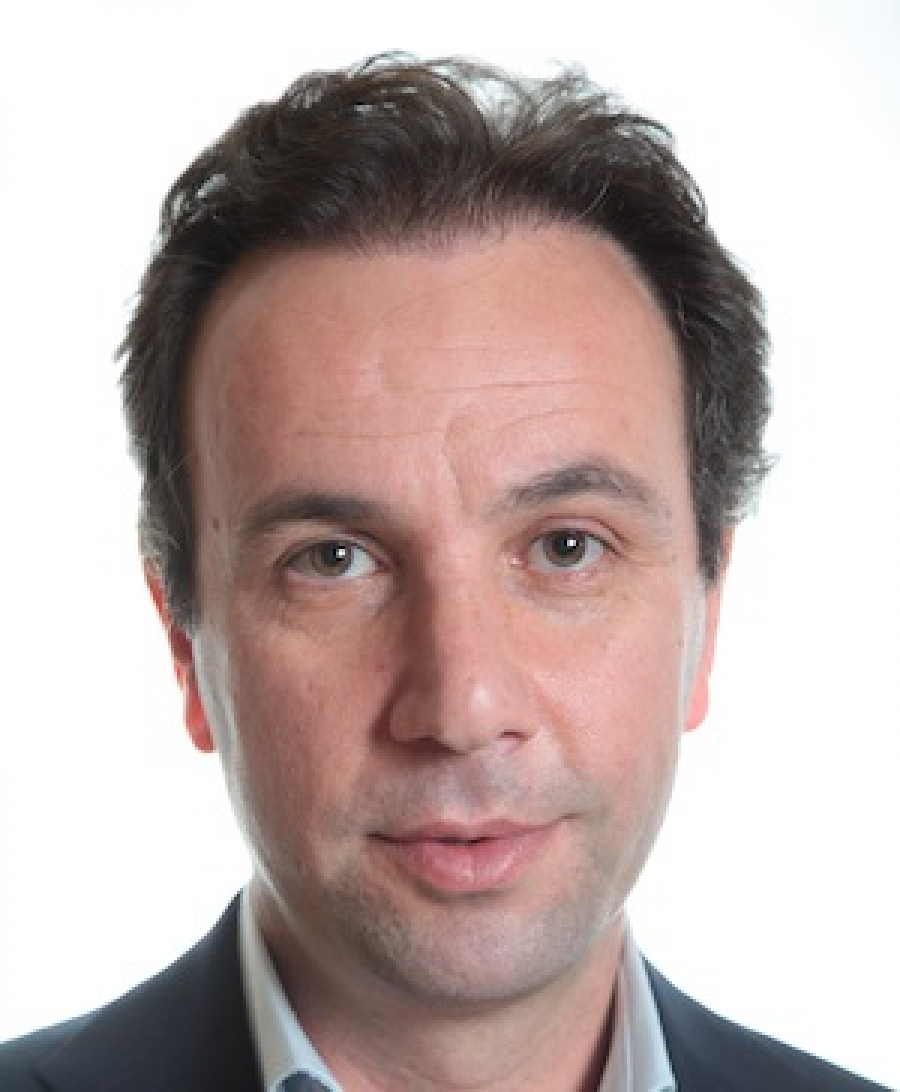
Khaled Khoja, président de la CNFOR de 2015 à 2016.

Logo de la CNFOR.

Le Conseil national syrien est une autorité politique de transition créée le 15 septembre 2011 et officialisée les 1er et 2 octobre 2011 à Istanbul, en Turquie, pour coordonner l'opposition au régime de Bachar el-Assad, en Syrie et dans les pays tiers.
Composé de 400 membres et dominé par les sunnites, le CNS rassemble plus de 30 organisations d'opposants dont les Frères musulmans (qui y sont majoritaires,,), des libéraux mais aussi des partis kurdes et assyriens,.
Le 11 novembre 2012, le CNS adhère à la Coalition nationale des forces de l'opposition et de la révolution dont il reste la principale composante.
La Coalition nationale des forces de l'opposition et de la révolution (ou Coalition nationale syrienne), est une autorité politique de transition créée le 11 novembre 2012 à Doha, au Qatar. Siégeant au Caire, plus large que le CNS, bien financée et largement reconnue au niveau international,,,,,, la Coalition engage « les parties signataires à œuvrer pour la chute du régime, et de tous ses symboles et piliers, et pour le démantèlement de ses organes de sécurité, en poursuivant tous ceux qui ont été impliqués dans des crimes contre les Syriens ».
Denise Natali, professeur à la National Defense University, estime que la Coalition représente mieux les intérêts de ses soutiens étrangers que ceux des Syriens de l'intérieur, et ne se distingue du CNS que par une allégeance au Qatar et aux autres États du Golfe Persique plutôt qu'à la Turquie.

### Opposition armée: Armée syrienne libre, Ahrar al-Cham, Front al-Nosra et autres groupes

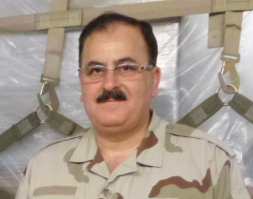
Selim Idriss, commandant en chef de l'Armée syrienne libre de 2012 à 2014 et chef de l'Armée nationale syrienne de 2019 à 2021.
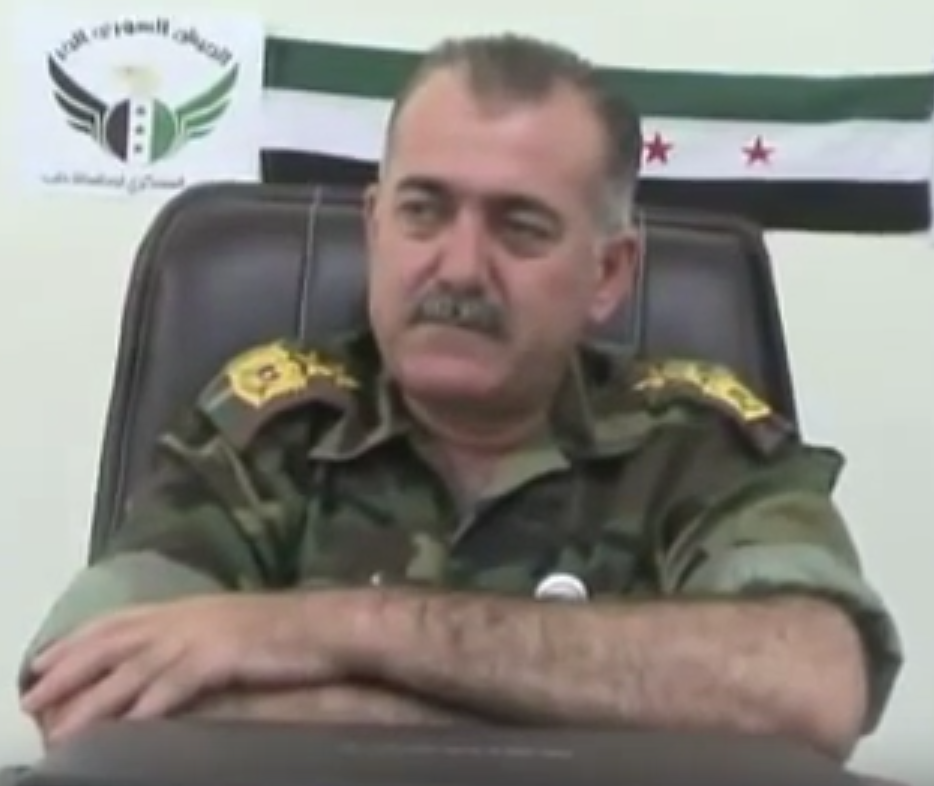
Abdul Jabbar al-Oqaidi, chef du Conseil militaire d'Alep en 2012.
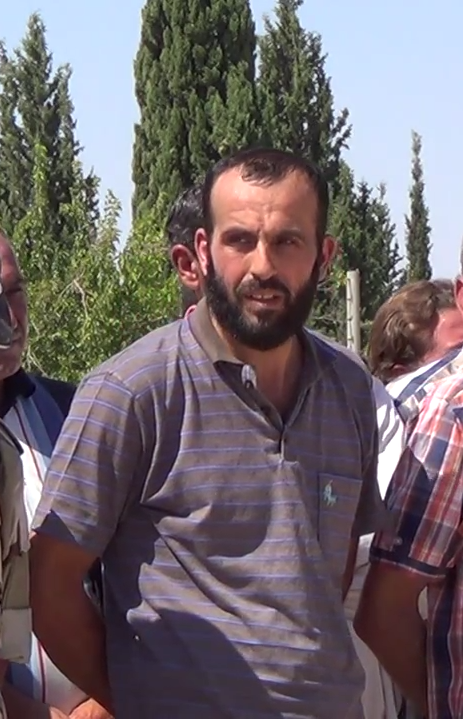
Abd al-Qader Salah, chef du Liwa al-Tawhid.
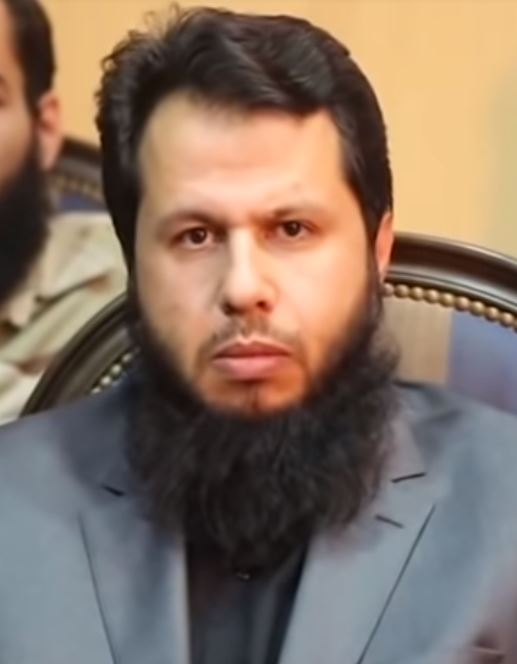
Hassan Aboud, chef et fondateur d'Ahrar al-Cham.
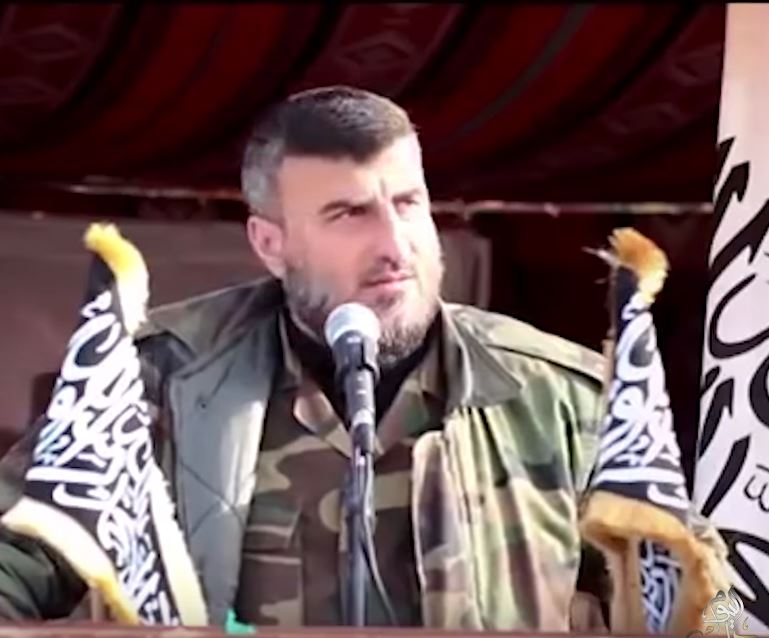
Zahran Allouche, chef et fondateur de Jaych al-Islam.
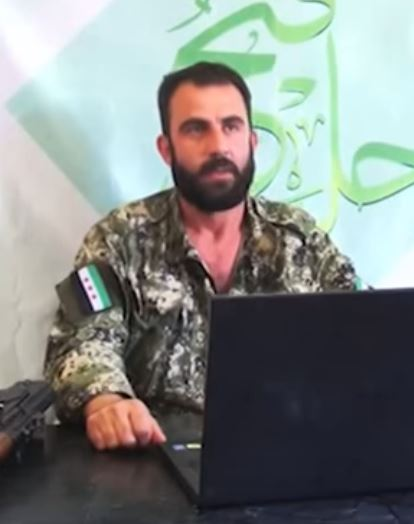
Yasser Abdel Rahim, chef de Faylaq al-Cham et de Fatah Halab.
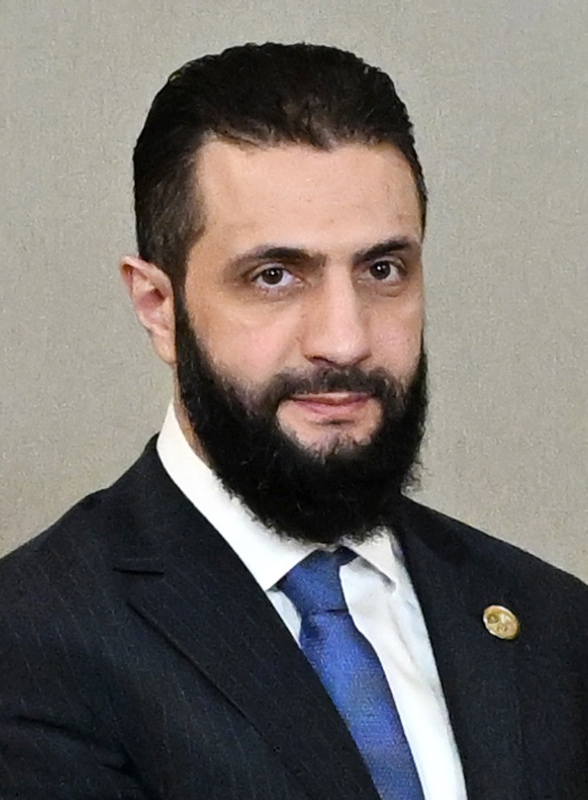
Ahmed al-Charaa, dit Abou Mohammed al-Joulani, chef du Front al-Nosra, puis de Hayat Tahrir al-Cham.

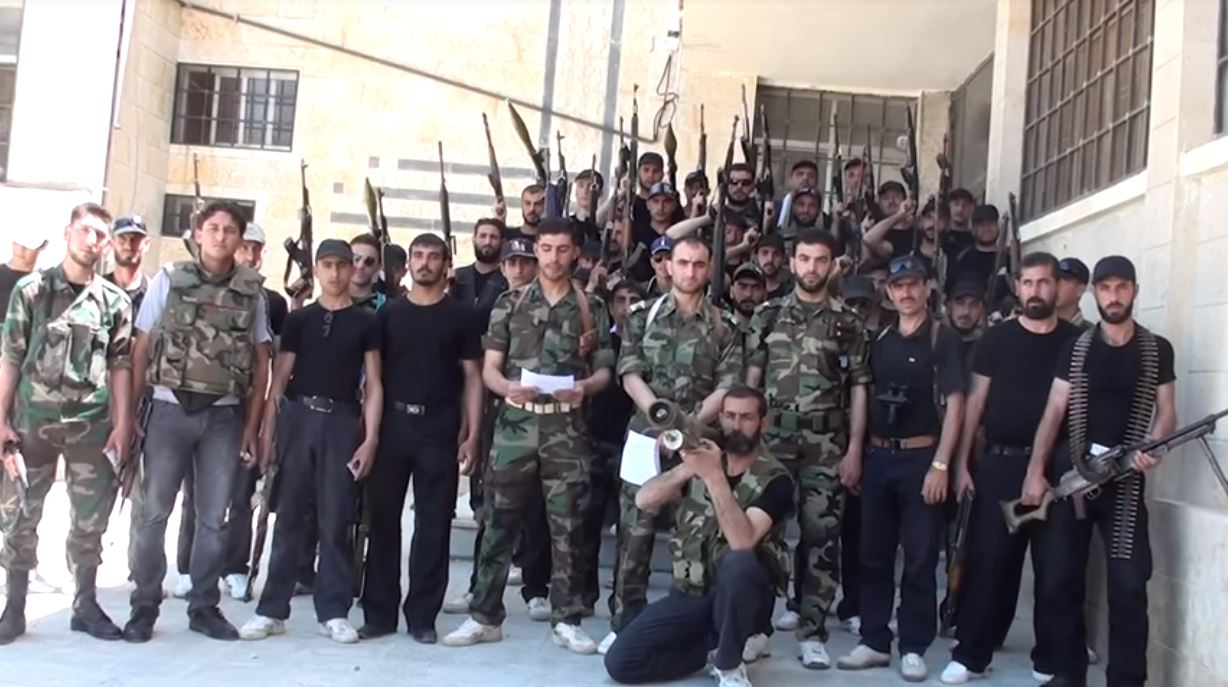
Rebelles de l'Armée syrienne libre à Rastane, le 26 avril 2012.

Drapeau de l'Armée syrienne libre.

À l'automne 2011, face à la répression, des défections se produisent dans les rangs gouvernementaux et une frange de l'armée semble se constituer en opposition armée au gouvernement. Deux groupes de soldats séditieux, l'Armée syrienne libre (créée en juillet 2011 par le colonel Riad al-Asaad) et le Mouvement des officiers libres, se forment. Ils fusionnent en septembre 2011 sous l'égide du premier, alors que les attaques de déserteurs contre les forces gouvernementales se multiplient,,. Le 29 novembre 2011, l'ASL reconnaît l’autorité du Conseil national syrien (CNS).
Fin août 2012, à l'instigation de la France et de la Turquie, plusieurs centaines d'officiers, déserteurs de l'armée syrienne, se réunissent à Istanbul, autour du général Mohamed Al Haj Ali, le plus gradé d'entre eux, et décident de placer l'ensemble des brigades rebelles sous son commandement. Le projet échoue en raison des dissensions entre bailleurs de fonds et de la montée en puissance des djihadistes étrangers dans le nord du pays. Alors que le clan el-Assad resserre les rangs, l'option d'un retournement des forces armées, déterminant dans la chute des régimes tunisien et égyptien, s'éloigne définitivement.
L'ASL ne forma cependant jamais une armée unie, elle devient progressivement un simple label dont se réclament certains groupes rebelles indépendants de fait. En 2015, elle regroupait environ 70 factions, la plupart dans le sud de la Syrie, rassemblées au sein du Front du Sud. Parmi les principales brigades affiliées à l'ASL figurent ; la Brigade Ahfad al-Rassoul, la Brigade al-Farouq, le Liwa al-Tawhid, les Brigades des martyrs de Syrie, le Mouvement Hazm, l'Armée de Yarmouk, Faylaq al-Rahman, Fastaqim Kama Umirt, Alwiyat Saif al-Cham, la 1re division côtière, la 101e division d'infanterie, Liwa Suqour al-Jabal, la 13e division, la 16e division d'infanterie, Liwa Shuhada al-Islam, Fursan al-Haq, la Brigade de la Tempête du Nord et la Division Sultan Mourad.

Drapeau du Front islamique et d'Ahrar al-Cham.

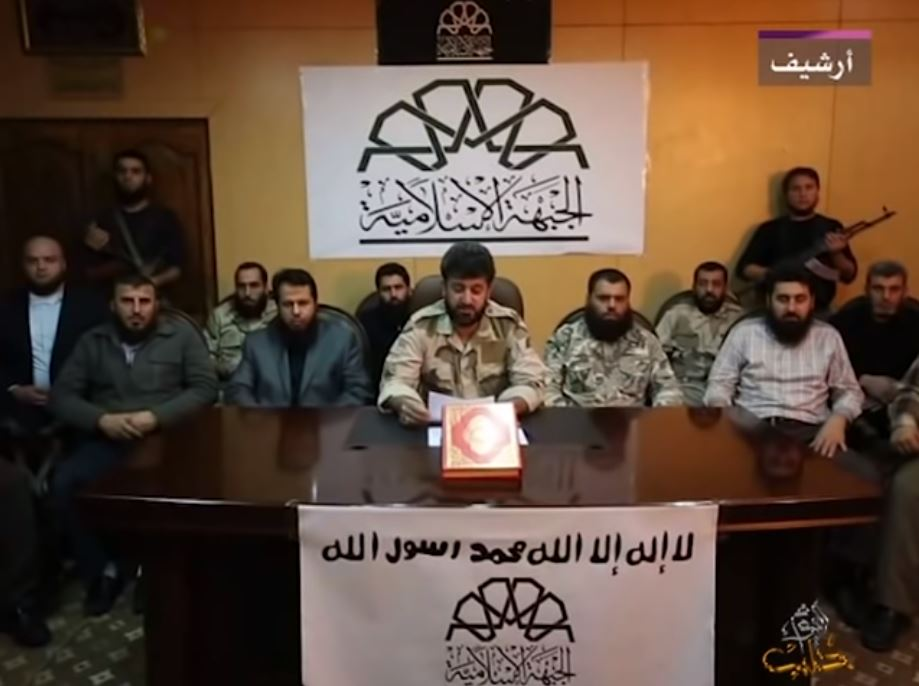
Annonce de la formation du Front islamique, le 22 novembre 2013.

Dès 2012, les islamistes voient leurs effectifs fortement augmenter. Selon l'ONU, les rebelles issus des deux organisations liées à Al-Qaïda (Front al-Nosra et État islamique d'Irak) représentaient, en 2012, 5 % environ des insurgés, alors qu'en septembre 2013, « les membres de ces deux groupes et les salafistes en général sont en nombre au moins 40 % des 150 000 insurgés environ qui se battent sur l'ensemble du territoire ». « 58 % exactement des 600 factions armées les plus fortes — avec plus de 50 combattants — épousent [une] vision ultrarigoriste ou obscurantiste de l'islam ».
Les groupes islamistes sont divisés entre ceux relativement modérés, proches pour certains des Frères musulmans, comme le Front de l'authenticité et du développement, Faylaq al-Cham, l'Union islamique Ajnad al-Cham, le Harakat Nour al-Din al-Zenki, les Kataeb Thuwar al-Cham, Al-Fauj al-Awwal et Liwa al-Fatah,, et d'autres plus extrémistes, d'idéologie salafiste djihadiste, tels que Jaych al-Mouhajirine wal-Ansar, Jound al-Aqsa, Jound al-Cham, le Parti islamique du Turkistan, le Harakat al-Muthanna, le Harakat Cham al-Islam ou Liwa Ansar al-Khalifah.
Plusieurs structures de coordination et chambres d'opérations sont formées au cours du conflit. En 2012, des brigades salafistes ou proche des Frères musulmans se rassemblent au sein du Front islamique de libération syrien et du Front islamique syrien,. Plusieurs annoncent qu'elles rejettent la Coalition nationale syrienne. En novembre 2013, le Front islamique devient le plus important rassemblement de groupes rebelles syriens,. De mars 2015 à début 2017, l'Armée de la conquête domine dans le nord-ouest de la Syrie.

Drapeau du Front al-Nosra.

De 2015 à 2017, Ahrar al-Cham, Jaych al-Islam et le Front al-Nosra — seuls groupes dont les effectifs dépassent les 10 000 hommes — sont les trois principales organisations militaires rebelles en Syrie,. Le mouvement salafiste Ahrar al-Cham est le seul actif sur tous les fronts du territoire syrien. Jaych al-Islam, également salafiste, est quant à lui le principal groupe rebelle dans la région de Damas,,. Le Front al-Nosra est initialement une extension en Syrie de l'État islamique d'Irak. Mais en 2013, il refuse la fusion pour former l'État islamique en Irak et au Levant et est reconnu par Ayman al-Zaouahiri comme la branche syrienne d'Al-Qaïda. En 2016, pour des raisons tactiques, le Front al-Nosra et Al-Qaïda se séparent d'un commun accord et le premier se rebaptise Front Fatah al-Cham.
En janvier 2017, le Front Fatah al-Cham fusionne avec plusieurs autres groupes rebelles islamistes pour former Hayat Tahrir al-Cham. Face à cette alliance, les groupes rebelles non-djihadistes se restructurent sous le parrainage de la Turquie. Ahrar al-Cham se déradicalise avec d'une part les défections de ses membres les plus radicaux qui rejoignent Hayat Tahrir al-Cham et de l'autre le ralliement de plusieurs factions issues de l'ASL. En mai 2017, les factions de l'ASL actives dans la région d'al-Bab s'unissent pour former l'Armée nationale syrienne. Jaych al-Islam la rallie en 2017 et 2018, après avoir été chassé de Damas. Dans la région d'Idleb, Ahrar al-Cham fusionne avec le Harakat Nour al-Din al-Zenki pour former en février 2018 le Jabhat Tahrir Souriya. Puis, entre mai et août 2018, les factions de l'ASL à Idleb, le Jabhat Tahrir Souriya et quelques autres groupes fusionnent pour former le Front national de libération,, lequel rallie à son tour l'Armée nationale syrienne en octobre 2019,. De leur côté, quelques groupes djihadistes n'approuvant pas la rupture entre Hayat Tahrir al-Cham et al-Qaïda forment de nouvelles factions en 2018, les principales étant Tanzim Hurras ad-Din et Ansar al-Tawhid.
Au total, les forces de la rébellion syrienne sont estimées de 100 000 à 150 000 hommes en 2016,.

### L'État islamique

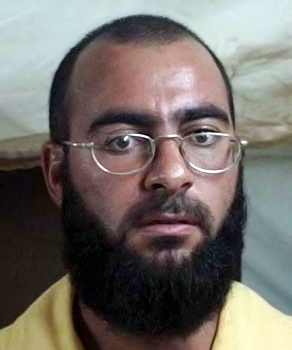
Abou Bakr al-Baghdadi, émir, puis « calife » de l'État islamique de 2010 à 2019.

Drapeau de l'État islamique.

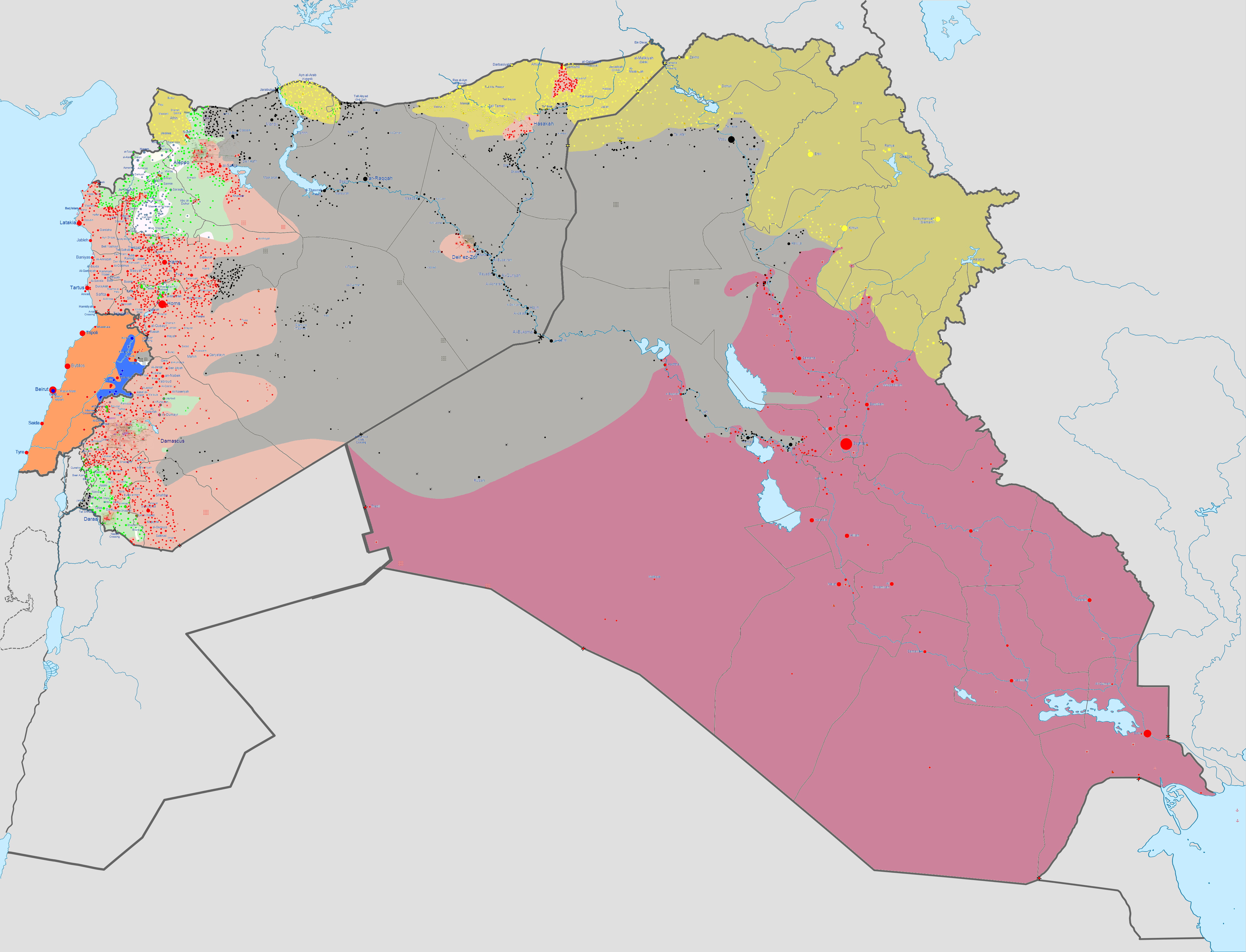
En gris, territoires contrôlés en Syrie et en Irak par le califat de l'État islamique en juin 2015.

Né en 2006 en Irak, l'État islamique est une organisation salafiste djihadiste, dirigée par Abou Bakr al-Baghdadi, proclamé calife le 29 juin 2014. Le groupe apparaît en Syrie le 9 avril 2013 sous le nom d'État islamique en Irak et au Levant et prend le nom d'État islamique lorsqu'il proclame l'instauration du califat, mais ses adversaires lui donnent le surnom de « Daech ».
Plus extrémiste encore que les autres groupes djihadistes, l'EIIL est craint pour sa violence, son intransigeance et son indifférence aux notions de droits humains. Très impliqué sur les réseaux sociaux, il attire un grand nombre de djihadistes étrangers venus de tout le Monde musulman et même d'Occident.
Cependant, sa radicalité et ses ambitions lui attirent rapidement l'hostilité des autres groupes rebelles, qui lui déclarent la guerre en 2014.
En 2013 et 2014, les effectifs en Syrie de État islamique sont estimés de 5 000 à 13 000 hommes,. Ils augmentent sensiblement à la suite de la proclamation du califat. En 2015, les estimations vont de 20 000 à 80 000 combattants, tant en Syrie qu'en Irak et sans compter le ralliement de nombreux groupes djihadistes à travers tout le monde musulman.

### Les Kurdes du PYD

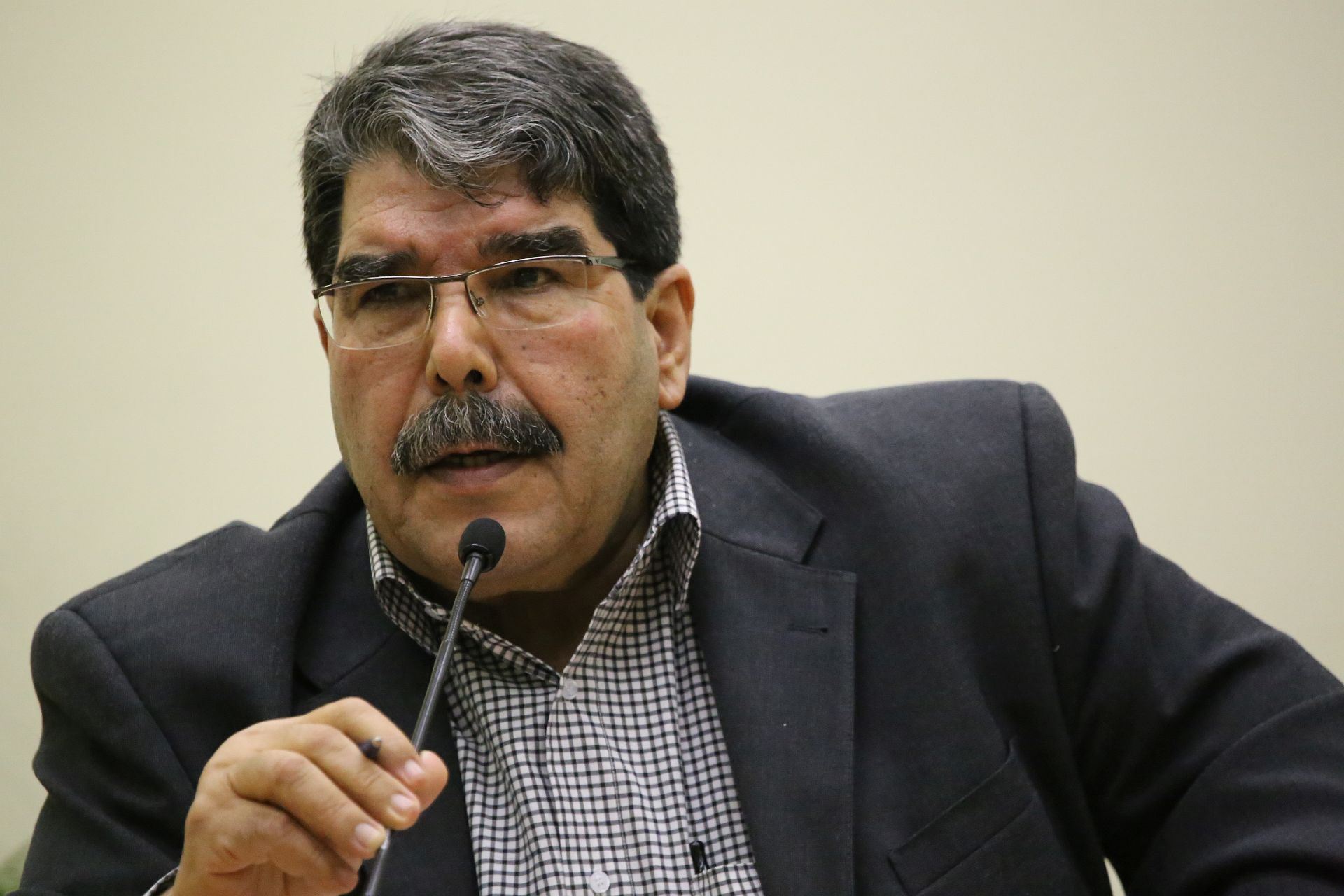
Salih Muslim, coprésident du PYD de 2010 à 2017 et depuis 2022.
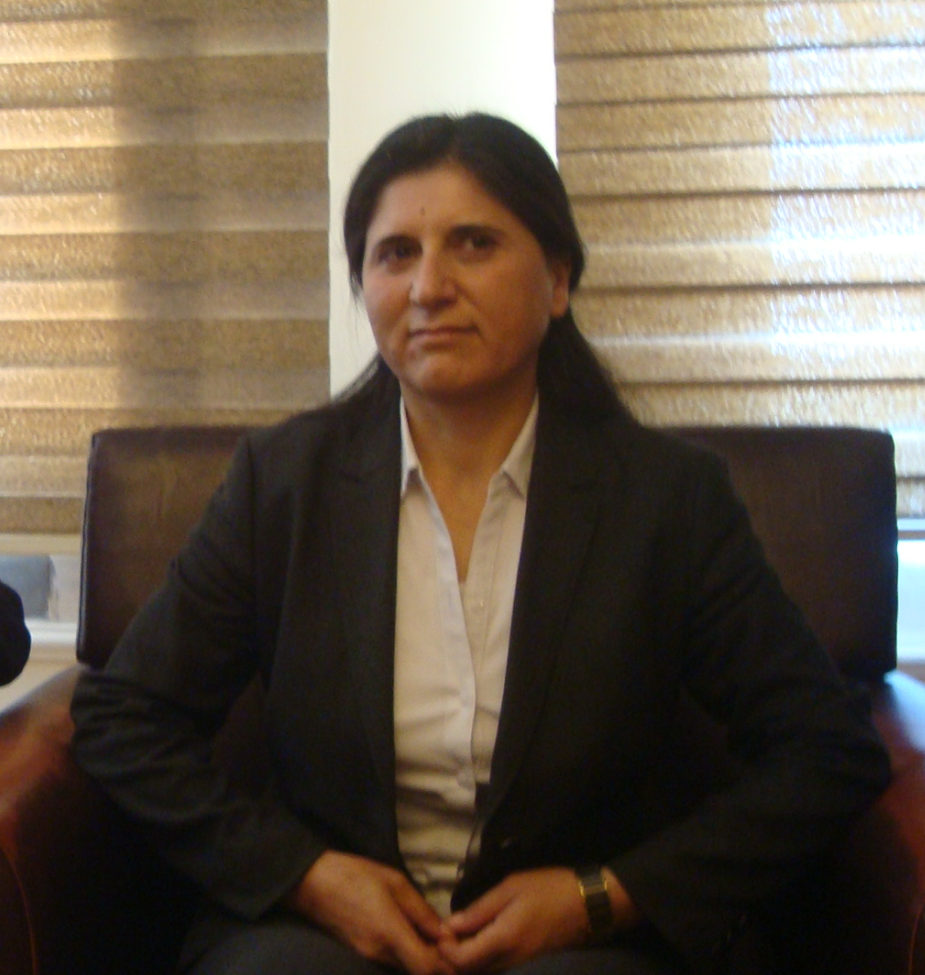
Asya Abdullah, coprésidente du PYD de 2010 à 2017 et depuis 2022.
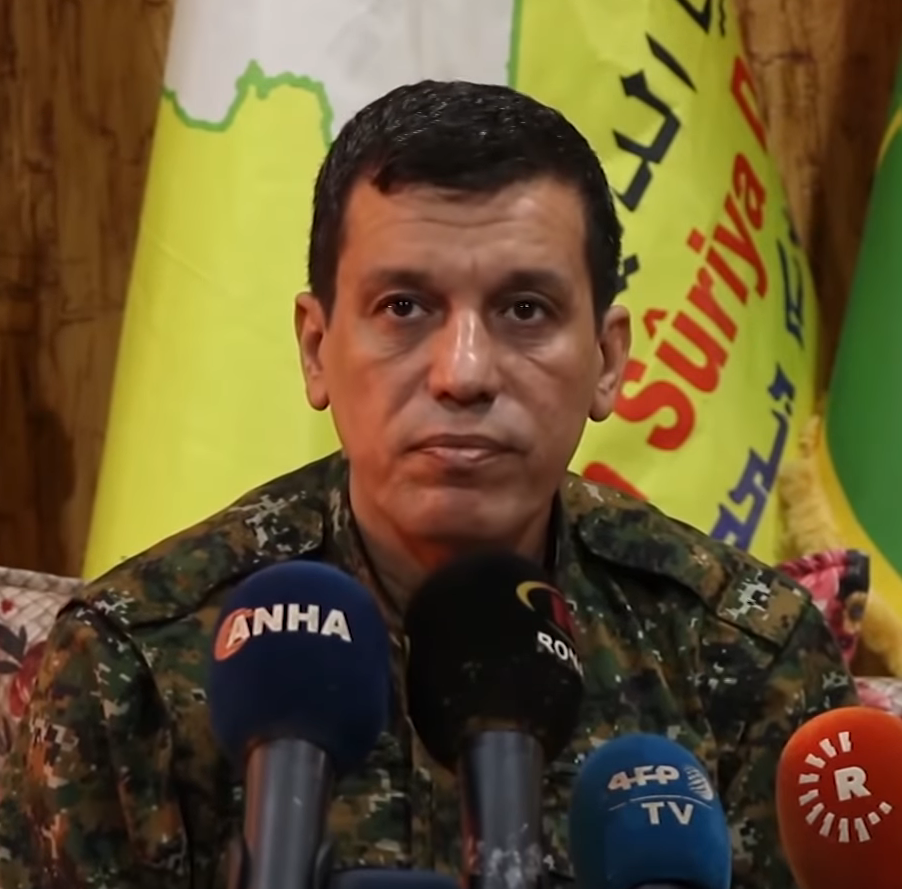
Mazloum Abdi, commandant en chef des Forces démocratiques syriennes.
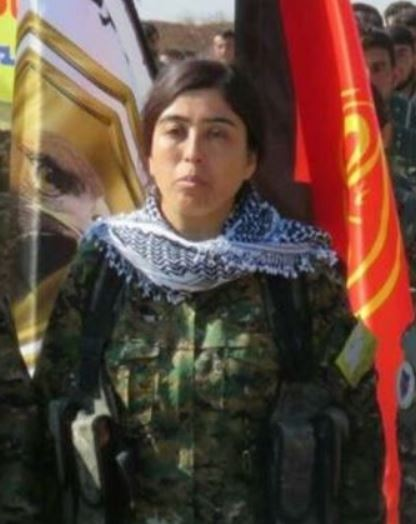
Rojda Felat, commandante au sein des YPG, YPJ et FDS.
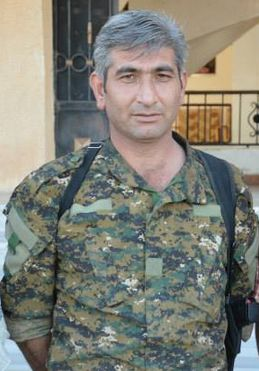
Rêdûr Xelîl, porte-parole des YPG.

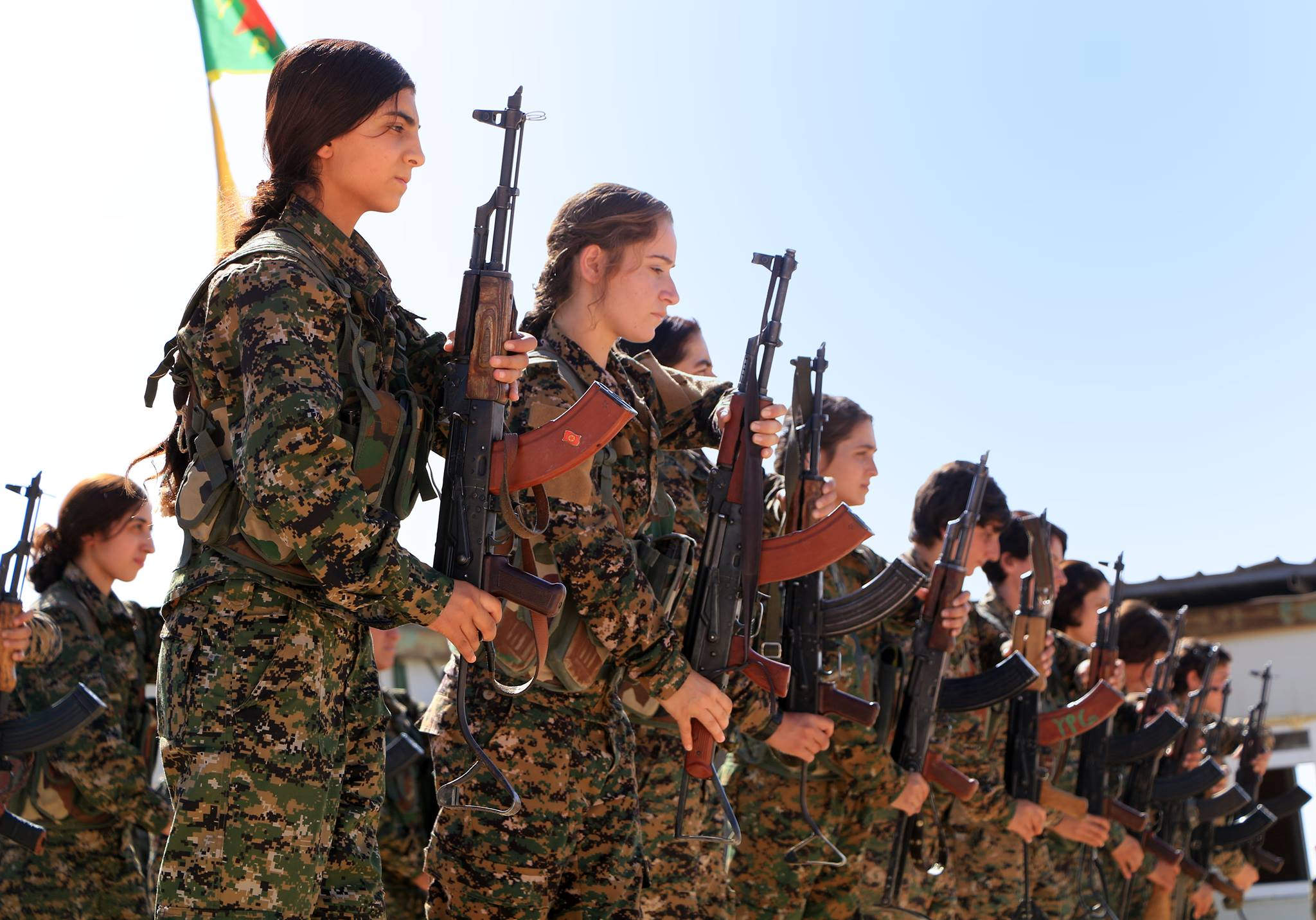
Combattantes des YPJ en 2016.

Drapeau des YPG, branche armée du PYD.

Drapeau des Forces démocratiques syriennes.

Historiquement discriminées par le régime et ancrées à une solide identité culturelle, les populations kurdes de Syrie occupent, le long de la frontière turque, trois enclaves séparées qui constituent le prolongement naturel des territoires kurdes de Turquie et d’Irak. Au début du conflit kurde en Turquie, la Syrie sert déjà de base arrière au Parti des travailleurs du Kurdistan (PKK) ; de 1979 à la fin des années 1990, tout en réprimant les autres organisations kurdes, le régime laisse le PKK installer son état-major sur son territoire. Cependant, en 1998, Damas se rapproche d'Ankara ; Abdullah Öcalan est expulsé et des centaines de militants sont arrêtés. En 2003, une branche syrienne du PKK, le Parti de l'union démocratique (PYD), est formée. En 2004, parti de Qamichli, un mouvement de protestation de Kurdes réclamant leurs droits civiques est réprimé par le régime, avec plusieurs dizaines de morts.
En juillet 2012, le PYD profite des désordres de la guerre civile pour prendre le contrôle du « Kurdistan syrien », appelé le Rojava. Depuis le 12 novembre 2013, ce dernier dispose d'une administration autonome, qui gère les questions « politiques, militaires, économiques et de sécurité dans la région et en Syrie ». Le PYD forme sa branche armée, les Unités de protection du peuple (YPG), dont les effectifs sont estimés entre 35 000 et 65 000 combattants, avec environ 40 % de femmes regroupées au sein des YPJ. Jouant leur propre carte, les Kurdes du PYD concluent parfois des alliances ponctuelles et opportunistes, tantôt avec les forces loyalistes, tantôt avec les rebelles. Hostiles au régime de Bachar el-Assad, ils affrontent cependant rarement les forces loyalistes avec lesquelles ils cohabitent dans certaines villes,. Ils combattent aussi à plusieurs reprises contre des groupes de l'Armée syrienne libre soutenus par la Turquie, tout en étant les alliés d'autres factions de l'ASL, notamment celles rassemblées au sein de Jaych al-Thuwar. Les YPG livrent l'essentiel de leurs combats contre les forces djihadistes, et principalement contre l'État islamique,. Considérés comme une organisation terroriste par la Turquie, les YPG parviennent cependant à s'allier au cours du conflit à la fois avec les États-Unis et avec la Russie,,.
En octobre 2015, les Kurdes des YPG forment avec d'autres factions une vaste alliance qui prend le nom de Forces démocratiques syriennes,. Elle rassemble des groupes arabes affiliés à l'Armée syrienne libre, ainsi que la milice tribale Jaych al-Sanadid, les chrétiens syriaques du MFS, et des volontaires anarchistes et marxistes-léninistes, venus principalement de Turquie et d'Europe et réunis au sein du Bataillon international de libération,. Cependant, les YPG et les diverses organisations affiliées au PYD demeurent la force dominante de cette coalition,.

### Acteurs internationaux

#### Rôle de l'Iran

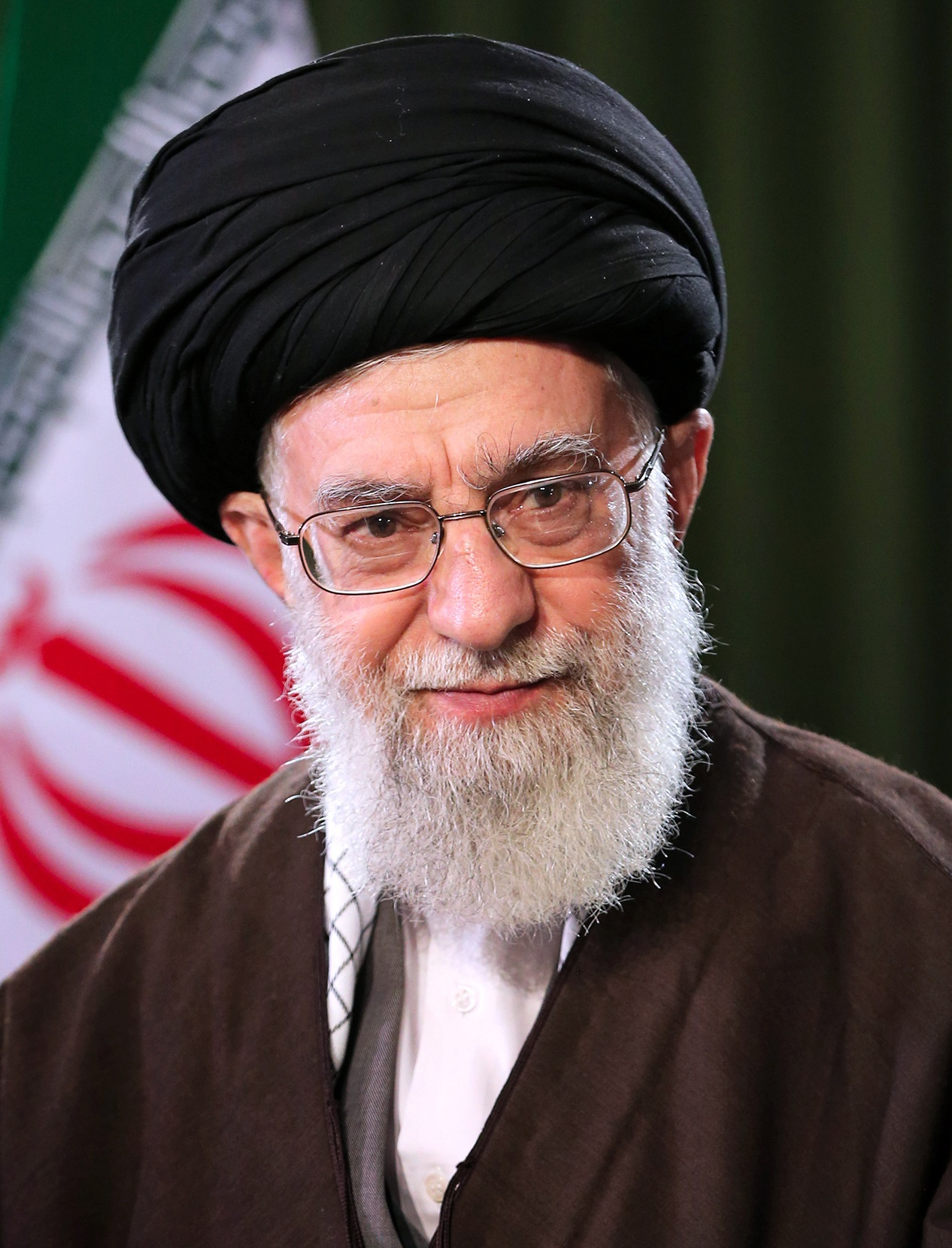
Ali Khamenei, guide suprême de la révolution islamique depuis 1989.
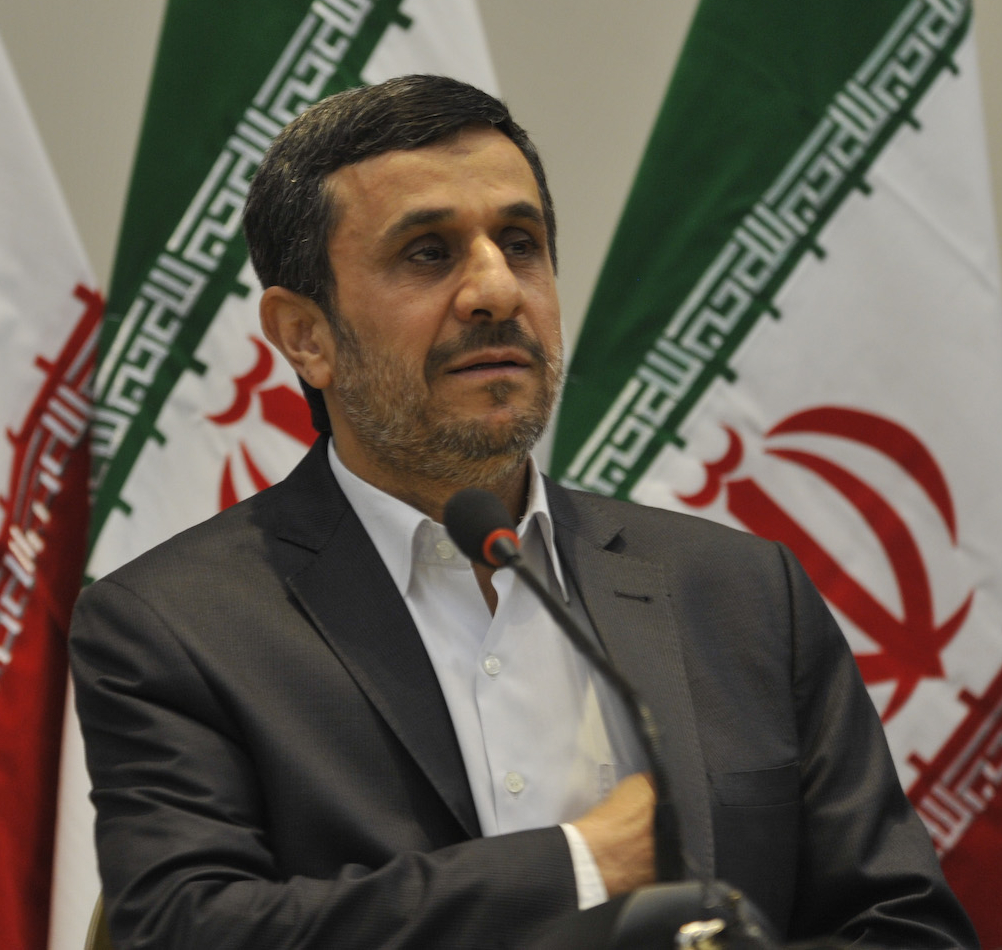
Mahmoud Ahmadinejad, président de la république islamique d'Iran de 2005 à 2013.
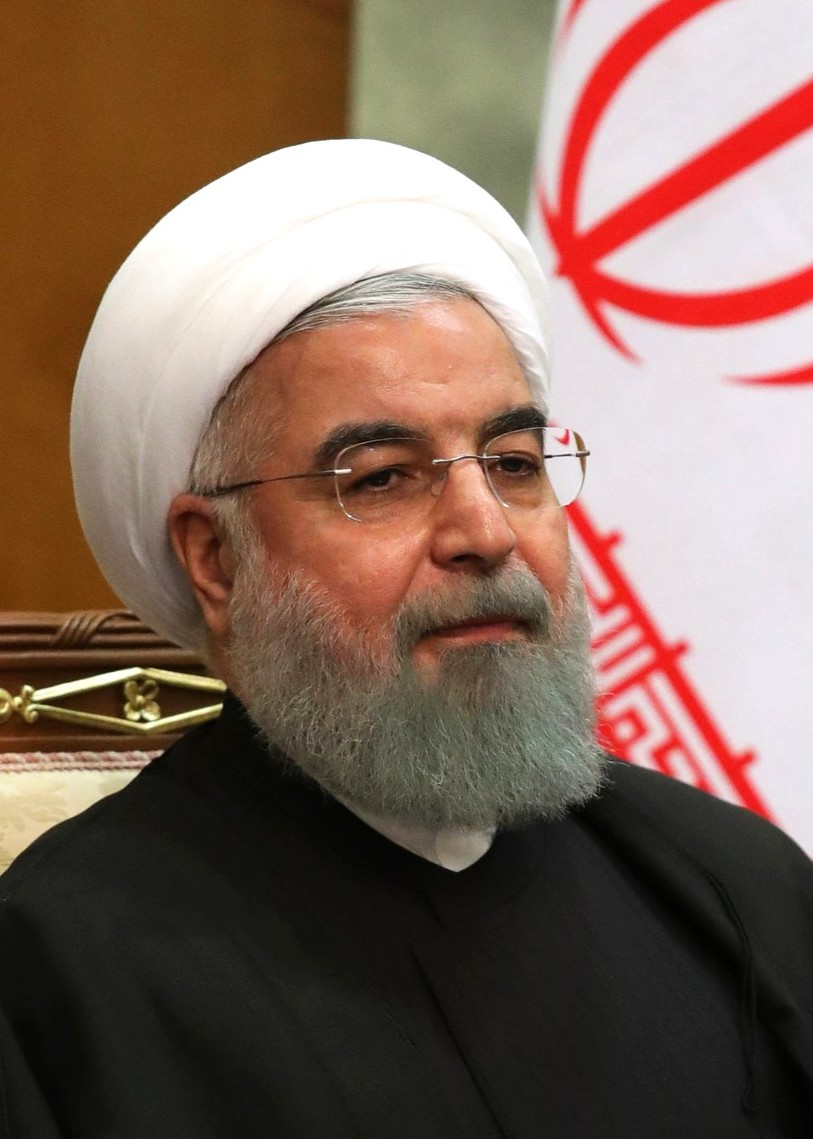
Hassan Rohani, président de la république islamique d'Iran de 2013 à 2021.
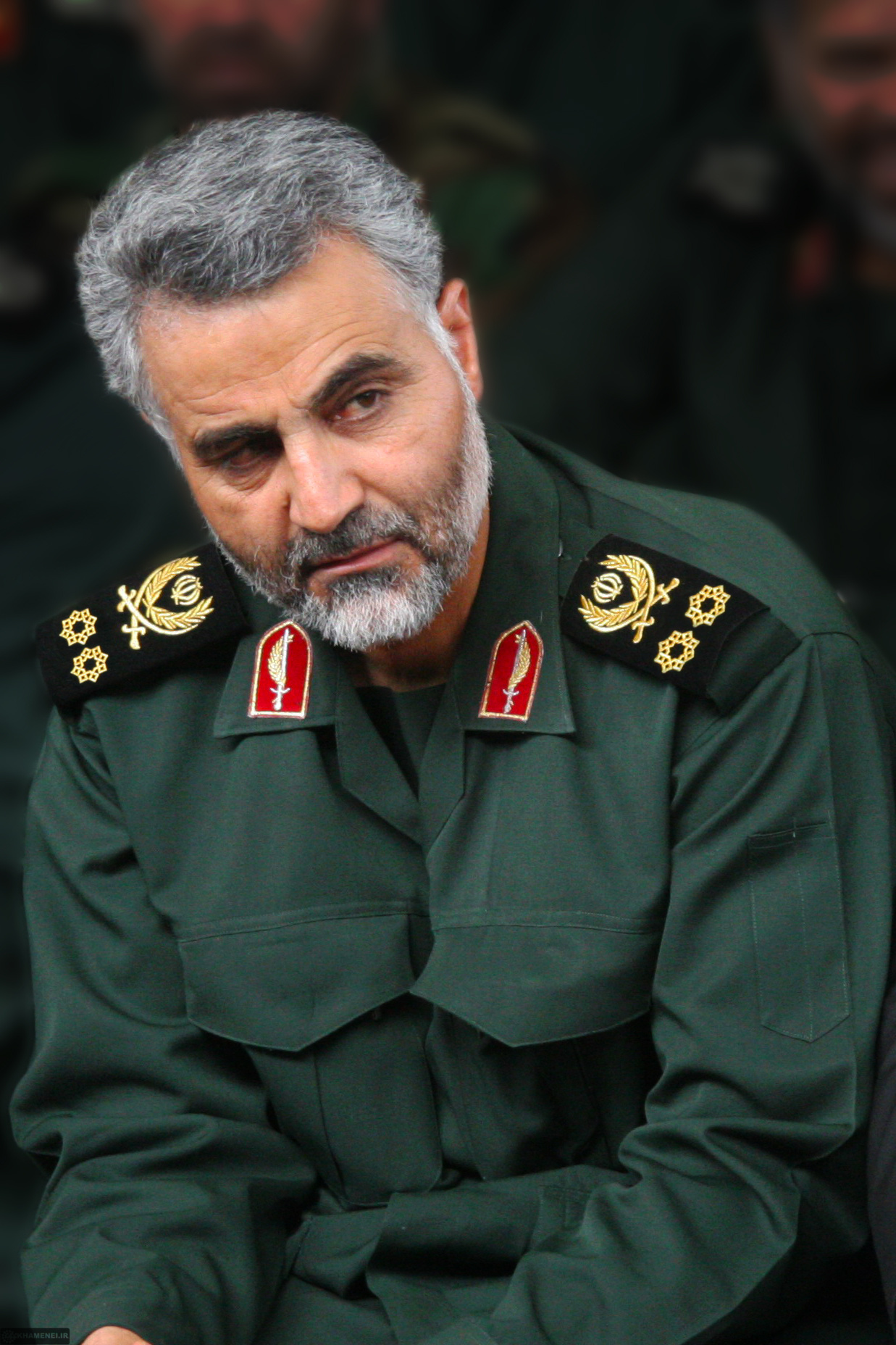
Qassem Soleimani, général et commandant en chef de la Force Al-Qods de 1997 à 2020.
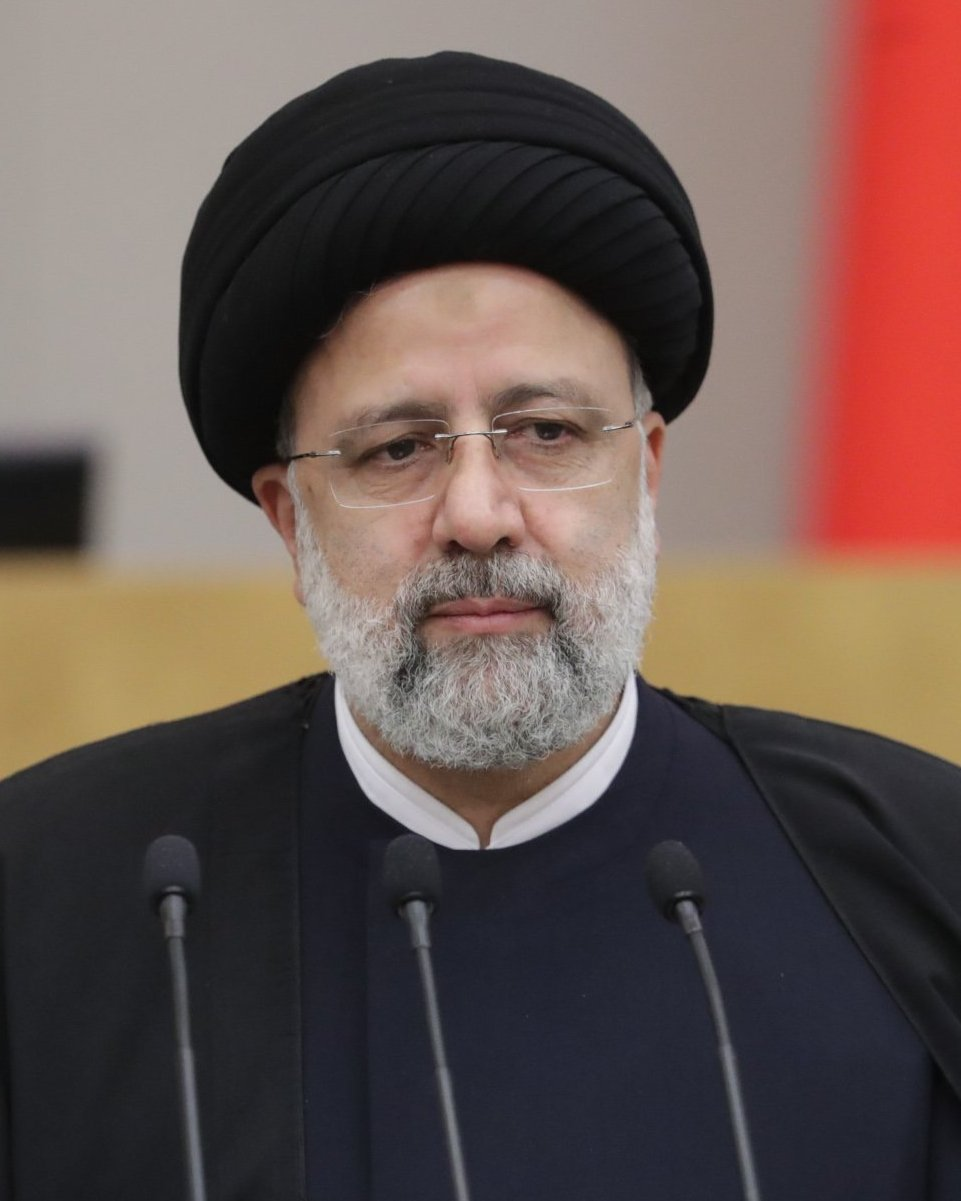
Ebrahïm Raïssi, président de la république islamique d'Iran de 2021 à 2024.
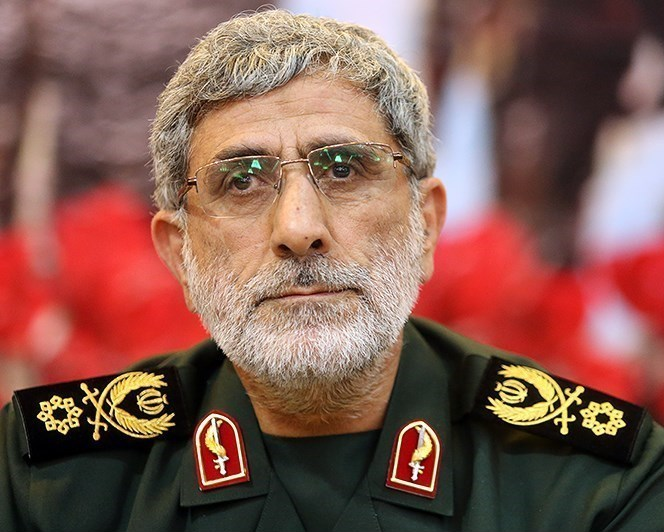
Ismael Qaani, général et commandant de la Force Al-Qods depuis 2020.

En 1979, après la révolution iranienne, la Syrie a été le premier pays arabe à reconnaître la république islamique d'Iran. Depuis les deux pays sont étroitement alliés, une alliance qui est également favorisée par l'appartenance de la famille el-Assad au groupe ethnique et religieux des Alaouites, apparenté aux chiites. Lors de la guerre Iran-Irak, la Syrie est aussi le seul pays arabe à soutenir Téhéran contre son rival baasiste,,. Au cours de cette période, la Mosquée de Sayyida Zeinab, près de Damas, devient un haut lieu de pèlerinage pour les chiites,. Après la mort de Hafez el-Assad et la montée au pouvoir de Bachar el-Assad, l'influence de l'Iran s'accroît en Syrie, au point de devenir plus un parrain qu'un allié,,,.
Au début de la crise, la diplomatie iranienne en Syrie apparaît ambigüe en raison des tensions entre le président iranien Mahmoud Ahmadinejad et le guide suprême, Ali Khamenei, soutenu par le Corps des Gardiens de la révolution islamique,. Ahmadinejad applaudit la révolution tunisienne et la révolution égyptienne qui renversent des régimes alliés aux Américains et aux Israéliens,. Pour la Syrie, il reprend dans un premier temps les déclarations de Bachar el-Assad qui dénonce les manifestations pacifiques comme un « complot international », mais il appelle ensuite au dialogue et désapprouve la répression militaire,,. Cependant, le dossier syrien reste aux mains du guide suprême Ali Khamenei et des Gardiens de la révolution islamique qui soutiennent le régime dès le début de la crise et mettent un coup d'arrêt à la tentative d'ouverture d'Ahmadinejad,. L'Iran ne tient pas à perdre un allié stratégique et la possibilité de l'arrivée en Syrie d'un pouvoir favorable à l'Arabie saoudite est pour lui une véritable hantise,,.
L'Iran participe militairement au conflit syrien,,,,. Des éléments du corps des gardiens de la révolution islamique sont déployés en Syrie dès 2011 et participent à la répression des manifestations. Leur nombre est inconnu, initialement des conseillers militaires sont envoyés mais des tireurs d'élite sont également signalés en juin 2011. En juin 2012, le général Ismael Qaani, commandant en second de la Force Al-Qods, reconnaît officiellement la présence en Syrie des forces spéciales du corps des gardiens de la révolution. L'engagement de l'Iran augmente significativement en 2014 et 2015. En 2015, des unités entières du corps des gardiens de la révolution islamique sont déployées en Syrie, suivies début 2016 pour la première fois par des unités de l'armée régulière iranienne. Le nombre des gardiens de la révolution islamique déployés en Syrie est estimé entre 5 000 et 10 000,. L'ingérence iranienne est cependant très mal vue par une partie des généraux de l'armée syrienne : en 2015, le lieutenant-général Rustum Ghazaleh, chef de la sécurité politique du régime, est battu à mort après avoir dénoncé l'emprise croissante de la hiérarchie militaire iranienne.
L'Iran parraine également de nombreuses milices chiites au Moyen-Orient, telles que le Hezbollah au Liban ou l'Organisation Badr depuis la guerre Iran-Irak,. À partir de 2013, le nombre des milices chiites irakiennes déployées en Syrie augmente. Les principales milices syriennes, les Forces de défense nationale, sont également entraînées par les gardiens de la révolution.
Par ailleurs, l'Iran fournit au gouvernement syrien une aide financière annuelle pour contourner les sanctions internationales, entre un et quinze milliards de dollars selon les estimations,.

#### Rôle de la Russie

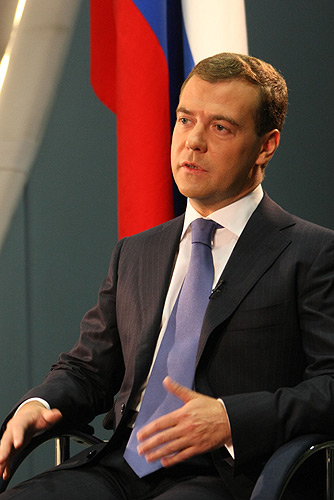
Dmitri Medvedev, président de la Russie de 2008 à 2012, puis président du gouvernement russe de 2012 à 2020.
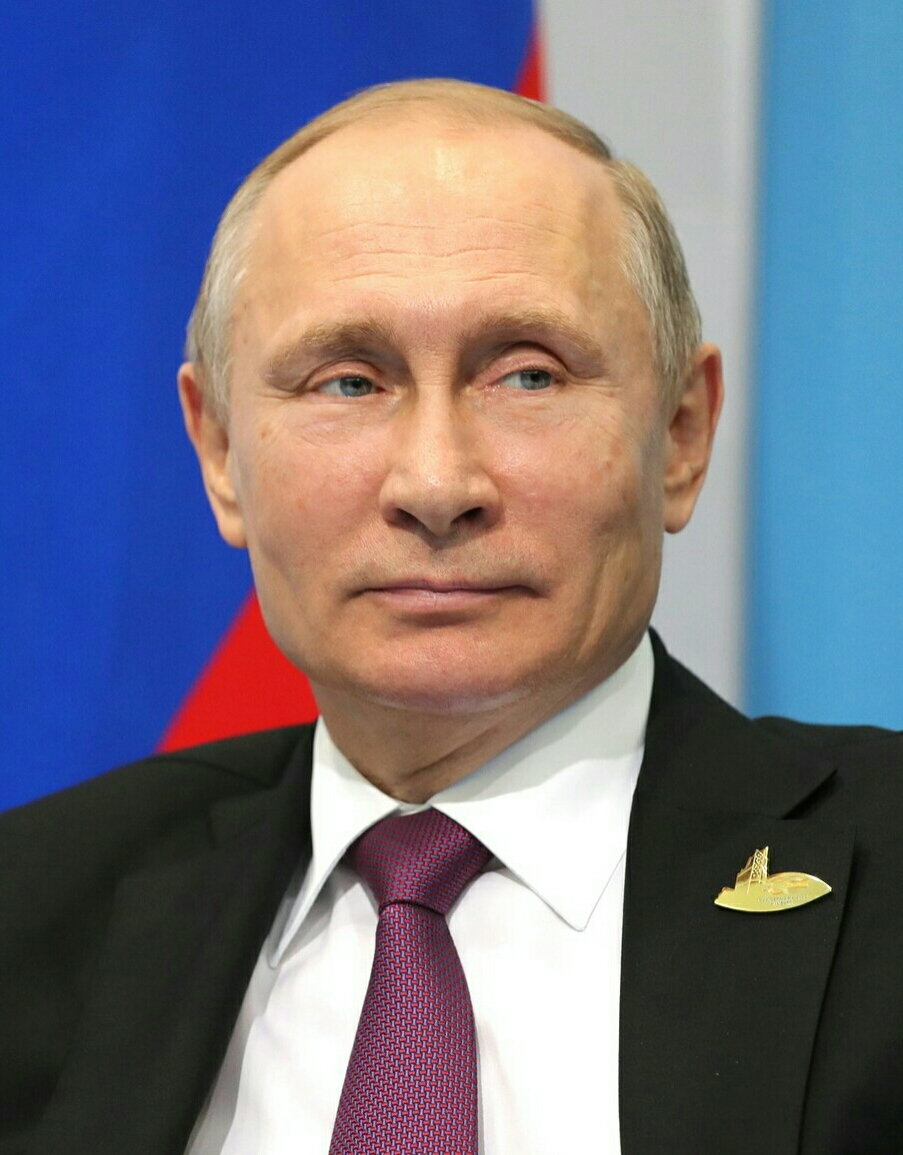
Vladimir Poutine, président du gouvernement russe de 2008 à 2012, puis président de la Russie depuis 2012.
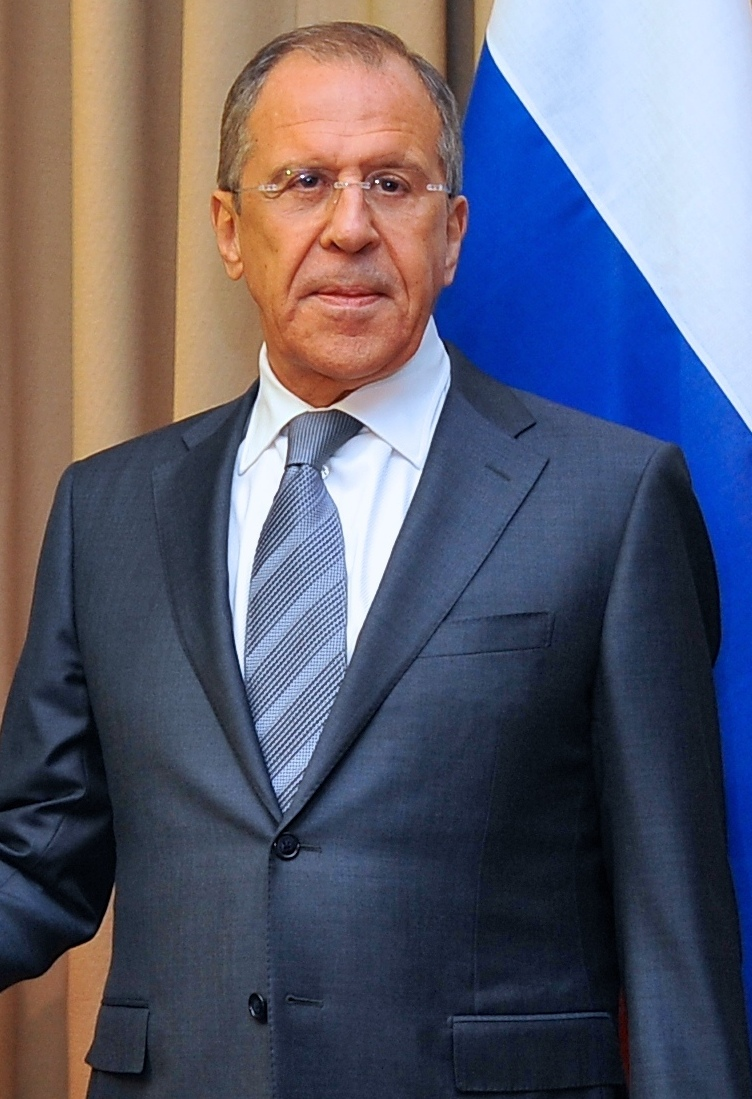
Sergueï Lavrov, ministre des Affaires étrangères depuis 2004.

L'alliance entre la Russie et la Syrie remonte au temps de la guerre froide. Leur relation débute au milieu des années 1950 et se renforce à partir de 1970. En 1980, Damas et Moscou signent un traité d'amitié, à une période pourtant où Hafez el-Assad écarte l'aile gauche socialiste pure et dure du Parti Baas et réprime les communistes dissidents et les nassériens. Entre 1982 et 1986, l'Union soviétique livre à la Syrie plus de mille chars, 200 avions de chasse et des centaines de pièces d'artillerie, ce qui au moment de la guerre civile, constitue encore l'arsenal de base du régime. À ces éléments vétustes, s'ajoutent cependant par la suite des armes plus modernes, comme des missiles sol-sol SS-21. Les relations entre Moscou et Damas se tendent toutefois quelque peu sous la présidence de Mikhaïl Gorbatchev, Hafez el-Assad se rapproche même alors des États-Unis et de l'Europe. Ils renouent au début des années 2000 après l'arrivée au pouvoir de Vladimir Poutine et le début de la guerre d'Irak. Lorsque la guerre civile éclate, les deux pays sont très proches : des milliers d'officiers de l'armée syrienne ont été formés dans les académies militaires soviétiques et russes, sans compter des dizaines de milliers de mariages mixtes, en particulier parmi les Syriens de minorité grecque orthodoxe.

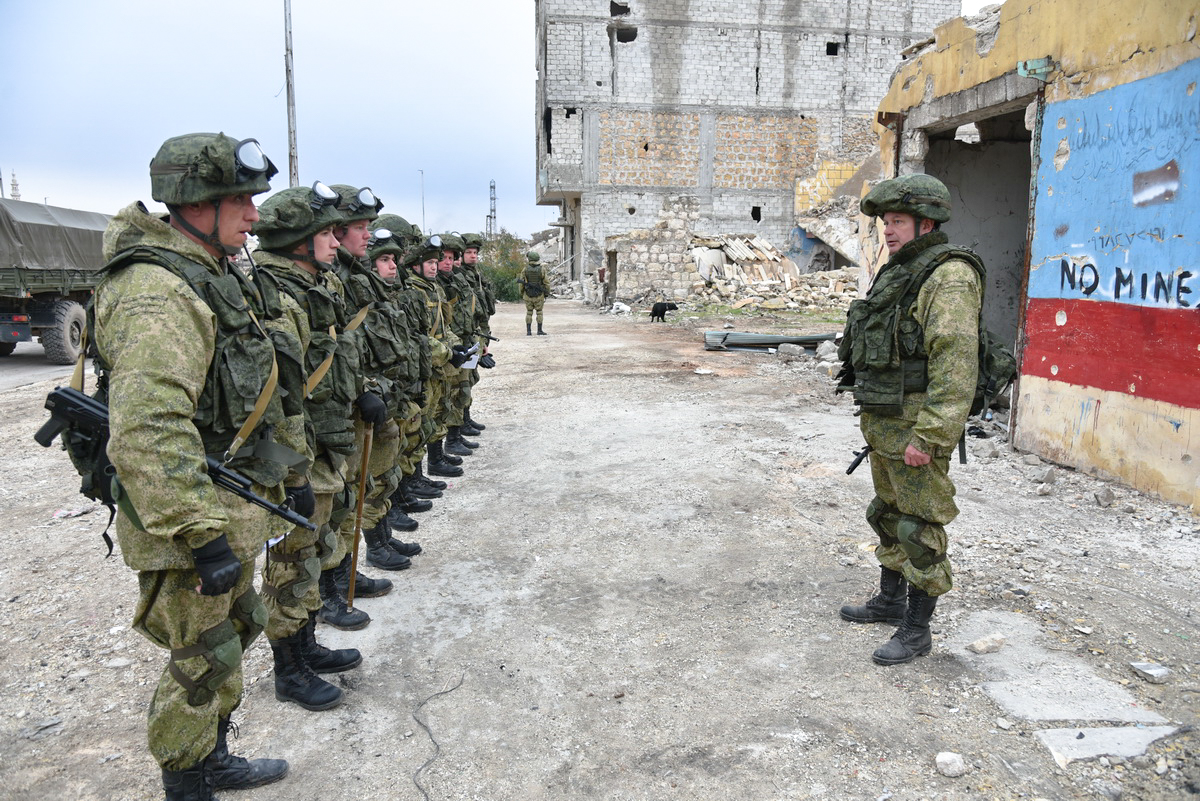
Militaires de l'armée russe à Alep, le 18 décembre 2016.

La Russie s'oppose à toute résolution ou sanction contre la Syrie, ; entre le début du conflit et début 2018, elle place son veto au Conseil de sécurité de l'ONU à onze reprises,. Elle appuie le régime syrien pour plusieurs raisons : pour des raisons stratégiques (elle tient à conserver son unique base navale méditerranéenne à Tartous, qui accueille en permanence des navires de la flotte militaire russe),,,, ; pour des raisons intérieures (craintes de voir le Printemps arabe faire tache d'huile en Russie,) ; pour des raisons de principes (la Russie est traditionnellement opposée à tout droit d'ingérence, sa ligne est de s'opposer à toute intervention militaire étrangère qui viserait à renverser un régime au pouvoir, même pour des raisons humanitaires),, ; ou encore pour des raisons d'intérêts (la Russie est notamment le premier fournisseur d'armes de la Syrie, 75 % des armes syriennes viennent de Russie). Les Russes redoutent plus globalement une perte de débouchés commerciaux en Syrie, ce pays étant en 2011 leur quatrième marché le plus lucratif avec 700 millions de dollars de vente,. En 2012, Moscou prétend néanmoins ne livrer que des armes de défense antiaérienne à la Syrie, affirmant même qu'elle ne conclurait plus de nouveaux contrats d'armement avec la Syrie avant la stabilisation de la situation. La Russie compte également la plus importante minorité musulmane d'Europe et tient à contrer l'influence du djihadisme. Marquée par les guerres en Tchétchénie et plusieurs attentats, elle redoute une montée islamiste liée à la formation d’un front panislamique qui s’étendrait du Caucase aux frontières orientales de la Communauté des États indépendants et de l'Asie centrale, ainsi qu'un affaiblissement de l'Iran dans l'équilibre géopolitique du Moyen-Orient,. Elle cherche aussi à s'afficher comme un protecteur des chrétiens orthodoxes d'orient,. De plus, elle conçoit ses opérations militaires en Syrie comme un bon entraînement pour ses troupes aérospatiales, et un moyen de tester et valoriser l'armement moderne russe dans les conditions réelles de combat. Enfin, la Russie tient à redevenir une puissance mondiale, à l'égal des États-Unis,.
Fin 2011, alors qu'une demande d'intervention de la Turquie par des réfugiés syriens se fait de plus en plus pressante, la Russie prévoit en retour de déployer une importante flotte militaire dans les eaux territoriales syriennes pour empêcher une éventuelle attaque de l'OTAN,. Le 20 mars 2012, Sergueï Lavrov, ministre russe des Affaires étrangères annonce que la Russie est prête à soutenir une déclaration du Conseil de sécurité de l'ONU appuyant la mission en Syrie de Kofi Annan sous condition que celle-ci « ne constitue pas un ultimatum ». Le 5 juin 2012, son vice-ministre Guennadi Gatilov affirme n'avoir « jamais dit ou posé comme condition qu'Assad devait nécessairement rester au pouvoir à la fin du processus politique », ce qui constitue un premier signe de changement de position de la Russie, devant la répétition de massacres. Sur le plan financier, la Russie a envoyé des tonnes de billets de banque à la Syrie. L'impression de la monnaie syrienne était initialement dévolue à une banque autrichienne, mais elle fut stoppée à cause des sanctions occidentales. Par ailleurs, des conseillers militaires russes sont présents en Syrie dès 2012.
À l'été 2015, la Russie intensifie son aide au régime syrien, notamment par la livraison de blindés et d'avions (des Su-24, Su-25, ainsi que des avions de reconnaissance,), et renforce les garnisons russes à Lattaquié et Tartous,. La base aérienne de Hmeimim, adjacente à l'aéroport international de Lattaquié, est agrandie et des dizaines d'avions de chasse, des chars et des missiles antiaériens SA-22 y sont déployés. À partir du 30 septembre 2015, l'intervention militaire de la Russie prend la forme d'une intense campagne de bombardements en soutien aux forces de Bachar el-Assad. Les forces déployées sont relativement modestes — 4 000 à 5 000 hommes des forces armées russes, 1 000 à 4 000 mercenaires du Groupe Wagner, et 50 à 70 aéronefs — mais suffisantes pour refaire pencher la balance en faveur du régime syrien,,,. Des Kadyrovtsy ont également été envoyés à Alep fin 2016,,. Selon le ministère russe de la Défense, 63 000 militaires russes ont combattu en Syrie entre septembre 2015 et août 2018. En 2016, le coût de son engagement en Syrie représente pour la Russie entre 3 et 4 millions de dollars par jour pour environ 11,5 millions de dollars par jour pour les États-Unis.

#### Rôle de la Turquie

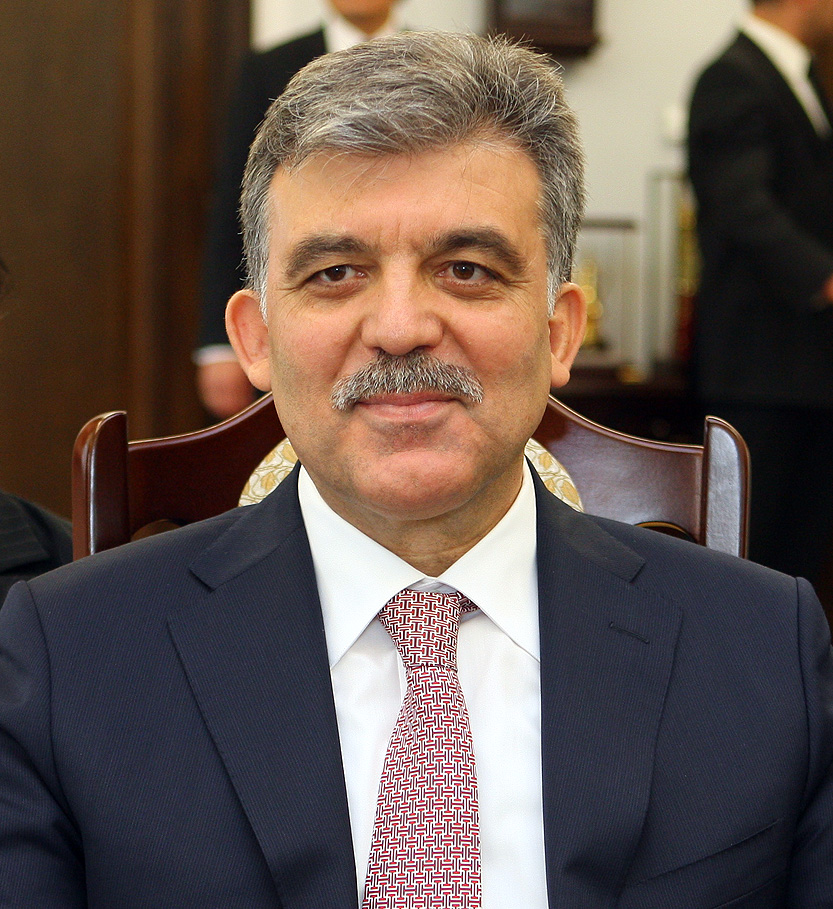
Abdullah Gül, président de la Turquie de 2007 à 2014.
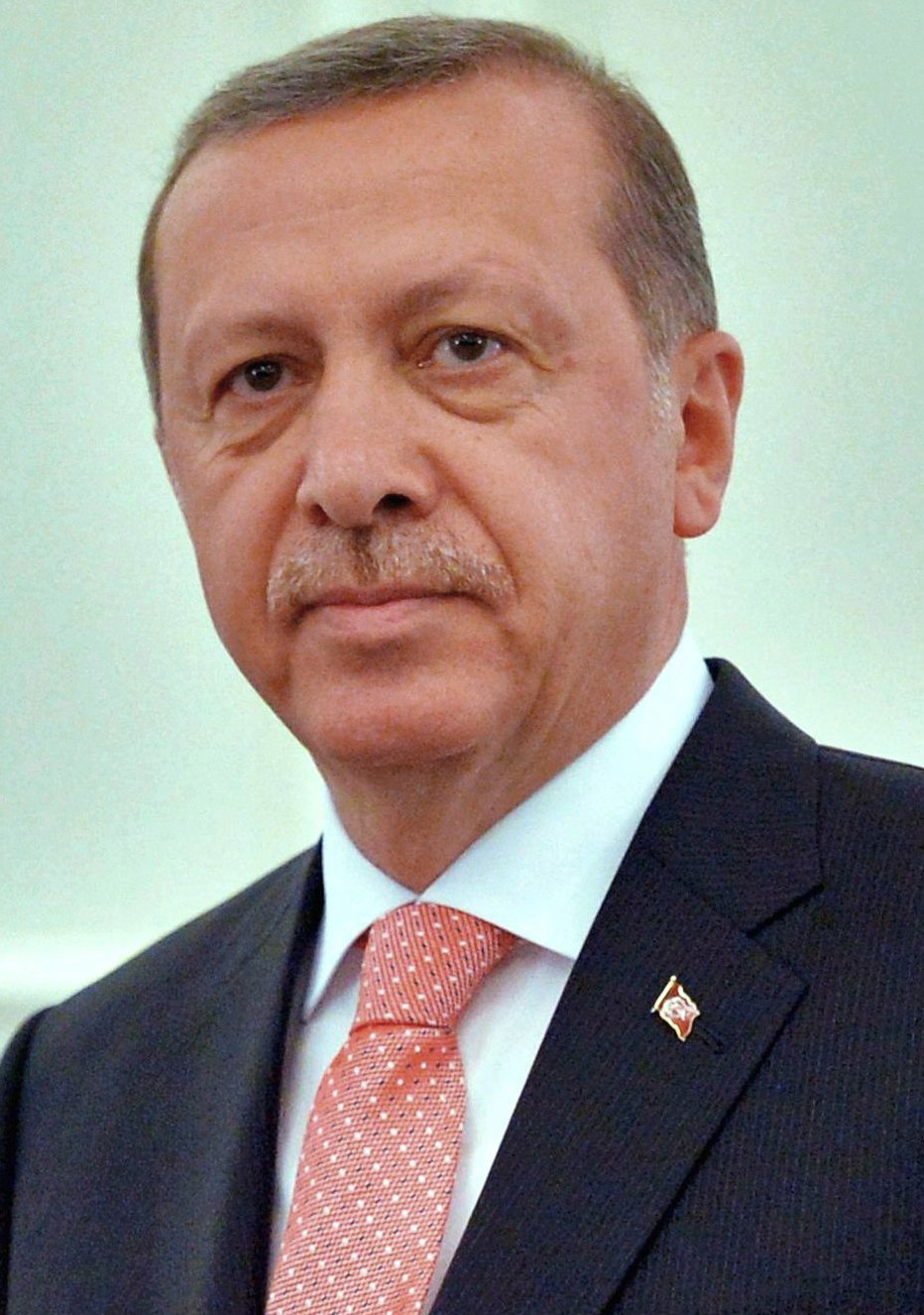
Recep Tayyip Erdoğan, premier ministre de la Turquie de 2003 à 2014, puis président de la Turquie depuis 2014.
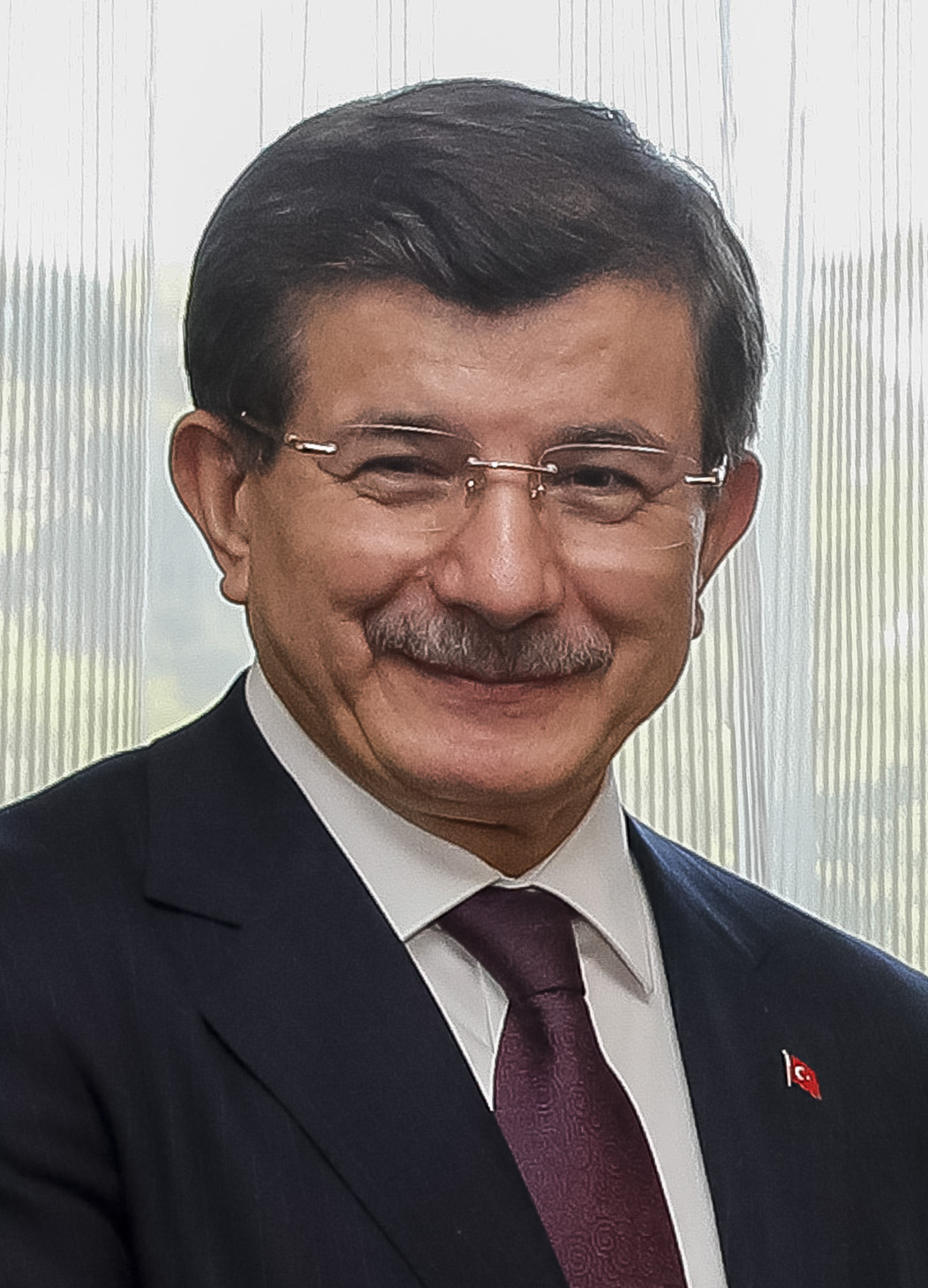
Ahmet Davutoğlu, ministre des Affaires étrangères de 2009 à 2014 et premier ministre de la Turquie de 2014 à 2016.
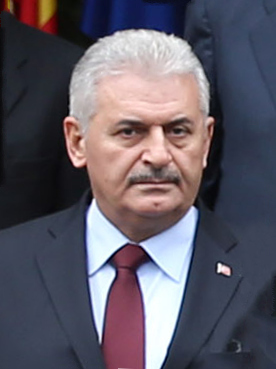
Binali Yıldırım, premier ministre de la Turquie de 2016 à 2018.
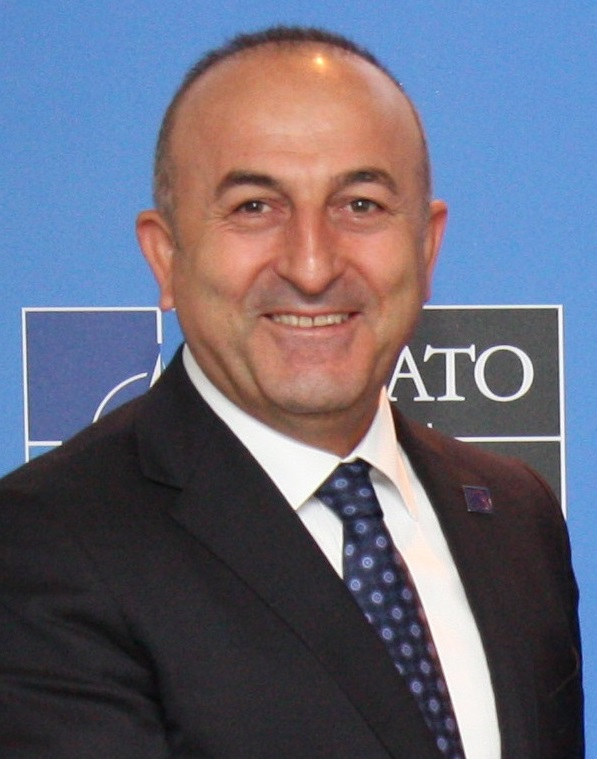
Mevlüt Çavuşoğlu, ministre des Affaires étrangères de 2014 à 2023.
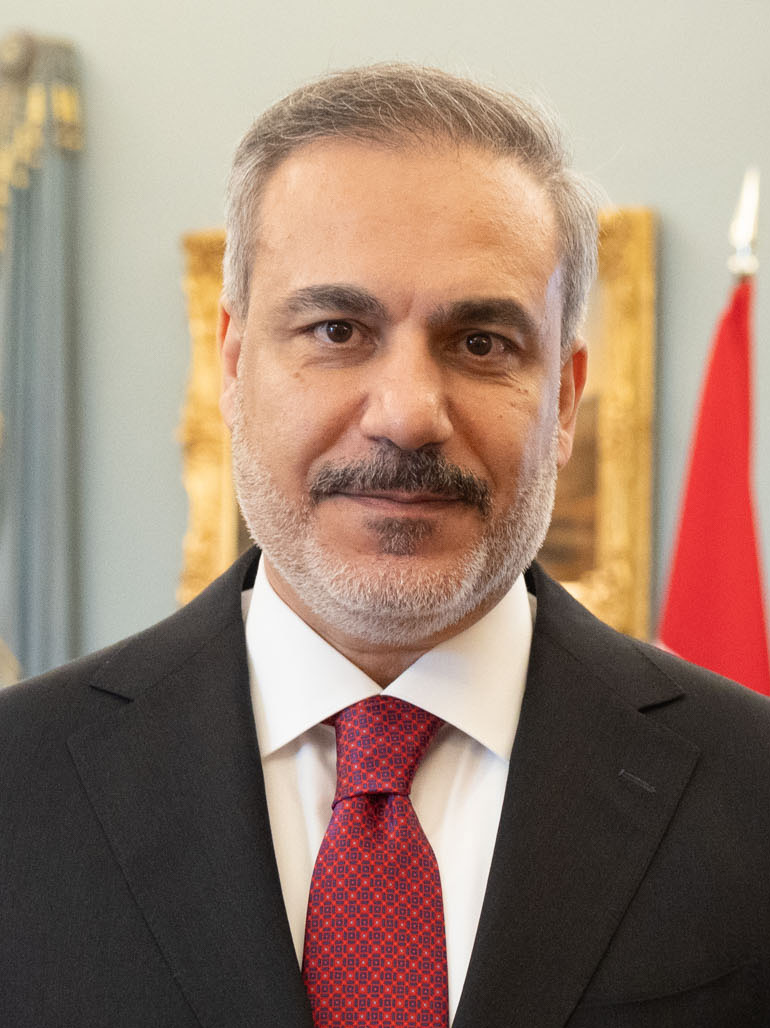
Hakan Fidan, ministre des Affaires étrangères depuis 2023.

En 2011, la Turquie aspire à jouer un rôle de médiateur entre les différents pays du Moyen-Orient et elle entretient de très bonnes relations avec la Syrie depuis la fin des années 1990,,. Lorsque la révolution syrienne débute, elle tente de convaincre Bachar el-Assad d'éviter de recourir à la force contre les manifestants et de négocier une issue pacifique, mais elle n'est pas entendue et les relations se tendent,,. La crise perdure et les pertes financières sont considérables pour Ankara, qui a de très gros intérêts économiques en Syrie,. À l'été 2011, la Turquie rompt définitivement avec le régime syrien, en croyant à tort sa chute imminente, et apporte son soutien à la rébellion. Le Conseil national syrien est lancé en octobre à Istanbul et le premier camp de l'Armée syrienne libre est installé en décembre. Bien que l'AKP, au pouvoir, soit proche des Frères musulmans, la Turquie soutient l'ensemble de l'opposition, à laquelle elle fournit des armes, mais elle se montre aussi assez complaisante avec les groupes djihadistes,. Les rebelles modérés comme les djihadistes franchissent librement les frontières et leurs blessés sont soignés dans les hôpitaux turcs. Jusqu'au printemps 2015, la Turquie se montre également peu hostile à l'État islamique, dont elle est le principal acheteur de pétrole et de coton par l'intermédiaire d'un réseau de trafiquants et de contrebandiers. L'opposition turque accuse alors le gouvernement de soutenir les djihadistes,. Face aux pressions, Ankara inscrit en juin 2014 l'État islamique et le Front al-Nosra dans la liste des organisations terroristes. Cependant, la Turquie hésite à prendre des mesures offensives contre l'EI à cause de l'enlèvement de 80 otages turcs à Mossoul en juin 2014 et par crainte d'une attaque contre le tombeau de Suleiman Chah,.
Le gouvernement turc considère comme menace principale la formation d'un Kurdistan syrien autonome tenu par le PYD et sa branche armée les YPG, liés au PKK. Il voit d'un très mauvais œil l'alliance formée en 2014 entre les YPG et la coalition internationale menée par les États-Unis, coalition qu'elle intègre pourtant,. En Turquie, un cessez-le-feu est conclu avec le PKK en 2013, mais le conflit kurde reprend à l'été 2015. À la même période, la Turquie mène ses premiers bombardements contre l'État islamique mais elle est aussi frappée par plusieurs attentats, aussi bien de la part des djihadistes de l'EI que des rebelles kurdes.
La Turquie, qui de 2011 à 2016 accueille plus de deux millions de réfugiés syriens, réclame également à de nombreuses reprises la mise en place d'une zone tampon et d'une zone d'exclusion aérienne au nord de la Syrie, mais elle se heurte à l'opposition des Américains,.
Au terme des quatre premières années de conflit syrien, le bilan de la diplomatie turque est désastreux,, : la Turquie s'est brouillée avec le monde arabe ; avec les Occidentaux, par son hostilité aux Kurdes des YPG et sa complaisance envers les djihadistes,, ; avec la Russie, après l'attaque aérienne du 24 novembre 2015 ; avec l'Égypte après la chute de Mohamed Morsi en 2013 ; avec Israël depuis 2009 ; tandis que les relations avec l'Arabie saoudite sont également plutôt fraîches,. Le Qatar, avec lequel la Turquie signe un accord de défense le 19 décembre 2014, fait exception. Mais sur le plan énergétique, la Turquie dépend beaucoup de la Russie et de l'Iran et n'est pas en mesure de s'opposer à leur politique en Syrie. En juillet 2016, le gouvernement échappe à une tentative de coup d'État menée par une partie de l'armée. À l'été 2016, la Turquie change alors de cap : elle normalise ses relations avec Israël, elle se réconcilie avec la Russie,,, elle s'engage à coopérer avec l'Iran et admet pour la première fois que Bachar el-Assad est « acteur qu'il faut reconnaître en Syrie ». Le premier ministre Binali Yıldırım déclare le 20 août : « Il est possible de parler avec Assad pour évoquer la transition en Syrie… Mais pour la Turquie il n'en est pas question. »,. Pour autant, le président Recep Tayyip Erdoğan réaffirme le 27 décembre 2017 sa totale opposition à un maintien au pouvoir de Bachar el-Assad, qu'il qualifie de « terroriste ».
Fin août 2016, l'armée turque lance l'opération Bouclier de l'Euphrate et intervient directement au Nord de la Syrie pour chasser l'État islamique de sa frontière et empêcher le PYD d'établir une continuité territoriale entre les différents cantons de la région fédérale du Rojava, proclamée le 17 mars 2016,,,,. De facto, la Turquie parvient également à établir une zone tampon à partir de sa frontière,,. Cette opération militaire s'achève officiellement le 29 mars 2017. Cependant l'armée turque reste présente en Syrie. À partir de 2017, toutes les forces de l'Armée syrienne libre dans le nord de la Syrie et divers autres groupes se fondent dans l'Armée nationale syrienne, qui devient une force supplétive de l'armée turque. En octobre 2017, des troupes turques entent dans le gouvernorat d'Idleb où elles installent des postes d'observation en zone rebelle afin de veiller aux accords de cessez-le-feu. Ankara tourne ensuite ses forces contre le PYD et lance une offensive à Afrine au début de l'année 2018, baptisée l'opération Rameau d'olivier. Elle mène ensuite l'opération Source de paix en octobre 2019 dans le nord-est de la Syrie. De fait, les régions conquises passent sous occupation turque.
En août 2022, la Turquie appelle à une « réconciliation » entre le régime de Damas et l'opposition, ce qui provoque des manifestations de protestations dans les régions contrôlées par les rebelles,. Elle amorce alors un rapprochement avec le régime d'Assad.

#### Rôle des États-Unis

Barack Obama, président des États-Unis de 2009 à 2017.
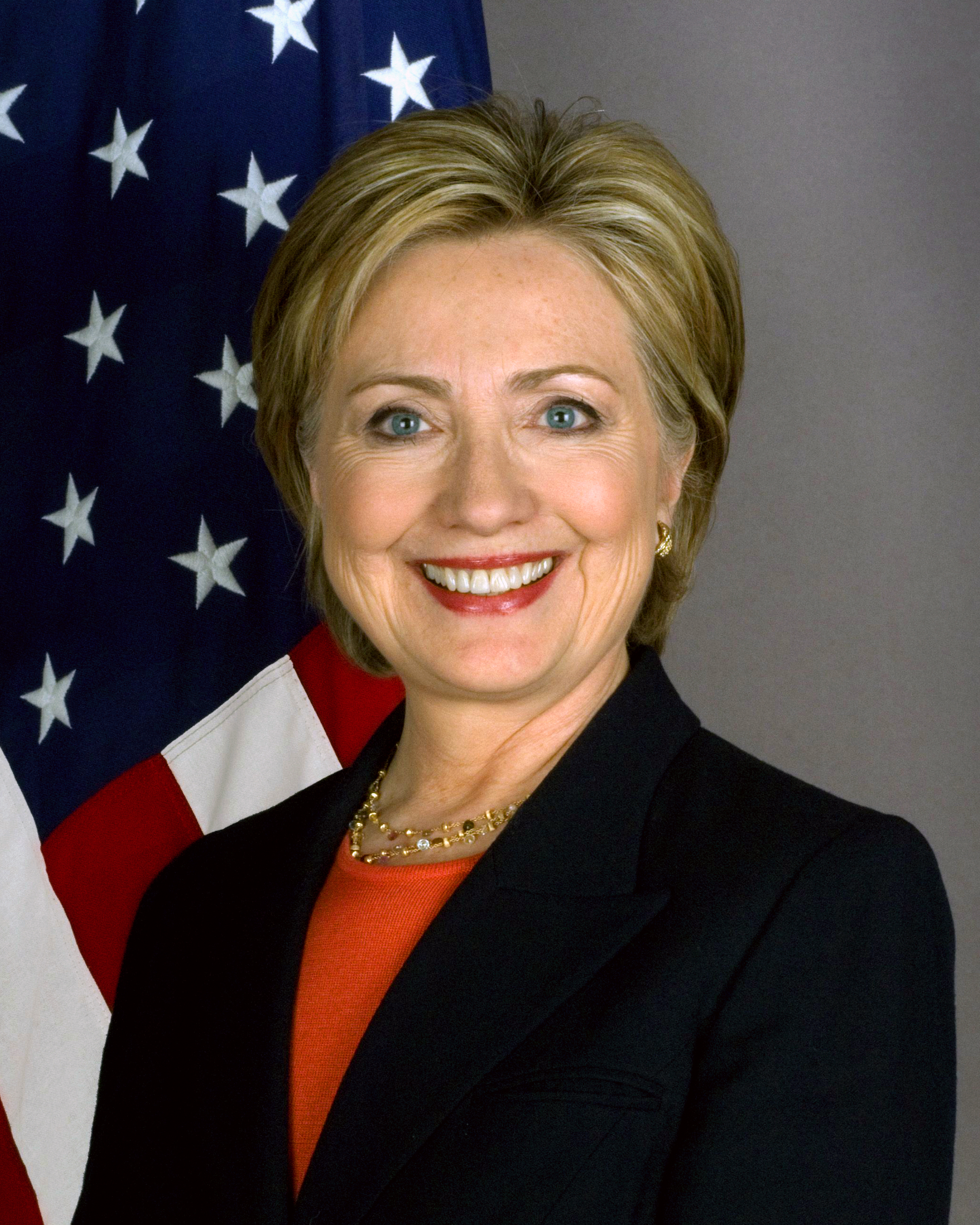
Hillary Clinton, secrétaire d'État des États-Unis de 2009 à 2013.
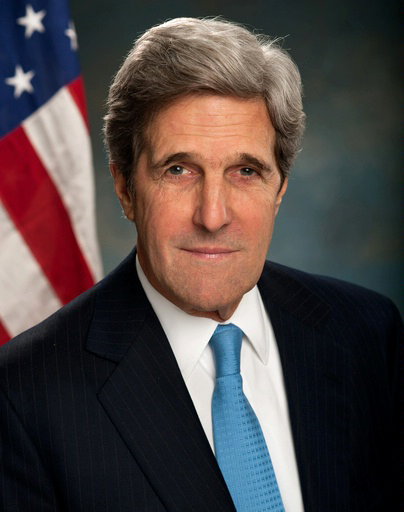
John Kerry, secrétaire d'État des États-Unis de 2013 à 2017.
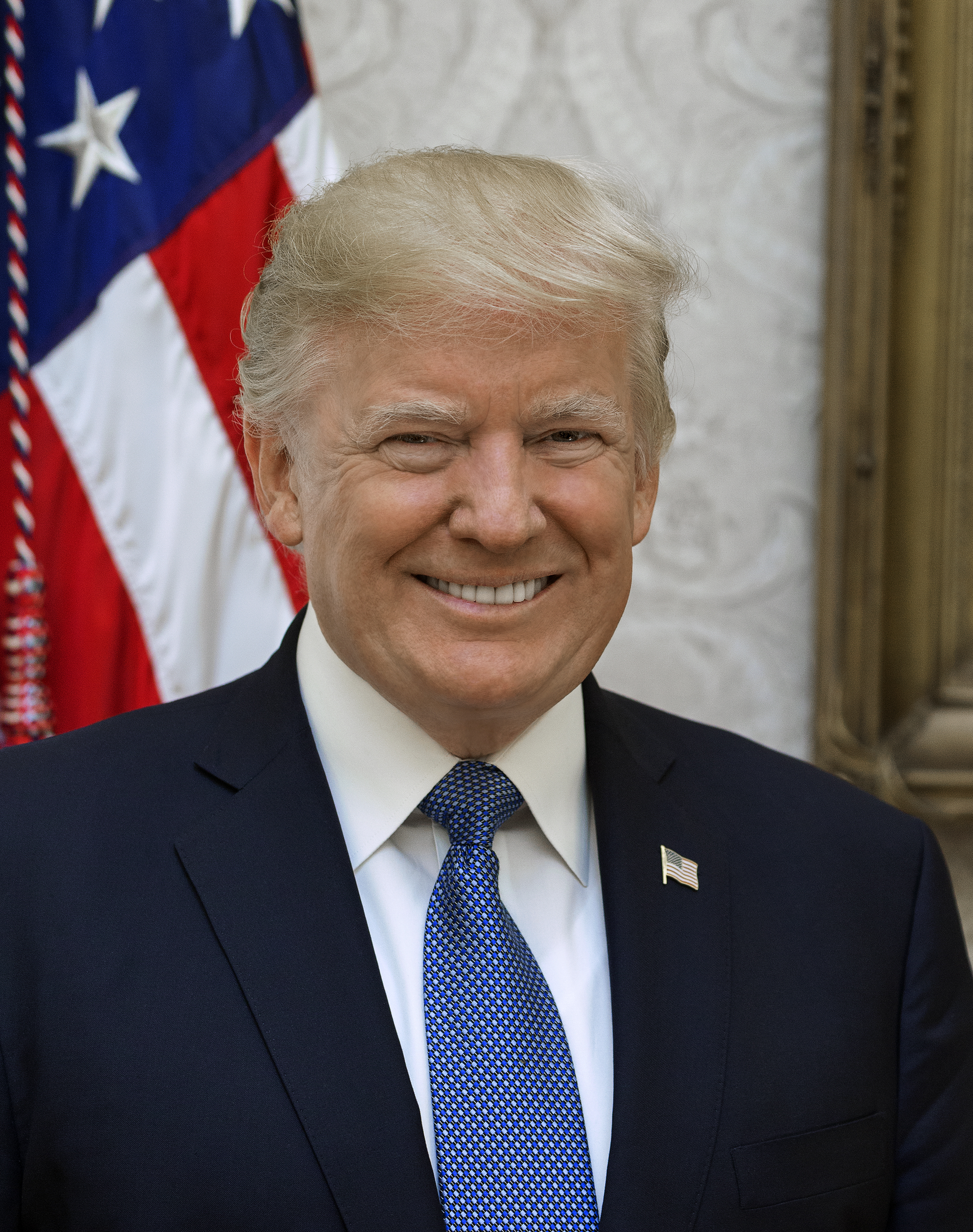
Donald Trump, président des États-Unis de 2017 à 2021 et depuis 2025.
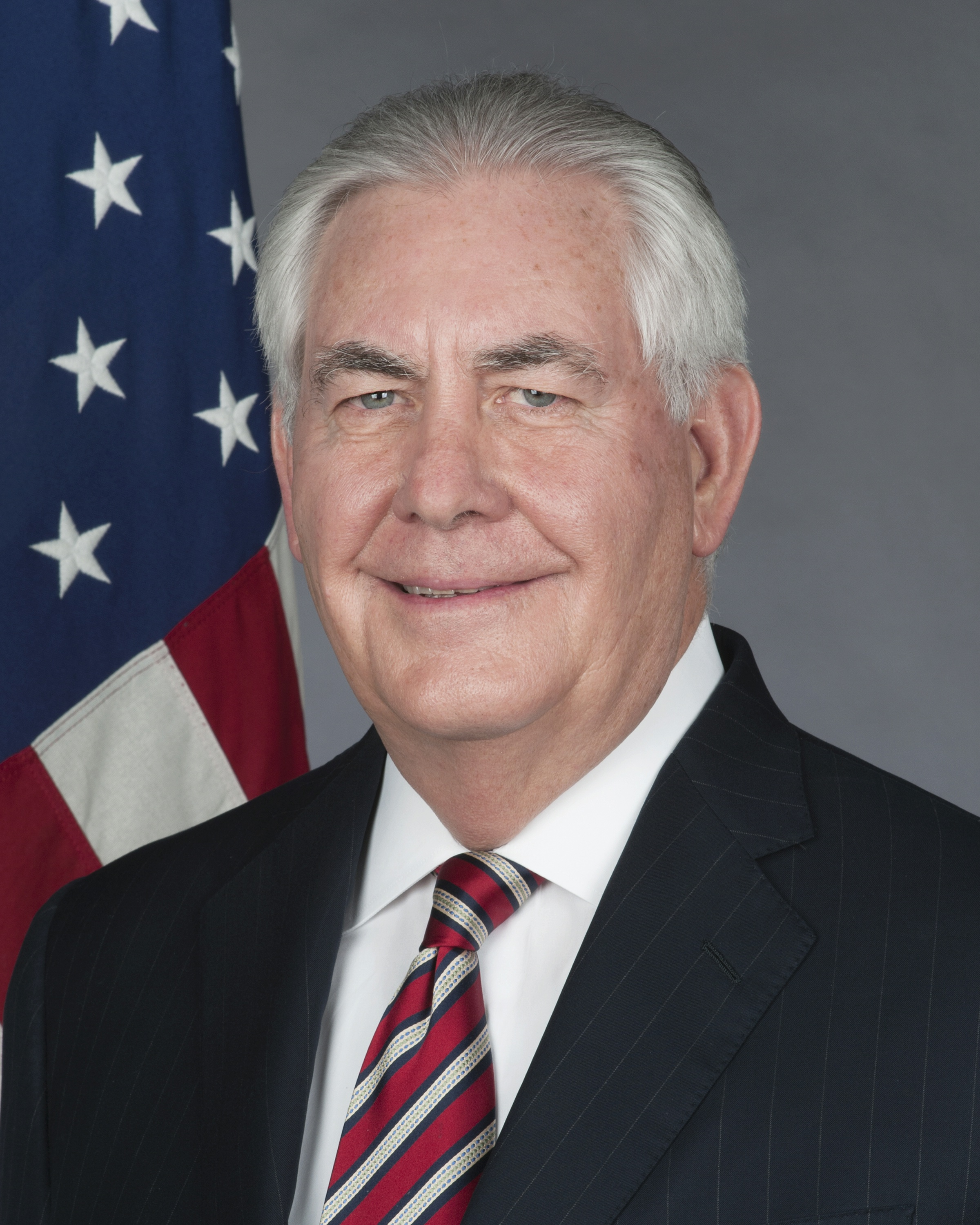
Rex Tillerson, secrétaire d'État des États-Unis de 2017 à 2018.
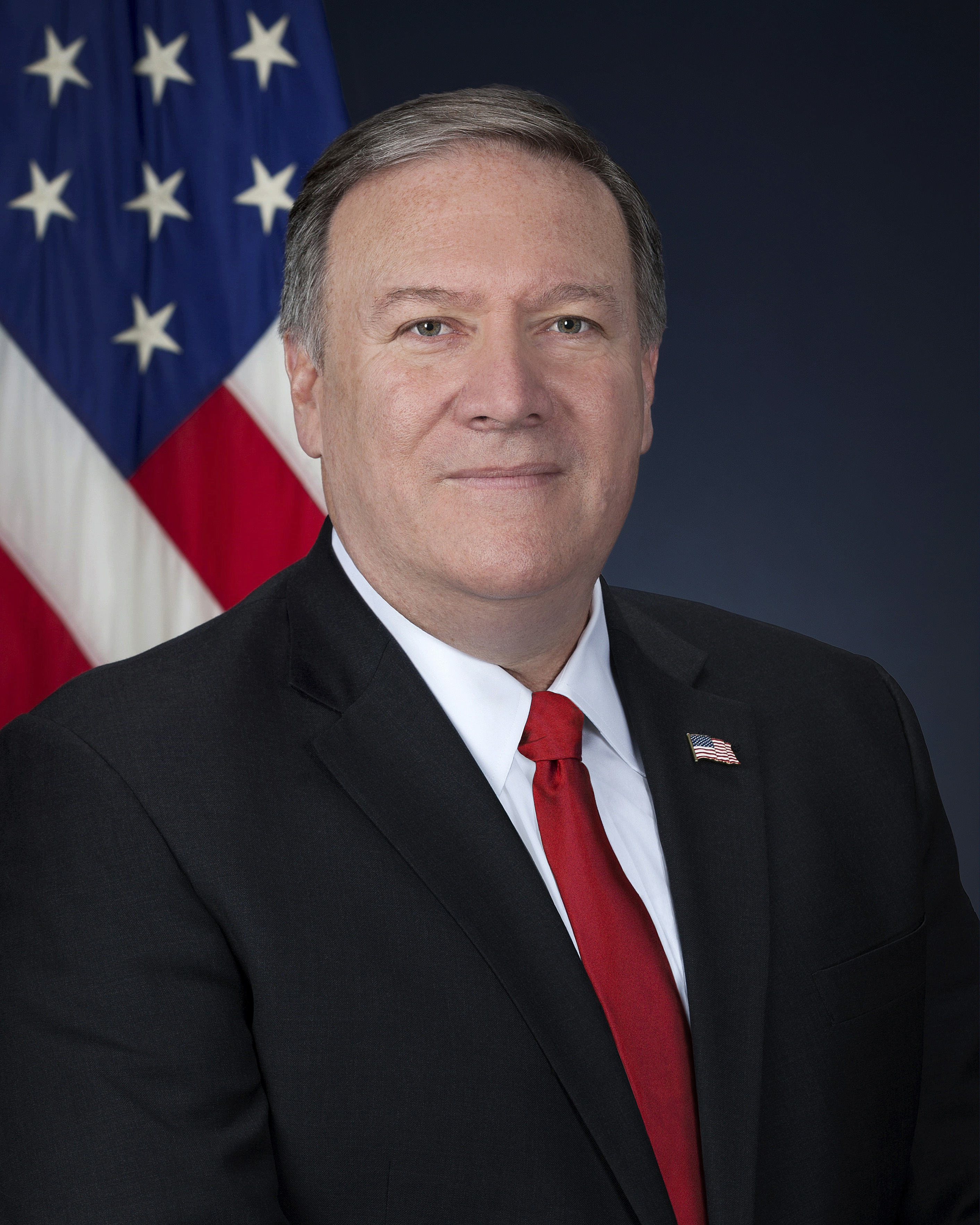
Mike Pompeo, secrétaire d'État des États-Unis de 2018 à 2021.
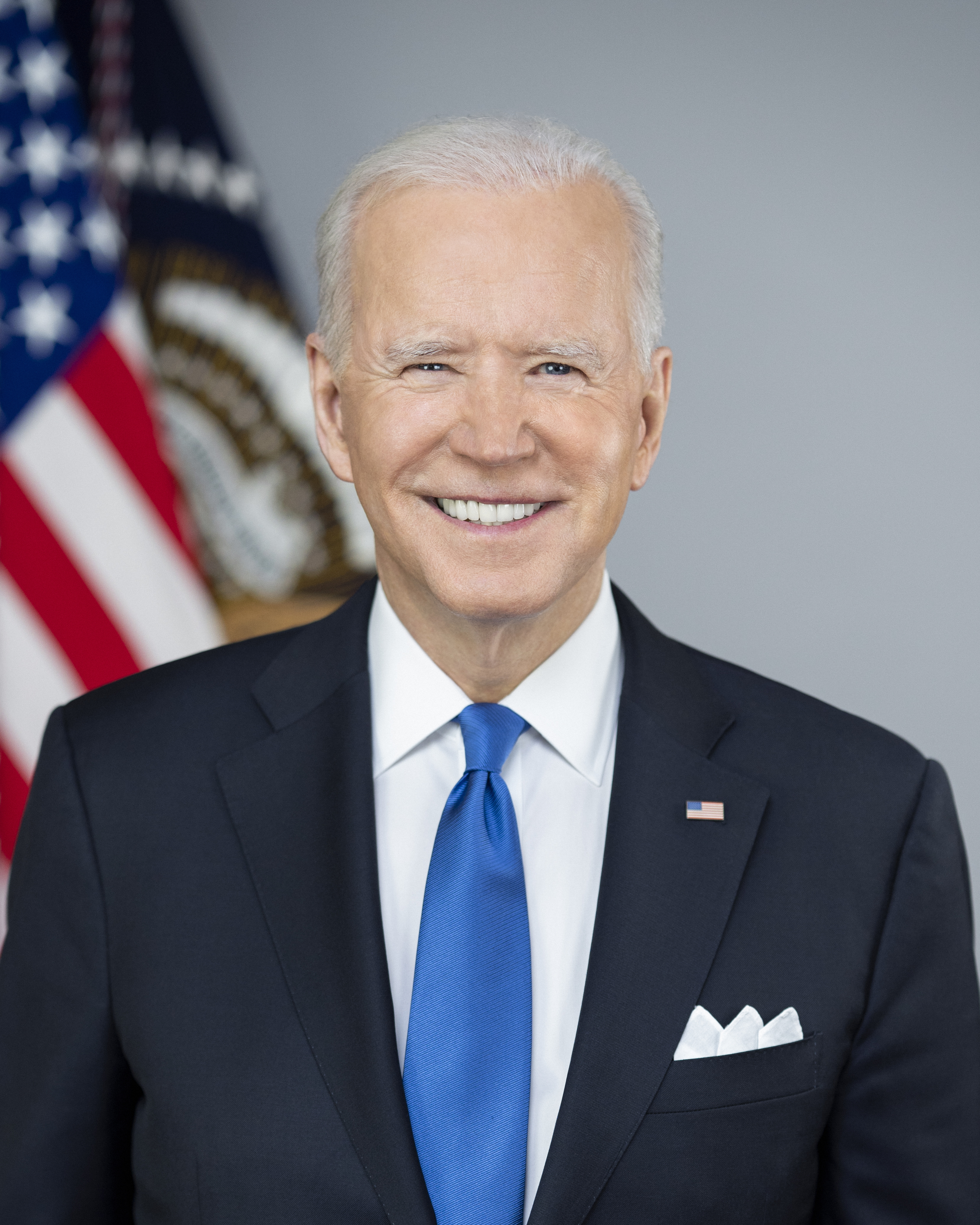
Joe Biden, président des États-Unis de 2021 à 2025.
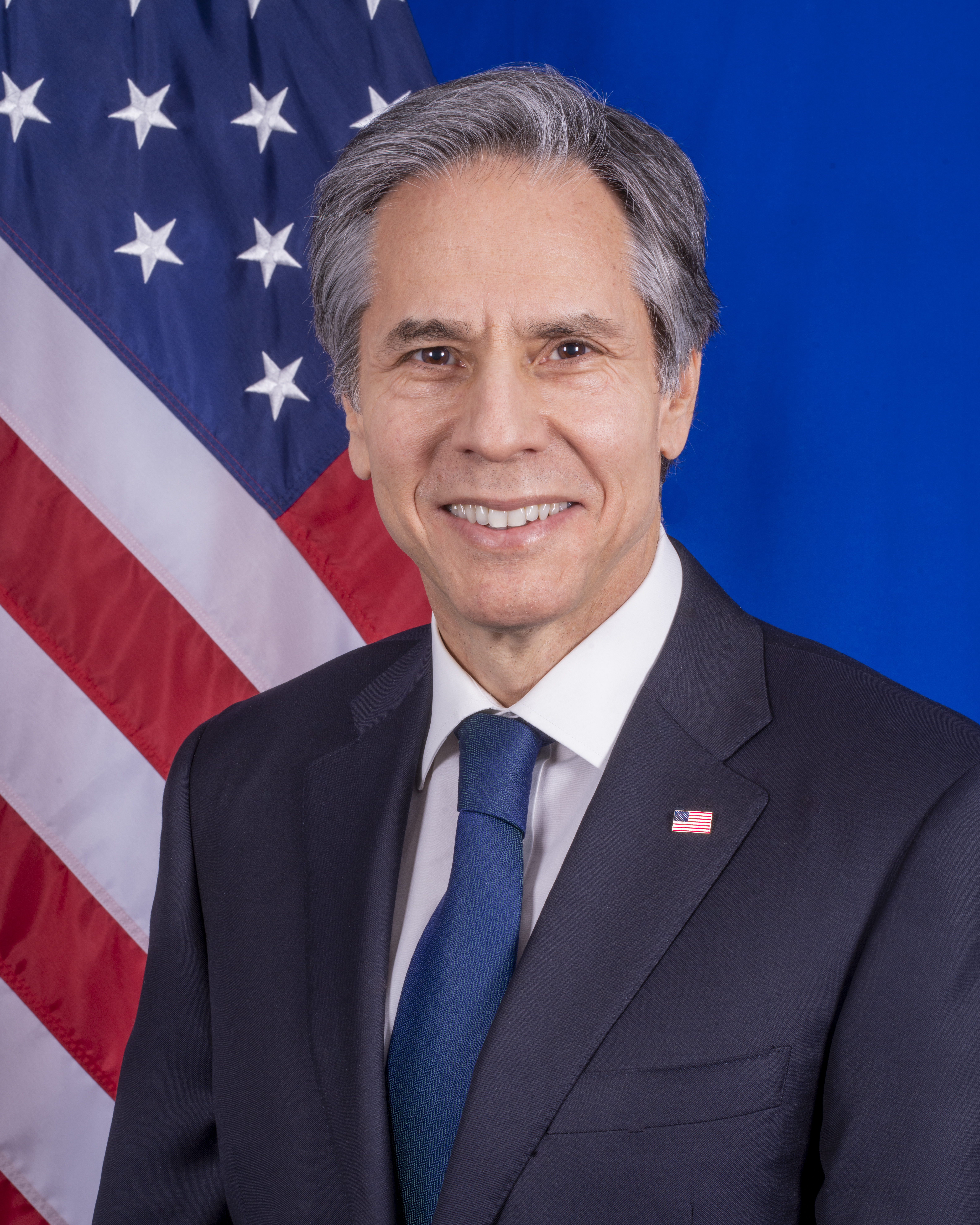
Antony Blinken, secrétaire d'État des États-Unis de 2021 à 2025.
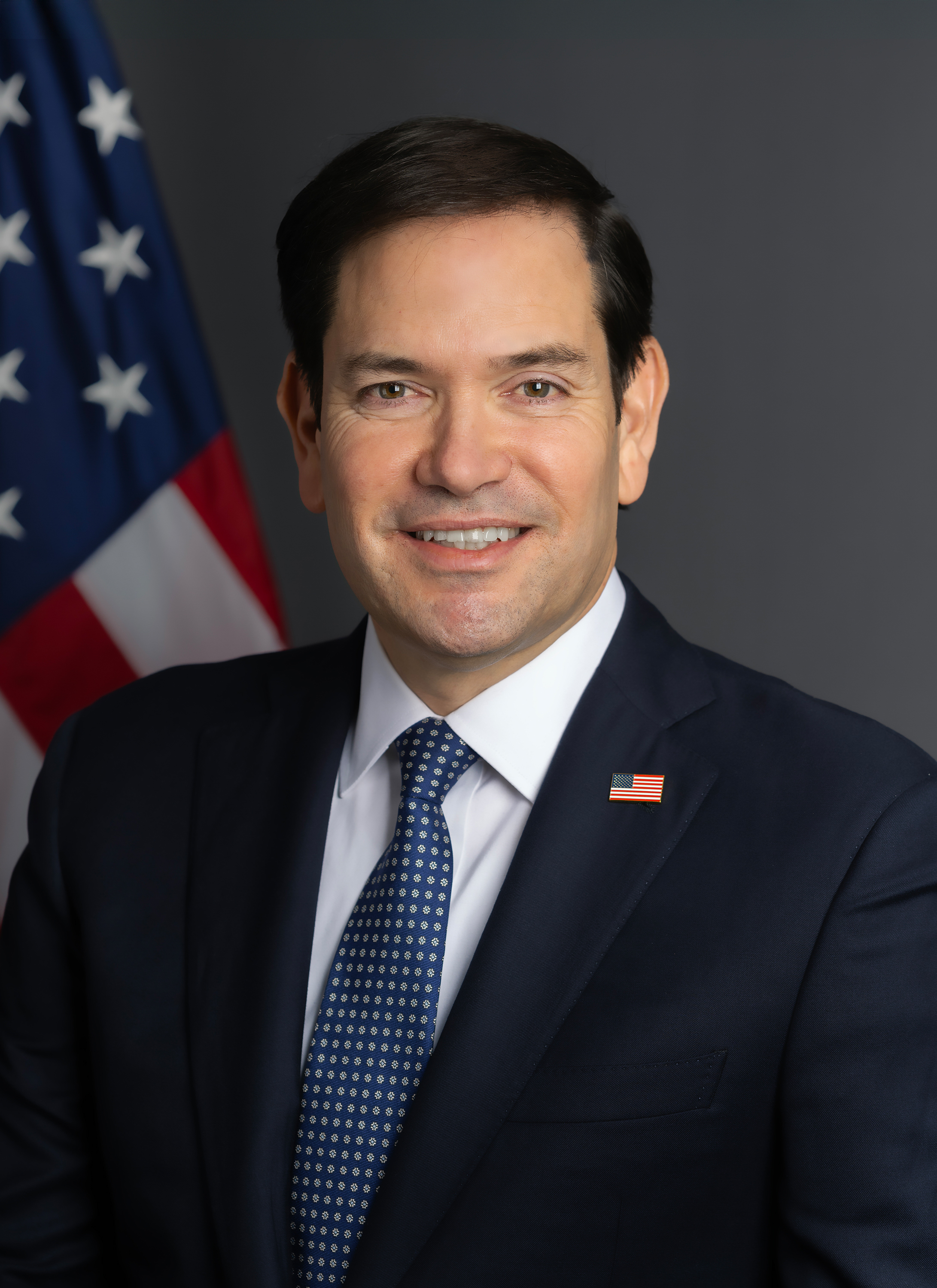
Marco Rubio, secrétaire d'État des États-Unis depuis 2025.

Au cours des décennies qui ont précédé la guerre civile syrienne, les relations ont été agitées entre le gouvernement de Damas et les États-Unis, les phases de tensions alternant avec les phases de détente. La rupture initiale a lieu lors des années 1960 avec le rapprochement de la Syrie vers l'Union soviétique, la montée au pouvoir du parti Baas et la guerre des Six Jours. Après la résolution 242 du Conseil de sécurité des Nations unies, Damas rompt ses relations diplomatiques avec Washington. Elles sont rétablies en 1974, mais la guerre du Liban provoque de nouvelles tensions,, avant une nouvelle détente lors de la signature de l'accord de Taëf en 1989 et la participation de la Syrie à la guerre du Golfe au sein de la coalition en 1991. Mais la situation s'aggrave à nouveau sous l'administration Bush, en 2003 Bachar el-Assad s'oppose à la guerre d'Irak et est alors le seul allié de Saddam Hussein,. Craignant d'être la nouvelle cible des néo-conservateurs, le régime de Damas entretient la guérilla en Irak ; il favorise le passage de combattants étrangers à sa frontière qui rejoignent des groupes djihadistes et notamment Al-Qaïda en Irak, puis l'État islamique d'Irak et accorde l'asile à de nombreux baasistes irakiens,,. Lorsque Barack Obama accède la Maison blanche en 2009, le dialogue reprend entre Damas et Washington.

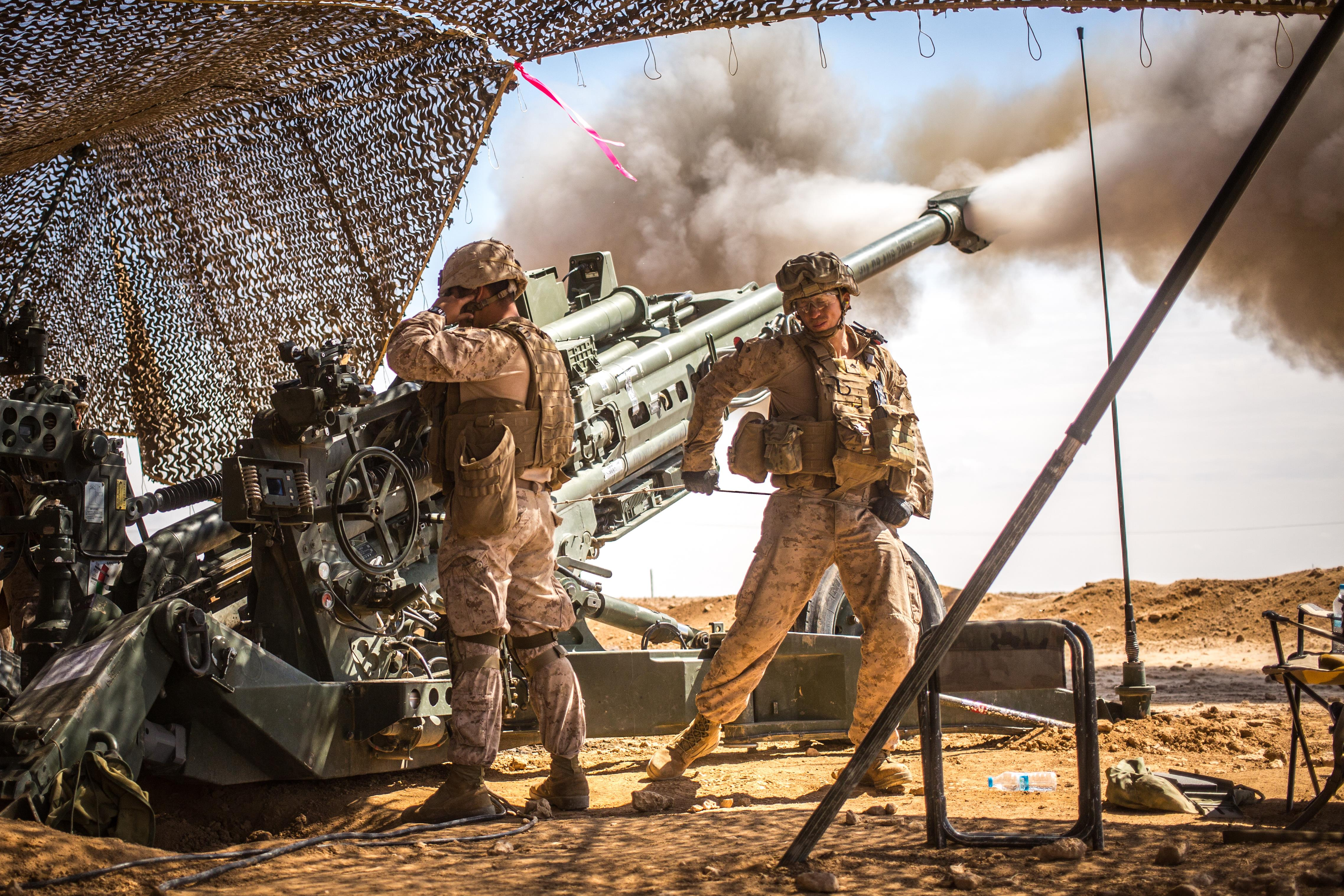
Tir d'obusier M777 howitzer effectué par des soldats américains du 11e Marine Expeditionary Unit en soutien aux Forces démocratiques syriennes lors de l'offensive de Raqqa, le 25 mars 2017.

Les États-Unis se montrent passifs au début de la révolution syrienne en 2011. Cinq semaines après le début des manifestations en Syrie Barack Obama appelle à la fin de la répression, puis il réclame le départ de Bachar el-Assad en août 2011. Mais il tient à désengager les États-Unis d'Afghanistan et d'Irak et n'a pas l'intention de mener d'autres interventions militaires,. En décembre 2011, l'armée américaine se retire d'Irak.
En 2012, les Américains commencent à fournir des renseignements à l'Armée syrienne libre, mais refusent de lui livrer des armes. En 2013, des combattants de groupes rebelles non islamistes commencent à être entraînés en Jordanie par les Américains, les Français et les Britanniques, en avril les États-Unis s'engagent à porter à 250 millions de dollars leur assistance « non létale » à la rébellion. C'est en juin 2013, après avoir acquis la certitude que le régime syrien a employé des armes chimiques, que les États-Unis décident de fournir des armes aux rebelles. Le 13 juin, la présidence américaine annonce qu'elle va apporter un « soutien militaire » aux rebelles. En septembre, les brigades de l'ASL dans le sud de la Syrie reçoivent leurs premiers armements, les Américains livrent des armes légères et antichar mais refusent de fournir des missiles sol-air. Début 2014, des missiles antichar BGM-71 TOW commencent à être livrés aux groupes modérés ou liés à l'ASL.
Mais les États-Unis sont aussi grandement préoccupés par la question des armes chimiques syriennes et craignent qu'elles ne tombent entre les mains d'Al-Qaïda ou du Hezbollah, aussi acceptent-ils la proposition russe de démantèlement de l'arsenal chimique syrien, alors qu'ils semblaient prêts à lancer une campagne de frappes aériennes après le massacre de la Ghouta. C'est finalement contre l'État islamique, à partir du 23 septembre 2014, que les États-Unis engagent une campagne de frappes aériennes, après avoir formé une coalition internationale. Celle-ci intervient surtout en soutien aux Kurdes des YPG et renverse la balance en leur faveur au nord de la Syrie. En octobre 2015, Barack Obama autorise le déploiement de forces spéciales en Syrie.
En 2015, les États-Unis débloquent 500 millions de dollars et concluent un accord avec la Turquie pour former un corps de 15 000 rebelles modérés afin de combattre l'État islamique, nombre ensuite réduit à 5 000. Le programme est un véritable fiasco, en juillet et septembre 2015 seulement 120 hommes entrent en Syrie : le premier groupe est aussitôt attaqué par le Front al-Nosra qui fait plusieurs prisonniers, le second remet une partie de ses armes aux djihadistes pour obtenir un droit de passage. Les combattants de cette « Nouvelle force syrienne » désertent ou font défection et à la mi-septembre, le général Lloyd Austin, chef de l'United States Central Command, reconnait que seulement « 4 ou 5 » rebelles formés et équipés par les forces américaines combattent l'État islamique sur le terrain,,,.
La position américaine vis-à-vis de Bachar el-Assad et les déclarations de ses responsables sont parfois confuses et contradictoires, notamment sur la question de négocier ou non avec le régime syrien. Selon le journaliste américain Doyle McManus : « l'administration Obama a une politique mais pas de stratégie ». Jusqu'à la fin de son mandat, Barack Obama reste en retrait sur dossier syrien et dans l'ensemble du Moyen-Orient, laissant ainsi le champ libre à l'Iran et à la Russie,,,,,.
Arrivée au pouvoir en 2017, l'administration Trump ne rompt pas dans les premiers mois avec la politique de l'administration Obama,,. Elle annonce cependant que le départ de Bachar el-Assad n'est plus pour elle une priorité,, elle se montre plus proche de la Russie, mais affiche ouvertement son hostilité envers l'Iran. Elle continue d'appuyer les Kurdes des YPG malgré les protestations de la Turquie,, et ravive son alliance avec l'Arabie saoudite,,,. Mais l'attaque chimique de Khan Cheikhoun, le 4 avril 2017, bouleverse la position américaine : pour la première fois les États-Unis ripostent contre le régime syrien en détruisant une de ses bases aériennes dans la nuit du 6 au 7 avril,. Après cet évènement, les États-Unis déclarent qu'il ne peut y avoir de solution politique avec Bachar el-Assad à la tête du régime,. Le 8 mai 2017, après plusieurs mois de sollicitations, le gouvernement américain autorise son armée à fournir des armes aux YPG, malgré l'opposition de la Turquie,. En revanche, en juillet 2017, il met fin au programme de la CIA d'aide aux rebelles, qui mis en place quatre ans plus tôt, fournissait à ces derniers armes et entraînement,,,. Pour apaiser la Turquie, les États-Unis annoncent également suspendre la livraison d'armes aux YPG vers fin 2017 ou début 2018,. Mais les livraisons d'armes aux Forces démocratiques syriennes se poursuivent.
Fin 2017, l'État islamique subit plusieurs défaites et perd la grande majorité de son territoire ; le secrétaire d'État Rex Tillerson annonce cependant en janvier 2018 que l'armée américaine va rester en Syrie avec l'objectif d'empêcher les djihadistes de réémerger, de contrer l'influence de l'Iran et de s'opposer au régime de Bachar el-Assad,,. En janvier 2018, au moins 2 000 soldats américains sont présents en Syrie aux côtés des Forces démocratiques syriennes. À partir de mars 2018, Donald Trump annonce son intention de retirer les troupes américaines du territoire syrien. En octobre 2019, contre l'avis de son administration, il laisse la Turquie mener une opération militaire contre les FDS dans le nord de la Syrie et fait retirer ses troupes de toutes les bases militaires du gouvernorat d'Alep et du gouvernorat de Raqqa qui sont ensuite occupées par les forces russes et syriennes loyalistes,,,. Fin 2019, les États-Unis ne maintiennent plus que quelques centaines d'hommes dans le gouvernorat de Deir ez-Zor, le gouvernorat de Hassaké et la région d'al-Tanaf,.
En décembre 2019, les États-Unis adoptent la loi « César », qui impose de lourdes sanctions économiques à la Syrie, en visant notamment les États et les entreprises tierces qui commercent avec les autorités syriennes.
En novembre 2020, Joe Biden est élu président des États-Unis. Vice-président de Barack Obama entre 2009 et 2017, il s'était alors opposé au projet de frappes aériennes contre le régime syrien après le massacre de la Ghouta et s'était montré réticent sur le fait d'armer et d'entraîner des groupes rebelles. En 2019, il est favorable à un maintien de l'alliance avec les Forces démocratiques syriennes et accuse Donald Trump de « trahison » envers les Kurdes après le lancement par l'armée turque de l'opération Source de paix.

#### Rôle de l'Arabie saoudite

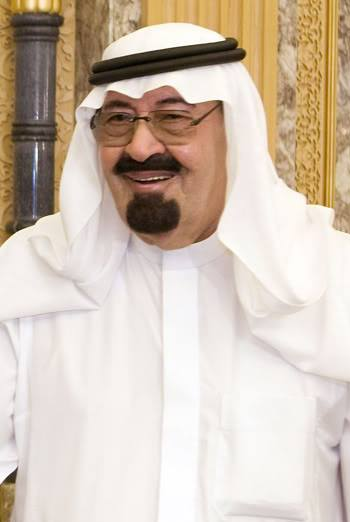
Abdallah ben Abdelaziz Al Saoud, roi d'Arabie saoudite de 2005 à sa mort en 2015.
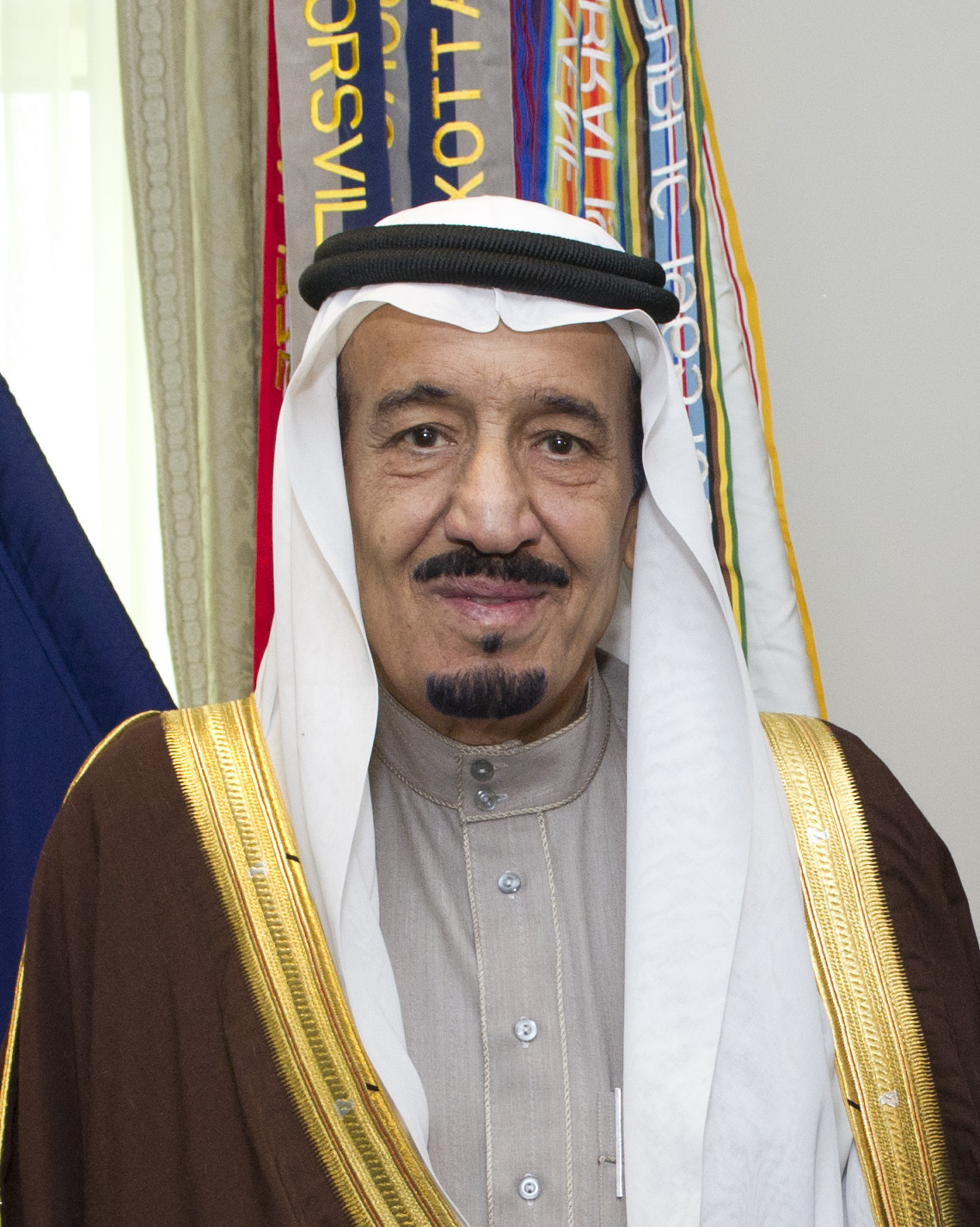
Salmane ben Abdelaziz Al Saoud, roi d'Arabie saoudite depuis 2015.
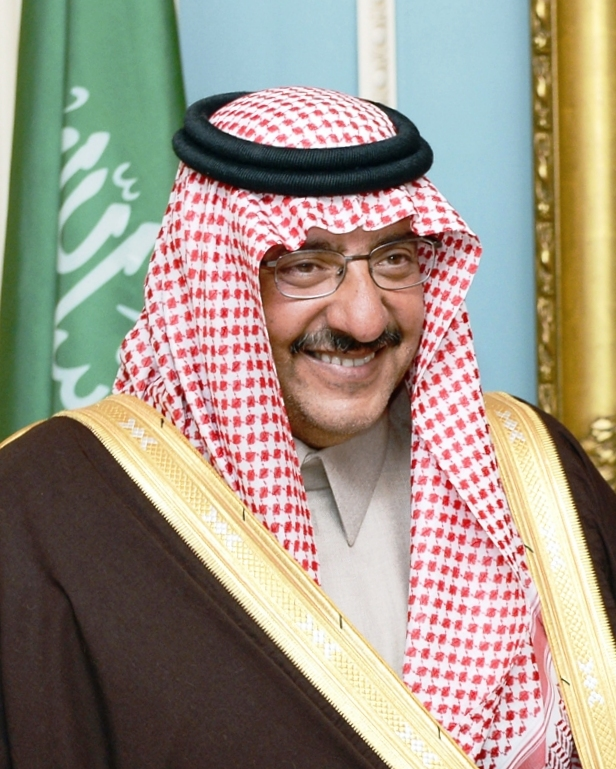
Mohammed ben Nayef Al Saoud, prince héritier et vice-Premier ministre Premier ministre de 2015 à 2017 et ministre de l'Intérieur de 2012 à 2017.
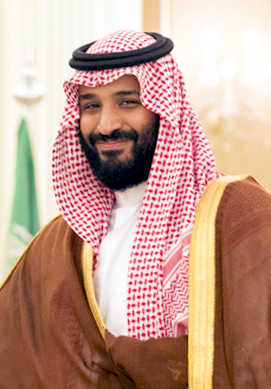
Mohammed ben Salmane Al Saoud, prince héritier depuis 2017 et Premier ministre depuis 2022.
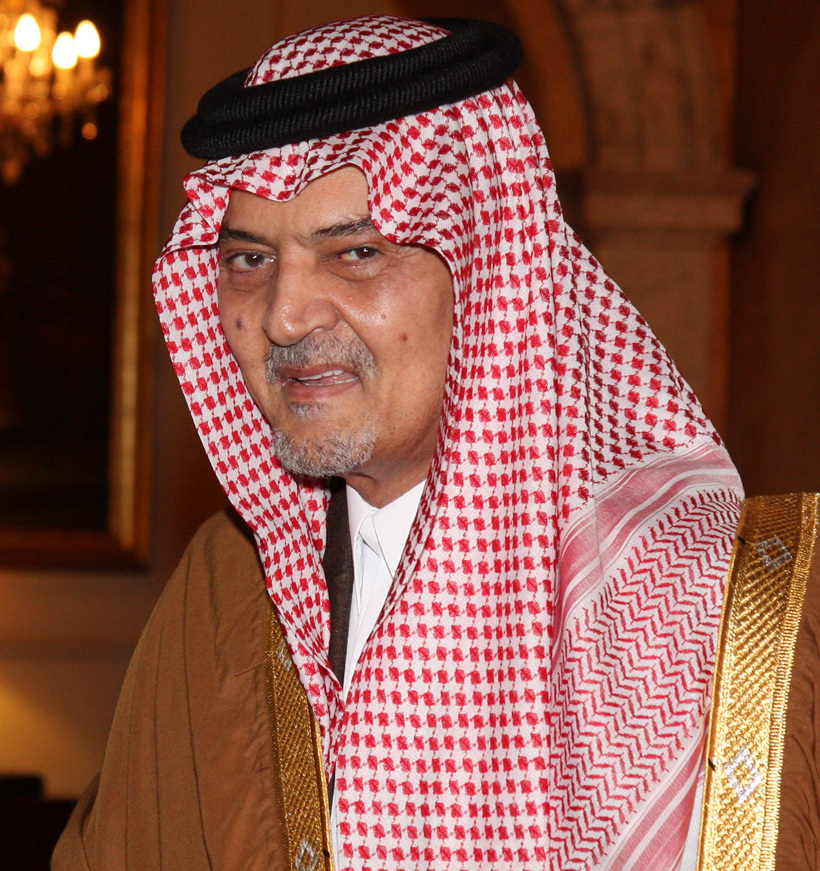
Saoud ben Fayçal ben Abdelaziz Al Saoud, ministre des Affaires étrangères de 1975 à 2015.
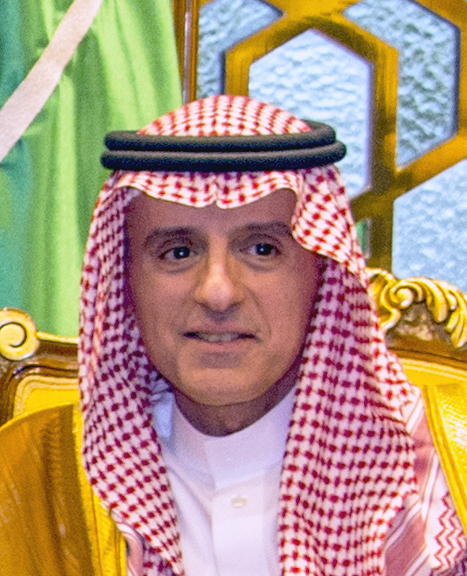
Adel al-Joubeir, ministre des Affaires étrangères de 2015 à 2018.

Au début de l'année 2011, le pouvoir en Arabie saoudite est hostile au printemps arabe. En février et mars, son armée réprime notamment le soulèvement bahreïni. Consciente de sa fragilité, la monarchie saoudienne redoute d'être atteinte par le vent de révolte qui secoue le monde arabe, ce qui la pousse à soutenir la stabilité des régimes en place, et donc, dans un premier temps, à soutenir le régime de Bachar el-Assad,. Mais elle fait volte-face à l'automne 2011 pour appuyer les rebelles syriens, en choisissant désormais de privilégier l'opportunité de renverser un allié de l'Iran, son principal rival dans la région,,.
Le royaume s'appuie sur les conservateurs, les officiers déserteurs, les tribus et les libéraux,, il soutient les groupes armés modérés et séculiers liés à l'Armée syrienne libre, mais s'oppose aux Frères musulmans,,,,,,. Cependant, des milliers de Saoudiens partent combattre en Syrie et de nombreux groupes insurgés de toute tendances, dont des djihadistes, bénéficient de soutiens financiers venus d'acteurs privés, d'associations, de comités, de personnalités politiques ou d'hommes d'affaires, parfois liés à la famille royale, qui profitent d'un certain laisser-aller de l'État,,,. L'Arabie saoudite finit par s'inquiéter de la montée en puissance des salafistes djihadistes, qui contestent la légitimité de la dynastie saoudienne, et redoute qu'ils ne puissent bénéficier d'une certaine attractivité aux yeux d'une partie de la population saoudienne, ce qui pourrait déstabiliser le royaume,,,. En mars 2013 les départs de combattants pour la Syrie sont rendus illégaux par le ministère de l'Intérieur dirigé par le prince Mohammed ben Nayef Al Saoud et le gouvernement tente de reprendre le contrôle des flux financiers à destination de la Syrie en faisant fermer certains comités non étatiques,. En février 2014, le royaume saoudien classe le Front al-Nosra et l'État islamique comme organisations terroristes et interdit tout soutien ou financement à ces groupes,. Le 7 mai 2014, le roi Abdallah ben Abdelaziz Al Saoud fait également inscrire les Frères musulmans sur la liste des organisations terroristes, mais son successeur, Salmane ben Abdelaziz Al Saoud, se montre plus conciliant à leur égard,,. À partir de 2014 ou début 2015, avec l'affaiblissement de l'Armée syrienne libre, l'Arabie saoudite commence à soutenir également des factions islamistes et salafistes non djihadistes, comme Jaych al-Islam et Ahrar al-Cham,,,. En 2015, l'Arabie saoudite, la Turquie et le Qatar se rapprochent pour soutenir les mêmes groupes,. En septembre 2014, Riyad rejoint la coalition internationale contre l'EI. Mais à partir de 2015, il concentre ses efforts au Yémen, où il intervient militairement contre les Houthis, alliés de l'Iran, et réduit son financement aux groupes rebelles,,,,,.
À partir de 2016, après l'intervention militaire russe, l'Arabie saoudite apparaît un peu plus en retrait en Syrie,, elle cherche notamment à nouer de bonnes relations avec la Russie afin de l'éloigner de l'Iran,. Le 31 mars 2018, le prince héritier Mohammed ben Salmane Al Saoud reconnaît pour la première fois la défaite de la politique saoudienne en Syrie en admettant que Bachar el-Assad va rester au pouvoir,. Plaidant de nouveau pour la stabilité des régimes en place, l'Arabie saoudite rétablit ses relations diplomatiques avec l'Iran le 10 mars 2023 et signe un accord de détente. Le 10 mai 2023, l'Arabie saoudite et la Syrie rétablissent également leurs représentations diplomatiques. Le 19 mai, le prince héritier Mohammed ben Salmane reçoit Bachar al-Assad à Djeddah pour le sommet de la Ligue arabe 2023,.

#### Rôle du Qatar

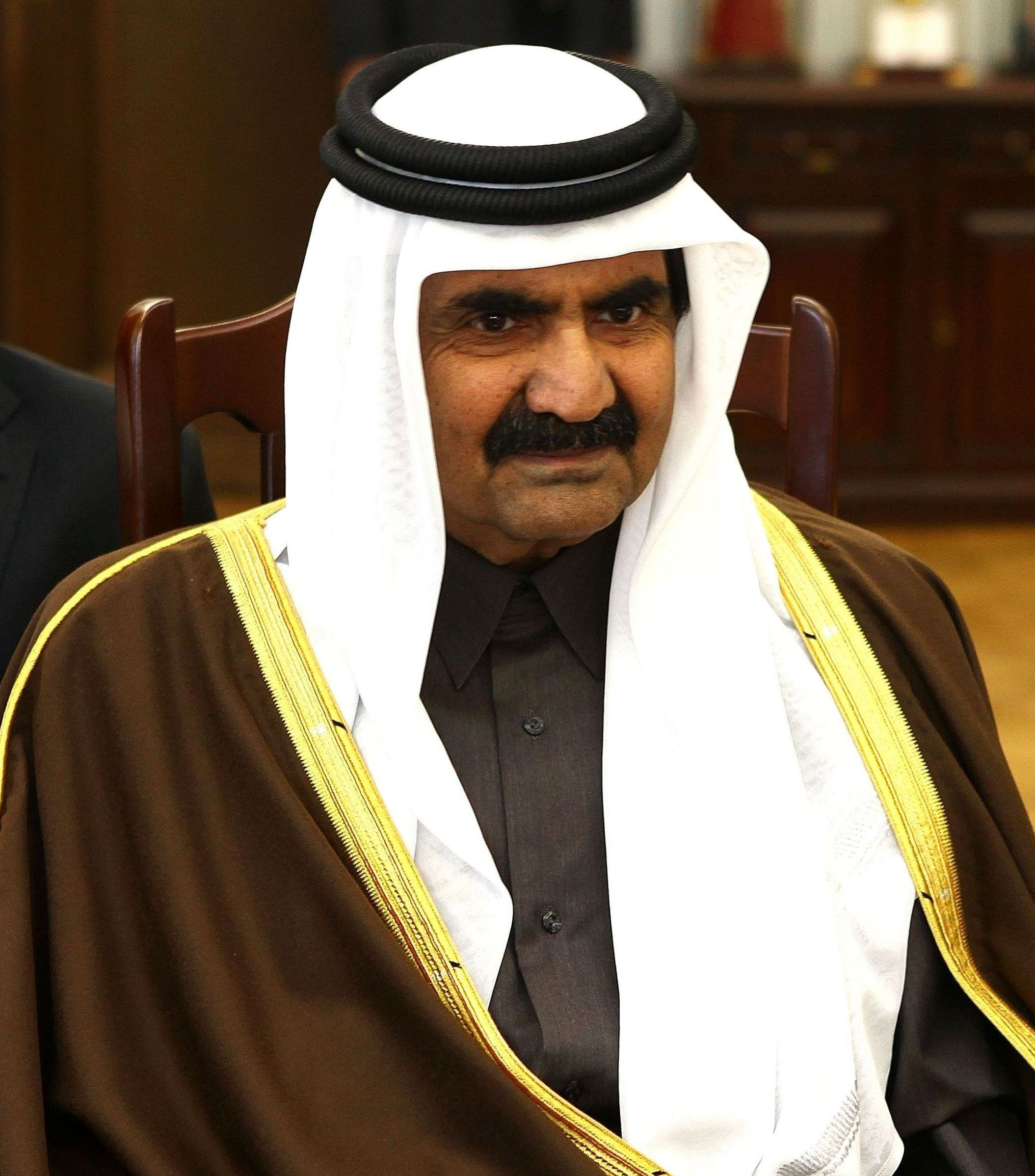
Hamad ben Khalifa Al Thani, émir du Qatar de 1995 à 2013.
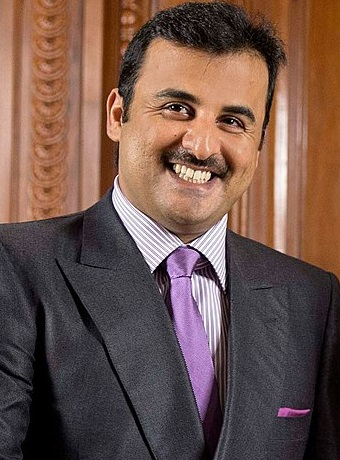
Tamim ben Hamad Al Thani, émir du Qatar depuis 2013.

Contrairement à l'Arabie saoudite, le Qatar soutient les révolutions du Printemps arabe. Cependant, au début des manifestations, le Qatar est encore l'allié du régime syrien et il ne bascule en faveur de l'opposition qu'au bout de plusieurs semaines,,.
En 2009, le Qatar a offert de construire un pipeline qui traverserait l'Arabie saoudite, la Jordanie, la Syrie et la Turquie et Damas a refusé cette offre pour signer en 2011 un accord avec l'Iran pour la construction d'un gazoduc reliant l'Iran à la Syrie en passant par l'Irak. Ce revirement a provoqué par la suite une controverse pour déterminer s'il constitue une cause de la guerre.
Début 2012, il qualifie les exactions du régime syrien de « génocide ». En Syrie, comme dans d'autres pays, le Qatar appuie ouvertement les Frères musulmans,,. Il finance de nombreux groupes rebelles, ainsi que la Coalition nationale des forces de l'opposition et de la révolution (CNFOR). Cependant, les Qataris sont écartés de la CNFOR en 2013, après l'élection d'Ahmad Jarba, soutenu par les Saoudiens,. Le Qatar fait également parfois l'objet d'accusation de soutien à des groupes salafistes djihadistes, et particulièrement au Front al-Nosra, ce qu'il nie vigoureusement,,,. Des groupes djihadistes bénéficient cependant de soutiens financiers venus d'acteurs privés et en 2014, selon le Département d'État des États-Unis, la vigilance du Qatar est « inexistante ».
En septembre 2014, le Qatar rejoint la coalition internationale contre l'EI. Le 19 décembre 2014, il signe un accord de défense avec la Turquie. En 2017, une crise diplomatique secoue les pays du Golfe après des propos conciliants attribués à l'émir du Qatar envers l'Iran, le Hamas et le Hezbollah,,,,,. Bien que l'émir Tamim ben Hamad Al Thani ait démenti avoir formulé de telles déclarations, l'Arabie saoudite, les Émirats arabes unis, l'Égypte, Bahreïn, le gouvernement yéménite d'Abdrabbo Mansour Hadi, le gouvernement libyen de Tobrouk, la Mauritanie et les Maldives annoncent le 5 juin 2017 la rupture de leurs relations diplomatiques avec le Qatar, en l'accusant de soutenir pêle-mêle « les Houthis, […] les Frères musulmans, Daech et Al-Qaïda »,,,,,,,.

#### Rôle des Émirats arabes unis

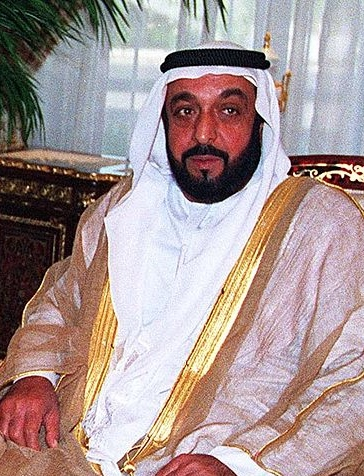
Khalifa ben Zayed Al Nahyane, président des Émirats arabes unis de 2004 à sa mort en 2022.
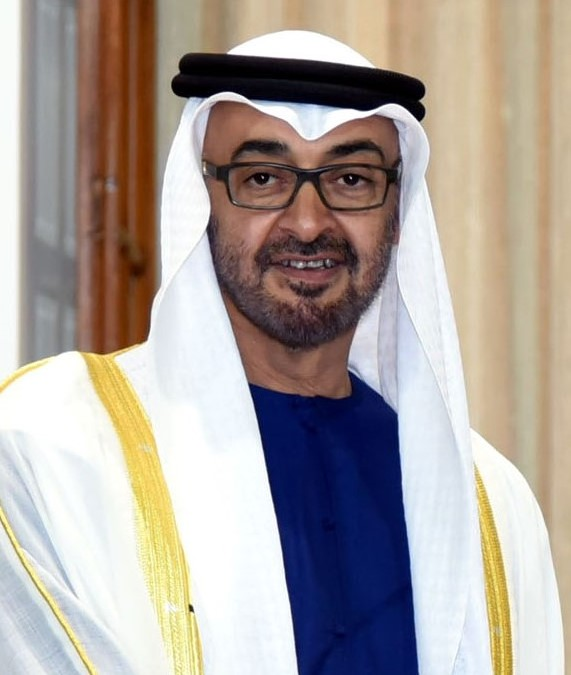
Mohammed ben Zayed Al Nahyane, président des Émirats arabes unis depuis 2022.

Dans un premier temps, les Émirats arabes unis soutiennent l'opposition syrienne et cherchent à se protéger de l'Iran. Cependant, ils mènent également une politique très active contre les islamistes, en particulier contre les Frères musulmans, et s'opposent par conséquent au Qatar. Proches alliés des États-Unis, les Émirats rejoignent la coalition en 2014 et leurs forces spéciales auraient participé à l'entraînement des combattants des Forces démocratiques syriennes. Après l'intervention militaire russe, Abou Dabi adopte une ligne moins agressive envers Damas et privilégie la mise en place d'une solution politique associant la Russie et les États-Unis. Le 27 décembre 2018, les Émirats rouvrent leur ambassade à Damas. Le 18 mars 2022, Bachar el-Assad est reçu à Abou Dabi par le prince héritier Mohammed ben Zayed, pour sa première visite dans un pays arabe depuis 2011.

#### Rôle de la Jordanie

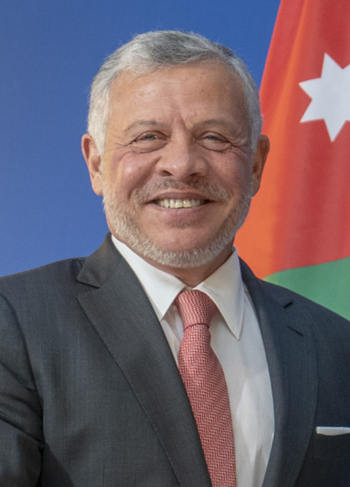
Abdallah II, roi de Jordanie depuis 1999.

Peu après leurs indépendances, au lendemain de la Seconde Guerre mondiale, la Jordanie et la Syrie entament de mauvaises relations à cause des prétentions — pas encore totalement abandonnées — du roi Abdallah à reformer un royaume arabe de Syrie. Par la suite, lors de la guerre froide, le royaume hachémite rallie le bloc occidental, tandis que la Syrie se rapproche du bloc soviétique. En 1970 et 1971, les deux pays s'affrontent lors du conflit de Septembre noir. Après un bref apaisement, les relations redeviennent particulièrement exécrables avec le début de l'insurrection des Frères musulmans en Syrie, pendant laquelle Damas accuse Amman de soutenir la confrérie. Entre 1981 et 1986, la Syrie mène alors, parfois par le biais de groupes armés, plusieurs attentats et tentatives d'assassinats contre des cibles jordaniennes ; jusqu'à ce que les relations entre les deux pays s'apaisent à la fin des années 1980. Mais en 1990, contrairement à la Syrie, la Jordanie refuse de soutenir la guerre du Golfe contre son allié irakien, ce qui lui vaut des sanctions de la part des États-Unis et de l'Arabie saoudite. Puis, après la signature du traité de paix israélo-jordanien, le 26 octobre 1994, Damas rompt ses relations diplomatiques avec Amman. Les tensions s'apaisent cependant progressivement pendant la fin des années 1990 et au cours des années 2000 ; en avril 2010, le roi Abdallah II déclare que la relation de son pays avec la Syrie n'a peut-être « jamais été aussi bonne ».
Pourtant, le 14 novembre 2011, le roi Abdallah II est le premier dirigeant d'un pays arabe à appeler Bachar el-Assad à démissionner. La Jordanie est également touchée par des manifestations au cours du Printemps arabe, mais dans une moindre ampleur que la Syrie. Le pays doit aussi accueillir rapidement plusieurs centaines de milliers de réfugiés qui vivent dans des conditions précaires ; les répercussions économiques du conflit sont de plus en plus lourdes, or la Jordanie dépend en grande partie d'une rente humanitaire fournie essentiellement par les États-Unis et l'Arabie saoudite, lesquels font alors pression pour qu'Amman s'aligne sur leur politique. La Jordanie apporte un soutien prudent à la rébellion mais cherche à éviter une confrontation directe avec la Syrie ; malgré les accusations et les menaces de la part de Damas, les deux pays ne rompent pas leurs relations diplomatiques au cours du conflit,.
En dépit de son souhait de privilégier une solution politique à une solution militaire, la Jordanie apporte son soutien à l'Armée syrienne libre (ASL) et en particulier au Front du Sud, une alliance de groupes rebelles de la région de Deraa formée en 2014,. Fin 2012, un premier convoi d'armes destiné aux rebelles passe la frontière jordanienne. Il s'agit alors d'armes lourdes des guerres de Yougoslavie transportés à Amman par des avions croates et conduites en Syrie par les Jordaniens. Cette première opération est financée par l'Arabie saoudite et se fait avec l'accord des États-Unis. En 2013, des convois d'armes financées par l'Arabie saoudite à destination de l'ASL continuent de franchir régulièrement la frontière sous la supervision de la CIA et du Dairat al-Mukhabarat al-Ammah (GIP),. Fin 2013, les États-Unis installent le Military Operations Center (MOC) à Amman, une structure dirigée par la CIA, qui avec l'aide d'experts jordaniens, saoudiens, qataris, émiratis, français et britanniques, organise la fourniture d'armes et de salaires aux groupes rebelles jugés fiables et entraîne militairement des milliers de rebelles en territoire jordanien,. Contrairement à la Turquie, la Jordanie verrouille suffisamment sa frontière pour empêcher le passage de djihadistes étrangers vers la Syrie et veille à ce que les équipements soient remis aux groupes de l'Armée syrienne libre et non aux islamistes radicaux, contribuant ainsi à ce que l'ASL demeure la force prédominante dans le sud de la Syrie.
Cependant, à partir de 2014 et 2015, la Jordanie commence à privilégier la lutte contre l'État islamique : elle rejoint la coalition et bombarde les djihadistes en Syrie. En avril 2015, Amman ferme sa frontière avec la Syrie peu de temps après la prise du poste-frontière de Nassib par le Front du Sud et le Front al-Nosra, exaspéré par l'incapacité des rebelles à sécuriser cette voie commerciale majeure. Fin 2015, sous la pression de la Russie, la Jordanie réduit son soutien au Front du Sud ; elle se rapproche également de l'Iran et rétablit une coopération sécuritaire avec Damas,,. En juillet 2017, Amman négocie avec Washington et Moscou l'instauration d'un cessez-le-feu dans le sud de la Syrie par la mise en place d'une « zone de désescalade ». Mais peu après, le gouvernement américain annonce la fermeture du MOC et l'aide financière et militaire aux rebelles s'arrête définitivement en décembre 2017. À l'été 2018, la Jordanie ne s'oppose pas à la reconquête du sud de la Syrie par le régime, et espère ainsi pouvoir rouvrir le poste-frontière de Nassib et rétablir la route commerciale avec Damas,. Le 15 octobre 2018, le poste frontière de Nassib rouvre.

#### Rôle du Liban

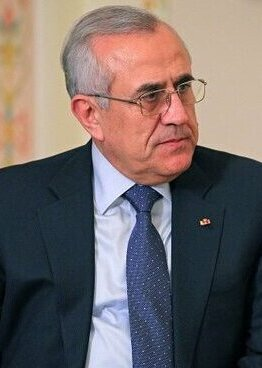
Michel Sleiman, président de la République libanaise de 2008 à 2014.
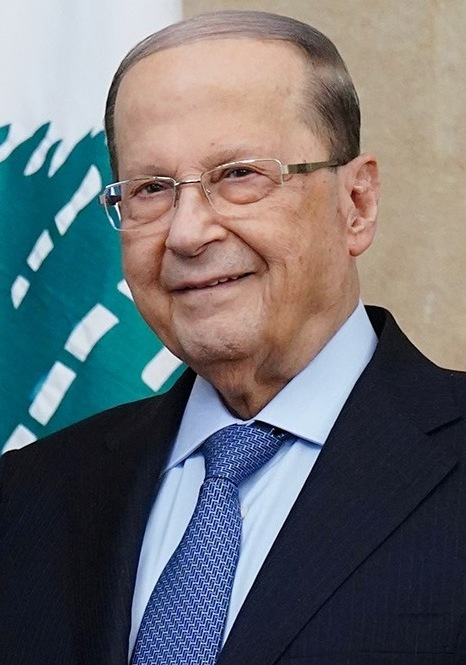
Michel Aoun, président de la République libanaise de 2016 à 2022.
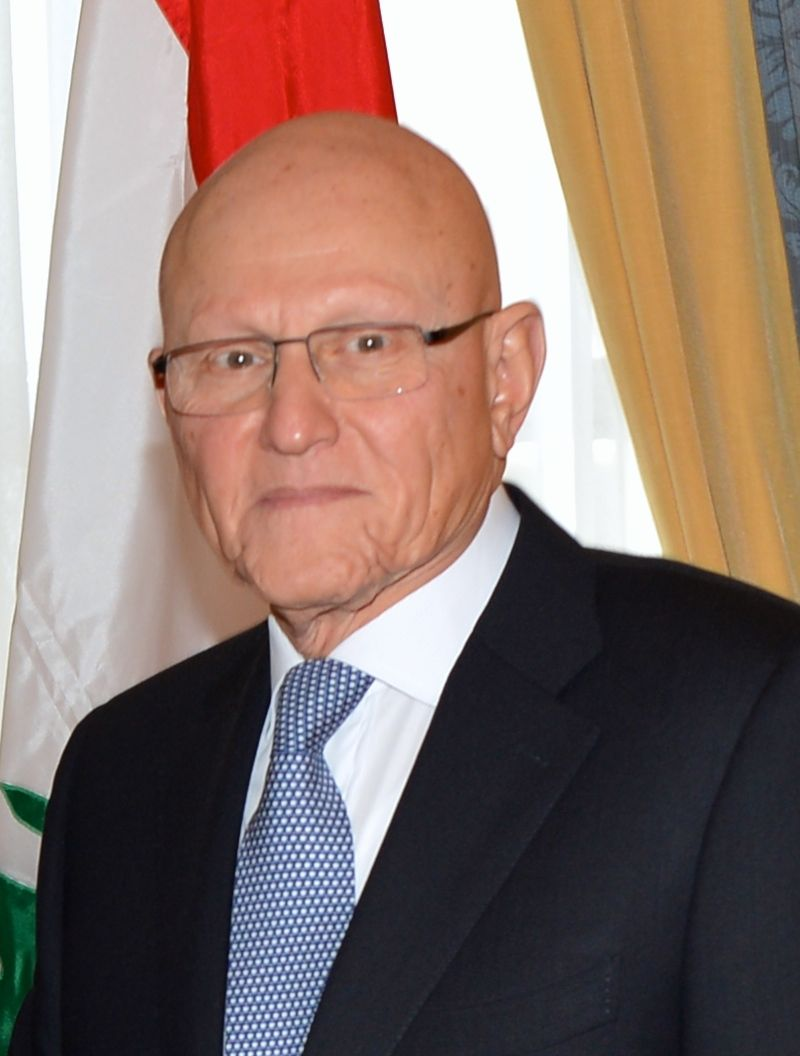
Tammam Salam, président du Conseil des ministres libanais de 2014 à 2016.
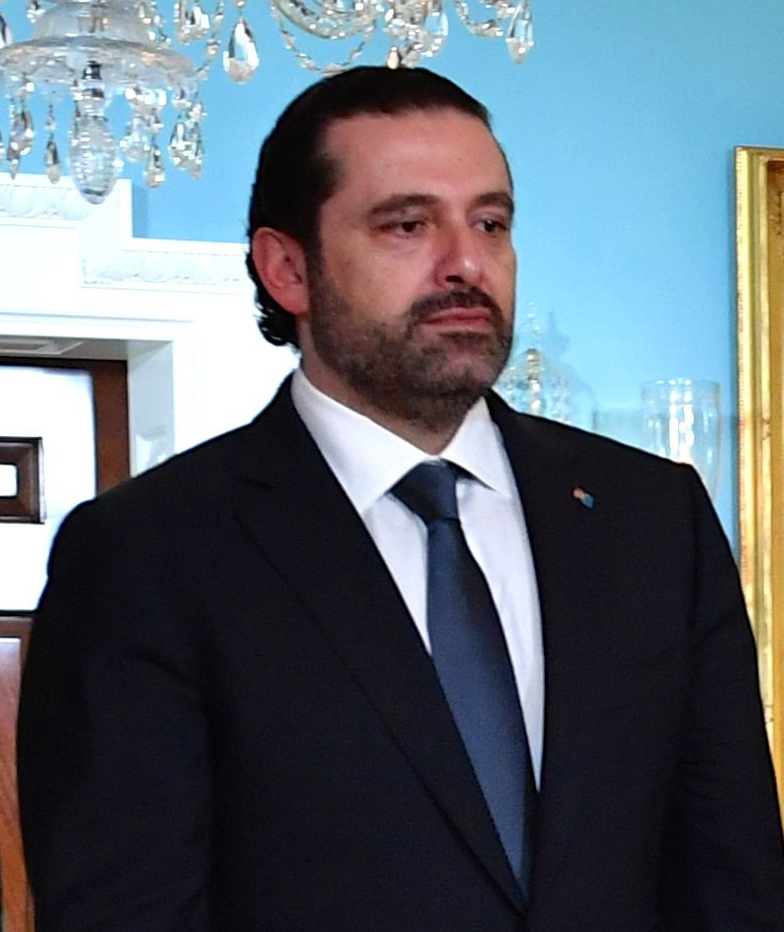
Saad Hariri, président du Conseil des ministres libanais de 2009 à 2011 et de 2016 à 2020.
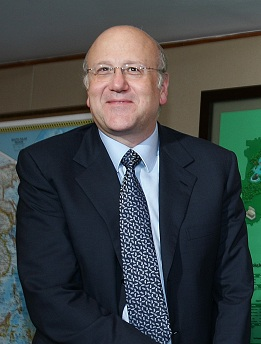
Najib Mikati, président du Conseil des ministres libanais de 2011 à 2014 et de 2021 à 2025.

Dès leurs indépendances, à la fin de la Seconde Guerre mondiale, les relations entre la Syrie et le Liban s'avèrent difficiles, notamment par la volonté de certains nationalistes d'unifier les deux pays et des créer une Grande Syrie. En 1975, une guerre civile éclate au Liban, opposant principalement des milices chrétiennes menées par les Phalanges libanaises à l'Organisation de libération de la Palestine (OLP), soutenu par diverses milices arabes nationalistes, socialistes ou communistes,. Au printemps 1976, l'armée syrienne intervient au Liban au sein d'une Force arabe de dissuasion mandatée par la Ligue arabe afin d'imposer un cessez-le-feu. Mais cette intervention permet également à Hafez el-Assad de placer sous contrôle les organisations palestiniennes et de mettre le Liban sous tutelle. Le conflit s'achève en 1989 avec l'Accord de Taëf, qui entérine notamment l'occupation du Liban par l'armée syrienne.
En 2004, la Résolution 1559 du Conseil de sécurité des Nations unies impose à la Syrie de retirer ses troupes du Liban, mais Bachar el-Assad refuse. Cependant en 2005, l'assassinat du premier ministre libanais Rafiq Hariri provoque la révolution du Cèdre, où des centaines de milliers de Libanais manifestent pour exiger le départ des troupes syriennes. Après un accord conclu avec l'ONU le 3 avril, l'armée syrienne se retire du Liban le 26 avril.
Cependant, la Syrie continue d'exercer une force influence au Liban et le pays reste profondément divisé. Deux coalitions politiques se font alors face : l'Alliance du 8-Mars, qui regroupe notamment le Courant patriotique libre, le Hezbollah, Amal et le PSNS, est proche de la Syrie et de l'Iran, tandis que l'Alliance du 14-Mars, qui rassemble notamment le Courant du futur, les Forces libanaises, les Phalanges libanaises et le Bloc national, est pro-occidentale,. À plusieurs reprises des combats opposent ces milices et causent des centaines de morts et de blessés. Le pays connaît cependant d'autres épisodes de violences, avec notamment un conflit au Sud entre Israël et le Hezbollah en 2006 et des affrontements au Nord entre l'armée libanaise et les salafistes djihadistes de Fatah al-Islam en 2007.
En mai 2011, peu après le début de la révolution syrienne, les premiers réfugiés syriens arrivent au Liban. En 2015, le pays accueille 1,2 million de Syriens, alors qu'il n'est lui-même peuplé que 4,5 millions d'habitants, dont 500 000 réfugiés palestiniens. L'État libanais n'ouvre pas de camp et laisse l'ONU prendre en charge les réfugiés. L'économie libanaise souffre aussi grandement du conflit : sa seule ouverture terrestre étant la Syrie, ses échanges commerciaux avec son voisin, mais aussi la Jordanie et les pays du Golfe diminuent grandement, ce qui contraint le Liban à exporter par voie maritime, ce qui est plus long et plus onéreux,.
Le début de la guerre civile syrienne ravive également les tensions communautaires au Liban. L'Alliance du 8-Mars soutient le régime syrien, tandis que l'Alliance du 14-Mars observe favorablement le début de la révolution syrienne. Le pays connait ponctuellement des affrontements entre milices et des attentats, notamment à Beyrouth et Tripoli, mais c'est surtout dans la région d'Aarsal, au nord-est du pays, que les plus violents affrontements ont lieu. En 2013, notamment après leur défaite à la bataille de Qousseir, de nombreux rebelles trouvent refuge dans les montagnes de la région d'Aarsal, où vivent déjà des centaines de milliers de réfugiés. Les djihadistes du Front al-Nosra et de l'État islamique font bientôt leur apparition et des combats éclatent en août 2014 entre ces derniers et l'armée libanaise. Cependant, à l'été 2017, l'armée libanaise et le Hezbollah lancent deux offensives décisives qui viennent à bout des djihadistes et des rebelles ; ces derniers capitulent et leurs combattants sont évacués vers la Syrie. À la fin de l'année 2017, des signes d'apaisement apparaissent également entre l'Alliance du 8-Mars et l'Alliance du 14-Mars.

#### Rôle d'Israël

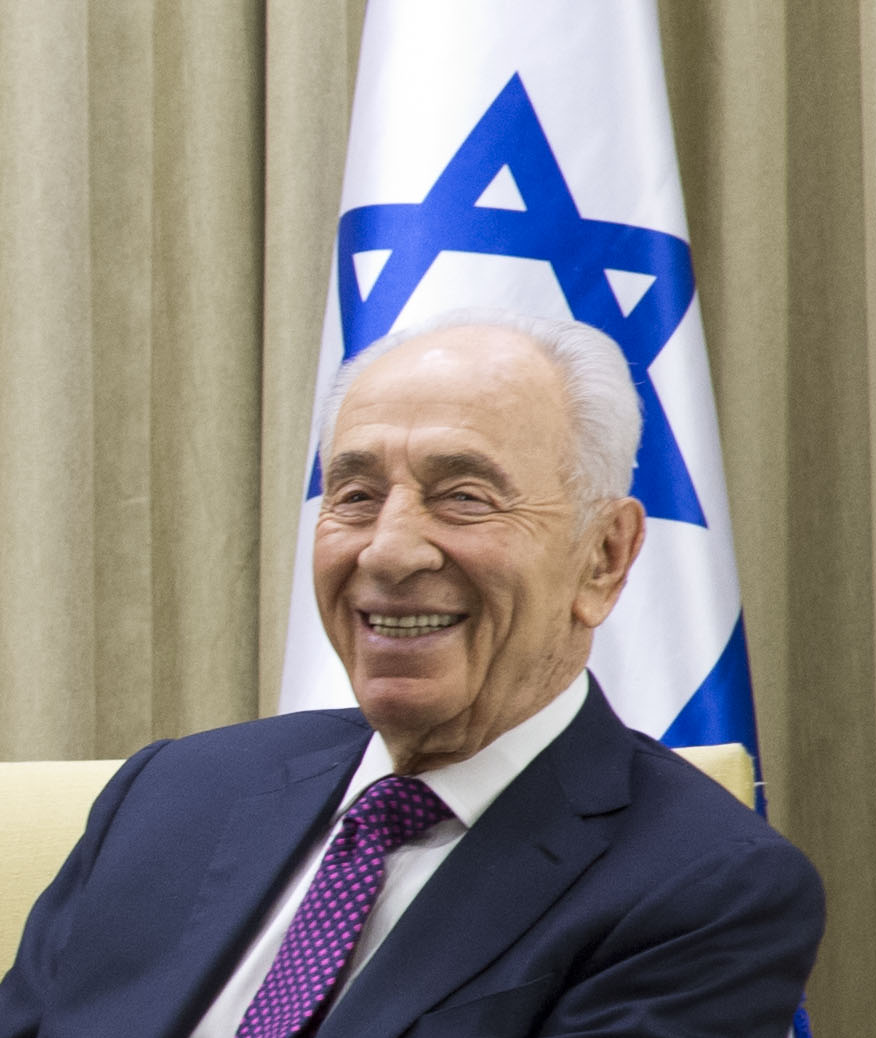
Shimon Peres, président de l'État d'Israël de 2007 à 2014.
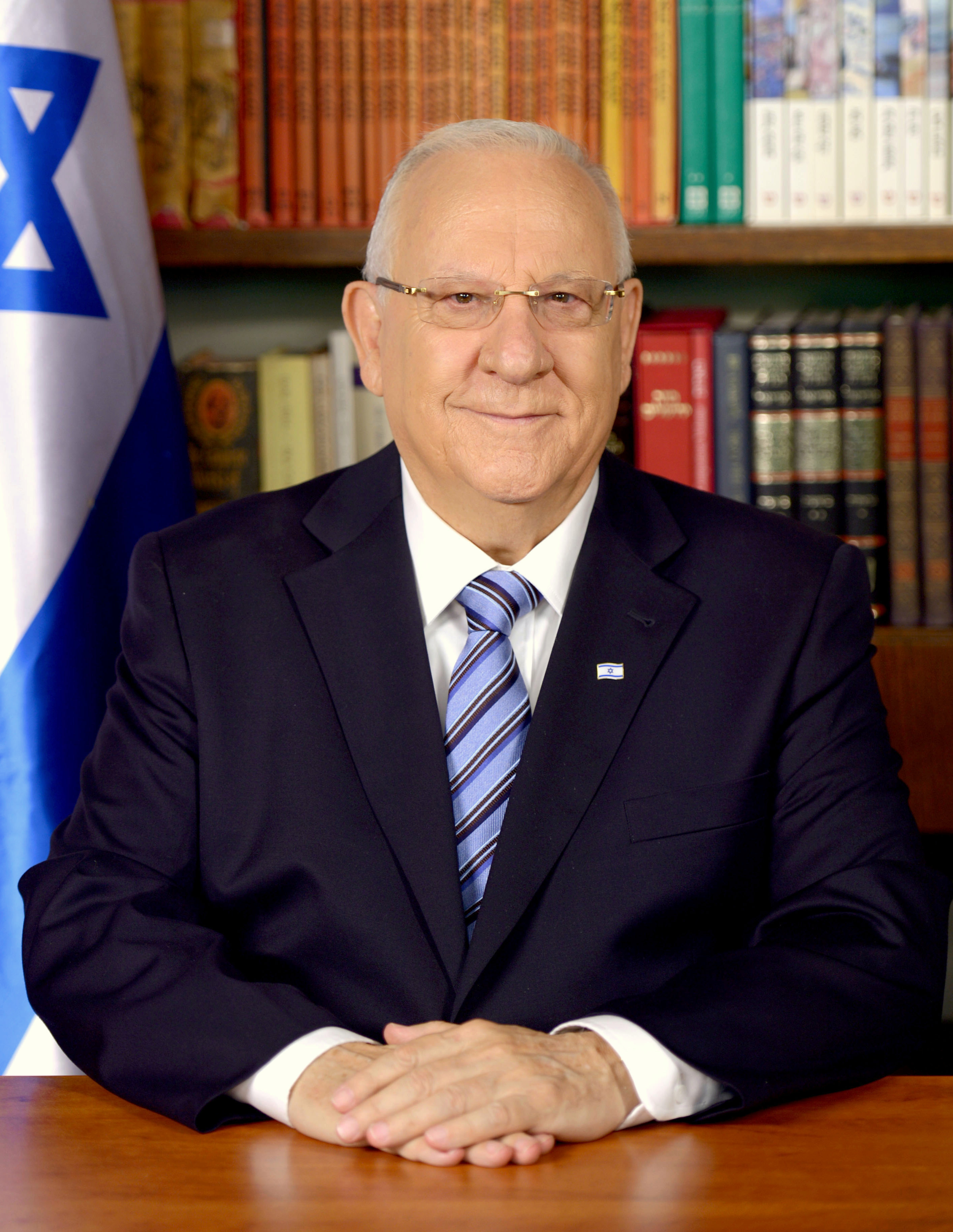
Reuven Rivlin, président de l'État d'Israël de 2014 à 2021.
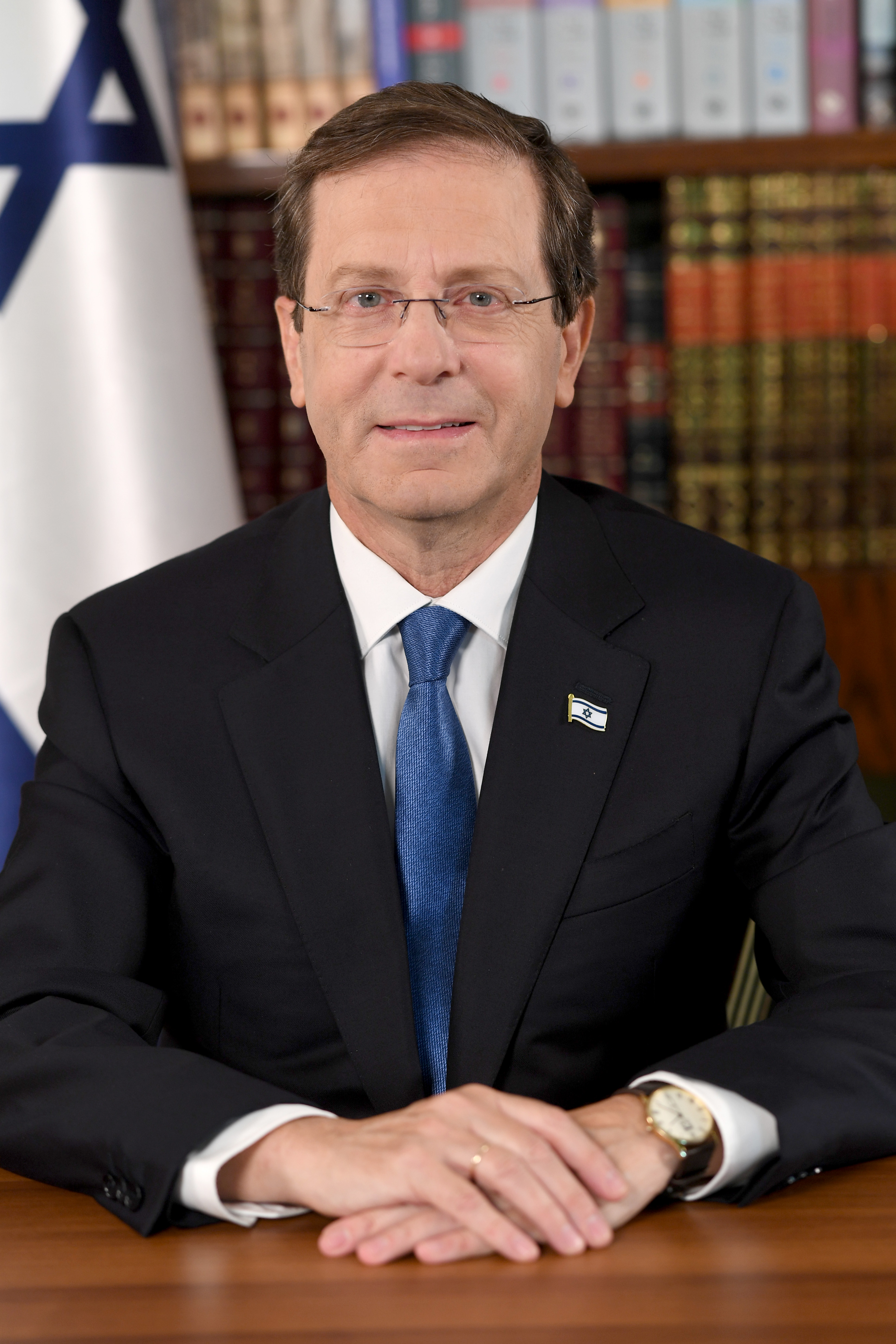
Isaac Herzog, président de l'État d'Israël depuis 2021.
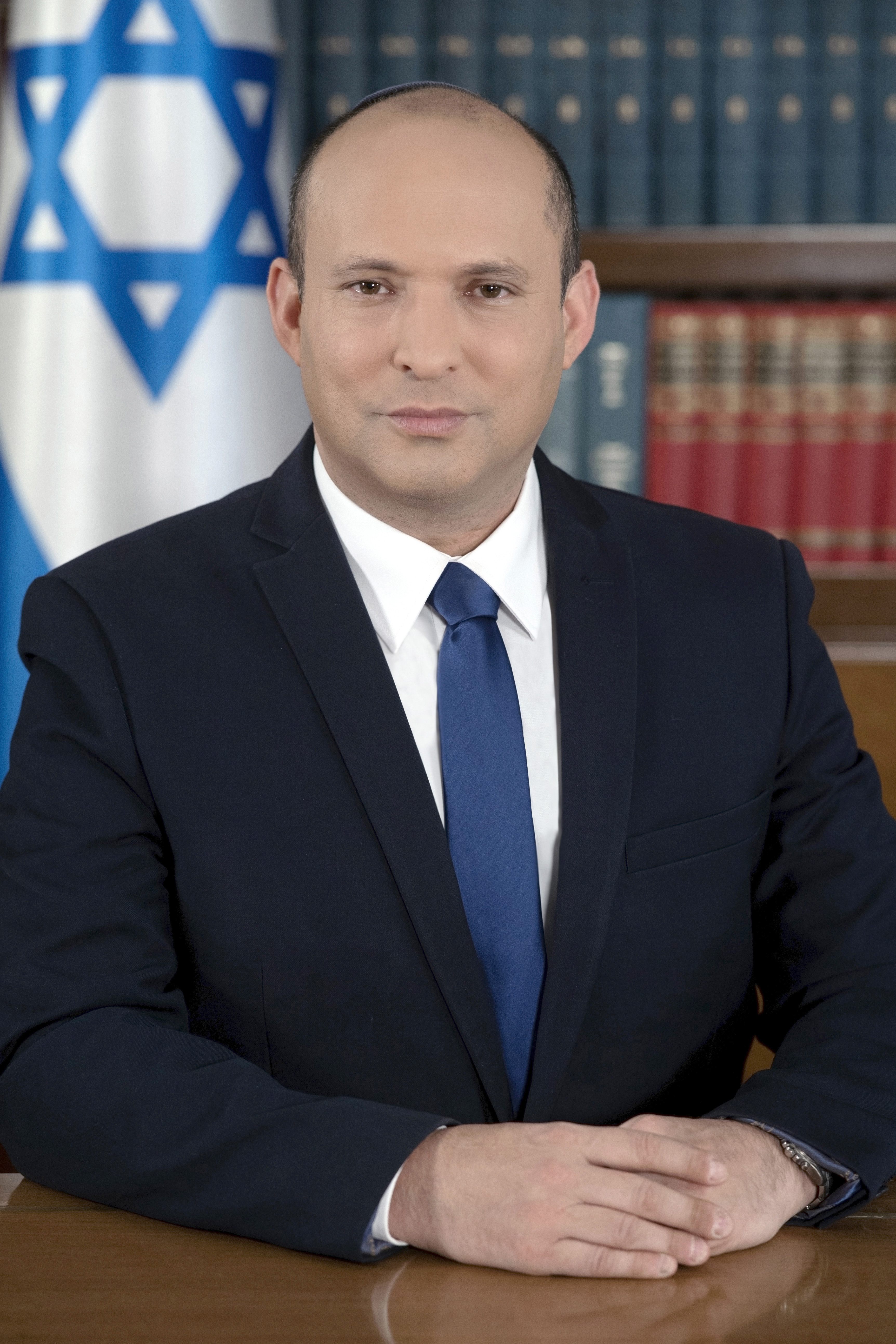
Naftali Bennett, premier ministre d'Israël de 2021 à 2022.
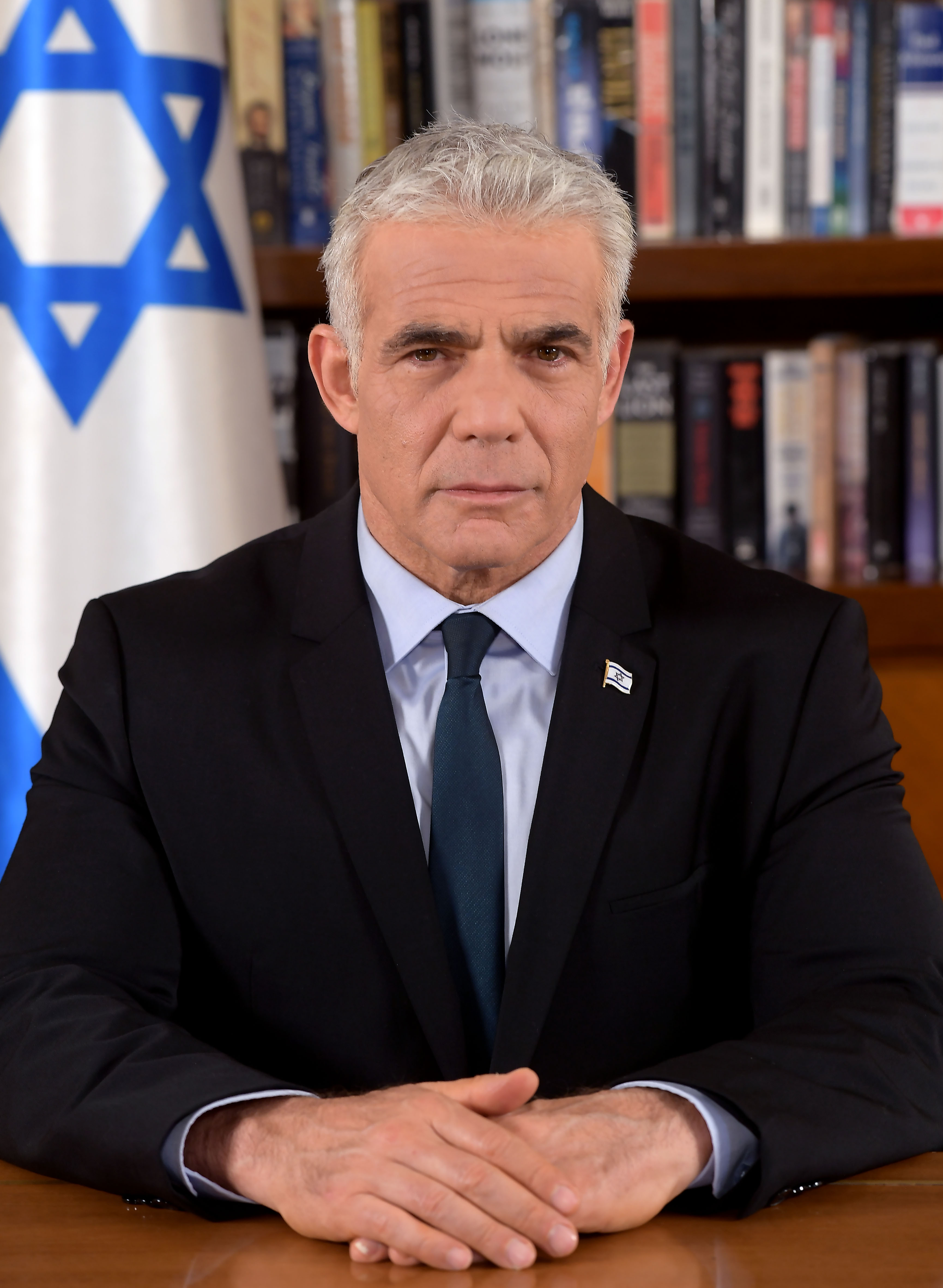
Yaïr Lapid, premier ministre d'Israël en 2022.
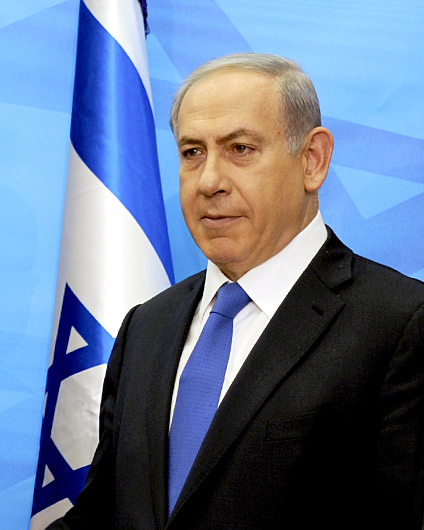
Benyamin Netanyahou, premier ministre d'Israël de 2009 à 2021 et depuis 2022.

Après s'être affrontés lors de guerre des Six Jours, la guerre du Kippour et la guerre du Liban, et malgré plusieurs tentatives des Israéliens pour obtenir un accord de paix, Israël et la Syrie sont théoriquement toujours en guerre en 2011. Depuis 1967, Tsahal occupe le plateau du Golan, un territoire unilatéralement annexé en 1981 au travers de la loi du plateau du Golan. Cette annexion est contestée par la Syrie et n'est pas reconnue par la communauté internationale, cependant le cessez-le-feu est respecté pendant les 40 années qui précèdent le conflit syrien,,. Lorsque la guerre civile éclate en Syrie, l'État hébreu affiche sa neutralité, estimant que la chute du régime de Bachar el-Assad n'entraînerait pas forcément la venue au pouvoir d'un pouvoir plus favorable à son égard, tandis que l'afflux de combattants islamistes et salafistes djihadistes dans la région suscite également des inquiétudes,,,,. Cependant, les Israéliens s'inquiètent de l'intervention en Syrie de leur ennemi principal : l'Iran, allié du régime syrien et soutien du Hezbollah et du Hamas,. Ponctuellement, l'aviation israélienne mène à partir de 2013 des raids et des frappes aériennes en Syrie contre les gardiens de la révolution islamique, le Hezbollah ou l'armée syrienne. En 2022, ces pratiques sont toujours d'actualité,. Selon des analyses indépendantes, dont celles du magazine Foreign Policy, entre 2013 et juillet 2018, Israël aurait fourni des armes et des financements à des groupes rebelles du Front du Sud et noue des liens avec des communautés du Golan afin de contrer les milices chiites pro-iraniennes et l'État islamique,,,,. Cette hostilité commune avec l'Iran marque également un rapprochement diplomatique avec l'Arabie saoudite,,. Les relations entre Israël et la Russie sont quant à elles complexes et les premiers s'inquiètent de l'Intervention militaire russe en Syrie qui favorise également Téhéran. Mais en octobre 2015, les deux pays concluent un accord pour s'informer mutuellement de leurs opérations aériennes respectives afin d'éviter les accidents. Les Israéliens cherchent à obtenir le soutien de la Russie afin d'empêcher l'Iran de s'implanter davantage en Syrie,,.
Près du plateau du Golan, Israël adopte en 2013 une politique baptisée « Bon voisin » : il refuse d'accueillir des réfugiés syriens sur son territoire pendant toute la durée du conflit mais fournit de l'aide humanitaire aux civils et soigne des milliers de Syriens, combattants rebelles et civils, dans ses hôpitaux en Galilée,,,,.

#### Rôle de la France

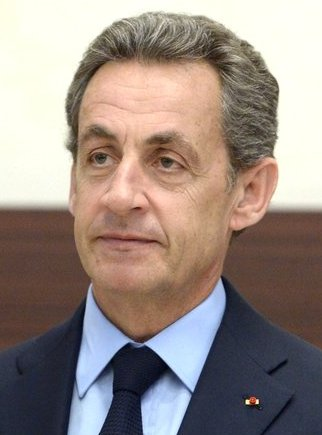
Nicolas Sarkozy, président de la République de 2007 à 2012.
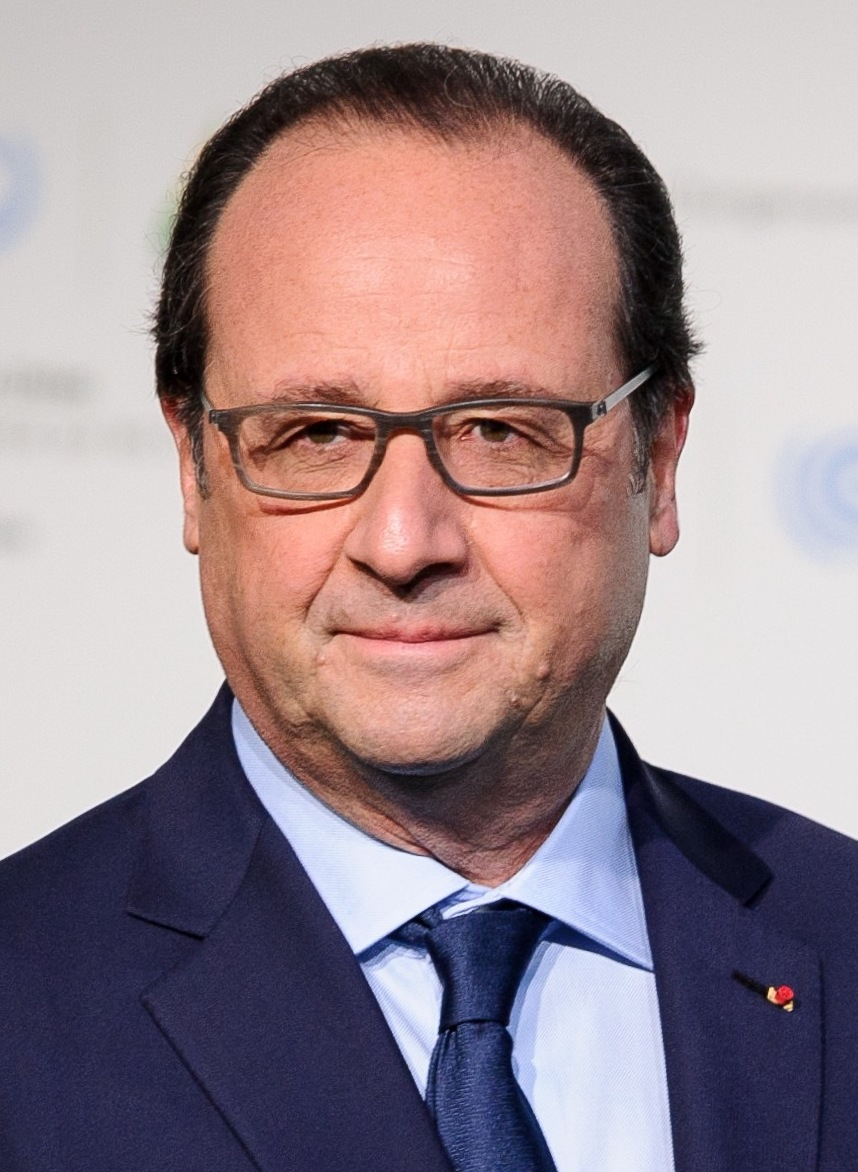
François Hollande, président de la République de 2012 à 2017.
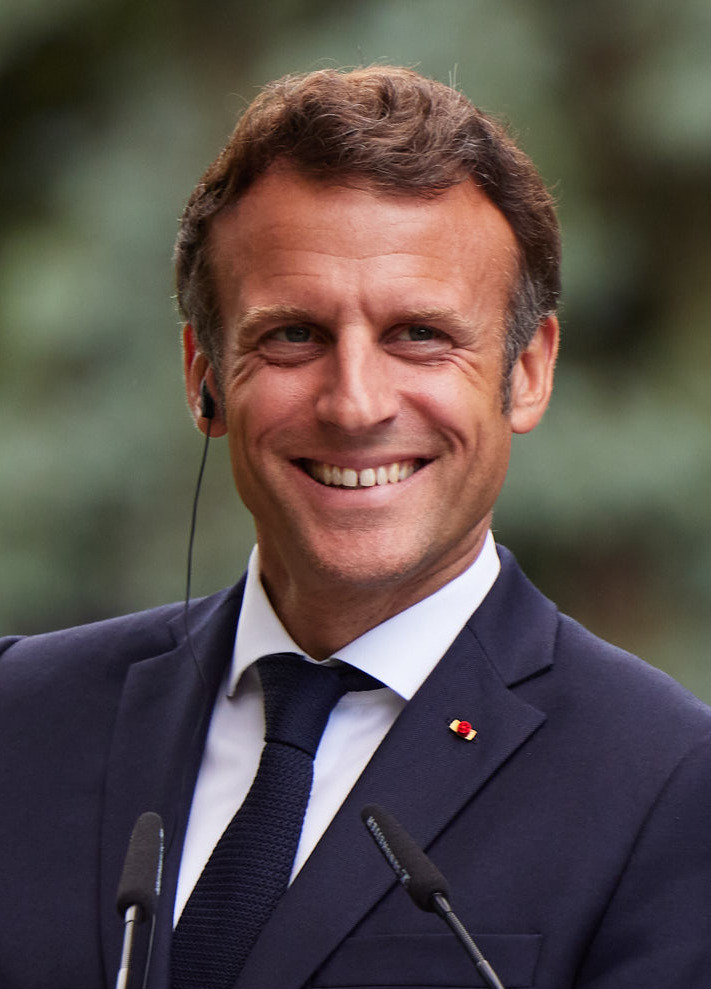
Emmanuel Macron, président de la République depuis 2017.
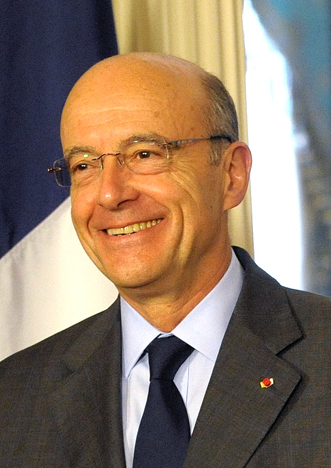
Alain Juppé, ministre des Affaires étrangères de 2011 à 2012.
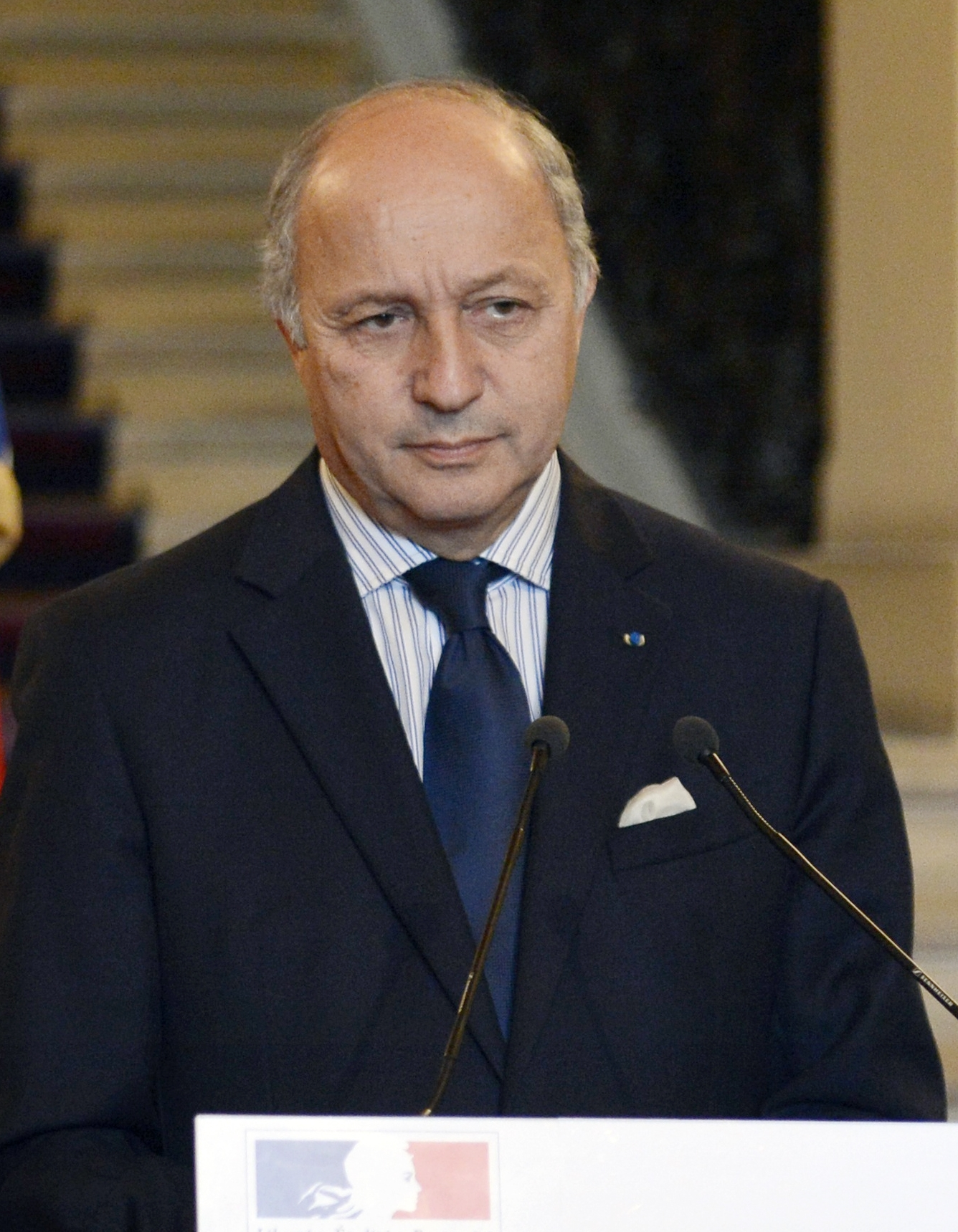
Laurent Fabius, ministre des Affaires étrangères de 2012 à 2016.
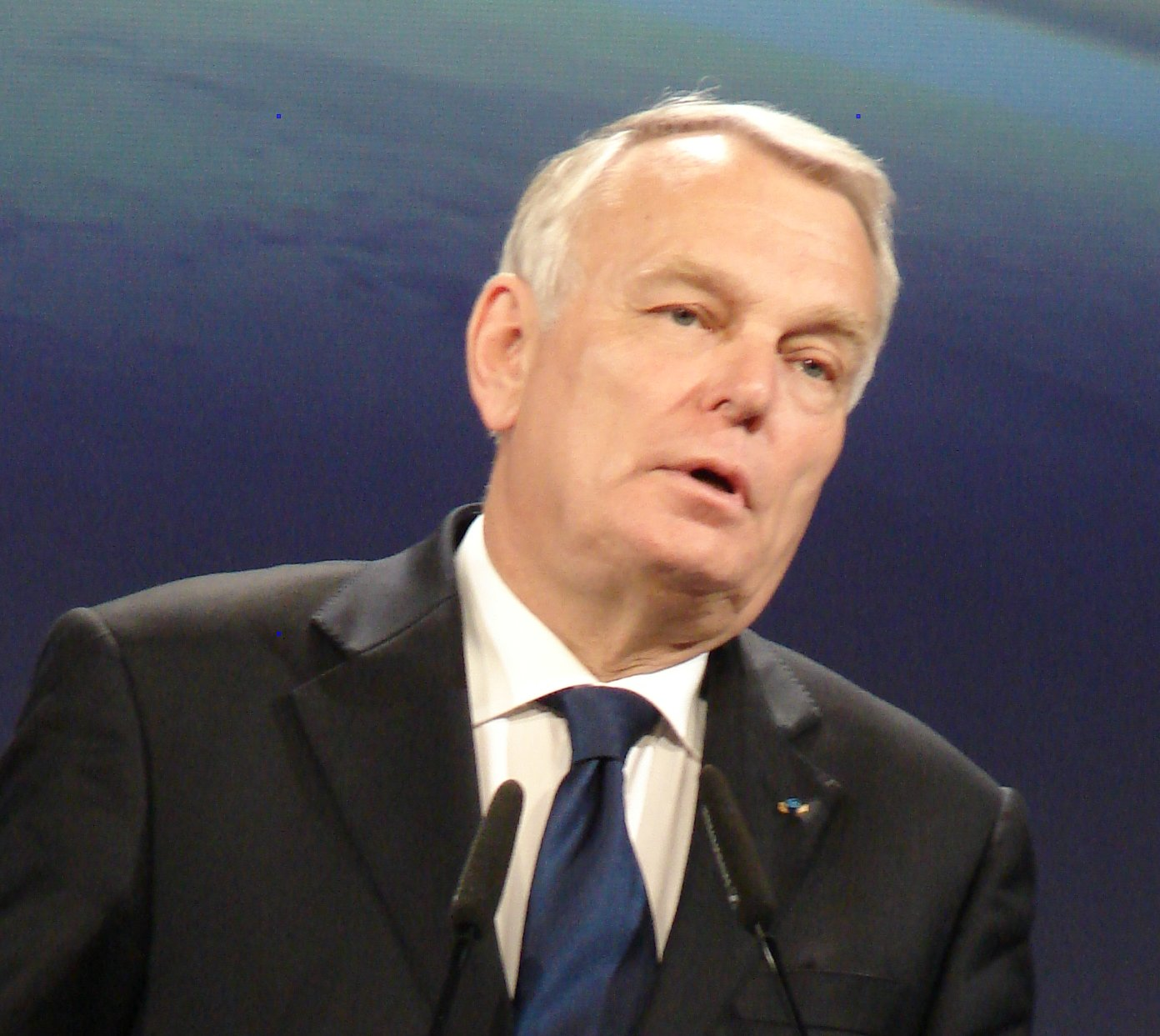
Jean-Marc Ayrault, ministre des Affaires étrangères de 2016 à 2017.
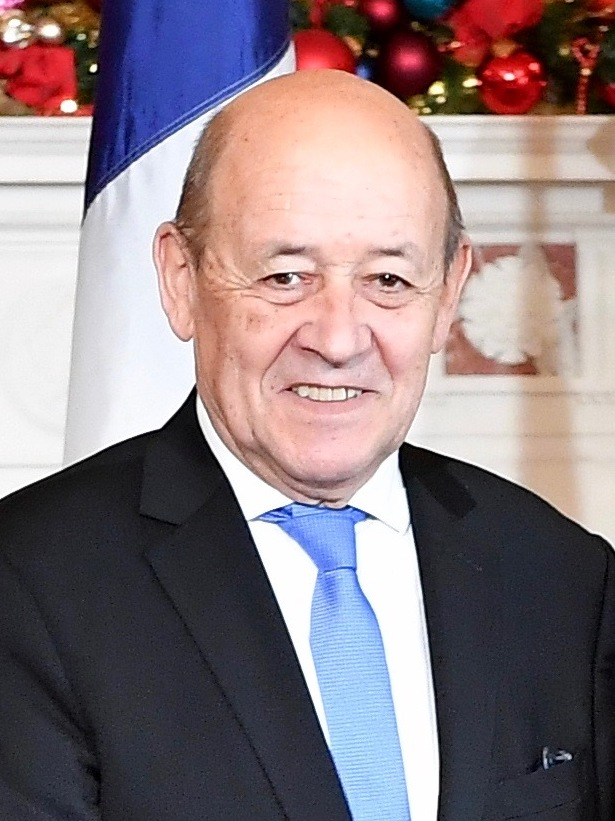
Jean-Yves Le Drian, ministre des Affaires étrangères de 2017 à 2022.
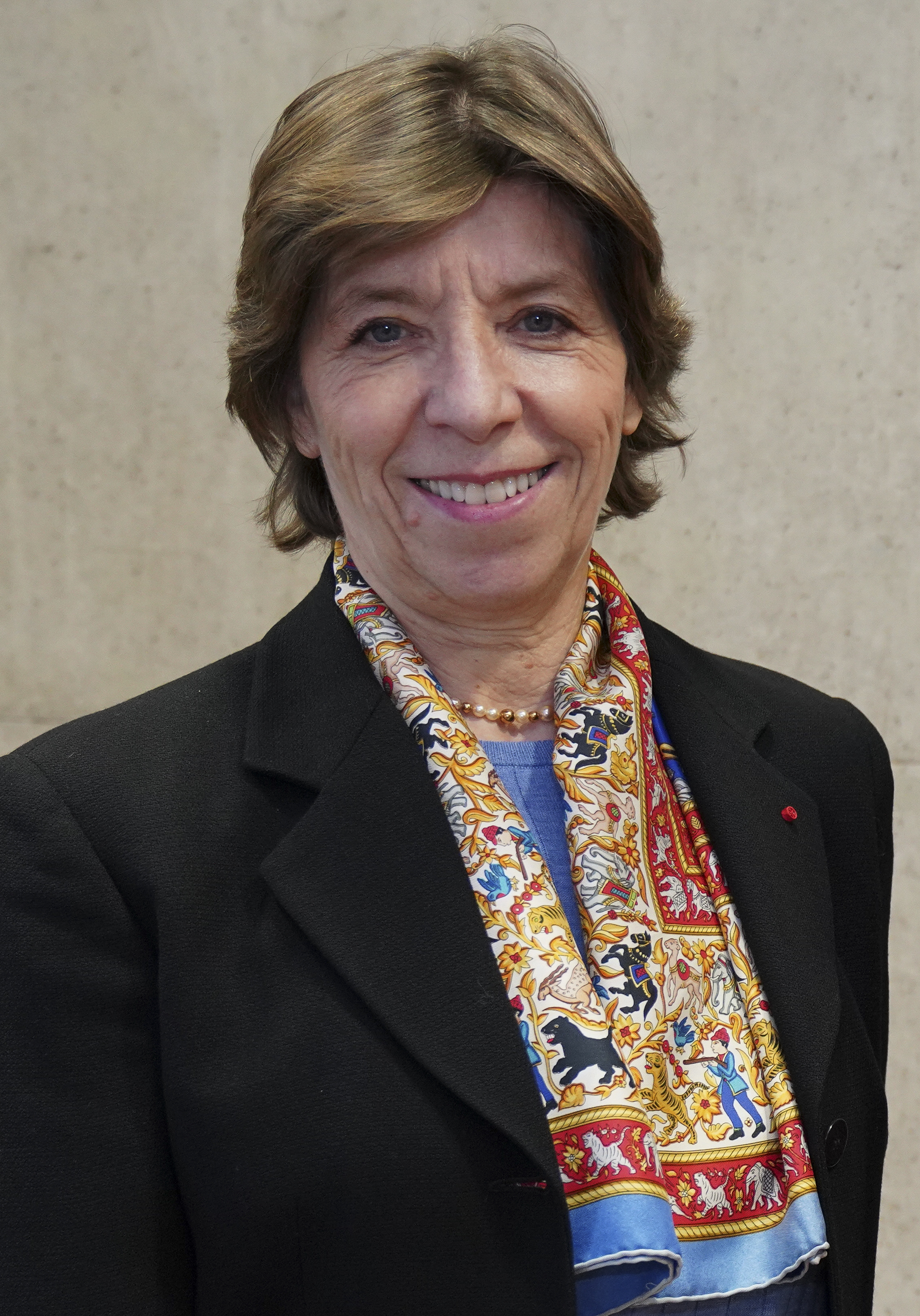
Catherine Colonna, ministre des Affaires étrangères de 2022 à 2024.
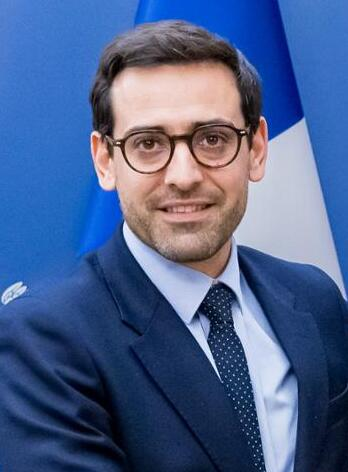
Stéphane Séjourné, ministre des affaires étrangères en 2024.
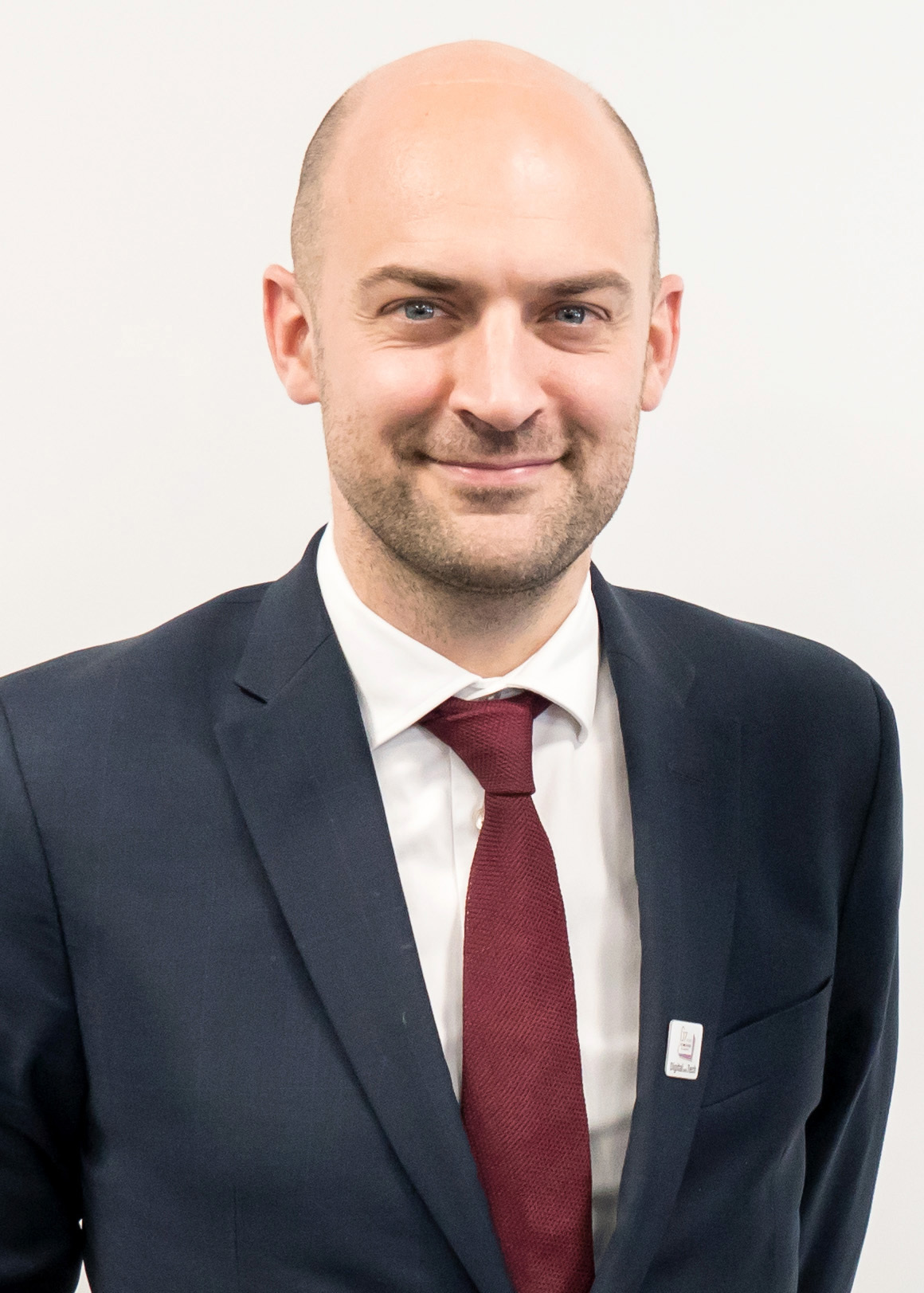
Jean-Noël Barrot, ministre des affaires étrangères depuis 2024.

Depuis l’indépendance de la Syrie en 1946, les relations de ce pays avec la France ont été modestes sur le plan économique, denses sur le plan culturel et agitées sur le plan politique et diplomatique,,,. Après la Première Guerre mondiale, la France gagne la guerre franco-syrienne, réprime la révolte druze et occupe le pays de 1920 à 1946 au cours de son mandat sur la Syrie et le Liban. Après l'indépendance, les relations diplomatiques sont rompues en 1956 au moment de la crise du canal de Suez. Elles sont rétablies en 1961 et demeurent apaisées jusqu'à la guerre du Liban, où de nouvelles tensions apparaissent. En 1982, François Mitterrand ne réagit pas au massacre de Hama. Les relations se réchauffent à la fin des années 1990 avec l'arrivée au pouvoir de Jacques Chirac,,. En 2003, la France et la Syrie s'opposent ensemble à la guerre d'Irak, mais après l'invasion américaine les objectifs des deux pays diffèrent sensiblement. Leurs relations redeviennent exécrables en 2005 au moment de la révolution du Cèdre au Liban, après l'assassinat de Rafiq Hariri, ami proche de Jacques Chirac,. Nicolas Sarkozy fait volte-face aussitôt élu en 2007 et il rétablit le dialogue avec Damas, mais ses espérances sont également déçues,,.

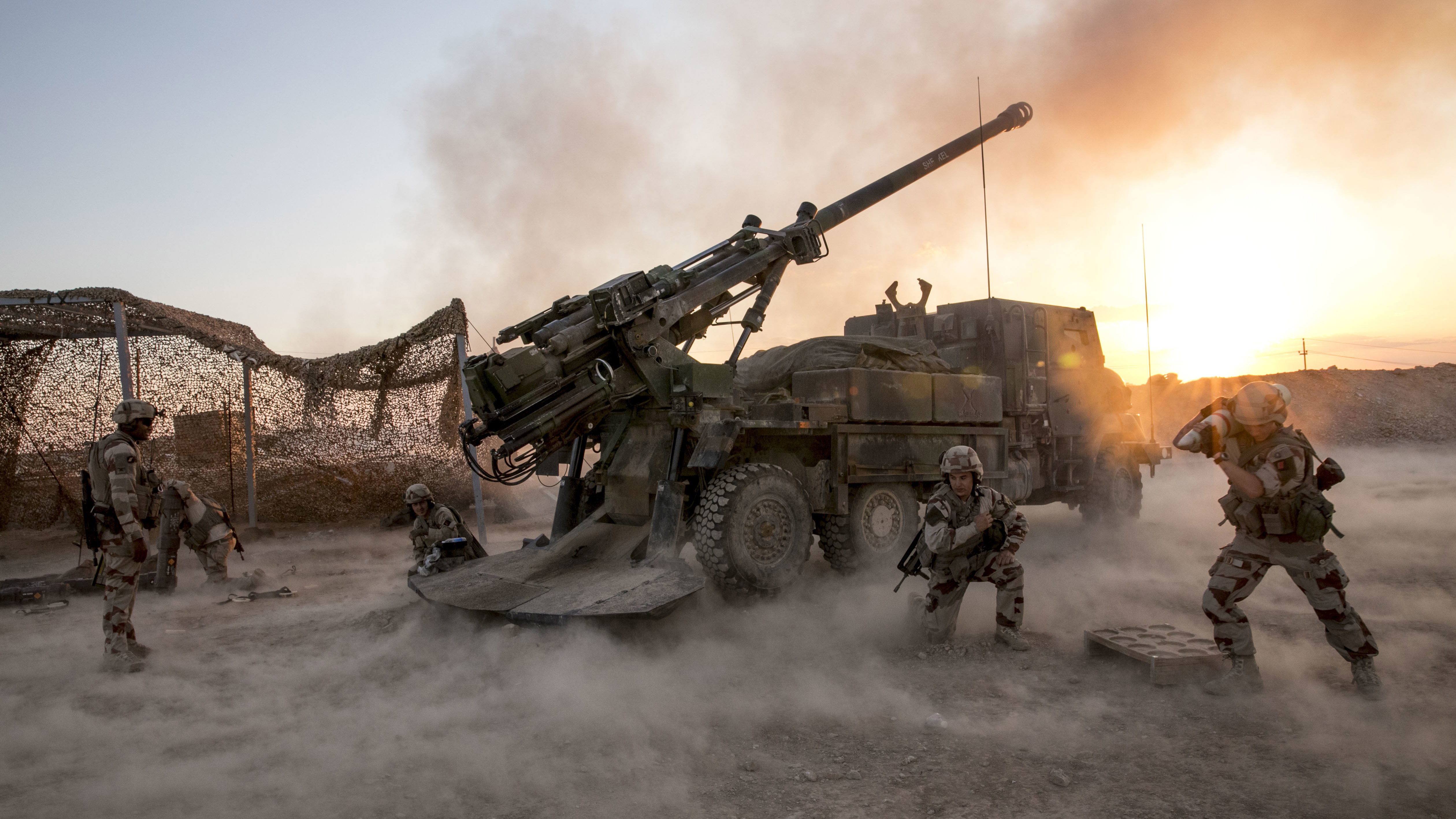
Des soldats français de la Task Force Wagram ouvrant le feu avec un CAESAR à al-Qaïm contre des positions tenues par l'État islamique en soutien aux Forces démocratiques syriennes lors de l'Offensive de Deir ez-Zor, le 16 mai 2018.

La France se montre assez hésitante au début de la crise syrienne,. Le 23 mars 2011, le ministère des Affaires étrangères français appelle le gouvernement syrien à « renoncer à tout usage excessif de la force », il condamne « les violences qui font des morts et des blessés » et invite le président Bachar el-Assad à engager des réformes politiques. Le 6 juin 2011, le ministre Alain Juppé déclare que Bachar el-Assad « a perdu sa légitimité à la tête de la Syrie ». Puis, le 18 août 2011, le gouvernement français condamne définitivement le régime syrien et appelle à son départ. Peu après, la France apporte son soutien à l'opposition. Le 17 novembre 2011, elle rappelle son ambassadeur français en Syrie, Éric Chevallier, à Paris et ferme les consulats généraux d'Alep et de Lattaquié. Élu en 2012, François Hollande continue de soutenir l'opposition syrienne. En août 2012, le ministre français des Affaires étrangères, Laurent Fabius, déclare que « Bachar el-Assad ne mériterait pas d’être sur la terre » et que « le régime syrien devait être abattu et rapidement ».
Fin 2012, la France commence à fournir des armes et de l'équipement à des groupes de l'Armée syrienne libre, mais en quantité modeste,,. Ces livraisons sont effectuées par la DGSE malgré l'embargo sur les armes imposé par l'Union européenne. L'embargo est cependant levé le 27 mai 2013, notamment après les réclamations de la France.
En août 2013, après le massacre de la Ghouta, la France est prête à intervenir militairement contre le régime syrien, mais elle se retrouve isolée après la volte-face des Américains et des Britanniques, et est contrainte de renoncer,,,,,.
En août 2014, la France intègre la coalition internationale qui lance une campagne de frappes aériennes contre l'État islamique en Irak et en Syrie. Au sein de cette coalition, elle lance l'opération Chammal en Irak le 19 septembre 2014, puis en Syrie à partir du 27 septembre 2015,. La France tient alors une position « ni Assad, ni Daech »,,. Cependant, à partir de 2015, elle est frappée sur son sol par plusieurs attentats djihadistes, notamment les attentats du 13 novembre 2015, qui sont les plus meurtriers et les premiers directement revendiqués en Europe par l'État islamique. La lutte contre cette organisation devient alors la priorité du gouvernement français,. En 2016, des forces spéciales françaises sont engagées en Syrie aux côtés des Forces démocratiques syriennes,,. Arrivé au pouvoir en 2017, Emmanuel Macron conserve cette ligne, : il réaffirme son soutien à l'opposition syrienne, mais change de rhétorique en affirmant ouvertement ne pas vouloir faire de « la destitution de Bachar el-Assad une condition préalable à des discussions »,,,,,,. Il déclare : « Daech est notre ennemi, Bachar est l'ennemi du peuple syrien », tout en estimant que son maintien au pouvoir serait une « erreur funeste »,,,,,,.
Le 14 avril 2018, la France prend part aux côtés des États-Unis et du Royaume-Uni aux bombardements de Barzé et de Him Shinshar, menés en représailles à l'attaque chimique de Douma.

#### Rôle de l'Égypte

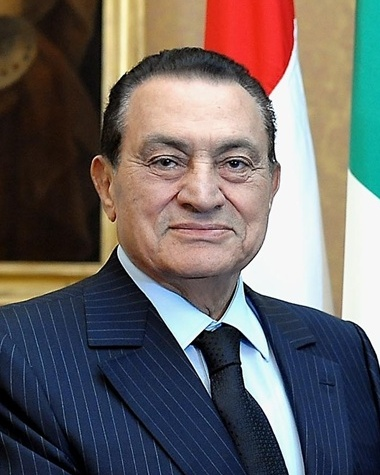
Hosni Moubarak, président de la république arabe d'Égypte de 1981 à 2011.
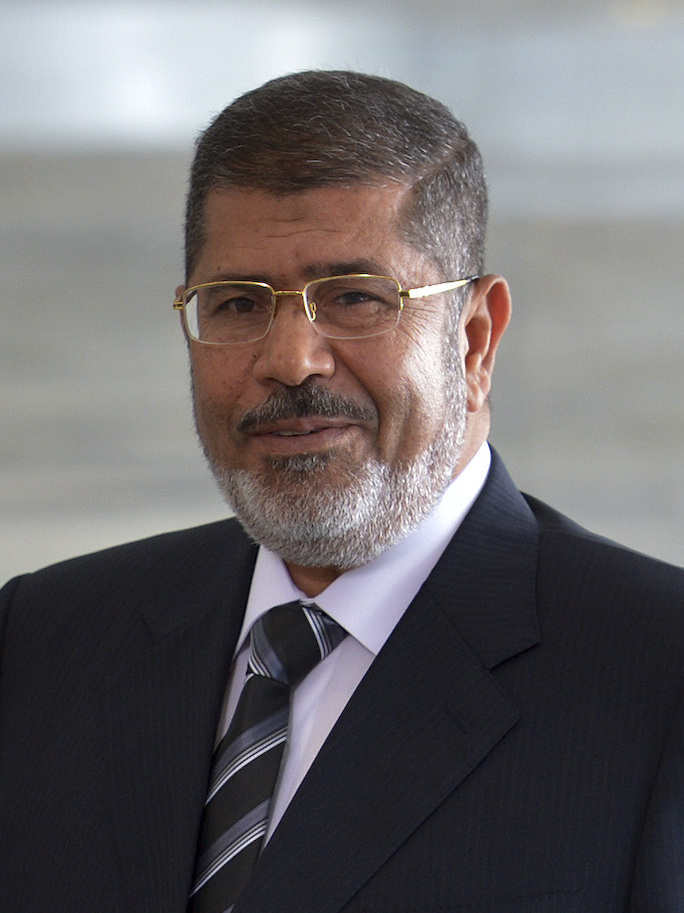
Mohamed Morsi, président de la république arabe d'Égypte de 2012 à 2013.
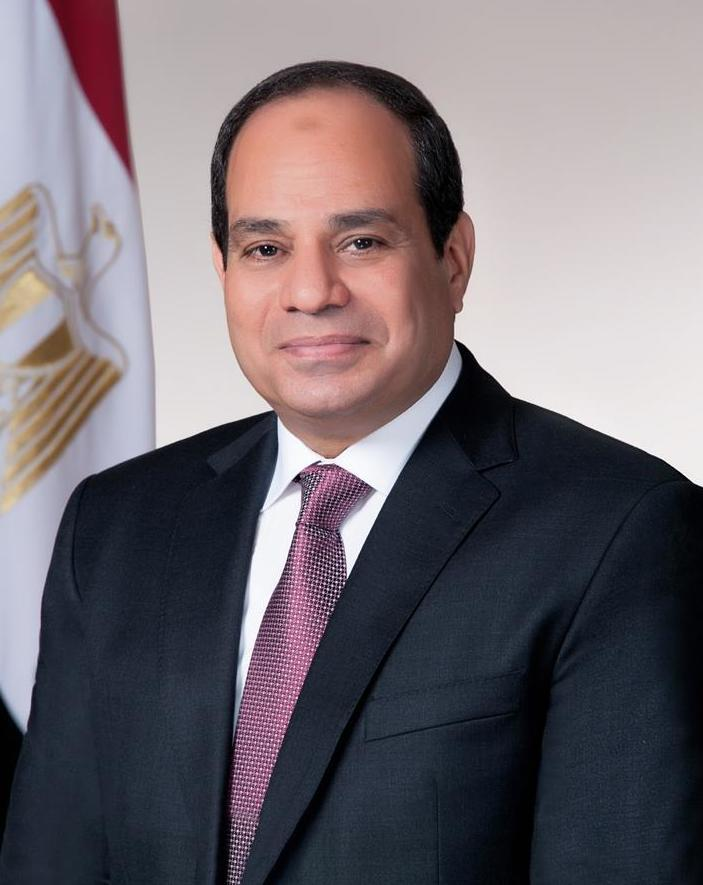
Abdel Fattah al-Sissi, président de la république arabe d'Égypte depuis 2013.

En février 2012, le chef de la diplomatie égyptienne Mohamed Kamel Amr se prononce pour un règlement pacifique du conflit syrien, une prise en compte des exigences du peuple et une cessation immédiate des violences dans le pays, rejetant toute ingérence extérieure. En septembre 2012, le président égyptien Mohamed Morsi affirme qu'« il ne faut pas perdre de temps à parler de réforme » et que le président Bachar el-Assad « ne sera pas là pour longtemps », ce à quoi réagit le ministère des affaires étrangères syrien en accusant l'Égypte d'ingérence. Mais le même mois, Morsi s'oppose, devant l'Assemblée générale de l'ONU, à une intervention militaire étrangère. En juin 2013, il annonce finalement avoir rompu « définitivement » les relations avec le régime en place en Syrie. Cependant, Mohamed Morsi est renversé le 3 juillet 2013 par un coup d'État mené par l'armée qui porte le maréchal Abdel Fattah al-Sissi au pouvoir. Le coup d'État est condamné par la Turquie et le Qatar, mais est soutenu par l'Arabie saoudite. Le 3 octobre 2015, le ministre égyptien des Affaires étrangères Sameh Choukry salue la campagne de bombardements russes en Syrie qui va, d'après lui, « avoir pour effet de contenir et éradiquer le terrorisme » dans le pays. Ces propos témoignent, pour Le Monde, « du réchauffement des relations entre Le Caire et Moscou », alors que l'Égypte s'était « jusque-là efforcée de ne pas soutenir publiquement Bachar Al-Assad pour ne pas froisser l’un de ses principaux alliés, l’Arabie saoudite ». Mais en novembre 2016, al-Sissi officialise son soutien au régime de Bachar el-Assad. Des médias arabes avancent alors que des conseillers militaires égyptiens auraient été envoyés en Syrie.

#### Autres pays
En Palestine, le Hamas, allié de longue date de l'Iran, du régime syrien et du Hezbollah, revoit radicalement sa position en se rangeant du côté des rebelles syriens à partir de 2012,,,,,. Téhéran réduit alors son aide au Hamas, cependant ce dernier finit par délaisser la Syrie et renoue avec l'Iran en 2017.
Le roi sunnite de Bahreïn Hamed ben Issa al-Khalifa, qui vient de réprimer la contestation massive dans son propre pays, apporte son soutien au gouvernement syrien. Néanmoins, le royaume a rapidement changé de position pour s'aligner sur celles des autres monarchies du Golfe, et fait même partie des Amis de la Syrie, qui regroupe tous les États soutenant l'opposition syrienne. En avril 2017, Bahreïn a félicité le bombardement d'une base aérienne de l'armée syrienne par le président américain Donald Trump.
La Chine s'aligne sur les positions russes en espérant tout simplement obtenir en retour un soutien de Moscou lorsque les intérêts chinois sont également menacés, notamment en cas de volonté d'ingérence occidentale dans ses affaires intérieures (par exemple au Tibet, ou dans le Xinjiang) et par peur de la contagion de telles révoltes populaires.
Le président vénézuélien, Hugo Chávez, a apporté son soutien à son « ami » Bachar el-Assad, et l'a décrit comme « un humaniste »,. Après la mort de Chavez, le gouvernement vénézuélien fait le choix de se déclarer neutre en ce qui concerne la suite de la guerre civile syrienne, ne soutenant plus ni Bachar el-Assad, ni la rébellion et, se rangeant derrière l'ONU et la Ligue Arabe, recommande des élections démocratiques[réf. nécessaire].
D'autres pays, comme le Brésil, soutiennent une position en faveur du dialogue avec le gouvernement du président Bachar el-Assad. La Bolivie soutient une solution pacifique sans intervention étrangère.
L'Inde et la Corée du Nord sont favorables à une résolution du conflit par un dialogue entre Syriens. Le Bangladesh s'aligne sur la position de la fédération de Russie.
Le Vatican a plusieurs fois appelé à l'arrêt des violences en interpellant aussi bien les parties impliquées que la communauté internationale ainsi que les leaders religieux et les croyants des différentes religions,,,,.
En novembre 2013, le Jerusalem Post indique que des pilotes d'hélicoptères nord-coréens opèrent en Syrie « pour le compte du régime de Bachar el-Assad », information corroborée selon le journal par l'Observatoire syrien des droits de l'homme. Mais la Corée du Nord dément apporter une quelconque aide militaire au gouvernement syrien de Bachar el-Assad, avec lequel elle entretient des relations de longue date. Le 24 mars 2016 à Genève, Bachar al-Zoubi, un responsable du Haut Conseil des négociations (HCN), la principale alliance de l’opposition, accuse la Corée du Nord d'avoir déployée deux unités militaires en Syrie, appelées « Cholma-1 » et « Cholma-7 »,. Le 2 février 2018, un rapport de l'ONU accuse la Corée du Nord d'avoir livré du matériel militaire au régime syrien.

#### Rôle de la Ligue arabe
Après une période d'indécision, plusieurs capitales arabes condamnent finalement le pouvoir syrien, se joignant aux pays occidentaux pour provoquer, le 22 août 2011, une session spéciale du Conseil des droits de l'homme de l'ONU,.
Le 12 novembre 2011, la Ligue arabe (sauf l'Irak et le Liban) vote la « suspension de l'adhésion de la Syrie à toutes ses réunions » à compter du 16 novembre et prône des « sanctions politiques et économiques » contre le pouvoir syrien. Le 7 mai 2012, les chefs de tribus se rencontrent à une conférence au Caire pour annoncer leur soutien à l'Armée syrienne libre et aux révolutionnaires en Syrie ; à la fin de la conférence les chefs de tribus arabes en Syrie annoncent la fondation d'un conseil politique, où toutes les tribus de Syrie sont représentées. Le 15 août 2012, le sommet islamique de La Mecque (Arabie saoudite) prononce la suspension de la Syrie de l'Organisation de la coopération islamique. En 2013, l'opposition anti-Assad occupe le siège de la Syrie lors d'un sommet de la Ligue arabe à Doha, au Qatar.
Le régime syrien est réintégré dans la Ligue arabe le 7 mai 2023, au Caire.

#### Rôle de l'Union européenne
Dès le mois de mars 2011, l'Union européenne (de concert avec le Canada, et les États-Unis) a condamné les violences,,.
L'Union européenne a pris des sanctions à plusieurs reprises contre la Syrie. Tout au long du mois d'août 2011, Catherine Ashton, chef de la diplomatie européenne, a annoncé une série de sanctions contre la Syrie. Une vingtaine de personnes faisant partie du gouvernement syrien ont été interdites de visa et ont vu leurs avoirs gelés. Cinq entreprises militaires impliquées dans les violences sont interdites de relations commerciales. Un embargo de l'UE sur les exportations de pétrole syriennes est également instauré,,. Plusieurs États de l'UE rappellent leurs ambassadeurs à Damas.

#### Rôle des Nations unies

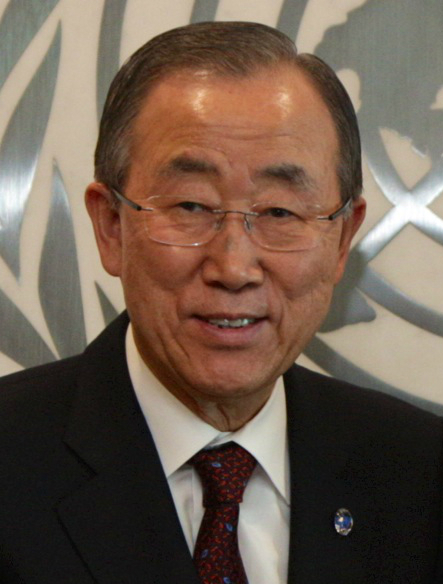
Ban Ki-moon, secrétaire général des Nations unies de 2007 à 2016.
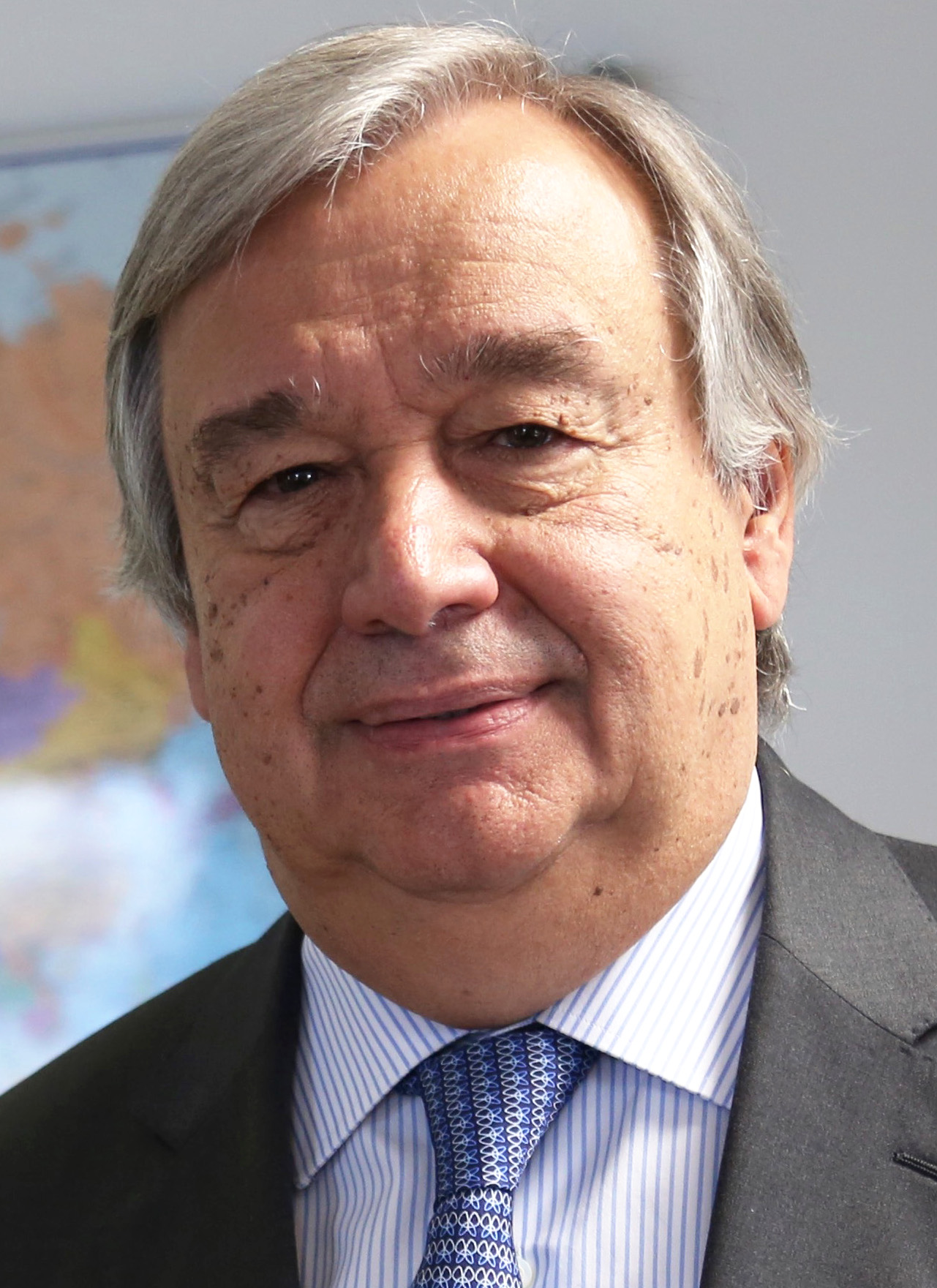
António Guterres, secrétaire général des Nations unies, depuis 2016.
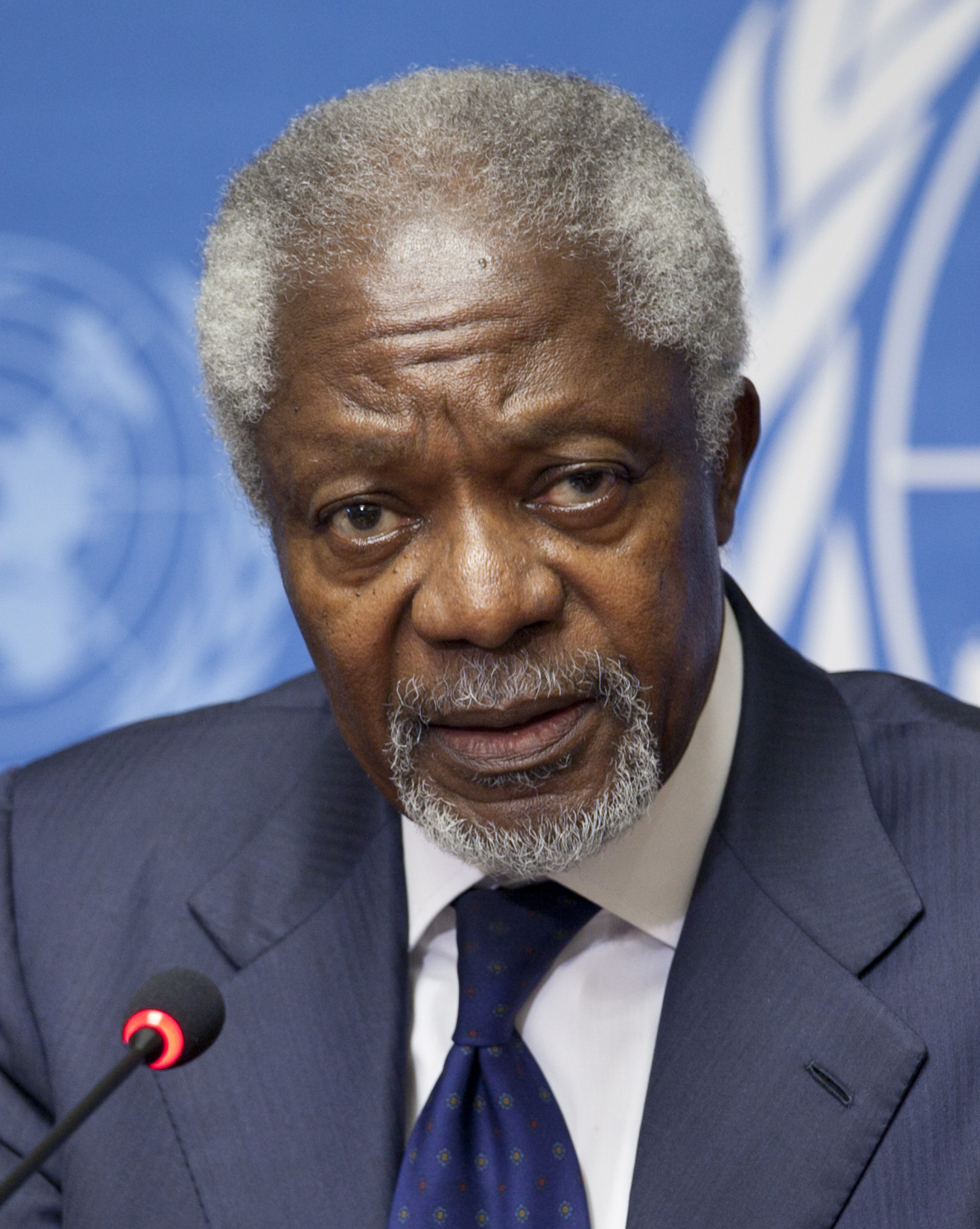
Kofi Annan, émissaire spécial de l'ONU pour la Syrie en 2012.
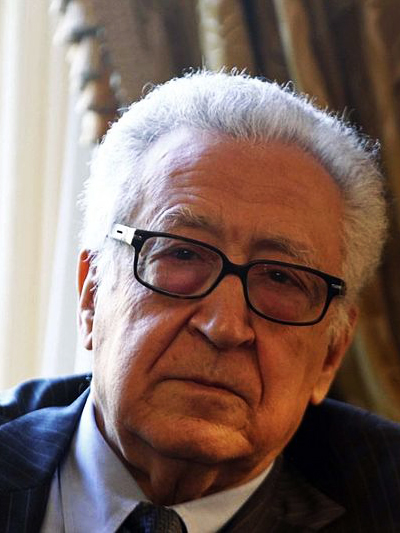
Lakhdar Brahimi, émissaire spécial de l'ONU pour la Syrie, de 2012 à 2014.
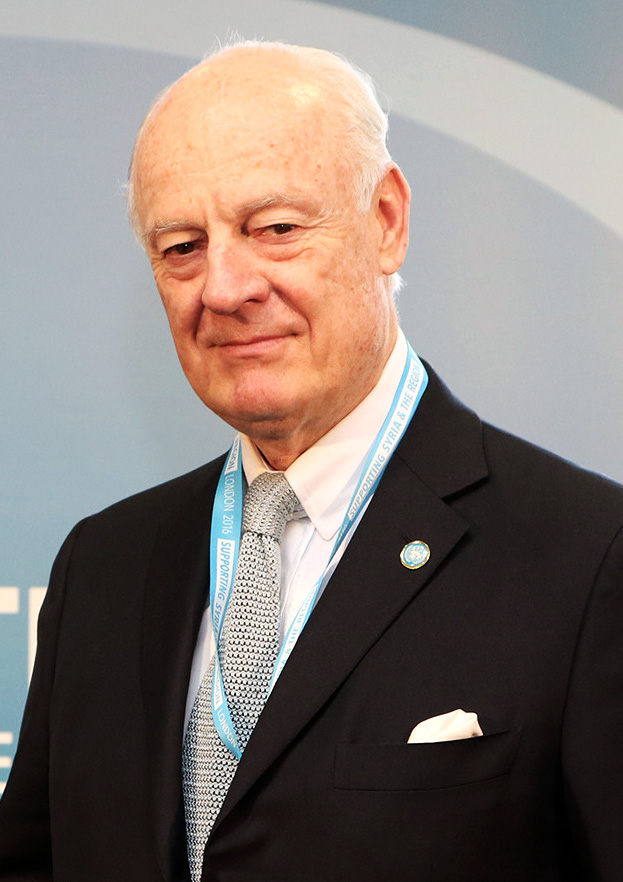
Staffan de Mistura, émissaire spécial de l'ONU pour la Syrie, de 2014 à 2018.
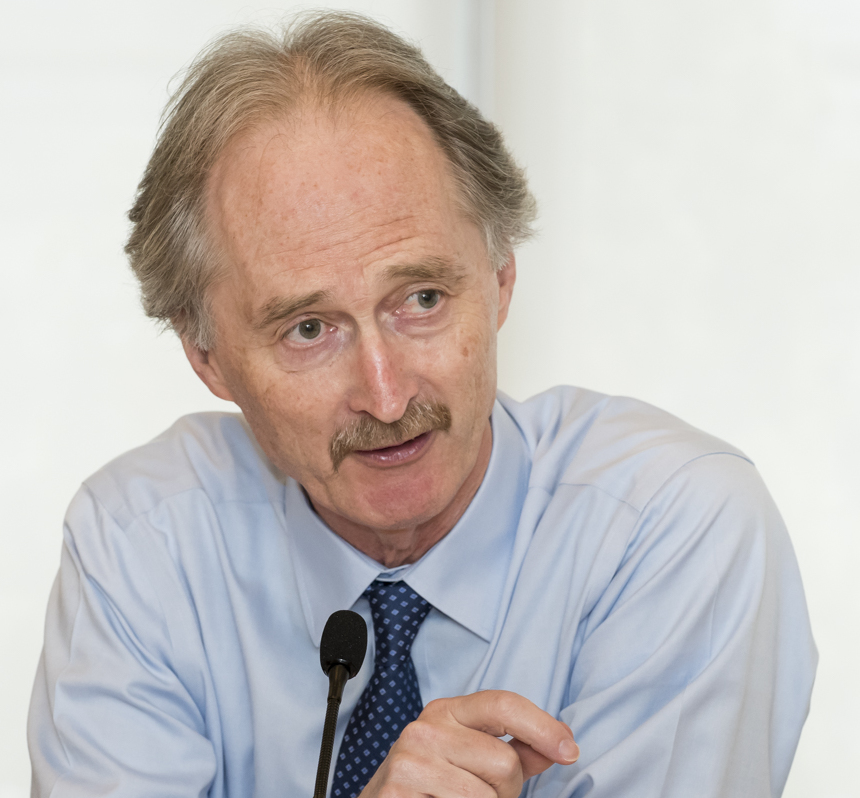
Geir Otto Pedersen, émissaire spécial de l'ONU pour la Syrie, depuis 2018.

Les 7, 20 et 31 juillet 2011, le secrétaire général des Nations unies Ban Ki-moon appelle à mettre un terme à la répression,,.
Le 3 août 2011, le Conseil de sécurité des Nations unies adopte une déclaration condamnant la répression menée par les autorités syriennes, ainsi que les « violations généralisées des droits de l'homme et l'emploi de la force contre des civils » par les autorités syriennes.
Le 5 août 2011, des experts de l'ONU exhortent la Syrie à cesser la répression contre les civils.
Le 22 août, le Conseil des droits de l'homme des Nations unies établit une Commission d'enquête indépendante et internationale (COI) sur les violations des droits de l'homme en Syrie,. Celle-ci est présidée par le Brésilien Paulo Sérgio Pinheiro (en). Pendant le conflit, la Commission accuse dans différents rapports le gouvernement syrien de crimes contre l'humanité et de crimes de guerre,,, et les rebelles de crimes de guerre,,. Elle accuse également la Russie et la coalition internationale menée par les États-Unis de possibles crimes de guerre,.
Le Conseil de sécurité des Nations unies est quant à lui paralysé par plusieurs vetos de la Russie et de la Chine empêchant d'adoption d'une résolution condamnant le régime syrien,,.
En février 2012, alors que plusieurs villes sont bombardées par l'armée syrienne, Ban Ki-moon, déclare que la répression contre les opposants est « presque certainement un crime contre l'humanité ».
Le 23 février 2012, Kofi Annan est nommé émissaire conjoint de l'Organisation des Nations unies et de la Ligue arabe sur la crise en Syrie. Il démissionnera en juillet 2012, face à la mésentente entre les 5 membres permanents du conseil.
Le 20 mars 2012, Ban Ki-moon déclare, lors d'une conférence de presse à Bogor, que « La situation en Syrie est devenue intolérable et inacceptable ». Il ajoute que « La communauté internationale doit s'unir. Ce n'est pas parce que nous ne sommes pas capables d'avoir une résolution à l'ONU qu'il faut que la souffrance de la population syrienne continue. Il s'agit de la responsabilité morale et politique de la communauté internationale ».
Le 3 août 2012, le secrétaire général de l'ONU Ban Ki-moon dénonce une « guerre par procuration, avec des acteurs régionaux et internationaux armant un camp ou l'autre ».
Le 13 septembre 2013, Ban Ki-moon accuse Bachar el-Assad d'avoir « commis de nombreux crimes contre l'humanité ». Le 2 décembre 2013, Navanethem Pillay, la haute-commissaire des Nations unies aux droits de l'homme, accuse à son tour le président syrien : « La Commission d'enquête a produit d'énormes quantités de preuves […] sur des crimes de guerre, des crimes contre l'humanité. […] Les preuves indiquent une responsabilité au plus haut niveau du gouvernement, y compris du chef de l'Etat ».
Entre 2014 et 2018, Staffan de Mistura assure les fonctions d'émissaire spécial de l'ONU pour la Syrie, mais son bilan est un échec : malgré sa volonté de se montrer conciliant avec le régime il échoue à obtenir de sa part la moindre concession lors des négociations avec l'opposition.
Le 21 décembre 2016, l'Assemblée générale des Nations unies adopte une résolution par laquelle elle décide de la création d'un Mécanisme international « chargé de faciliter les enquêtes sur les violations les plus graves du droit international commises en République arabe syrienne depuis mars 2011 et d'aider à juger ceux qui en sont responsables »,. Le 3 juillet 2017, la juge française Catherine Marchi-Uhel est nommée à la tête de ce Mécanisme international. L'enquête du Mécanisme débute en avril 2018.

## Déroulement du conflit

### Prélude
En décembre 2010, en Tunisie, ont lieu des manifestations de masse contre le gouvernement. Puis le mouvement contestataire s'étend au monde arabe jusqu'à la Syrie. En janvier 2011, Ben Ali est renversé en Tunisie, suivi en février par Hosni Moubarak en Égypte, tandis que la Libye sombre dans la guerre civile. La plupart des pays arabes traversent une phase d'agitation et certains tentent de calmer la colère populaire en acceptant des concessions et en procédant à des aménagements politiques tandis que d'autres font intervenir l’armée pour tirer sur la foule et réprimé les manifestations 
Alors que le printemps arabe s'étend en 2011 à tout le monde arabe, le gouvernement syrien prend des mesures de prévention et de répression, assorties de tentatives d'apaisement. Plusieurs appels à manifester sont lancés à partir du 4 février, mais les services de renseignements (les moukhabarat) répriment ces manifestations. La Syrie garde en mémoire l'insurrection des Frères musulmans et sa répression sans réaction internationale par Hafez el-Assad qui s'était achevée en 1982 avec l'écrasement de la révolte de Hama (10 000 à 40 000 morts, en majorité des civils),.
Suivant l'exemple des « révolutions colorées », des appels à manifester sont lancés sur Facebook, invitant les Syriens à se mobiliser les 4 et 5 février, notamment devant le siège du parlement à Damas. L'appel n'est pas suivi, en raison notamment de l'important dispositif de sécurité, des intimidations des forces de sécurité et de l'arrestation des principaux organisateurs,. Le 8 février 2011, le pouvoir rétablit l'accès à Facebook et YouTube, pensant apaiser d'éventuelles tensions. Cependant, ce geste n'est pas interprété de la même manière par tous les médias. D'après Télérama et le Huffington Post, il s'agirait d'un moyen pour mieux repérer les activistes,. En outre, ce point de vue est partagé par Kenneth Roth, directeur exécutif de Human Rights Watch, qui estime que « les médias sociaux peuvent également être un outil de surveillance et de répression de l'opposition ». Dans le même temps, le pouvoir multiplie également les mesures sécuritaires : renforcement des écoutes, plan de rupture des moyens de communications pour isoler des régions ou des villes du reste du pays, ordre donné aux moukhabarats de réprimer fermement toute agitation, interdiction de messagerie instantanée et de Skype, nombreuses arrestations préventives ou non, comme celles d’enfants tagueurs,.
Le 17 février 2011, le gouvernement annonce des mesures sociales prévoyant la baisse de taxes sur les produits alimentaires de première nécessité, l'augmentation des subventions pour le fioul et la création d'un fonds social qui aidera 420 000 personnes en difficulté,. D’autres augmentations de prix et l’instauration de la TVA sont reportées ; le gouvernement annonce également le recrutement de 67 000 fonctionnaires, multiplie les rencontres avec des représentants de la société civile et des dignitaires religieux. Des dizaines de fonctionnaires corrompus sont mutés ou renvoyés. Le gouvernement apporte son soutien diplomatique, mais aussi matériel, et envoie des renforts en Libye soutenir le colonel Kadhafi, en manière d’avertissement sur ses intentions en cas de révolte. Le 17 février 2011, les violences policières contre un commerçant entraînent le soulèvement d'un quartier de Damas,. Le 7 mars 2011, 13 prisonniers politiques entament une grève de la faim.

### 2011: Du printemps arabe à la guerre civile

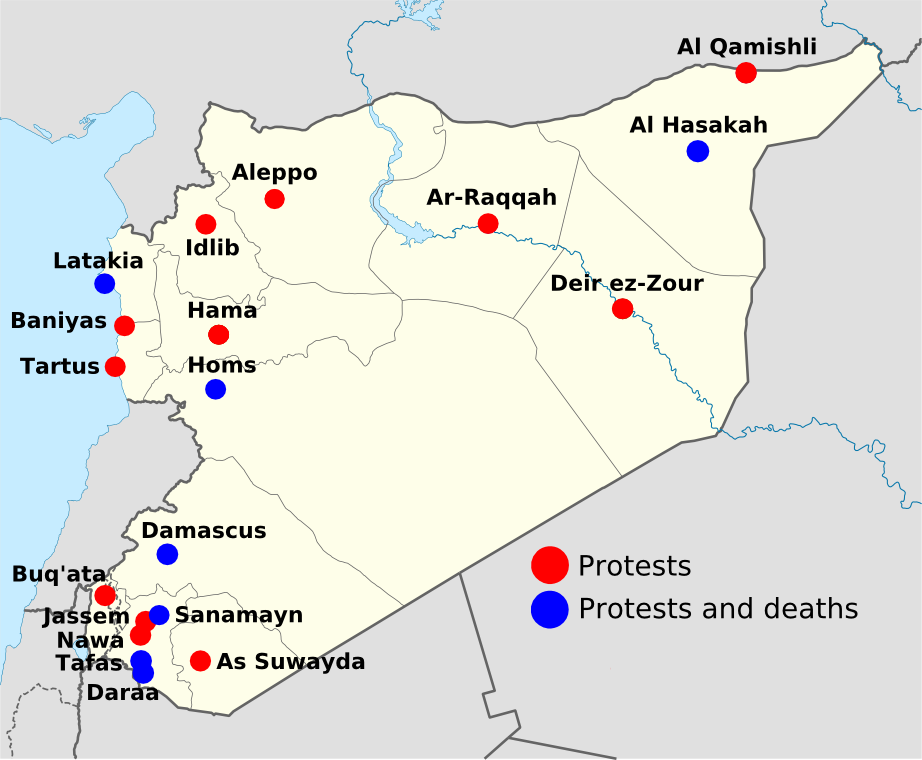
Carte montrant le statut des manifestations de la mi-avril 2011 qui ont mené à la guerre civile.
En rouge : manifestations pacifistes.
En bleu : manifestations ayant fait des victimes.

En février 2011, quelques jours après la chute de Zine el-Abidine Ben Ali en Tunisie et celle d'Hosni Moubarak en Égypte, un groupe d'environ quinze à vingt adolescents inscrit sur les murs d'une école de Deraa le slogan « Jay alek el door ya doctor » (« Ton tour arrive, docteur»), qui vise directement le président syrien Bachar el-Assad, ancien ophtalmologue,,,,,,. La plupart des enfants sont très rapidement arrêtés par les services de renseignement et torturés pendant plusieurs semaines, et détenus au plus tôt après quelques jours et au plus tard après sept mois,,. Une délégation venue solliciter leur libération est insultée par Atef Najib, cousin de Bachar el-Assad et chef de la branche locale de la Sécurité politique, qui aurait déclaré : « Oubliez vos enfants et allez retrouver vos femmes. Elles vous en donneront d'autres. Et puis, si vous n'êtes pas capables de leur faire des enfants, amenez-nous vos femmes. On le fera pour vous ». Ces paroles se répandent alors à Deraa comme une traînée de poudre et scandalisent les habitants. Le 15 mars, un premier rassemblement a lieu devant le Palais de justice de Deraa,. Une seconde manifestation de bien plus grande ampleur, baptisée le « vendredi de la liberté », suit le 18 mars, mais cette fois la police tire sur la foule, faisant deux morts et de nombreux blessés,,. Le 20 mars, pour tenter d'apaiser la situation, le régime fait libérer la plupart des adolescents arrêtés, mais les traces de tortures sur leurs corps et leurs visages ravivent la colère des habitants de Deraa,,,,. Des milliers de manifestants incendient le Palais de justice et tiennent un sit-in à la mosquée al-Omari (ar). Le soir du 22 mars, la police donne l'assaut contre la mosquée, tire à balles réelles et tue entre 51 et 100 manifestants en 24 heures,,. Le 24 mars, la mosquée al-Omari est sous le contrôle des forces de sécurité, mais le mouvement de contestation se poursuit,.

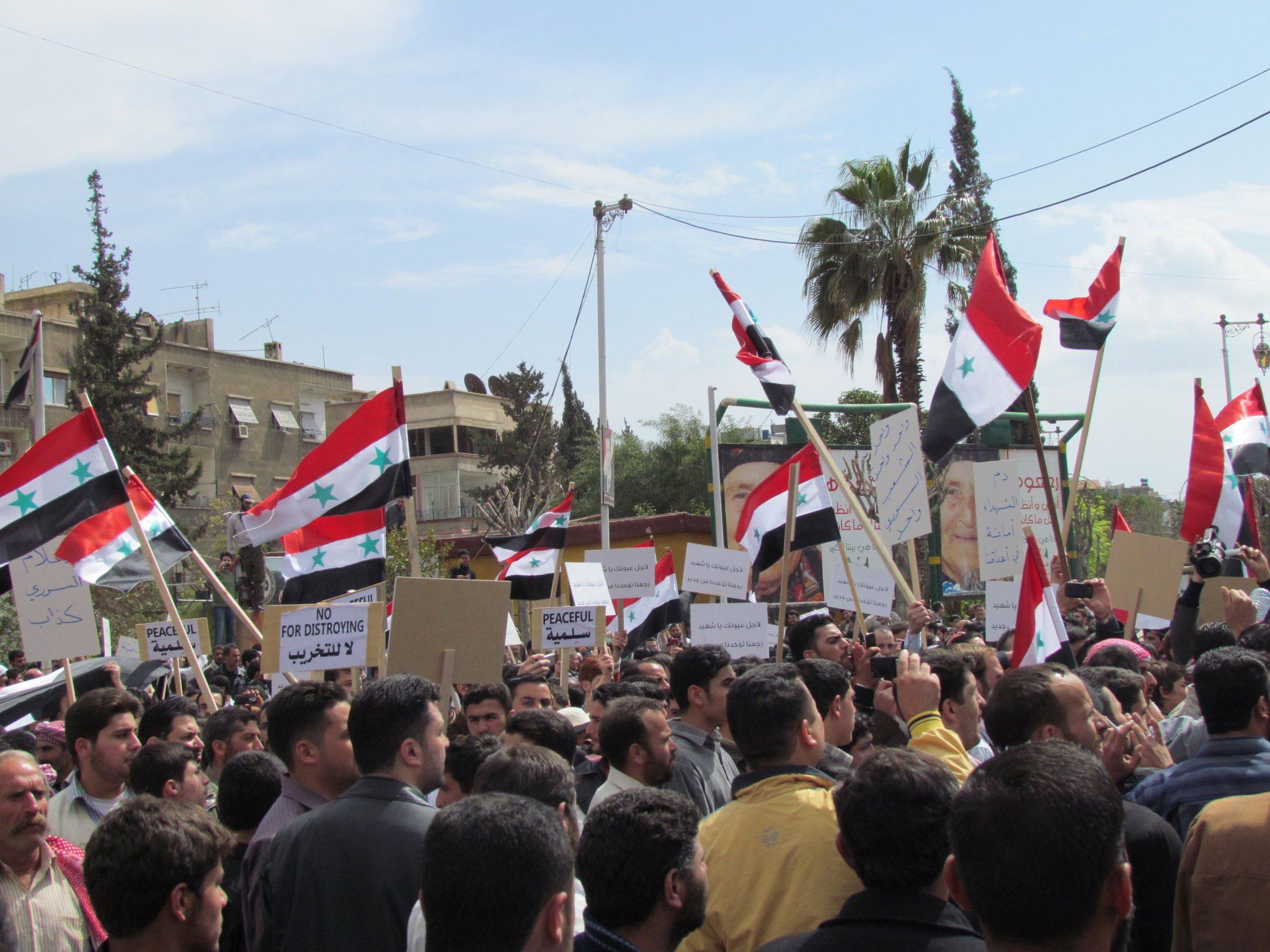
Manifestation de l'opposition à Douma, le 8 avril 2011. Les manifestants ont d'abord utilisé les drapeaux nationaux avant de revenir à l’ancien drapeau de la Syrie.

La page Facebook nommée « La révolution syrienne contre Bachar Al-Assad 2011 » appelle à « une Syrie sans tyrannie, sans loi sur l'état d'urgence, ni tribunaux d'exception » et invite tous les syriens à protester le 15 et 18 mars 2011,. Bien que Deraa soit l'épicentre de la révolte, l'agitation touche d'autres villes, principalement Damas, Banias et Homs,,. Le 15 mars, une première manifestation de quelques dizaines de personnes a brièvement lieu dans un souk de Damas,,. Le lendemain, environ 150 personnes, pour la plupart des militants des droits de l'homme et des proches de prisonniers politiques, manifestent près du ministère de l'Intérieur à Damas, pour demander la libération des détenus politiques, mais les participants sont violemment dispersés par la police et 34 personnes sont arrêtées,,. D'autres manifestations ont lieu le 18 mars à Damas et Banias,, et le 25 mars (« vendredi de la fierté ») à Damas, Douma, Deraa, Al-Sanamayn, Da'el, Cheikh Meskin, Banias, Homs, Hama, Lattaquié, Deir ez-Zor et Raqqa. Les 26 et 27 mars, des violences secouent Lattaquié, faisant au moins 15 morts et 185 blessés,,,. Les manifestants réclament alors la fin de l'état d’urgence, la libération des prisonniers politiques, la fin de la corruption et des réformes démocratiques,. Mais les revendications se durcissent rapidement : dès fin mars et début avril, les protestataires réclament le départ de Bachar el-Assad et s'attaquent aux symboles du pouvoir,. Les manifestations ont un caractère tribal et confessionnel limité : ainsi, la croix et le croissant sont brandis au sein de la mosquée des Omeyyades à Damas.
Le 24 mars au soir, le gouvernement syrien déclare que tous les protestataires arrêtés depuis le début des manifestations ont été libérés. Une conseillère du président juge même les revendications des manifestants « légitimes ». Le 29 mars, le premier ministre Mohammed Naji al-Otari démissionne. Le même jour, une manifestation pro-régime rassemblant des dizaines de milliers de personnes est organisée par le gouvernement à Damas,. Le 30 mars, le président Bachar el-Assad s'exprime pour la première fois depuis le début des manifestations : dans un discours au parlement, il accuse une « minorité » de tenter de semer le chaos à Deraa, évoque une « conspiration » d'Israël, des États-Unis et de l'étranger et assure que son gouvernement poursuit ses réformes pour renforcer l'unité nationale, la lutte contre la corruption et la création des emplois, mais sans annoncer de mesures précises,,. Le 19 avril, le gouvernement syrien annonce la levée de l'état d'urgence, en vigueur depuis 1963, et abolit la Cour de sûreté de l'État, un tribunal d'exception. Le régime effectue également quelques concessions socio-économiques. Mais sur le terrain, le pouvoir répond aux manifestants par une répression militaire féroce : les forces de sécurité tirent sur la foule à balles réelles,, les personnes arrêtées par les services de renseignements sont presque systématiquement torturées, et des campagnes de viols massifs sont commises de manière planifiée. Le pouvoir s'appuie aussi sur les milices chabiha, particulièrement violentes,.

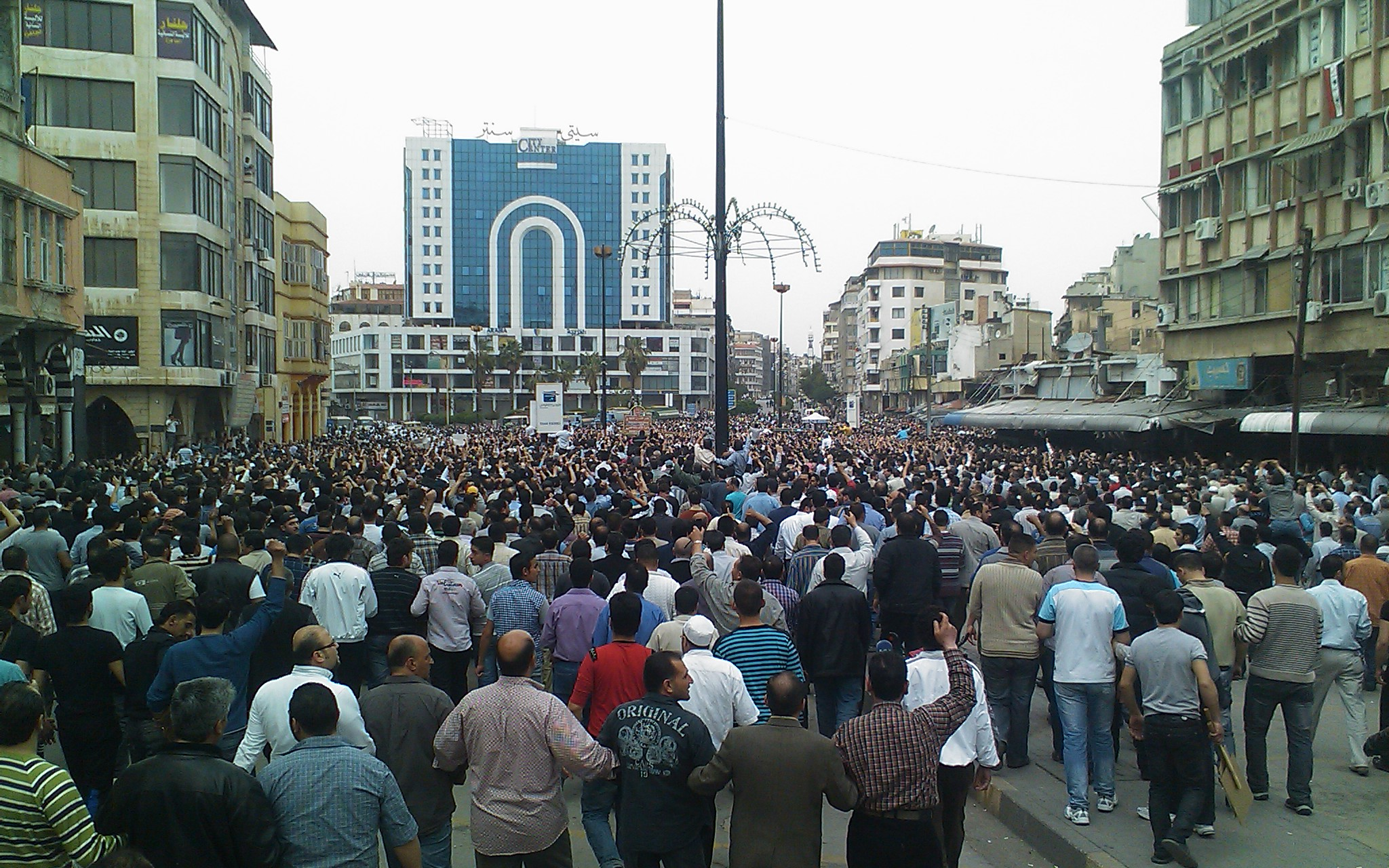
Manifestation de l'opposition à Homs le 18 avril 2011.

Cependant le mouvement de protestation ne faiblit pas et les manifestations se poursuivent chaque vendredi, toujours pacifiquement. Les opposants sont influencés par Canvas, ONG spécialisée dans les actions pacifiques pour faire tomber les dictatures, et qui a mis à disposition des documents gratuits sur internet après la révolution tunisienne. De nombreux militants des Comités de coordination locaux ont été formés directement par Canvas, ce qui, selon la journaliste Sofia Amara, influence « considérablement » leur stratégie. Les manifestants syriens scandent des slogans pacifiques, brandissent des branches d'olivier et des roses, dansent, chantent, offrent des bouteilles d'eau aux soldats venus les réprimer… Des militants sunnites, chrétiens et alaouites multiplient ensemble les initiatives, telles que la distribution de cadeaux aux enfants chrétiens et musulmans déguisés en « pères Noël de la liberté »,. Selon Srdja Popovic, fondateur de Canvas, il y a eu « une fenêtre d'opportunité de sept mois durant lesquels le mouvement était non-violent de façon prédominante ».
Le 1er avril, des milliers de personnes manifestent à Damas, Deraa, Douma, Homs et Lattaquié,. Une vague d'arrestations suit le lendemain dans ces mêmes villes. Le 13 avril, Alep connaît ses premières manifestations, effectuées par un groupe de 500 étudiants. Le 17 avril, 10 000 personnes manifestent à Lattaquié. Le 18 avril, 20 000 personnes participent à un sit-in à Homs. Le 22 avril, des dizaines de milliers de personnes manifestent à Damas, Deraa, Hama, Lattaquié, Homs, Banias, Qamichli, Douma et Zabadani. Cette journée est particulièrement meurtrière avec plus de 80 morts dans l'ensemble du pays,. Le 1er et le 2 mai, environ 1 000 personnes sont arrêtées. Début mai, des sit-in permanents commencent à s'organiser dans plusieurs villes.
Au bout d'un mois de manifestations, l'armée syrienne commence à intervenir directement dans la répression. Les chars entrent dans Deraa le 25 avril, puis dans Homs le 6 mai et dans Banias le 7 mai,,. L'armée reprend le contrôle de Deraa et de Banias, mais elle échoue à Homs à cause de nombreuses désertions.

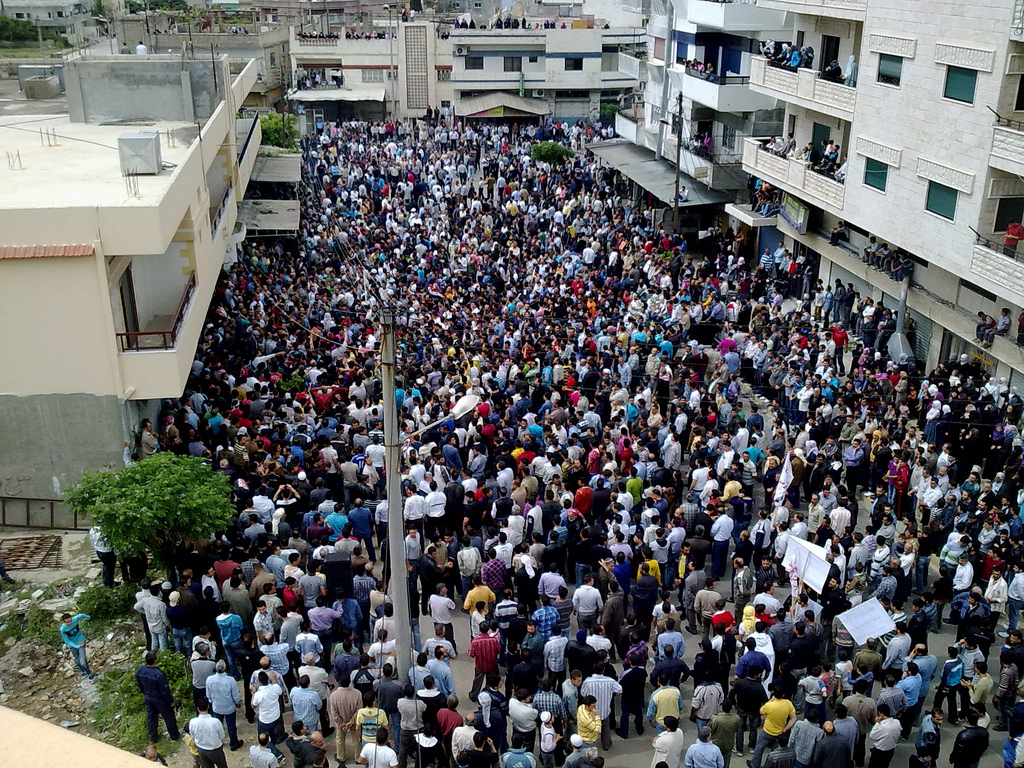
Manifestation de l'opposition à Banias, le 29 avril 2011.

Le 27 avril, un projet de résolution condamnant la répression en Syrie, l'intervention de l'armée et les tirs à balles réelles est proposé au Conseil de sécurité des Nations unies par le Royaume-Uni, la France, l'Allemagne et le Portugal, mais il est bloqué par la Russie et la Chine. Le même jour, plus de 230 membres du parti Baas au pouvoir démissionnent.
Malgré l'interdiction édictée par le ministère de l'Intérieur, des milliers de Syriens continuent de descendre dans la rue. Au cours du mois de mai, des manifestations se poursuivent chaque vendredi à Homs, Hama, Deraa, Lattaquié, Jablé, Banias, Maarat al-Nouman, Kafar Noubol, Douma, Saqba (en), Deir ez-Zor, Boukamal, Kobané, Amouda, Derbassyié (en) et Qamichli,,. La jeunesse joue un rôle important dans l'organisation des manifestations car elle maîtrise l'outil informatique et communique via les réseaux sociaux,. Par exemple, les 80 coordinateurs de l'Union des coordinateurs de la révolution syrienne, qui couvrent la totalité du territoire syrien et communiquent via un groupe privé Facebook, ont pratiquement tous moins de 30 ans. Ils préparent et diffusent des slogans pour les manifestations, filment ces dernières, envoient les vidéos aux agences internationales, etc. Il existe de nombreux réseaux, dont certains importants comme Shaam News Network (en), ou le groupe Facebook Syrian Revolution 2011, qui selon France 24 en août 2011 est suivi par 240 000 personnes et qui est « considéré comme l'un des principaux moteurs du mouvement de contestation ».
Le 25 mai 2011, le corps mutilé de Hamza al-Khatib, un garçon âgé de 13 ans disparu depuis le 29 avril à Deraa, est rendu à sa famille par les autorités syriennes. Il porte des marques de tortures : cou et mâchoire brisés, rotules broyées, brûlures de cigarettes, blessures par balles dans les bras et parties génitales mutilées. Il avait été arrêté lors d'une manifestation contre le régime. Les images de son corps, diffusées par la famille, alimentent l'indignation contre le régime, qui nie les tortures et les circonstances du décès,,.
Début juin, alors que le bilan de la répression a déjà dépassé les 1 000 morts selon l'ONU, de violents combats éclatent à Jisr al-Choghour. Les forces de sécurité ouvrent le feu sur la foule, mais des habitants s'arment après avoir pillé un poste de police, et sont rejoints par des déserteurs. Le 6 juin, 120 policiers sont tués dans des combats. L'armée contre-attaque, tue au moins 130 personnes, et reprend le contrôle de Jisr al-Choghour le 13 juin,,. Cependant, de nombreux soldats continuent de faire défection et pendant l'été 2011, la région montagneuse du Jabal al-Zawiya, au sud-est de la ville, passe sous le contrôle des insurgés. L'armée y lance une offensive, mais les rebelles se contentent de se replier en Turquie avant de réinvestir la zone après son départ.
L'intensification des opérations militaires à l'été 2011 marque le début d'une vague de désertions dans les rangs de l'armée, qui va se poursuivre en s'intensifiant jusqu'en 2012,,. Au moins plusieurs dizaines de milliers de soldats font défection au cours du conflit, des unités entières rejoignent la rébellion tandis que d'autres déserteurs tentent de fuir à l'étranger,. Cependant par adhésion ou par peur, une large partie de l'armée demeure loyale au régime de Bachar el-Assad, qui peut compter sur le soutien d'unités totalement fidèles, en particulier l'armée de l'air et la 4e division blindée, en première ligne dans la répression, constituée principalement d'Alaouites et commandée par Maher el-Assad, le frère du président,. Progressivement, toutes les tendances anti-Assad se militarisent. En mai et juin 2011, fondé par des salafistes, le groupe Ahrar al-Cham passe à la lutte armée dans les régions d'Idleb et Hama. Le 29 juillet, à Rastane, au nord de Homs, des officiers déserteurs de l'armée syrienne annoncent la formation de l'Armée syrienne libre (ASL) et créent un conseil militaire,. À Homs, le Bataillon Khalid bin al-Walid et la Brigade al-Farouq, affiliés à l'ASL, sont formés entre juin et octobre par des déserteurs,,. En août, l'État islamique d'Irak envoie en Syrie un petit nombre de djihadistes originaires de la région, qui formeront quelques mois plus tard le Front al-Nosra. Près de Damas, le mouvement islamiste Liwa al-Islam et des groupes de l'Armée syrienne libre se constituent à Douma et dans la Ghouta au cours de l'été,. Dans la région d'Idleb, Suqour al-Cham est fondé en septembre, suivi par les Brigades des martyrs de Syrie en décembre,. Cependant à l'été 2011, les groupes armés restent encore marginaux, ce n'est que fin 2011 que le passage à la lutte armée devient général.
L'opposition politique se structure également : le 2 octobre 2011, le Conseil national syrien (CNS) est fondé à Istanbul, en Turquie, avec pour objectif de coordonner les opposants et mener des opérations contre le régime de Bachar el-Assad. Des groupes d'opposition démocratiques sont également formés à l'intérieur de la Syrie. La Commission générale de la révolution syrienne (CGRS), fondée en août 2011, regroupe environ 150 coordinations locales, elle revendique un héritage islamique, elle est proche de l'Armée syrienne libre et est favorable à une intervention étrangère indirecte, mais entretient de mauvaises relations avec le CNS et les Frères musulmans. Les Comités locaux de coordination (CLC) sont fondés en avril 2011 et regroupent environ 60 coordinations locales : ses objectifs sont les mêmes que ceux du CGRS, mais les CLC sont intégrés au CNS, ils sont également proches de l'Armée syrienne libre, résolument laïcs, et favorables à une intervention internationale limitée avec la mise place d'une zone d'exclusion aérienne et des frappes aériennes ciblées,. Bien différent des deux autres mouvements, le Comité de coordination nationale pour le changement démocratique (CCNCD) intègre notamment le PYD et s'oppose à l'Armée syrienne libre, à la lutte armée, et à une intervention internationale, ce qui lui vaut des accusations de trahison de la part de la majeure partie de l'opposition syrienne. Enfin l'organisation des Frères musulmans en Syrie commence également à mobiliser son réseau de sympathisants début 2012. Ses cadres et ses militants vivent cependant en exil depuis plus de 30 ans et sa direction est installée à Istanbul. Islamiste, l'organisation s'affirme cependant comme modérée, défend les principes de la démocratie et se montre en faveur d'une intervention étrangère limitée.
Le 4 novembre 2011, le comité révolutionnaire de Homs et le Conseil national syrien adoptent l'ancien drapeau de la République syrienne — utilisé entre 1932 et 1963 — comme drapeau officiel de l'opposition.
Jouant sur la peur de l'islamisme sunnite, le pouvoir syrien attise les divisions communautaires, réprime férocement les sunnites mais ménage les protestataires issus des minorités — les Alaouites, les Druzes, les chrétiens et les Kurdes — afin de les couper de l'opposition,,,,,. Le régime syrien va également chercher à « djihadiser » la rébellion syrienne en libérant des détenus islamistes enfermés dans ses prisons,,,,. Dès le 26 mars 2011, 260 prisonniers en grande majorité islamistes enfermés à la prison de Saidnaya sont relâchés,,,,. Puis, après une amnistie présidentielle prononcée le 20 juin 2011, ils sont suivis par plusieurs centaines d'autres au cours de l'été. Parmi les détenus relâchés, plusieurs comme Zahran Allouche,, Hassan Aboud, Ahmed Abou Issa, Abou Yahia al-Hamawi, Abou Jaber, ou encore Abou Lôqman deviendront des chefs importants.

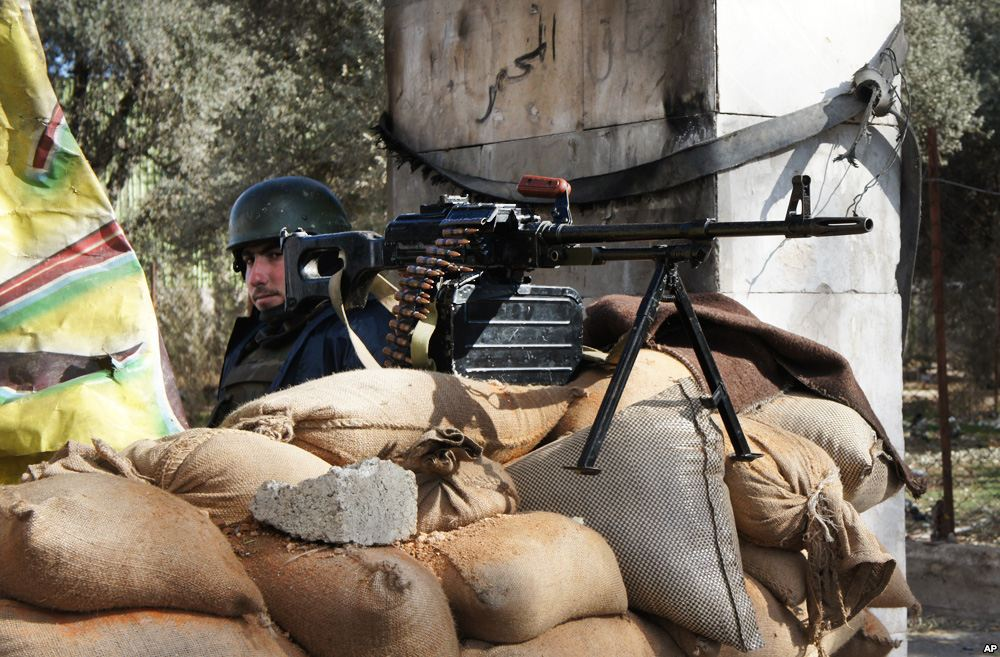
Poste de contrôle de la circulation de l'armée syrienne, banlieue de Damas, 14 janvier 2012.

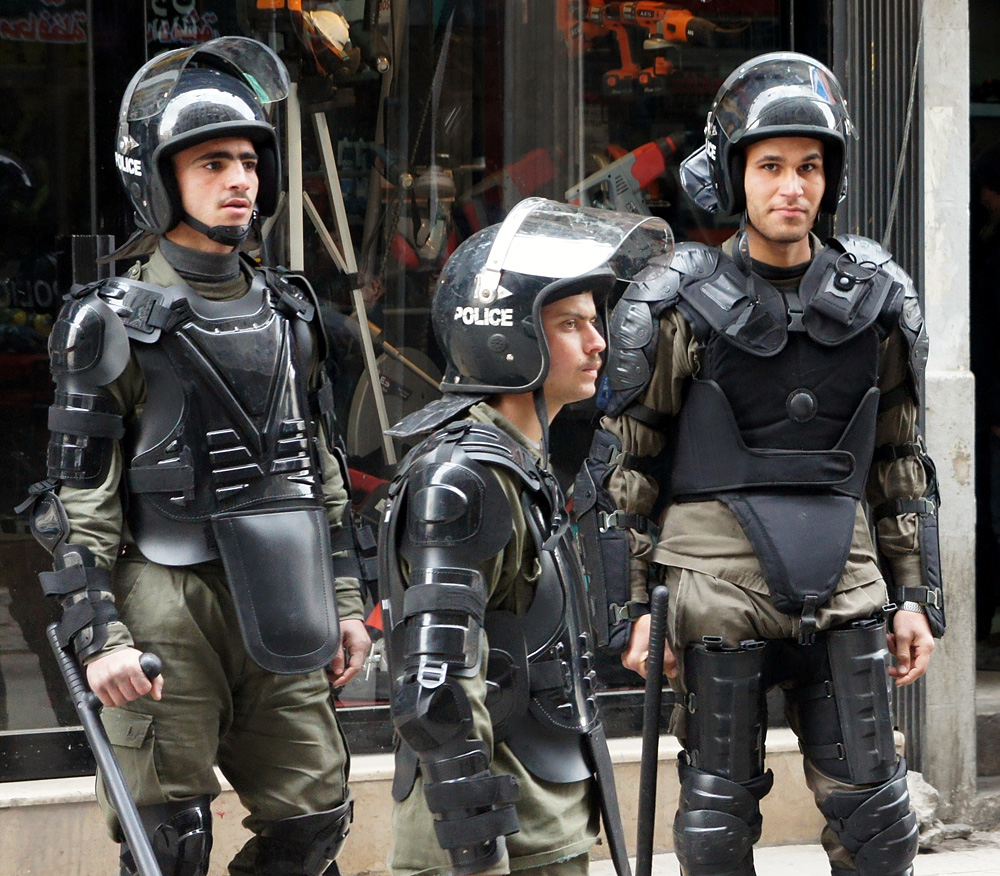
Police anti-émeute à Damas, 16 janvier 2012.

Le pouvoir syrien multiplie également les grandes manifestations pro-régime. Certains participants viennent « sous peine de sanctions », notamment pécuniaires en ce qui concerne les fonctionnaires et étudiants, et d'autres manifestants sont des soutiens d'Assad. Des marches rassemblant des dizaines de milliers de personnes ont notamment lieu à Damas les 15 et 21 juin,, à Deir ez-Zor le 1er novembre, à Alep le 19 octobre ou encore à Damas, Alep et Lattaquié le 13 novembre. Cependant, au début de l'été 2011, paralysée par les désertions, l'armée est contrainte d'abandonner plusieurs quartiers à Deraa, Rastane, Homs, Hama et Lattaquié. Des manifestations anti-régime particulièrement importantes ont alors lieu en juillet à Hama, rassemblant 150 000 à 500 000 personnes chaque vendredi,,,,. Le 8 juillet, les ambassadeurs des États-Unis et de la France, Robert Ford et Éric Chevallier, se rendent alors à Hama, désertée par l'armée, à la rencontre des protestataires,. En représailles, des partisans du régime mènent plusieurs attaques à Damas contre les ambassades américaine et française. Des centaines de milliers de personnes manifestent également à Homs, Deir ez-Zor, Banias, Lattaquié, Deraa, Idleb, Maarat al-Nouman, Alep, Raqqa, Douma, Hassaké, Qamichli, Amouda, Kobané, Zabadani, Boukamal et dans plusieurs villes de la banlieue de Damas,,,,,. Les manifestations les plus importantes ont lieu à Hama, Homs et Deir ez-Zor,,, elles prennent également de l'ampleur à Alep et Raqqa, jusqu'alors plutôt épargnées,. L'armée lance alors de nouvelles opérations. À Deir ez-Zor, elle tue près d'une centaine de personnes entre le 28 juillet et le 17 août. Le 31 juillet, elle entre également dans Hama et massacre 200 civils pendant cinq jours,,,,. Le 13 août, des navires de guerre et des chars bombardent les quartiers sunnites de Lattaquié,,, avant que l'armée ne lance une offensive dans cette ville le lendemain. Le 25 septembre, le régime attaque Rastane avec 250 chars et blindés et reprend la ville le 1er octobre après avoir tué au moins 130 civils et déserteurs de l'Armée syrienne libre,. L'armée poursuit également ses opérations contre les rebelles dans le Jabal al-Zawiya, au sud d'Idleb et massacre notamment au moins 111 civils le 20 décembre dans le village de Kafroueid,.
Le 18 août, les États-Unis, la France, le Royaume-Uni et l'Allemagne appellent pour la première fois à la démission de Bachar el-Assad. Courant 2011, l'Union européenne, les États-Unis, la Suisse, la Turquie, le Canada et l'Australie adoptent une série de sanctions internationales contre le régime syrien.
Le 2 novembre, la Syrie et la Ligue arabe signent un accord dans lequel Damas s'engage à arrêter la violence, à libérer les prisonniers et retirer l'armée des villes. Mais la répression n'ayant pas faibli, la Ligue arabe déclare le 8 novembre que le gouvernement syrien a « failli à ses engagements ». Le 12 novembre, la Syrie est exclue de la Ligue arabe. Le 27 novembre, la Ligue arabe adopte à son tour des sanctions avec le gel des transactions commerciales avec le gouvernement syrien et de ses comptes bancaires.
Pendant l'automne, les manifestations anti-régime se poursuivent alors que les affrontements entre l'armée et les déserteurs s'intensifient dans tout le pays. Le 1er décembre 2011, le Haut-Commissariat des Nations unies aux droits de l'homme (HCDH) déclare que la Syrie est en état de « guerre civile » et le 2 décembre, le Conseil des droits de l'homme des Nations unies vote une résolution qui condamne les « violations répandues, systématiques et flagrantes » des droits de l'homme et des libertés fondamentales par les autorités syriennes. Alors que l'année 2011 s'achève, le HCDH affirme que plus de 5 000 personnes ont été tuées depuis le début des violences en Syrie, et que plus de 4 000 autres ont été arrêtées par les forces du régime. Les villes de Hama et de Homs ont compté les plus importantes manifestations et le plus grand nombre de morts,.

### 2012: Victoires des rebelles dans le nord et l'est de la Syrie, résistance du régime à l'ouest et au sud du pays

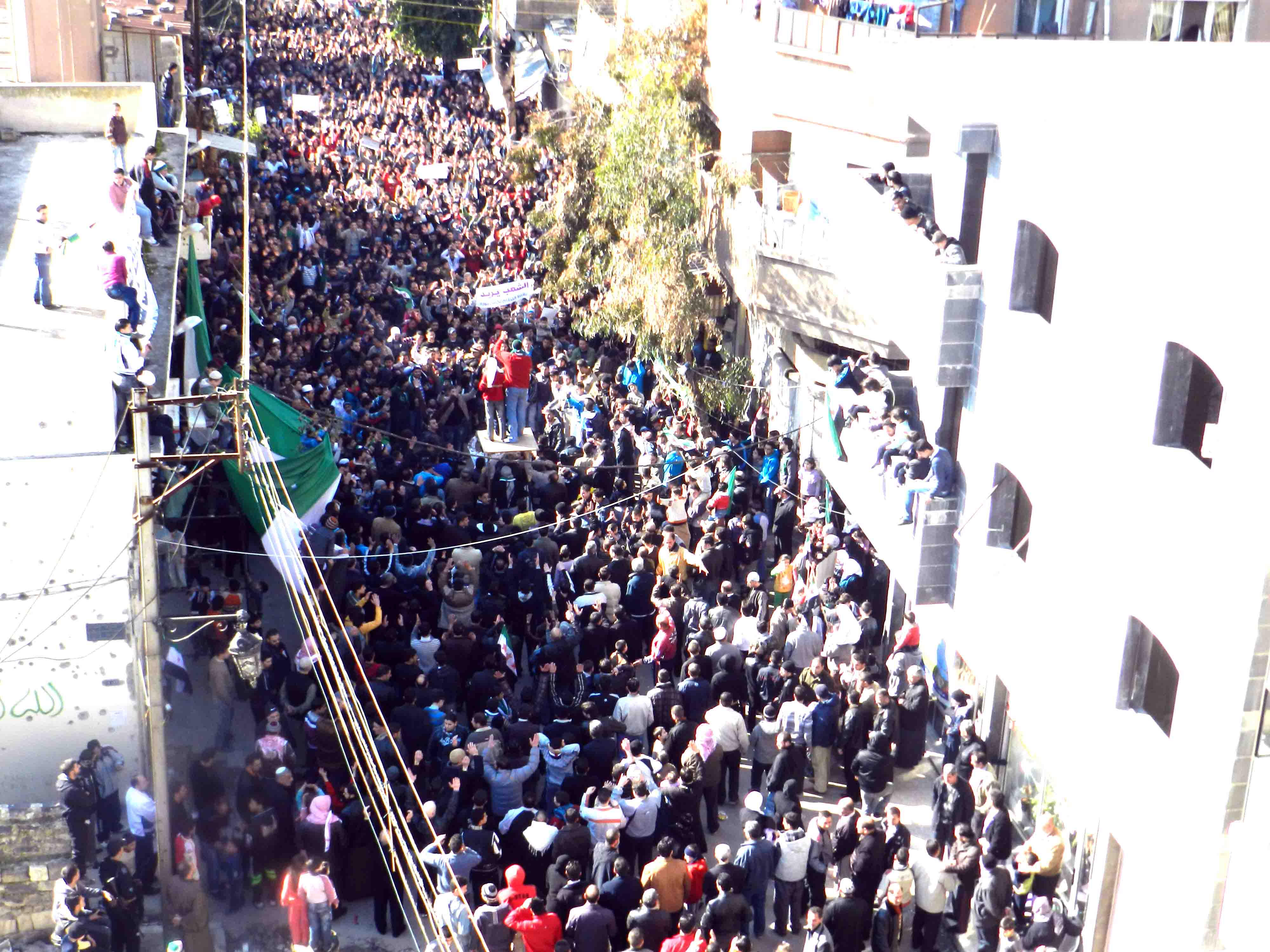
Manifestation de l'opposition à Homs, le 3 février 2012.

Le 18 janvier, après plusieurs jours de combats, l'armée syrienne se retire de Zabadani, près de la frontière libanaise, qui devient la première ville de Syrie à tomber entièrement aux mains des rebelles. Cependant, les loyalistes lancent une contre-offensive le 4 février avec au moins 15 000 soldats et 40 chars. Le 11 février, Zabadani est reprise par les forces du régime.
L'armée syrienne poursuit également ses offensives pour tenter de reprendre le contrôle de Homs, qui commence à être appelée la « capitale de la révolution ». La journée du vendredi 3 février 2012 est la plus meurtrière depuis le début de la révolte : des tirs d'artillerie font au moins 260 morts parmi la population civile. Le 1er mars, après plusieurs semaines de siège et de bombardements ayant fait des centaines de morts, l'armée syrienne s'empare du quartier Baba Amr, le principal bastion de la rébellion à Homs,,.
Le 24 février la première Conférence internationale des amis de la Syrie se tient en Tunisie, regroupant une soixantaine de délégations occidentales et arabes qui souhaitent voir condamner fermement le régime syrien. Elle se réunit pour la troisième fois à Paris le 6 juillet 2012, avec 106 pays participants qui se heurtent toujours au refus de la Chine et la Russie d'infliger des sanctions à la Syrie. Elle se réunit pour la cinquième fois à Amman, en Jordanie, le 22 mai 2013, et pour la sixième fois à Doha, au Qatar, le 22 juin 2013, avec, chaque fois, 11 pays participants.
Le 10 mars 2012, alors que Kofi Annan, l'émissaire spécial de l'ONU pour la Syrie, rencontre Bachar el-Assad pour tenter d'obtenir un cessez-le-feu, les forces gouvernementales syriennes assiègent et bombardent la ville d'Idleb, occupée par les rebelles,. Le régime syrien entreprend parallèlement de rappeler ses ambassadeurs des 27 pays de l'Union européenne, anticipant leur expulsion en représailles à la répression menée par son armée. Le 11 mars, Kofi Annan quitte la Syrie sans avoir trouvé de solution à la crise et sans avoir obtenu de concessions d'Assad. Idleb est reconquise le 14 mars par le régime après la retraite des forces de l'Armée syrienne libre, mal armées. Puis le 3 avril, la ville de Taftanaz est prise d'assaut par une cinquantaine de chars ; la rébellion y est écrasée après deux jours des combats qui font au moins 120 morts.
Le 12 avril 2012, un cessez-le-feu est conclu entre le gouvernement et l'opposition armée par l'intermédiaire des négociations menées par Kofi Annan,. Violé dès le lendemain par les belligérants, le cessez-le-feu ne sera jamais respecté,.
Au printemps et à l'été 2012, les Chabiha et l'armée syrienne commettent une vague de massacres : le 11 mars, au moins 26 enfants et 21 femmes sont tués au couteau dans les quartiers de Karm al-Zeitoun et Al-Adawiyé, à Homs ; le 25 mai, 108 civils, dont 49 enfants et 34 femmes, sont massacrés à Houla, ; le 6 juin, 78 villageois sont tués à Mazraat al-Koubeir ; le 12 juillet, 150 civils sont tués selon l'OSDH par des tirs d'artillerie à Tremseh, près de Hama ; et les 25 et 26 août, 600 à 700 personnes sont massacrées par les loyalistes à Daraya,.

Carte de la situation en Syrie en août 2012.
Contrôlé par le gouvernement syrien
Contrôlé par l'Armée syrienne libre
Contrôlé par le PYD

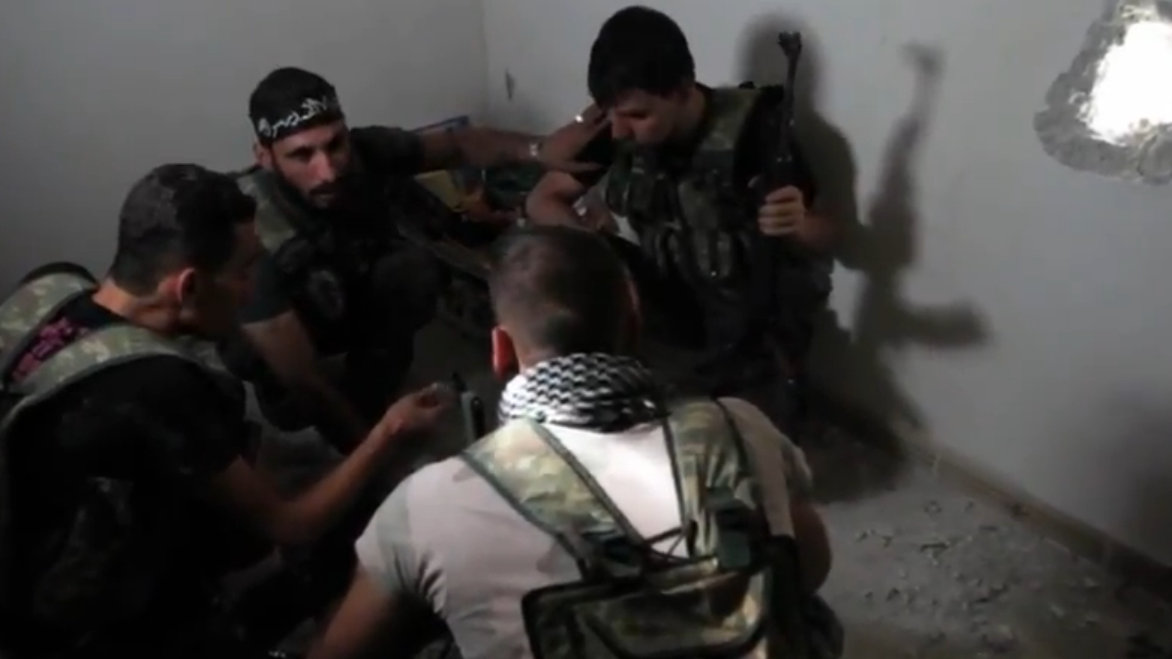
Rebelles de l'Armée syrienne libre à Alep en octobre 2012.

Le 15 juillet 2012, l'Armée syrienne libre tente de remporter un coup décisif et lance une offensive sur la capitale syrienne, Damas, suivie d'une autre cinq jours plus tard à Alep, la deuxième ville du pays. À Damas, le régime résiste et organise une contre-offensive qui chasse les rebelles du centre de la capitale le 4 août. À Alep, les combats sont indécis et la ville se retrouve rapidement coupée en deux : les quartiers est et sud tombent aux mains des rebelles, tandis que les loyalistes tiennent ceux au nord et à l'ouest,.
Afin de renforcer ses troupes à Alep, l'armée arabe syrienne se retire du Kurdistan syrien (Rojava). Les loyalistes maintiennent des garnisons dans les villes de Qamichli et de Hassaké, mais les miliciens kurdes du PYD, la branche syrienne du PKK, prennent sans tirer un coup de feu le contrôle d'Afrine le 11 juillet, de Kobané le 19 juillet et de plusieurs autres localités,. La région passe alors sous le contrôle du PYD et de sa branche armée, les YPG. Ces derniers écartent les partis du Conseil national kurde (CNK) liés à Barzani et proches du Conseil national syrien, dont les dirigeants sont contraints de s'exiler au Kurdistan irakien.
À partir de l'été 2012, les rebelles commencent à accumuler les victoires dans le nord la Syrie et le régime syrien perd progressivement le contrôle de sa frontière avec la Turquie. L'Armée syrienne libre prend Jarablous le 17 juillet, Azaz le 19 juillet et Manbij le 20 juillet. Elle s'emparent également de plusieurs postes-frontières : Bab Al-Hawa le 19 juillet, Al-Salama le 22 juillet,, et Anadane le 30 juillet, ce qui permet aux rebelles de disposer d'une voie de ravitaillement reliant Alep à la Turquie. Au début du mois d'août, les villes de Marea et Al-Bab sont prises à leur tour et toute la région située au nord d'Alep se retrouve alors sous le contrôle des rebelles. Ces derniers poursuivent ensuite leur progression le long de la frontière turque, cette fois vers l'est dans le gouvernorat de Raqqa et le gouvernorat de Hassaké. Ils s'emparent de la ville de Tell Abyad le 15 septembre, puis de Ras al-Aïn le 8 novembre,. Mais dans cette dernière ville, les rebelles du Front al-Nosra et de la brigade Ghouraba Al-Cham de l'Armée syrienne libre entrent en conflit le 19 novembre avec les Kurdes des Unités de protection du peuple (YPG). Une trêve est conclue le 25 novembre mais les combats reprennent en décembre, jusqu'à ce qu'une nouvelle trêve soit conclue en février 2013,,.

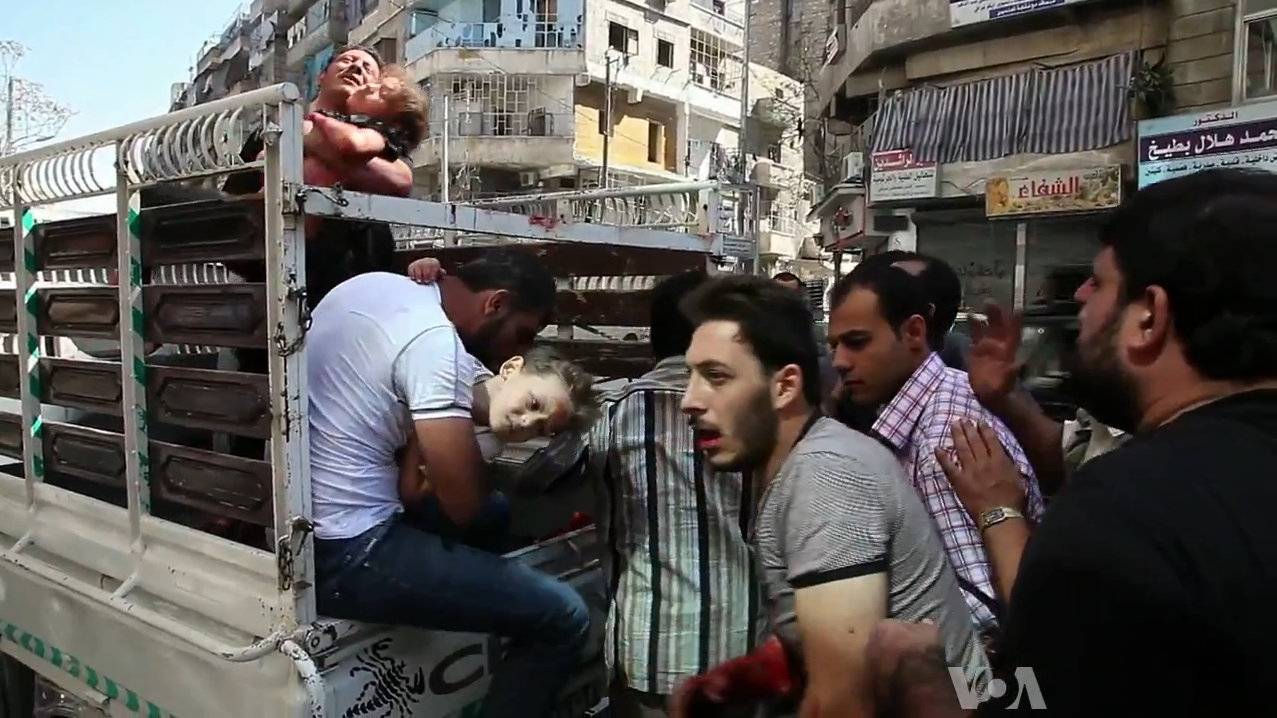
Civils blessés par un tir de mortier loyaliste convoyés à un hôpital de Alep, le 5 octobre 2012.

Dans le gouvernorat d'Idleb, les rebelles s'emparent du village de Khirbet al-Joz le 6 octobre, puis de la ville de Maarat al-Nouman le 9 octobre après de violents combats, mais les loyalistes conservent les bases militaires de Wadi al-Deïf et Hamidiyé, situées à proximité. Les rebelles s'emparent ensuite de la région de Saraqeb le 2 novembre.
Les rebelles progressent également dans l'est du pays. Ils commencent par prendre le contrôle des postes-frontières avec l'Irak, puis ils s'emparent de Boukamal le 19 juillet, et de Mayadine le 22 novembre. Fin novembre, le gouvernorat de Deir ez-Zor est presque entièrement aux mains des rebelles ; la ville Deir ez-Zor est toujours tenue par les loyalistes mais elle est isolée et encerclée.
En novembre, les rebelles continuent d'avancer dans le gouvernorat d'Alep. Le 18 novembre, après des semaines de combats intenses, ils prennent le contrôle de la base du Régiment 46, l'une des plus importantes bases militaires de l'armée syrienne dans le nord du pays,. Le 26 novembre, ils s'emparent du barrage de Tichrin. Enfin le 9 décembre, le Front al-Nosra prend d'assaut la base du bataillon 111, dite « Cheikh Souleimane ».
À la mi-décembre 2012, rassemblant ses forces dans le nord-ouest de la Syrie, l'Armée syrienne libre lance une offensive dans le nord de du gouvernorat de Hama, avec l'objectif d'atteindre la ville de Hama, toujours contrôlée par les loyalistes, mais l'avancée des rebelles est modeste,.
Le 16 décembre 2012, l'aviation syrienne bombarde la mosquée Abdelkader Husseini dans le camp de Yarmouk au sud de Damas : 160 réfugiés palestiniens sur les 500 présents dans la mosquée sont tués.

### 2013: Contre-offensives des loyalistes et attaques chimiques

Carte de la situation en Syrie en mars 2013.
Contrôlé par le gouvernement syrien
Contrôlé par les rebelles
Contrôlé par le PYD

Au début de l'année 2013, les rebelles poursuivent leur avancée dans le nord de la Syrie. Le 11 janvier 2013, dans le gouvernorat d'Idleb, la base aérienne de Taftanaz, la plus grande du nord du pays, est prise par le Front al-Nosra, Ahrar al-Cham et l'Armée syrienne libre après deux mois d'assaut,. Près du Lac el-Assad, entre Alep et Raqqa, les rebelles prennent la ville de Tabqa le 11 février, puis l'aéroport d'Al-Jirah le 12. Le 14 février, le Front al-Nosra s'empare de la ville d'Al-Chaddadeh, au sud de Hassaké, après deux jours de combats et la mort d'une centaine de soldats syriens. Début mars, le Front al-Nosra prend la ville de Yaaroubiyé, ainsi que son poste-frontière avec l'Irak. Enfin le 6 mars, après trois jours de combats et plus d'une centaine de morts, la ville de Raqqa est prise par les forces d'Ahrar al-Cham, du Front de libération de Raqqa et du Front al-Nosra. Raqqa est la première capitale d'un gouvernorat à tomber aux mains de la rébellion depuis le début du conflit,,.
Le 9 avril 2013, l'État islamique en Irak et au Levant (EIIL) apparaît en Syrie lorsque Abou Bakr al-Baghdadi annonce la fusion de son groupe, l'État islamique d'Irak, avec le Front al-Nosra, dirigé par Abou Mohammed al-Joulani. Cependant, la question divise le Front al-Nosra : certains djihadistes prêtent allégeance à Abou Bakr al-Baghdadi, mais Abou Mohammed al-Joulani et une partie de ses troupes refusent la fusion,. L'État islamique en Irak et au Levant commence à s'implanter à Raqqa peu de temps après la chute de la ville, avant de prendre progressivement l'ascendant avec des assassinats et des affrontements ponctuels contre d'autres groupes rebelles.
Cependant, si les rebelles continuent de progresser au nord de la Syrie, les loyalistes regagnent du terrain sur les fronts de Damas et de Homs, notamment avec l'intensification à partir de février de l'intervention militaire de la milice libanaise chiite du Hezbollah. À Damas, une offensive menée par l'armée à l'est de la capitale permet au régime d'encercler les rebelles dans la Ghouta orientale le 7 avril,. Près de Homs, le Hezbollah et l'armée syrienne avancent vers la ville stratégique de Qousseir, qui garde la principale voie d'approvisionnement en armes pour les rebelles de Homs. Le 19 mai, après la reconquête de plusieurs villages, le Hezbollah et les forces du régime syrien sont aux portes de la ville. Les combats durent environ deux semaines et les rebelles subissent de très lourdes pertes : environ 500 morts et un millier de blessés. Le 5 juin, l'ASL se retire de Qousseir qui est entièrement reconquise par le régime syrien. L'armée syrienne et le Hezbollah lancent ensuite en juillet une offensive à l'intérieur de la ville Homs qui leur permet de reprendre le quartier de Khaldiyé, le plus grand de la ville aux mains des insurgés,. Les rebelles ne conservent alors plus à Homs essentiellement que la vieille ville, où ils sont isolés et encerclés.
À l'ouest de la Syrie, dans le gouvernorat de Tartous, majoritairement alaouite et pro-gouvernemental, l'armée syrienne et les Forces de défense nationale attaquent le 2 mai les rebelles dans l'îlot sunnite d'al-Bayda. Les forces de l'opposition sont chassées de la zone mais après leur victoire, les loyalistes commettent des massacres à al-Bayda et dans le quartier de Ras al-Nabaa, à Banias. Au moins 248 à 450 civils sont tués, dont des femmes et des enfants,.
Dans la région d'Alep, les rebelles continuent d'avancer au cours de l'été. Le 22 juillet, ils s'emparent de Khan al-Assal, à l'ouest d'Alep, après plusieurs mois de combats et des centaines de morts dans les deux camps,,,. Le 6 août, la base aérienne de Menagh est prise à son tour après un siège d'un an. Le 26 août, les rebelles prennent Khanasser, au sud-est d'Alep, et coupent la ligne de ravitaillement des loyalistes à l'intérieur d'Alep.
Dans le gouvernorat de Lattaquié, une offensive est lancée le 4 août par l'État islamique en Irak et au Levant, le Front al-Nosra, Jaych al-Mouhajirine wal-Ansar et Ahrar al-Cham. Elle est repoussée par les loyalistes le 18 août, mais pendant les combats 67 à 190 civils alaouites sont massacrés par les djihadistes,.

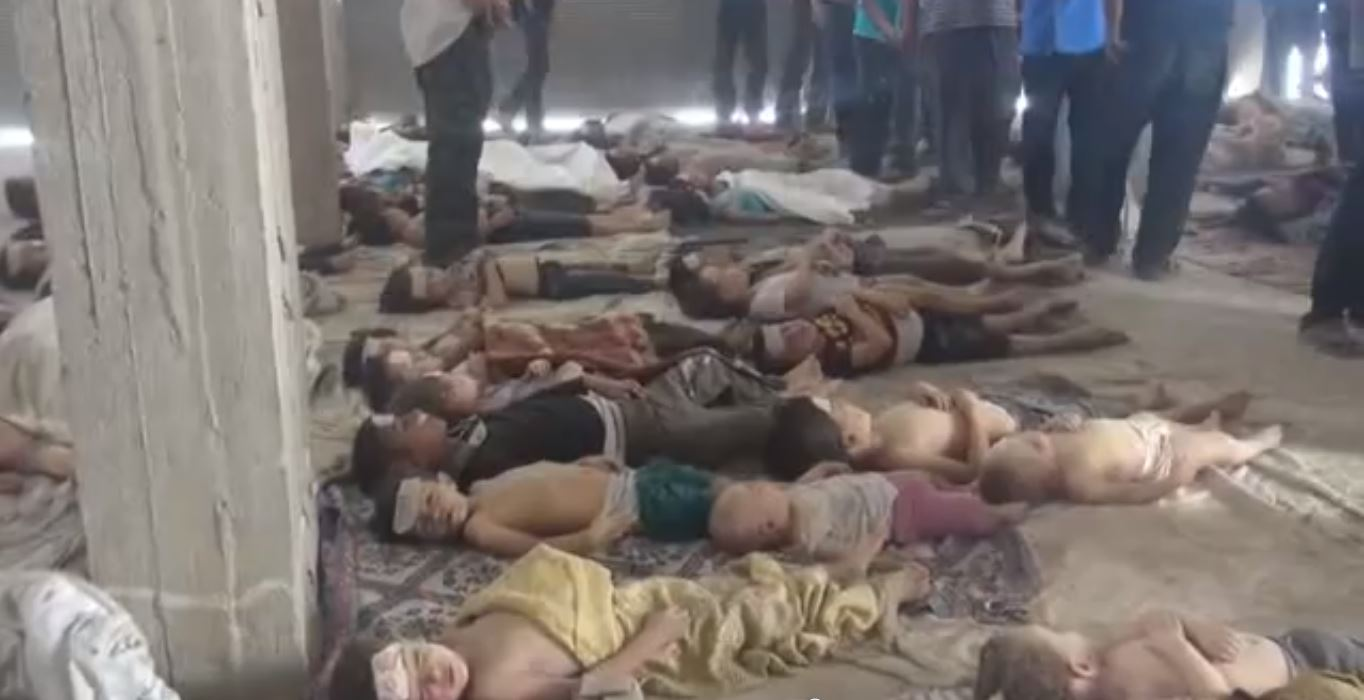
Victimes du massacre de la Ghouta, le 21 août 2013.

À partir de fin 2012, le régime syrien commence à recourir aux armes chimiques et en particulier au gaz sarin,. Dans les villes et les quartiers tenus par les rebelles de la Ghouta, à l'est et au sud de Damas, les attaques chimiques débutent en mars 2013, mais elles sont initialement de faible ampleur,. Cependant, le 21 août, une offensive de l'armée syrienne s'accompagne d'une nouvelle attaque au sarin particulièrement meurtrière : entre plusieurs centaines et près de 2 000 personnes sont tuées selon les estimations, dont un grand nombre de femmes et d'enfants,. Pour les pays occidentaux, la « ligne rouge » est franchie et les États-Unis, la France et le Royaume-Uni envisagent sérieusement d'intervenir militairement en Syrie en lançant une campagne de frappes aériennes contre le régime de Bachar el-Assad. Mais à Londres, la Chambre des communes vote contre une intervention tandis qu'à Washington, le président Barack Obama hésite et demande l'autorisation du Congrès,. La Russie propose alors un plan de démantèlement de l'arsenal chimique syrien, sous la supervision de l'OIAC. Le régime syrien accepte et le 14 septembre 2013, les États-Unis et la Russie annoncent qu'un accord a été trouvé. Le démantèlent dure plus de deux ans ; l'OIAC annonce la destruction totale de l'arsenal déclaré par Damas le 5 janvier 2016. Le régime syrien ne cesse cependant pas son utilisation d'armes non conventionnelles et commence dès octobre 2013 à recourir au chlore,.
Le revirement américain marque un tournant du conflit syrien. Les opposants qui avaient misé sur une intervention militaire occidentale pour faire chuter le régime sont désormais discrédités. Le 24 septembre 2013, des brigades du Front islamique de libération syrien et du Front islamique syrien déclarent qu'elles rejettent la Coalition nationale syrienne et affirment que cette organisation ne les représente pas. Ces deux mouvements sont dissous deux mois plus tard et le 22 novembre, plusieurs groupes rebelles islamistes — dont les principaux sont Ahrar al-Cham, Jaych al-Islam et Liwa al-Tawhid — annoncent la formation d'un nouveau rassemblement : le Front islamique, qui devient le plus important mouvement rebelle syrien,,. L'Armée syrienne libre, affaiblie, perd en décembre le contrôle de son quartier-général à Bab Al-Hawa, près de la frontière turque, qui est pillé par le Front islamique.
Le 4 septembre 2013, située entre Homs et Damas, la petite ville chrétienne de Maaloula, position stratégique dans la région montagneuse de Qalamoun, est attaquée par un grand nombre de combattants du Front Al-Nosra et de rebelles. La ville tombe entre leurs mains le 9 septembre. Les édifices religieux sont saccagés et quelques habitants sont tués ou enlevés. La ville est reprise par les loyalistes le 15 septembre, mais le 29 novembre les rebelles repassent à l'attaque et reprennent Maaloula le 3 décembre,. Pendant ce temps, un peu plus au nord, dans le gouvernorat de Homs, les rebelles et les djihadistes attaquent le 21 octobre le dépôt d'armes de Mahin et la petite ville chrétienne de Sadad. Cette dernière est rapidement prise, de même qu'une partie du dépôt le 5 novembre. Mais les loyalistes contre-attaquent et reprennent Sadad le 28 octobre, avant de chasser les rebelles de Mahin le 15 novembre au prix de plusieurs centaines de morts,,,,. L'armée syrienne et le Hezbollah poursuivent ensuite leur progression dans le Qalamoun : ils prennent Qara le 19 novembre, puis Deir Attiya le 28 et enfin Nabak le 10 décembre,,.
Début octobre également, l'armée syrienne lance une offensive au sud d'Alep : elle reprend Khanasser le 3 octobre, puis As-Safirah le 1er novembre, et parvient à percer les lignes rebelles et à rétablir une voie d'accès reliant Alep au gouvernorat de Hama,. Dans le centre de la Syrie, l'armée reprend également en octobre les villes de Palmyre et d'Al-Soukhna.

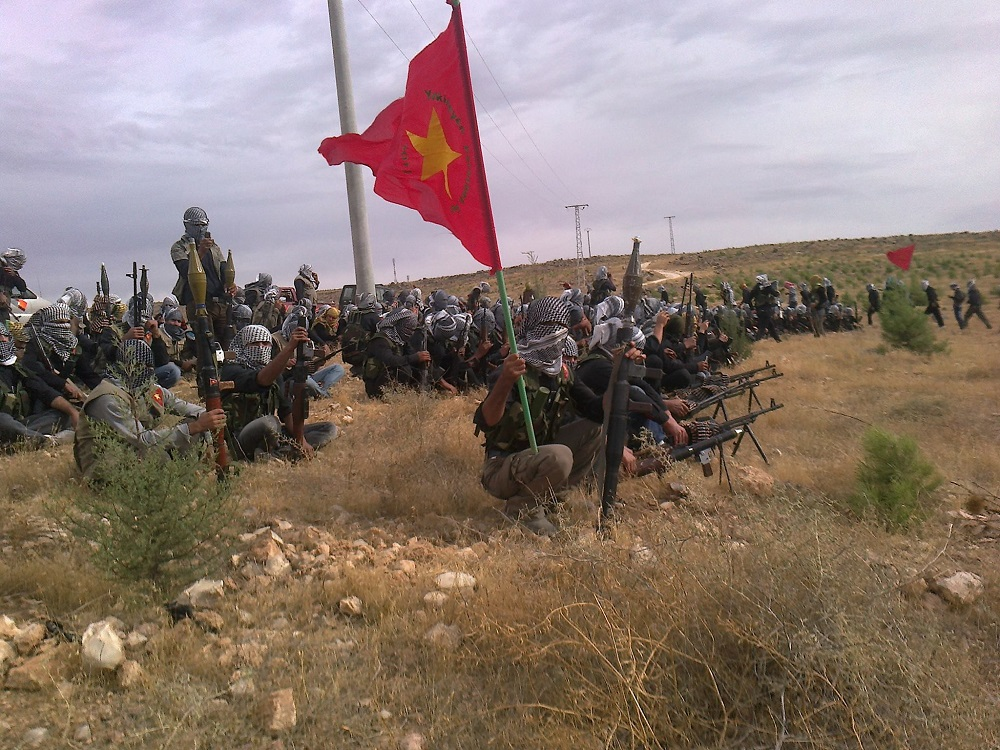
Des combattants kurdes des YPG en 2013.

Pendant ce temps, dans le nord-ouest de la Syrie, les incidents puis les affrontements se multiplient entre l'État islamique en Irak et au Levant et l'Armée syrienne libre. Plusieurs chefs de l'ASL sont assassinés par les djihadistes et en juillet des dizaines de rebelles sont tués dans une bataille dans le gouvernorat d'Idleb,,. Dans le gouvernorat d'Alep, des combats éclatent le 18 septembre à Azaz entre l'EIIL et la Brigade de la Tempête du Nord. Les djihadistes prennent l'avantage et s'emparent de la ville début octobre,,,,,. Le 10 octobre, une autre brigade de l'ASL est attaquée à l'intérieur d'Alep et chassée de trois secteurs au terme de combats qui font une cinquantaine de morts.
De leur côté, les Kurdes des YPG livrent pendant l'année 2013 plusieurs combats dans le gouvernorat de Hassaké, au nord-est de la Syrie. Le 1er mars, après des affrontements contre les troupes du régime, ils s'emparent des petites villes de Qahtaniyé et de Rmeilane (en), à l'est de Qamichli. Le 16 juillet, après plusieurs mois de trêve, les combats reprennent à Ras al-Aïn et les Kurdes parviennent le lendemain à repousser les djihadistes du Front al-Nosra et de l'État islamique en Irak et au Levant hors de la ville. En octobre, les YPG prennent le poste-frontière de Yaaroubiyé. En décembre, ils lancent avec les assyriens du MFS une offensive sur Tall Hamis, à l'est de Hassaké, mais cette fois les groupes rebelles et djihadistes les repoussent début janvier 2014,.
Fin 2013, les Nations unies soutiennent la mise en place d'une conférence diplomatique internationale sur le futur de la Syrie. Baptisé « conférence Genève II sur la Syrie», « Conférence de paix au Moyen-Orient Genève II » ou simplement « Genève 2 », le processus a pour objectif de mettre fin au conflit en amenant les belligérants à la table des négociations, avec pour objectif avoué de négocier la création d'un gouvernement de transition doté de tous les pouvoirs exécutifs. La conférence débute le 22 janvier 2014 à Montreux et se poursuit, du 23 au 31 janvier 2014, à Genève à un moment ou le régime syrien a repris l'avantage militaire sur les rebelles. En l'absence de résultats tangibles, un second round a lieu à partir du 10 février et les travaux sont suspendus le 15 février 2014.

### 2014: Offensives de l'État islamique et intervention de la coalition internationale
L'année 2014 marque le début des conquêtes de l'État islamique en Syrie et sa rupture complète avec la rébellion syrienne. L'assassinat le 1er janvier 2014 d'un commandant d'Ahrar al-Cham par des djihadistes de l'État islamique en Irak et au Levant déclenche deux jours plus tard un conflit général entre l'organisation djihadiste et les rebelles,. Exaspérés par la radicalité, les assassinats et les ambitions expansionnistes de l'EIIL, les coalitions rebelles du Front islamique, du Front révolutionnaire syrien et de l'Armée des Moudjahidines passent à l'offensive le 3 janvier,,. Le Front al-Nosra appelle d'abord à un cessez-le-feu et tente de rester neutre dans certaines régions, mais dès le 6 janvier ses combattants à Raqqa se joignent aux rebelles contre l'EIIL,,. Dans l'ouest du gouvernorat d'Alep et dans le gouvernorat d'Idleb, les rebelles ont l'avantage : l'EIIL est chassé d'Alep le 8 janvier, puis de Tall Rifaat le 14, avant d'abandonner Azaz, Marea et la base aérienne de Menagh le 28 février,,,. Les djihadistes perdent également début février la plus grande partie du gouvernorat de Deir ez-Zor. En revanche, l'État islamique prend l'ascendant dans le gouvernorat de Raqqa et dans l'est du gouvernorat d'Alep : les rebelles sont repoussés à Tall Abyad le 12 janvier, à Raqqa le 13 et à Jarablous le 17 ; Manbij et Al-Bab passent également sous le contrôle de l'EIIL,,,,. Les combats font des milliers de morts et des exécutions sommaires de prisonniers sont commises des deux côtés,. Haji Bakr, un des principaux chefs de l'EIIL, est notamment tué par les rebelles à Tall Rifaat,.
De leurs côtés, les loyalistes remportent des succès dans le sud du pays. Au début de l'année 2014, plusieurs accords de cessez-le-feu sont conclus avec des groupes rebelles dans plusieurs villes et quartiers aux alentours de Damas,. Le 26 février 2014, à l'est de la capitale, entre 150 et 200 hommes du Front al-Nosra et de Jaych al-Islam sont tués dans une embuscade particulièrement meurtrière tendue par les hommes du Hezbollah. Puis, en mars 2014, l'armée syrienne et le Hezbollah passent à l'offensive dans les montagnes du Qalamoun, près de la frontière avec le Liban. Les loyalistes avancent rapidement et prennent Zara le 8 mars, puis Yabroud le 16 mars, le Krak des Chevaliers le 20 mars, Rankous le 9 avril et la ville chrétienne de Maaloula le 14 avril. Une partie des forces rebelles se replie au Liban.
En mars 2014, à l'extrême sud du pays, dans le gouvernorat de Deraa, 55 brigades et 30 000 combattants liés à l'Armée syrienne libre se réunissent dans une coalition appelée le Front du Sud. L'extrême sud syrien est à cette période la seule zone du pays où l'Armée syrienne libre demeure la force rebelle dominante,,. Le 19 mars 2014, cette coalition remporte une première victoire en s'emparant de la prison de Daraa et en libérant des centaines de prisonniers. Puis vers la fin du mois d'août 2014, elle mène une offensive avec le Front al-Nosra dans le gouvernorat de Deraa et le gouvernorat de Kuneitra qui lui permet de conquérir du terrain sur les forces loyalistes,. Le 27 août, les rebelles reprennent le passage de Kuneitra. Le 9 novembre, le Front du Sud s'empare de la ville de Nawa.
Au nord-ouest de la Syrie, les rebelles, issus principalement du Front al-Nosra, d'Ahrar al-Cham, d'Ansar al-Cham et du Harakat Cham al-Islam, lancent en mars une offensive contre la ville portuaire de Lattaquié,. Pour faciliter l'entreprise, la Turquie laisse les groupes rebelles et djihadistes traverser son territoire dans la province de Hatay. Le 21 mars, les assaillants prennent Kessab, une petite ville située sur la frontière dont la population est à majorité arménienne. Les habitants prennent la fuite, tandis que les maisons et les églises sont pillées,. Mais les forces du régime contre-attaquent et reprennent la ville le 15 juin. Après trois mois de combats et plusieurs centaines de morts de part et d'autre, l'offensive rebelle se solde par un échec,.
Le 4 mai 2014, le siège de la Vieille ville de Homs s'achève, mettant fin à deux années de combats dans le centre historique de cette ville. Les dernières forces rebelles capitulent contre la promesse de pouvoir évacuer la ville avec armes et bagages. Le 7 mai, 2 000 à 2 500 rebelles et civils sont évacués vers le nord, dans des zones tenues par l'opposition et le 9 mai, le régime syrien peut reprendre le contrôle du Vieux Homs. Cependant, les rebelles continuent de tenir le quartier de Waer,,,,,,.
Fort de ses succès militaires, le régime annonce, le 21 avril, la tenue d'une élection présidentielle pour la date du 3 juin. Condamnée comme une « parodie de démocratie » par les alliés occidentaux de l'opposition syrienne, cette dernière aboutit sans surprise à la réélection de Bachar el-Assad avec plus de 88 % des voix,,.
Mais à l'été 2014, l'État islamique en Irak et au Levant (EIIL) monte en puissance de manière fulgurante. Le 6 juin 2014, il mène une vaste offensive en Irak qui lui permet de s'emparer en seulement quelques jours de plusieurs villes dans les territoires sunnites du nord et de l'est du pays. Le 29 juin 2014, l'organisation change de nom pour devenir officiellement l'« État islamique » (EI) ; il annonce le rétablissement du « califat » et proclame son chef, Abou Bakr al-Baghdadi, calife sous le nom d'Ibrahim. L'influence de l'EI va alors s'étendre à plusieurs pays du monde musulman avec le ralliement de nombreux groupes djihadistes, tandis des dizaines de milliers de volontaires commencent à affluer de tous les continents pour combattre dans les rangs du nouveau « califat »,,.
Au printemps et à l'été 2014, les combats entre l'État islamique en Irak et au Levant et les rebelles se poursuivent dans l'est de la Syrie. Le 31 mars, l'EIIL chasse le Front al-Nosra de la ville de Markada, dans le gouvernorat de Hassaké, après dix jours de combats et au moins 120 morts,. Le 10 avril, le groupe djihadiste attaque Boukamal, sur la frontière irakienne, mais est repoussé. Le 30 avril, l'EIIL lance depuis Raqqa une offensive générale contre le gouvernorat de Deir ez-Zor,. Les affrontements pour le contrôle du gouvernorat durent plus de deux mois et font des centaines de morts de chaque côté, mais l'État islamique prend l'avantage : le 25 juin, la ville de Boukamal passe sous son contrôle après le ralliement du chef local d'al-Nosra, le 3 juillet les troupes du « califat » prennent Mayadine et le champ pétrolier d'al-Amr,. Finalement le 14 juillet, le Front al-Nosra et Ahrar al-Cham abandonnent la ville de Deir ez-Zor et s'enfuient vers l'Ouest tandis certains de leurs combattants rejoignent les rangs de l'État islamique. Le gouvernorat de Deir ez-Zor tombe alors entièrement aux mains de l'État islamique, à l'exception de la partie ouest de la ville de Deir ez-Zor, toujours tenue par les loyalistes. Début août, la tribu des Chaïtat se révolte contre les nouveaux maîtres de la région, mais les djihadistes répliquent brutalement en massacrant près d'un millier de personnes en deux semaines, dont une grande majorité de civils,,. Les djihadistes poursuivent ensuite le siège de la ville de Deir ez-Zor, contrôlée pour moitié par les loyalistes : le 3 décembre, ils lancent un assaut contre l'aéroport, mais ils sont repoussés au bout de quatre jours, après avoir perdu plus d'une centaine d'hommes.
En juillet en août, parallèlement aux combats à Deir ez-Zor, l'État islamique inflige d'importants revers aux forces du régime syrien dans le centre du pays. Le 17 juillet, près de Palmyre, dans le gouvernorat de Homs, les djihadistes prennent le champ gazier d'al-Chaer où ils tuent près de 300 personnes, dont la plupart sont exécutées par balles. Les loyalistes parviennent cependant à reprendre al-Chaer le 26 juillet. Dans le gouvernorat de Raqqa, l'État islamique s'attaque aux dernières bases militaires isolées encore contrôlées dans la région par l'armée syrienne. Le 25 juillet, les djihadistes commencent par prendre d'assaut la base de la division 17, au nord de la ville de Raqqa, et tuent au moins une centaine de soldats dont ils exposent les corps et les têtes tranchées dans les rues de la ville. Le 8 août, ils s'emparent de la base de la brigade 93 à Aïn Issa. Le 24 août, la base aérienne de Tabqa tombe à son tour après six jours de combats et des centaines de morts dans les deux camps. Entre 160 et 200 soldats du régime sont également faits prisonniers et fusillés dans le désert,. Au terme de ces combats, le gouvernorat de Raqqa est alors entièrement sous le contrôle de l'État islamique.

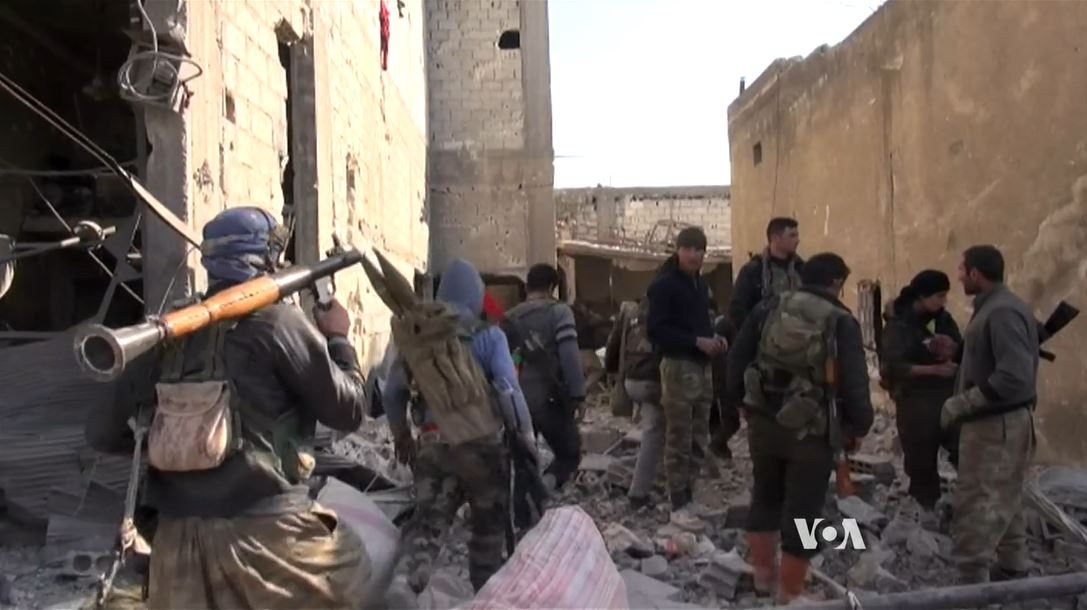
Combattants kurdes des YPG en janvier 2015, pendant la bataille de Kobané.

Au nord de la Syrie, l'État islamique passe également à l'offensive contre les Kurdes du PYD et leur branche armée, les YPG, alliés à quelques factions de l'Armée syrienne libre. Le 2 juillet, les djihadistes commencent par attaquer la région de Kobané, près de la frontière turque ; cette première tentative est un échec, après un mois d'affrontements et au moins 170 morts, l'EI est repoussé. Le 19 août, les djihadistes attaquent à nouveau les YPG, cette fois-ci à Djezaa, à l'est de Hassaké, mais une fois encore les Kurdes parviennent à les repousser après 14 jours de combats,. Le 16 septembre 2014, l'État islamique, désormais victorieux à Deir ez-Zor et Raqqa, mobilise ses forces et lance une grande offensive contre Kobané. Cette fois, les djihadistes progressent rapidement : ils prennent près de 400 villages en deux semaines, pénètrent dans la ville le 6 octobre et s'emparent de son centre quatre jours plus tard,. L'armée turque déploie ses chars à sa frontière mais reste l'arme au pied.
Cependant, les victoires de l'État islamique en Irak et en Syrie poussent la communauté internationale à intervenir militairement et une quarantaine de pays planifient la création d'une nouvelle coalition. Après avoir débuté ses bombardements en Irak le 8 août, cette coalition, menée par les États-Unis, lance ses premières frappes aériennes en Syrie dans la nuit du 22 au 23 septembre. Puis, dans la nuit du 23 au 24 septembre, elle bombarde pour la première fois les djihadistes dans la région de Kobané. L'intervention de la coalition change le cours de la bataille : pendant cinq mois, les avions américains et alliés concentrent à Kobané 75 % de leurs frappes en Syrie,. Le 31 octobre, un contingent de 150 peshmergas du Kurdistan irakien arrive également en renfort par la Turquie avec de l'artillerie. En octobre et novembre, les Kurdes parviennent à contenir l'avancée de l'État islamique ; puis, en décembre ils commencent à regagner du terrain,. Le 26 janvier 2015, après des mois d'intenses combats et plus de 1 600 morts dans les deux camps, les Kurdes parviennent finalement à reprendre la totalité de la ville, cependant détruite à 70 %,. L'État islamique, qui commençait à bénéficier d'une réputation d'invincibilité, subit alors sa première grande défaite.

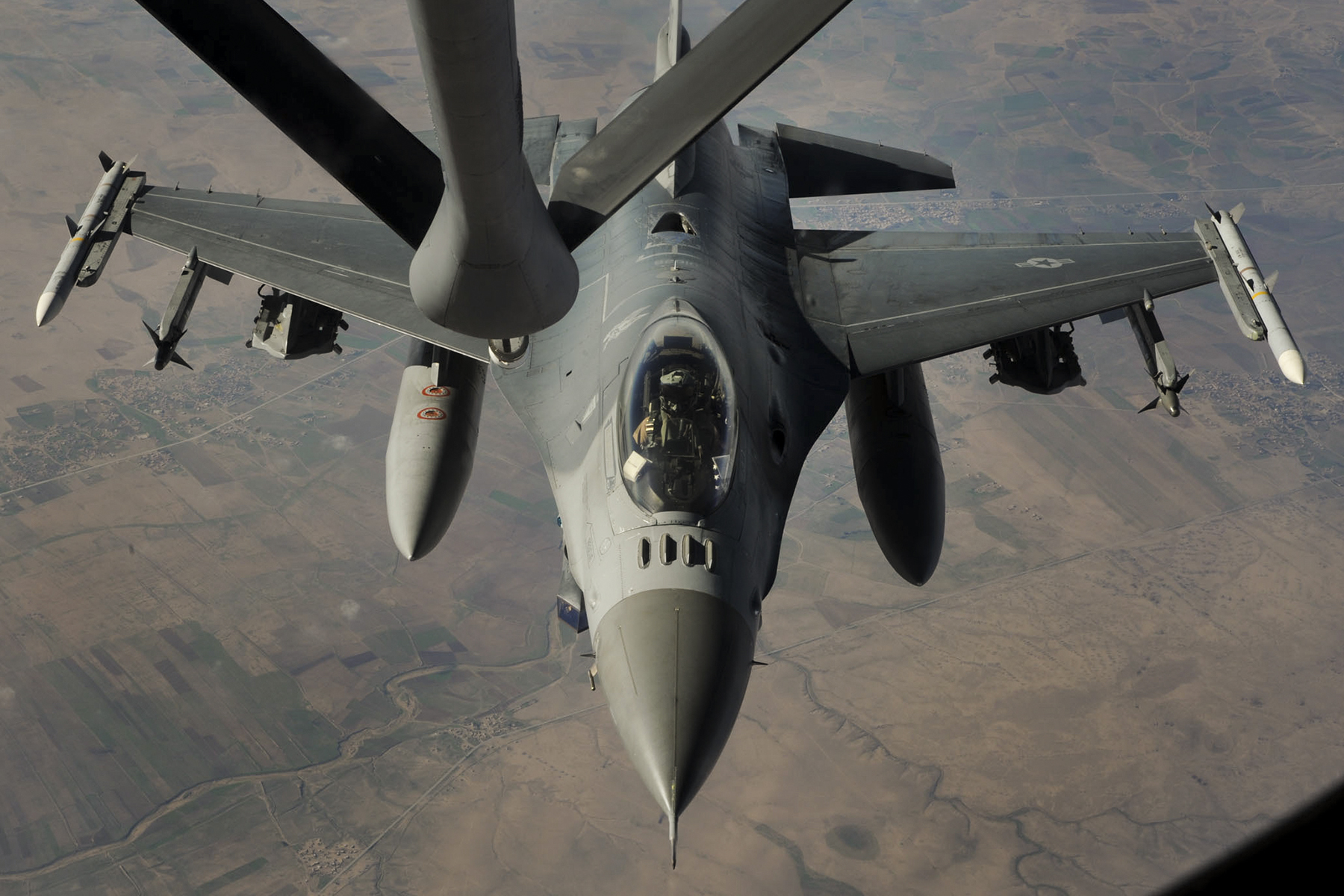
Ravitaillement d'un F-16 Fighting Falcon américain engagé dans l', le 15 décembre 2014.

La coalition internationale poursuit sa campagne de frappes aériennes en Syrie contre l'État islamique et, dans une moindre mesure, contre le Front al-Nosra. Les premiers bombardements avaient été menés par les États-Unis, l'Arabie saoudite, la Jordanie, les Émirats arabes unis, Bahreïn et le Qatar,. Cependant, à partir de la mi-août 2015, les pays du Golfe cessent ou limitent leurs opérations aériennes en Syrie pour concentrer leurs moyens au Yémen, théâtre également d'une guerre civile. Le Canada engage à son tour son aviation en Syrie le 8 avril 2015, ainsi que l'Australie le 16 septembre 2015, la France le 27 septembre 2015, le Royaume-Uni le 3 décembre 2015 et le Danemark le 5 août 2016. 
De son côté, le Front al-Nosra, après avoir été chassé de l'est de la Syrie par l'État islamique, monte en puissance dans le gouvernorat d'Idleb, au nord-ouest du pays. D'abord unis contre le régime et l'EIIL, les rebelles et les djihadistes prennent ensemble la ville de Khan Cheikhoun le 26 mai. Mais en novembre, un conflit éclate entre les djihadistes d'al-Qaïda et les rebelles du Front révolutionnaire syrien (FRS) et du Mouvement Hazm, en raison du soutien accordé à ces derniers par les États-Unis. Les combats dans le Jabal al-Zawiya, au sud d'Idleb, tournent à l'avantage du Front al-Nosra qui chasse le FRS du nord de la Syrie,,,. Le mouvement djihadiste tourne ensuite ses forces contre le régime syrien et le 15 décembre, avec Ahrar al-Cham et Jound al-Aqsa, il prend d'assaut les bases militaires de Wadi al-Deïf et d'Hamidiyé, près de la ville de Maarat al-Nouman, au terme d'une bataille sanglante qui fait 200 à 300 morts en 24 heures,. En janvier et février 2015, le Mouvement Hazm subit à nouveau les attaques du Front al-Nosra, cette fois dans l'ouest du gouvernorat d'Alep, où il perd le contrôle de la caserne du bataillon 111 et la base du régiment 46 et voit tout son arsenal — et notamment des BGM-71 TOW livrés par les Américains — tomber aux mains des djihadistes,. Le 1er mars, le mouvement Hazm annonce sa dissolution. Avec cette série de victoires, le Front al-Nosra est parvenu à neutraliser les deux principaux mouvements rebelles soutenus par les Américains dans la région et il s'affirme désormais comme la force dominante dans le gouvernorat d'Idleb,.

### 2015: Victoires de l'Armée de la conquête au nord-ouest et des Kurdes au nord-est, début de l'intervention militaire russe
Au milieu du mois de février 2015, l'armée syrienne soutenue par le Hezbollah lance une nouvelle offensive au nord d'Alep afin de poursuivre l'encerclement de la ville et de couper sa voie d'approvisionnement vers la Turquie. La tentative se solde par un échec, les loyalistes sont repoussés après des combats qui font environ 300 morts en cinq jours,,,.

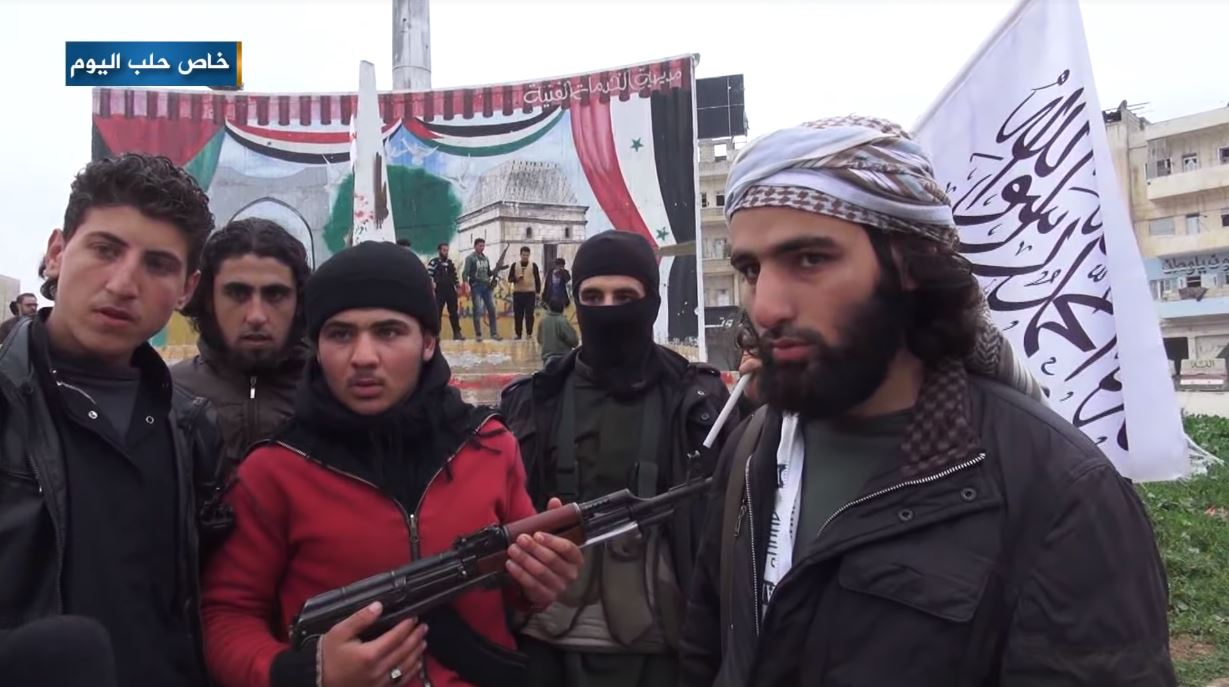
Rebelles de l'Armée de la conquête, appartenant au groupe Faylaq al-Cham, à Idleb, le 30 mars 2015, deux jours après la prise de la ville.

Dans le gouvernorat d'Idleb, une alliance, qui prend le nom d'« Armée de la conquête », est formée le 24 mars 2015 par le Front al-Nosra, Ahrar al-Cham et d'autres groupes rebelles islamistes. Forte d'environ 30 000 hommes et soutenue par l'Arabie saoudite, le Qatar et la Turquie, cette coalition se lance à l'assaut de la ville d'Idleb le jour même de l'annonce de sa formation. Idleb est conquise par les rebelles dès le 28 mars et devient, après Raqqa, la deuxième capitale d'un gouvernorat à échapper au contrôle du régime syrien. L'Armée de la conquête poursuit ensuite sa lancée : le 23 avril elle attaque Jisr al-Choghour et s'en empare après deux jours de combats. L'armée syrienne tente une contre-offensive mais les rebelles poursuivent leur progression dans l'ensemble de la région : le 27 avril, ils s'emparent du camp militaire de Maamal al-Karmid, suivi du camp militaire d'Al-Mastouma le 19 mai et le 22 mai, ils prennent l'hôpital de Jisr al-Choghour ou subsistait une dernière poche de résistance loyaliste. Ariha, la dernière ville du gouvernorat d'Idleb tenue par le régime, passe aux mains des rebelles le 28 mai. L'Armée de la conquête lance ensuite une offensive le 27 juillet dans la plaine de Sahl al-Ghab, au sud de Jisr al-Choghour, aux abords du gouvernorat de Lattaquié : les combats y sont plus indécis, les rebelles gagnent d'abord du terrain, mais les loyalistes parviennent ensuite à contenir leurs assauts. Enfin le 9 septembre, après deux années de siège, la base aérienne d'Abou Douhour, au sud-est d'Idleb, est prise d'assaut par le Front al-Nosra et plus d'une centaine de soldats loyalistes sont tués au combat ou exécutés après avoir été capturés,,. Au terme de ces combats, le gouvernorat d'Idleb est alors contrôlé en quasi-totalité par les groupes rebelles de l'Armée de la conquête et de l'Armée syrienne libre ; les loyalistes ne tiennent alors plus dans la région que deux villages chiites duodécimains, Foua et Kafraya, isolés à l'est d'Idleb.
Les rebelles du Front du Sud progressent également dans le gouvernorat de Deraa. Le 25 mars, ils s'emparent de la ville de Bosra. Le 1er avril, ils se rendent maîtres du poste-frontière de Nassib. Ils perdent quelques villages au nord de Bousra al-Harir le 21 avril ; mais le 9 juin, ils prennent d'assaut la base de la Brigade 52, une des plus grandes bases militaires du régime syrien.

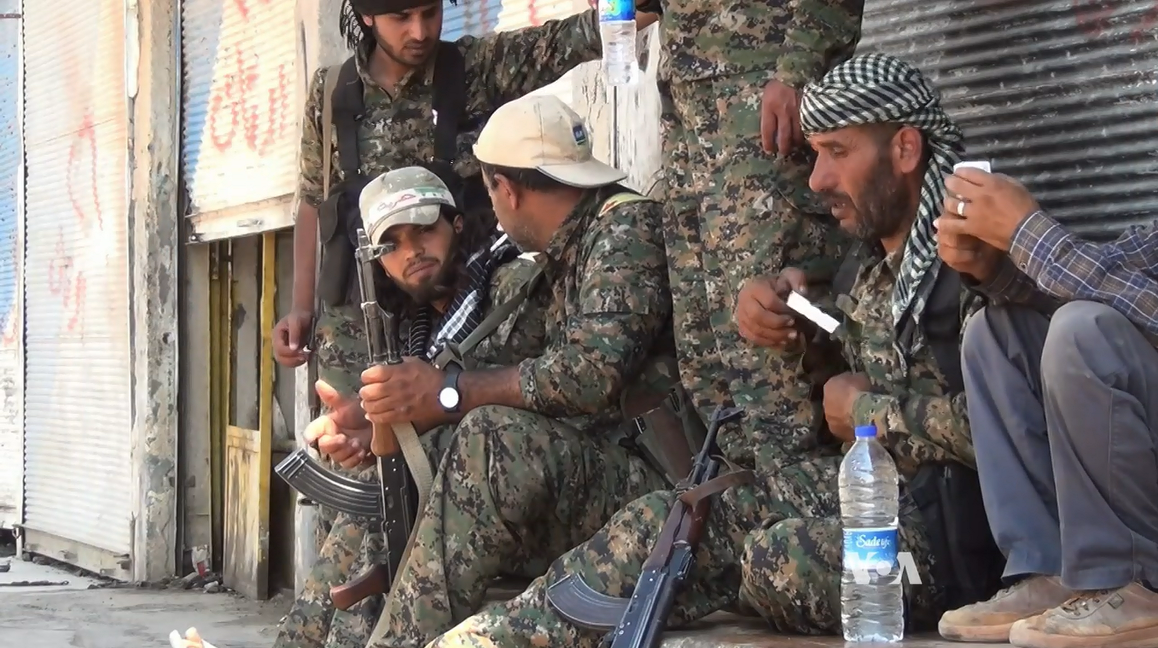
Des combattants des YPG et de l'Armée syrienne libre à Tall Abyad c. 24 juin 2015.

De février à août 2015, dans les gouvernorats de Hassaké et Raqqa, des combats particulièrement intenses ont lieu entre les djihadistes de l'État islamique et les Kurdes des YPG. Alors que les affrontements se poursuivent dans la région de Kobané, les Kurdes lancent une offensive le 21 février dans la région de Tall Hamis, à l'est de la ville de Hassaké. Les djihadistes répondent deux jours plus tard par une autre offensive dans la région de Tall Tamer, à l'ouest de Hassaké. L'État islamique est cependant battu sur les deux fronts : soutenus par les forces aériennes de la coalition, les Kurdes et les miliciens chrétiens du Conseil militaire syriaque s'emparent de Tall Hamis le 27 février, avant de chasser les djihadistes de la région de Tall Tamer le 27 mai. Plusieurs villages chrétiens de Tall Tamer sont cependant ravagés par les djihadistes et plus de 200 de leurs habitants sont enlevés. L'État islamique repart à l'offensive le 30 mai, en attaquant cette fois directement la ville de Hassaké, contrôlée au sud par le régime syrien et au nord par les Kurdes. Les djihadistes lancent une succession d'assauts : ils entrent dans la ville le 5 juin, mais en sont repoussés le 7. Les Kurdes et quelques groupes de l'Armée syrienne libre contre-attaquent alors dans le gouvernorat de Raqqa. Le 14 juin, les forces de Kobané et celles de la région de Hassaké font leur jonction près de Tall Abyad. Le 16 juin, la ville de Tall Abyad, située à la frontière turque, est prise par les YPG. Les Kurdes commencent ensuite à se rapprocher de Raqqa en s'emparant de la base de la Brigade 93 le 22 juin, puis de la ville d'Aïn Issa le 23 juin. L'État islamique mène alors des contre-attaques sur plusieurs points. Le 24 juin, il lance une deuxième offensive contre Hassaké, où il enfonce les défenses du régime syrien et entre de nouveau dans la ville. Le 25 juin, une centaine de djihadistes déguisés en combattants des YPG s'infiltrent en plein cœur de la ville de Kobané et massacrent environ 250 civils, avant que les Kurdes ne contre-attaquent et ne tuent ou mettent en fuite les membres du commando,,. Le 5 juillet, les djihadistes contre-attaquent à Aïn Issa : ils reprennent une partie de la ville, mais les YPG les repoussent le 10 juillet,,,. Le 27 juillet, les Kurdes prennent Sarrine, au sud de Kobané, après trois semaines de combats. Enfin à Hassaké, les YPG finissent par venir en aide aux forces loyalistes en difficulté et repoussent définitivement les djihadistes le 28 juillet ; cependant, les Kurdes gardent la main sur les quartiers auparavant contrôlés par les loyalistes et contrôlent désormais la majeure partie de la ville,. Au terme de ces combats, le bilan est nettement à l'avantage des Kurdes des YPG ; en particulier avec la prise de la ville stratégique de Tall Abyad, qui leur permet de relier la région de Kobané à l'Ouest et celle de Hassaké à l'Est et d'unifier ces deux territoires, tandis que l'État islamique perd un important point de passage des djihadistes étrangers vers la Syrie et un axe de la contrebande de pétrole vers la Turquie,,.
En difficulté contre les Kurdes en raison du soutien aérien apporté à ces derniers par la coalition, l'État islamique continue cependant de progresser sur d'autres fronts. En avril, il apparaît dans la banlieue sud de Damas en prenant aux rebelles la majeure partie du quartier de Yarmouk, ce qui lui permet d'établir une poche aux abords de la capitale. Mais surtout, les djihadistes réalisent une vaste avancée dans le gouvernorat de Homs face aux troupes du régime syrien, au cours d'une offensive menée du 13 au 21 mai qui leur permet de s'emparer des villes d'Al-Soukhna, de Tadmor et du site antique de Palmyre. L'armée syrienne laisse au moins 300 morts, contre 180 du côté de l'EI, et plus de 700 prisonniers, dont 150 sont exécutés par les djihadistes après la prise de la ville, ainsi qu'au moins 67 civils,. Le 30 mai, les hommes de l'État islamique détruisent la prison de Tadmor, symbole de la répression du régime des Assad. Puis en août, ils commencent à s'attaquer aux édifices religieux du site antique : le temple de Baalshamin et le temple de Baal, vieux de deux millénaires, sont rasés.
Enfin dans le nord du gouvernorat d'Alep, l'État islamique mène contre l'Armée syrienne libre plusieurs offensives entre mai et septembre près d'Azaz et Marea. Fin mai et début juin, les combats se concentrent autour du village de Sourane à une dizaine de kilomètres de la ville ; le 7 juin, la coalition menée par les États-Unis effectue pour la première fois des frappes aériennes pour appuyer au sol les rebelles, malgré la présence des djihadistes du Front al-Nosra parmi ces derniers,. Le 8 août, l'État islamique reprend son offensive contre les rebelles au nord d'Alep, en attaquant la petite ville de Marea, où des combats acharnés ont lieu, faisant plus de 300 morts dans les deux camps en un mois,. Les djihadistes réalisent quelques gains mais ne parviennent pas à s'emparer de Marea, ni à atteindre Azaz,.

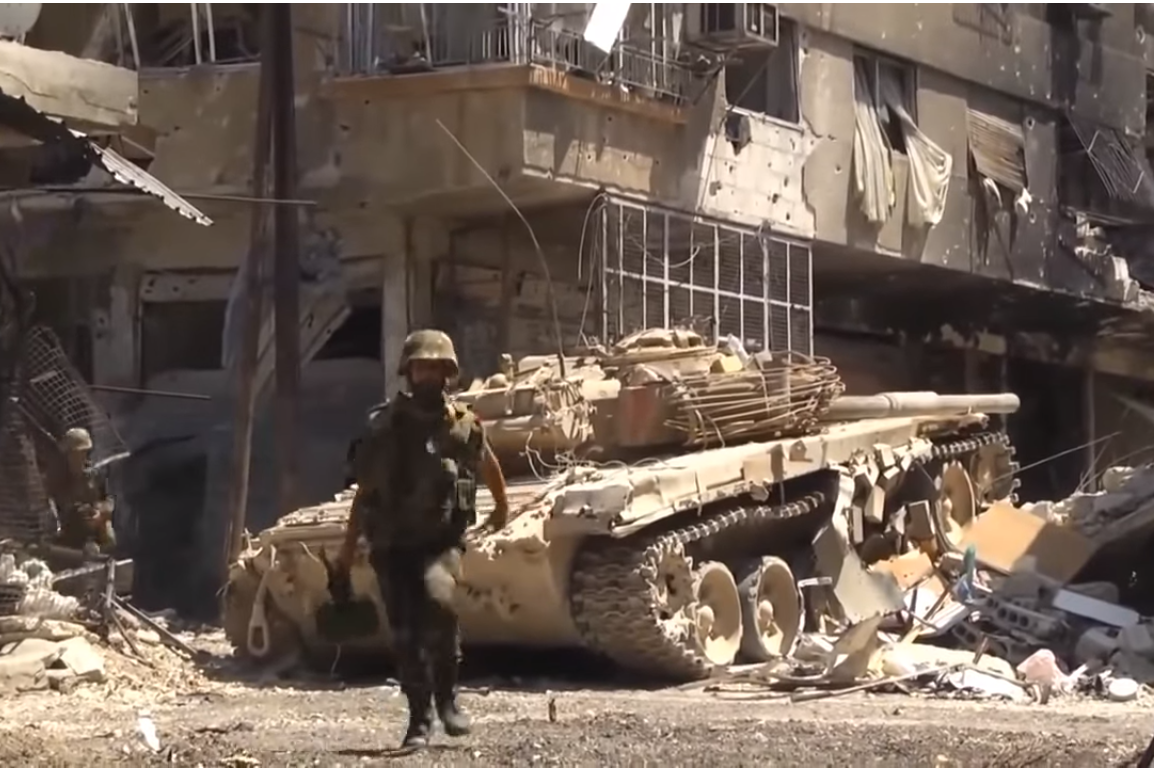
Char T-72 de l'armée syrienne durant la bataille de Deraa.

Face au régime, les rebelles tentent en juillet de livrer des offensives décisives pour prendre Alep et Deraa. Le 25 juin, le Front du Sud lance l'assaut sur Deraa mais il ne progresse que légèrement et le régime tient toujours la moitié de la ville,. Puis, le 3 juillet, les coalitions Fatah Halab et Ansar al-Charia mènent une offensive sur Alep, considérée comme la plus importante depuis le début de la bataille en juillet 2012,. Mais là aussi, malgré quelques gains des rebelles, les loyalistes tiennent le choc et repoussent la plupart des assauts.
Le 4 juillet, le Hezbollah et l'armée syrienne répondent en attaquant Zabadani, une ville isolée et encerclée, tenue principalement par Ahrar al-Cham, qui est le dernier bastion de la rébellion dans le Qalamoun, près de la frontière libanaise,. Les rebelles résistent et un cessez-le-feu est conclu le 24 septembre, en même temps que dans les villages de Foua et Kafraya, les dernières positions loyalistes dans le gouvernorat d'Idleb, encerclées par les rebelles,. Le blocus se poursuit également à Madaya, ville située juste au sud de Zabadani, également assiégée depuis juillet par les forces loyalistes et également concernée par le cessez-le-feu de septembre, mais dont les 40 000 habitants commencent à partir de décembre à souffrir d'une famine qui fait au moins une soixantaine de morts,,,.
Le 16 août, le régime syrien mène son raid aérien le plus meurtrier depuis le début de la guerre, des bombardements à Douma, près de Damas, font au moins 117 morts et 250 blessés, en grande majorité des civils,,,.

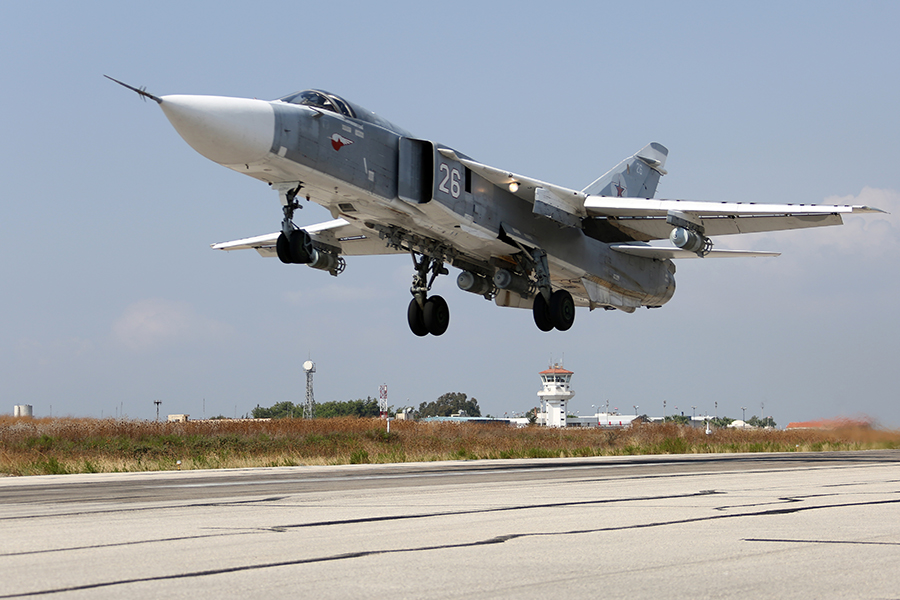
Décollage d'un Soukhoï Su-24 russe à Lattaquié, le 3 octobre 2015.

À l'été 2015, le régime syrien se retrouve en difficulté après ses défaites successives, infligées principalement par l'Armée de la conquête au nord-ouest et par l'État islamique à l'est. En mai, Téhéran envoie alors plus de 7 000 volontaires iraniens et irakiens en renfort à Damas ; le 2 juin, le président Hassan Rohani déclare que l'Iran soutiendra le régime de Bachar Al-Assad « jusqu’à la fin »,,. À cette période, le régime syrien semble alors se résoudre alors à abandonner la reconquête de certaines provinces du pays et à se concentrer sur la défense des grandes villes, en particulier Damas, Hama, Homs et la région côtière de Lattaquié, zones vitales pour sa survie,. Dans un discours prononcé le 26 juillet, Bachar el-Assad reconnaît la « fatigue » de son armée et le 30 septembre, il demande officiellement l'« aide militaire » de la Russie. En préparation depuis mai 2015, l'intervention en Syrie des forces armées russes débute aussitôt : au moins 5 000 soldats, 36 avions de combat et 20 hélicoptères sont déployés en quelques jours,,. L'intervention militaire russe se manifeste surtout par le début d'une campagne de frappes aériennes : l'État islamique est ciblé, de même que l'Armée syrienne libre, mais l'aviation russe se focalise alors principalement sur les positions rebelles de l'Armée de la conquête, dans le gouvernorat d'Idleb,,,,,.
Le 7 octobre, soutenues par l'aviation russe, les forces loyalistes débutent une première offensive contre les rebelles de l'Armée de la conquête et de l'Armée syrienne libre au nord du gouvernorat de Hama. Elles étendent ensuite leurs attaques à l'est de Lattaquié le 10 octobre, au nord de Homs le 15, et au sud d'Alep le 16,,. Le régime réalise quelques gains, mais sa progression est modeste, les brigades de l'Armée syrienne libre équipées de missiles antichar BGM-71 TOW américains détruisent une centaine de blindés du régime et les forces loyalistes souffrent d'une mauvaise organisation et d'un manque de coordination,,,. L'offensive sur le front de Hama se solde finalement par échec : les rebelles reprennent début novembre toutes les localités conquises par les loyalistes un mois plus tôt et parviennent même à s'emparer de la petite ville de Morek,,. En revanche, les loyalistes progressent du côté d'Alep : le 10 novembre, ils brisent l'encerclement de l'aéroport de Kweires, assiégé depuis deux ans par l'EI, et le 12 novembre, ils prennent aux rebelles la petite ville d'al-Hader, au sud-ouest d'Alep, ainsi que de nombreux villages des environs,.
Le 24 novembre cependant, un Soukhoï Su-24 russe est abattu par l'aviation turque près de Lattaquié, ce qui provoque une crise diplomatique entre la Russie et la Turquie,.

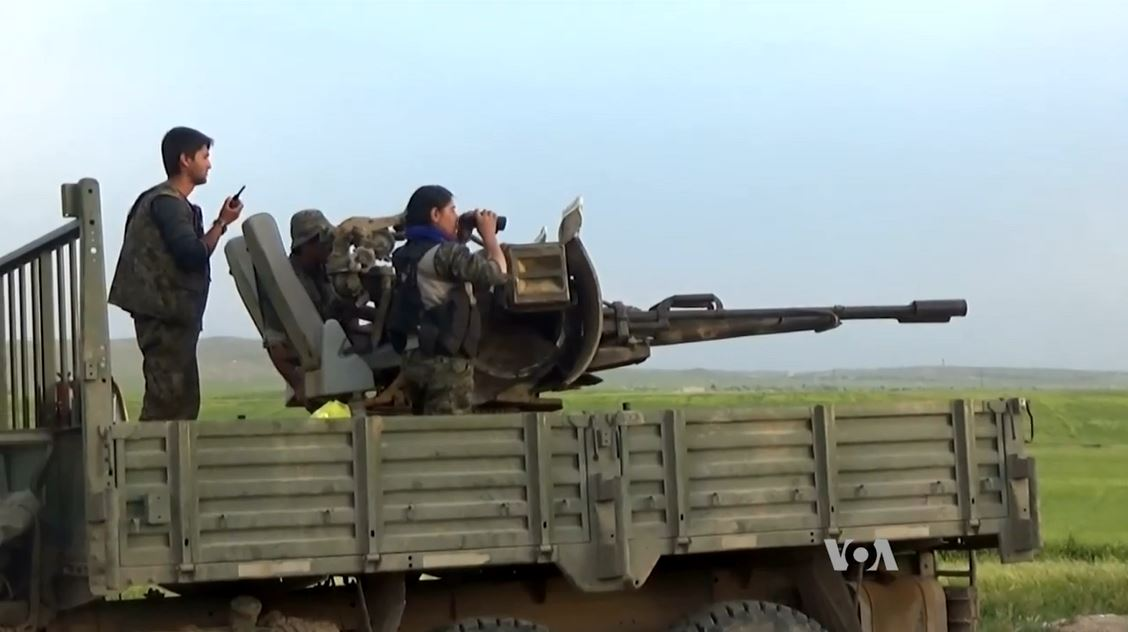
Combattants des YPG au nord de Racca, c. 3 novembre 2015.

De son côté, l'État islamique continue d'affronter le régime syrien dans le gouvernorat de Homs et se rapproche de la frontière avec le Liban. Le 6 août, il commence par prendre la ville d'Al-Qaryatayn, au sud-est de Homs, en une seule journée d'affrontements. Puis il prend au régime la petite ville de Mahin, près de Sadad, dans la nuit du 31 octobre au 1er novembre,. Mahin est reprise par les loyalistes le 23 novembre, puis à nouveau reconquise par l'EI le 10 décembre et encore reprise par le régime le 29 décembre.
Pendant ce temps, dans le nord de la Syrie, les Kurdes des YPG et des YPJ, les miliciens arabes chammar de l'Armée Al-Sanadid, les chrétiens du Conseil militaire syriaque et des brigades de l'Armée syrienne libre se rassemblent le 11 octobre 2015 pour former les Forces démocratiques syriennes (FDS). Cette alliance, largement dominée par les Kurdes, lance une offensive contre l'État islamique le 31 octobre dans la zone d'al-Hol, au sud-est de Hassaké,. Appuyées par l'aviation américaine, les FDS remportent une première victoire en prenant la petite ville d'al-Hol le 12 novembre et plus de 1 000 kilomètres carrés le long de la frontière irakienne,. Un mois plus tard, le 26 décembre, les FDS s'emparent du barrage de Tichrin, sur l'Euphrate. Les Kurdes et leurs alliés peuvent alors franchir le fleuve à l'ouest, mais ils poursuivent également leur progression au sud, entre Aïn Issa et Raqqa, dans les premiers jours de janvier 2016,.
Le 25 décembre 2015, Zahran Allouche, chef de Jaych al-Islam et chef militaire du Front islamique, est tué à Al-Marj, près de Damas dans la Ghouta orientale, par des frappes aériennes russes ou syriennes contre une réunion de chefs rebelles,.

### 2016: Tentatives de cessez-le-feu, intervention militaire turque et chute d'Alep
Le 16 janvier 2016, l'État islamique lance une nouvelle offensive contre les forces loyalistes assiégées à Deir ez-Zor. Les combats font des centaines de morts et les djihadistes s'emparent d'un quartier au nord-ouest de la ville
Dans le Nord-Ouest, après plusieurs mois de résistance, les forces rebelles finissent par reculer dans le gouvernorat de Lattaquié. Soutenus par les Russes, les loyalistes s'emparent des deux principaux bastions stratégiques rebelles de la région : le village de Salma le 12 janvier, puis celui de Rabia le 24 janvier, qui étaient tenus par l'opposition depuis 2012,. Selon l'OSDH, plus de 124 rebelles et 72 loyalistes sont tués dans ces combats.
Au Sud, dans le gouvernorat de Deraa, les loyalistes avancent également en prenant au Front du Sud la ville de Cheikh Meskin le 25 janvier, après une bataille de 28 jours au cours de laquelle les rebelles laissent 210 morts dans les combats,,.

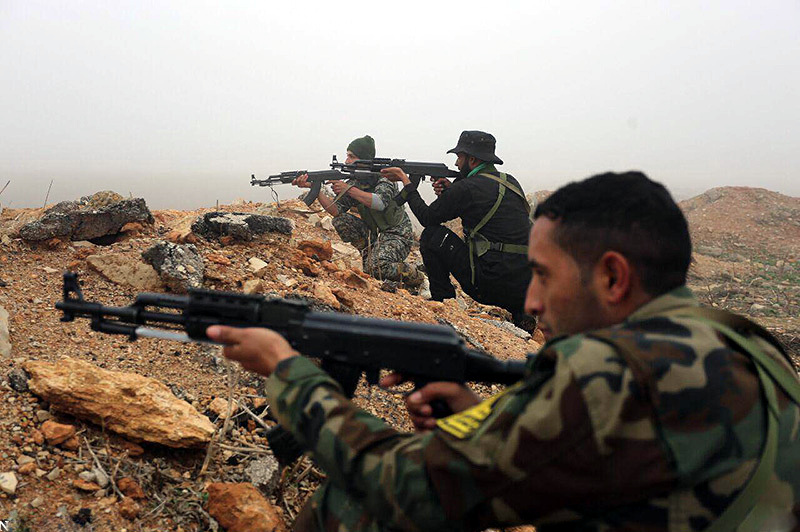
Des miliciens chiites irakiens de Saraya al-Khorasani dans la région d'Alep, en janvier 2016.

Depuis décembre 2015, la livraison aux rebelles de missiles antichar TOW, qui avaient été décisifs en octobre et novembre, est interrompue,. Le 31 janvier 2016, une offensive loyaliste est lancée au nord d'Alep par 10 000 hommes de l'armée syrienne et des milices chiites pro-iraniennes soutenus par l'aviation russe,. Le 3 février, les forces du régime brisent le siège de Nobl et Zahraa et coupent la route d'approvisionnement rebelle reliant Alep à la frontière turque,. Les combats font plus de 500 morts. À Afrine, les YPG profitent alors de la situation pour attaquer les rebelles dans la région d'Azaz, au nord d'Alep : malgré des tirs d'artillerie de l'armée turque, ils s'emparent de l'aéroport de Menagh le 10 février, puis de la ville de Tall Rifaat le 15 février,,. Ces offensives provoquent des tensions diplomatiques : la Russie accuse la Turquie de préparer une intervention militaire en Syrie, ; la Turquie se déclare favorable à une intervention au sol contre l'EI et contre les YPG, mais réclame le soutien de ses alliés et la fin de leur aide aux forces kurdes, ; l'Arabie saoudite se déclare prête à participer à une intervention au sol contre l'EI si la coalition en prend la décision ; les États-Unis restent en retrait et s'accrochent à l'espoir d'une trêve en négociant avec la Russie,.
En février, les Forces démocratiques syriennes mènent une nouvelle offensive contre l'État islamique dans le gouvernorat de Hassaké qui aboutit à prise de la ville d'Al-Chaddadeh le 19 février. Les djihadistes répondent le 27 février en menant un raid à l'intérieur des territoires tenus par les Kurdes à Tall Abyad et plusieurs villages de ses environs ; les affrontements font plus de 200 morts.
Le 21 février, les forces du régime progressent à l'est d'Alep et reprennent plusieurs villages à l'État islamique. Les djihadistes contre-attaquent au sud-est d'Alep dans la nuit du 21 au 22 et coupent la route de ravitaillement reliant Alep au gouvernorat de Hama au niveau de la ville de Khanasser, qui est prise le 23 février par l'EI, puis reprise par le régime le 25,.
Les 11 et 12 février 2016, une nouvelle conférence se tient à Munich, à l'invitation du ministre allemand des Affaires étrangères, Frank Walter Steinmeier. Elle réunit le secrétaire d'État américain John Kerry et le ministre russe des Affaires étrangères Sergueï Lavrov, avec l'envoyé spécial de l'ONU pour le règlement du conflit en Syrie, Staffan de Mistura, des représentants du groupe international de soutien à la Syrie, et des représentants des pays impliqués. Elle aboutit à un accord sur l'approvisionnement humanitaire de plusieurs zones touchées par les combats et à l'étude d'un cessez-le-feu le 1er mars 2016,.
Le 22 février 2016, les États-Unis et la Russie présentent les modalités d'un cessez-le-feu entre les forces loyalistes et les rebelles, mais qui ne concerne pas l'État islamique, le Front al-Nosra et les groupes « considérés comme terroristes par le Conseil de sécurité de l’ONU »,,,,. Le lendemain, le gouvernement de Bachar el-Assad fait savoir qu'il accepte le cessez-le-feu ; le président syrien annonce également la tenue d'élections législatives le 13 avril 2016. Le Haut Comité des négociations (HCN), qui regroupe une partie de l'opposition armée et politique, s'engage de son côté à une « trêve provisoire de deux semaines » pour vérifier le « sérieux de l’engagement de l’autre partie » et « sous conditions » comme la levée des sièges des villes syriennes, la libération des prisonniers, l’arrêt des bombardements des civils et la livraison d’aide humanitaire,. Les YPG se déclarent également prêts à accepter la trêve mais la Turquie demande à ce qu'ils en soient exclus,. Le cessez-le-feu entre en vigueur le 27 février à minuit. Il est en partie respecté lors des premiers jours et les affrontements diminuent fortement en intensité,,,. Le 13 mars, le secrétaire d'État américain John Kerry déclare que « le niveau de la violence a été réduit de 80 % à 90 % ». Toutefois selon l'OSDH, au moins 630 personnes, dont 170 civils, sont tuées entre le 27 février et le 27 mars dans les zones concernées par le cessez-le-feu.
À partir du 4 mars, dans les gouvernorats de Alep, Idleb, Rif Dimachq, Deraa et Homs, des habitants profitent de l'accalmie pour reprendre des manifestations anti-régime, comme il n'en avait plus été vu depuis 2011,,. Mais le 12 mars, des marches à Maarat al-Nouman dégénèrent en affrontements entre la 13e division de l'Armée syrienne libre et les djihadistes du Front al-Nosra et de Jound al-Aqsa. Les djihadistes prennent l'avantage et chassent l'ASL de la ville le 13 mars, cependant des manifestations s'y poursuivent, cette fois contre le Front al-Nosra.
Le 17 mars, à Rmeilane, le PYD et des factions arabes et assyriennes annoncent la création d'une région fédérale dans le nord de la Syrie. Cette proclamation est aussitôt rejetée par le régime syrien, l'opposition syrienne, les États-Unis et la Turquie,,,. La Russie, cependant, avait proposé une solution fédérale quelques jours plus tôt, le 29 février,.

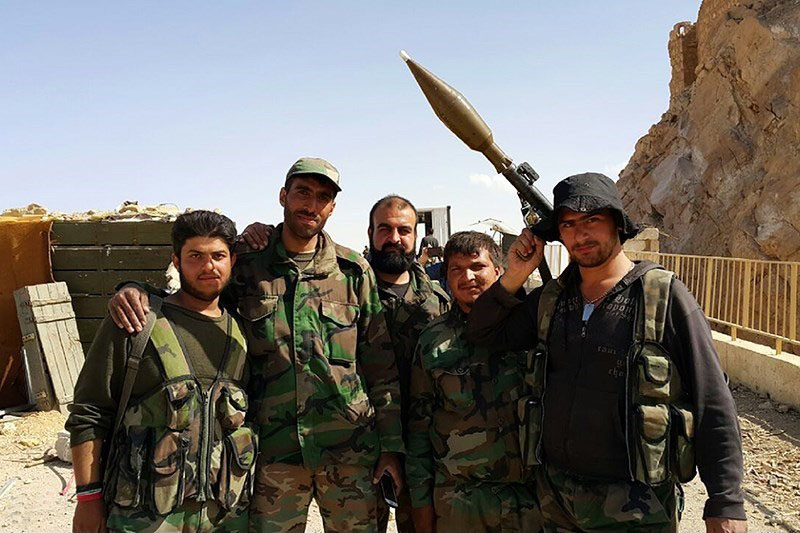
Soldats du régime syrien à Palmyre, le 28 mars 2016.

Après l'instauration de la trêve, Damas et Moscou, jusqu'alors peu actifs contre l'État islamique, cherchent à remporter une victoire politique pour se positionner comme un rempart contre l'organisation djihadiste,. Le 7 mars, l'armée syrienne et les milices chiites, soutenues par les forces iraniennes et russes, lancent une offensive pour reprendre Palmyre,. Les loyalistes atteignent la ville le 24 mars et la reprennent le 27, au terme de combats qui auraient fait environ 200 morts dans leurs rangs contre 400 tués du côté des djihadistes. Puis le 3 avril, dans l'ouest du gouvernorat de Homs, après plusieurs mois d'affrontements indécis dans les environs, les loyalistes reprennent à l'EI la petite ville d'Al-Qaryatayn.
Dans le gouvernorat de Deraa, des affrontements éclatent entre d'un côté deux groupes djihadistes, la Brigade des martyrs de Yarmouk et le Harakat al-Muthanna, et de l'autre le Front du Sud, le Front al-Nosra et Ahrar al-Cham. Les premiers gagnent d'abord du terrain et prennent notamment la petite ville de Tasil et plusieurs villages fin mars, mais les rebelles du Front du Sud contre-attaquent début avril et reprennent le terrain perdu,,. En mai, la Brigade des martyrs de Yarmouk, le Harakat al-Muthanna et Jaych al-Jihad fusionnent pour former l'Armée Khalid ibn al-Walid qui rallie l'État islamique et contrôle une petite poche à l'extrémité sud-ouest du gouvernorat de Deraa.
Mais malgré la trêve, des combats intenses reprennent au bout de quelques semaines près d'Alep. Les djihadistes du Front al-Nosra et de Jound al-Aqsa attaquent les positions loyalistes au sud-ouest de la ville et prennent la localité d'Al-Eis le 1er avril,,,. Les combats se poursuivent dans cette zone les jours suivants, puis ils éclatent à Hendarat au nord d'Alep et atteignent à nouveau les environs de Khanasser au sud-est,. La ville d'Alep même est frappée par des bombardements massifs commis par les deux camps, qui tuent au moins 253 civils du 22 au 30 avril. Au sud-est de la cité, le Front al-Nosra, Ahrar al-Cham et quelques autres groupes continuent leur avancée depuis Al-Eis et s'emparent de la localité de Khan Touman la nuit du 5 au 6 mai. En mai et juin, les rebelles parviennent encore à reprendre quelques villages au sud d'Alep,.
Pendant ce temps, du côté de Damas, les rebelles se déchirent dans la Ghouta orientale. Du 28 avril au 17 mai, des affrontements entre les deux plus puissants groupes de la région, Jaych al-Islam et Faylaq al-Rahman, font plus de 500 morts,. L'armée syrienne et le Hezbollah en profitent et s'emparent de la ville de Daïr al-Assafir, au sud de la Ghouta, le 19 mai. Le 25 mai, les factions rebelles de la région concluent un cessez-le-feu
Dans le gouvernorat de Deir ez-Zor, la Nouvelle Armée syrienne mène le 28 juin une attaque avec le soutien des Américains pour tenter de reprendre la ville de Boukamal à l'État islamique, mais l'opération échoue.
Le 17 août, des combats éclatent à Hassaké entre des miliciens loyalistes et les Kurdes. Le 18, pour la première fois depuis le début du conflit, le régime syrien mène des frappes aériennes contre des positions kurdes. Mais les combats tournent à l'avantage des YPG et des Assayech. Le 23 août, un cessez-le-feu est conclu, les Forces de défense nationale et l'armée arabe syrienne se retirent de Hassaké, seule la police gouvernementale maintient une présence symbolique dans le centre-ville. Mais de fait, après Idleb et Raqqa, le régime de Damas perd une troisième capitale de gouvernorat,,.
Le 25 août, près de Damas, la ville de Daraya capitule après plusieurs années de siège. Un accord est conclu entre le conseil civil local et le régime : les rebelles du Liwa Shuhada al-Islam et de l'Union islamique Ajnad al-Cham remettent leurs armes lourdes et sont évacués vers le gouvernorat d'Idleb avec leurs familles, tandis que d'autres habitants sont conduits en zone loyaliste. Après quatre années de siège, Daraya est détruite à 90 % et vidée de toute sa population civile,,.

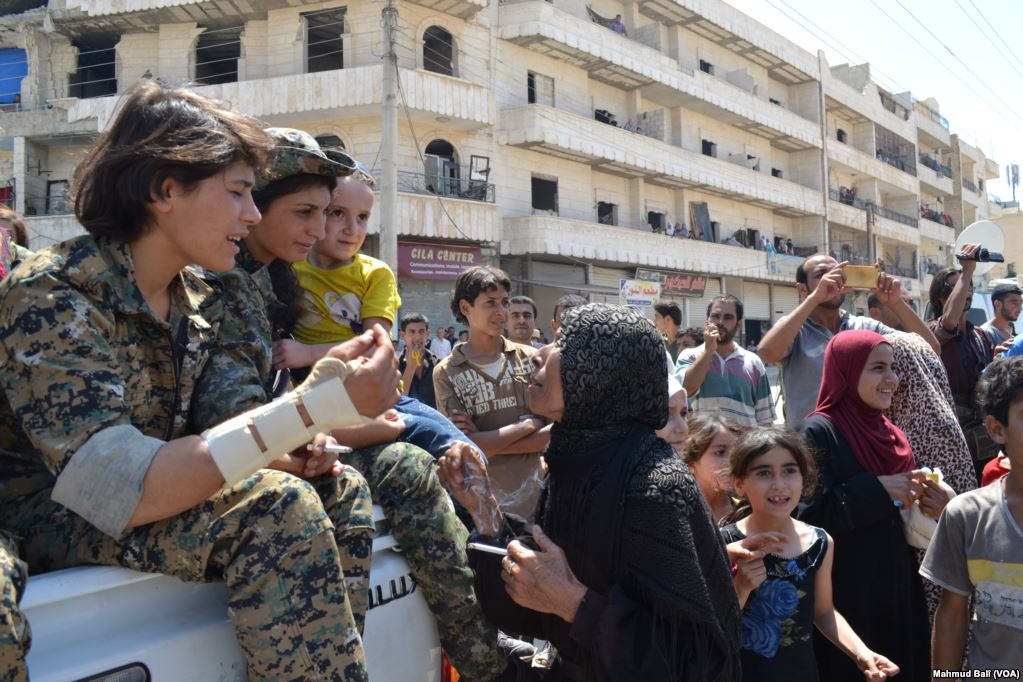
Manifestations de joie à Manbij, après la victoire des Forces démocratiques syriennes sur l'État islamique, le 13 août 2016.

Le nord du gouvernorat d'Alep est le théâtre d'affrontements particulièrement intenses entre les différents belligérants. Dans la région d'Azaz, les rebelles sont pris en étau entre les YPG à l'Ouest dans la région d'Afrine, le régime syrien au Sud dans la région de Nobl et Zahraa et l'État islamique à l'Est dans les régions d'al-Bab, Manbij et Jarablous. En mars et avril, les groupes de l'Armée syrienne libre tentent une offensive contre l'État islamique à al-Raï et une autre contre les Kurdes à Tall Rifaat, mais elles sont toutes deux repoussées,,,,. Le 27 mai, les djihadistes de l'État islamique lancent une attaque foudroyante contre les rebelles et parviennent à entrer dans la ville de Marea, mais ils sont repoussés à leur tour le 8 juin,. Dans le nord du gouvernorat de Raqqa, les Forces démocratiques syriennes (FDS) annoncent le 24 mai le début d'une vaste offensive contre l'État islamique vers la ville de Raqqa. Mais cette annonce s'avère être une ruse. À partir du 31 mai, les FDS tournent leurs forces contre la ville de Manbij, dans le nord-est du gouvernorat d'Alep. Les FDS construisent un pont amovible avec l'aide des Américains et franchissent l'Euphrate près de Sarrine, tandis que plus au Sud d'autres forces avancent depuis le barrage de Tichrine. Le 10 juin, Manbij est encerclée par les FDS. Entre-temps le 2 juin, les forces du régime syrien passent à leur tour à l'attaque contre l'État islamique avec pour objectif la ville de Tabqa, à l'ouest de Raqqa. Elles parviennent à pénétrer dans le gouvernorat de Raqqa et à progresser sur plusieurs dizaines de kilomètres, mais perdent ensuite tout le terrain conquis lors d'une contre-attaque de l'EI le 20 juin,,. À l'intérieur de Manbij, les djihadistes résistent deux mois, mais ils laissent au moins un millier de morts dans les combats et ne peuvent empêcher les FDS de prendre entièrement le contrôle de la ville le 12 août,. Après avoir pris Manbij, les FDS annoncent leur intention d'attaquer al-Bab et Jarablous, deux villes situées respectivement à l'ouest et au nord de Manbij que les Kurdes espèrent prendre à l'État islamique afin d'opérer une jonction entre les forces d'Afrine et de Manbij et d'établir une continuité territoriale à leur région fédérale du Rojava,. Le gouvernement d'Erdoğan décide alors de prendre les Kurdes de vitesse et le 24 août l'armée turque et des rebelles de l'Armée syrienne libre franchissent la frontière et attaquent l'État islamique à Jarablous. Les djihadistes n'opposent qu'une faible résistance et se replient sur Al-Bab,,. Les forces turques et rebelles attaquent ensuite les Forces démocratiques syriennes dans la région de Manbij et progressent jusqu'à la rivière Sajour. Mais sur l'insistance des États-Unis, l'offensive sur Manbij s'arrête le 30 août et un accord de cessation des hostilités est conclu. L'armée turque et les rebelles retournent alors leurs forces contre l'État islamique et progressent en direction d'al-Bab. Le 4 septembre, l'État islamique perd son dernier village à la frontière turque. Les Turcs et les rebelles atteignent la ville d'al-Bab le 10 décembre, où ils se heurtent à une forte résistance de l'EI,. Les Forces démocratiques syriennes se détournent quant à elles d'al-Bab et lancent le 6 novembre 2016 l'offensive pour prendre Raqqa à l'État islamique.
À l'été 2016, les combats entre loyalistes et rebelles se concentrent à Alep. Le 25 juin, l'armée syrienne passe à l'offensive au nord-ouest de la ville et s'empare le 17 juillet de la route du Castello, la dernière voie de ravitaillement des insurgés. Les quartiers d'Alep tenus par la rébellion se retrouvent alors totalement assiégés,,. Le 31 juillet, l'Armée de la conquête, menée par Ahrar al-Cham et le Front al-Nosra — qui s'est rebaptisé quelques jours plus tôt Front Fatah al-Cham et s'est séparé d'al-Qaïda — lance une contre-offensive au sud-ouest d'Alep,. Contre toute attente, et au prix de plusieurs centaines d'hommes, elle parvient le 6 août à réaliser une percée dans la banlieue de Ramoussah et à faire sa jonction avec les rebelles de la coalition Fatah Halab,,,. Le siège est brisé pendant quelques semaines, mais il est rétabli le 4 septembre par le régime,.
Le 29 août, les rebelles lancent également une nouvelle offensive contre le régime au nord de Hama. En septembre, ils s'emparent de quelques villes et villages mais des affrontements éclatent ensuite entre Ahrar al-Cham et Jound al-Aqsa et les loyalistes contre-attaquent en octobre, reprenant une partie du terrain perdu,,,.
Le 10 septembre, un nouvel accord de trêve est conclu entre les États-Unis et la Russie, et entre en vigueur le 12 septembre. Il prévoit notamment des corridors sûrs pour les opérations humanitaires et des actions coordonnées contre le Front Fatah al-Cham. L'accord est salué par l'ONU, la Turquie, l'Arabie saoudite, la France et le Royaume-Uni. Le régime syrien l'accepte, tandis que les réactions des groupes rebelles alternent entre méfiance et rejet,,,,,,,,,,. Malgré quelques violations, la trêve est globalement respectée les premiers jours, mais l'accord se solde finalement par un échec,,. Le soir du 19 septembre, l'armée syrienne annonce la fin de la trêve,. Le même jour, John Kerry déclare que les conditions ne sont pas réunies pour une coopération militaire entre Washington et Moscou. Quant aux convois d'aide humanitaire de l'ONU à destination d'Alep, ils sont restés bloqués à la frontière turco-syrienne pendant toute la durée de la cessation des hostilités. Le soir même de l'expiration de la trêve, un convoi de vivres et des médicaments des Nations unies et du Croissant-Rouge est bombardé par les aviations syrienne et russe à Orum al-Koubra près d'Alep, l'ONU annonce alors la suspension de tous ses convois humanitaires en Syrie,,,.

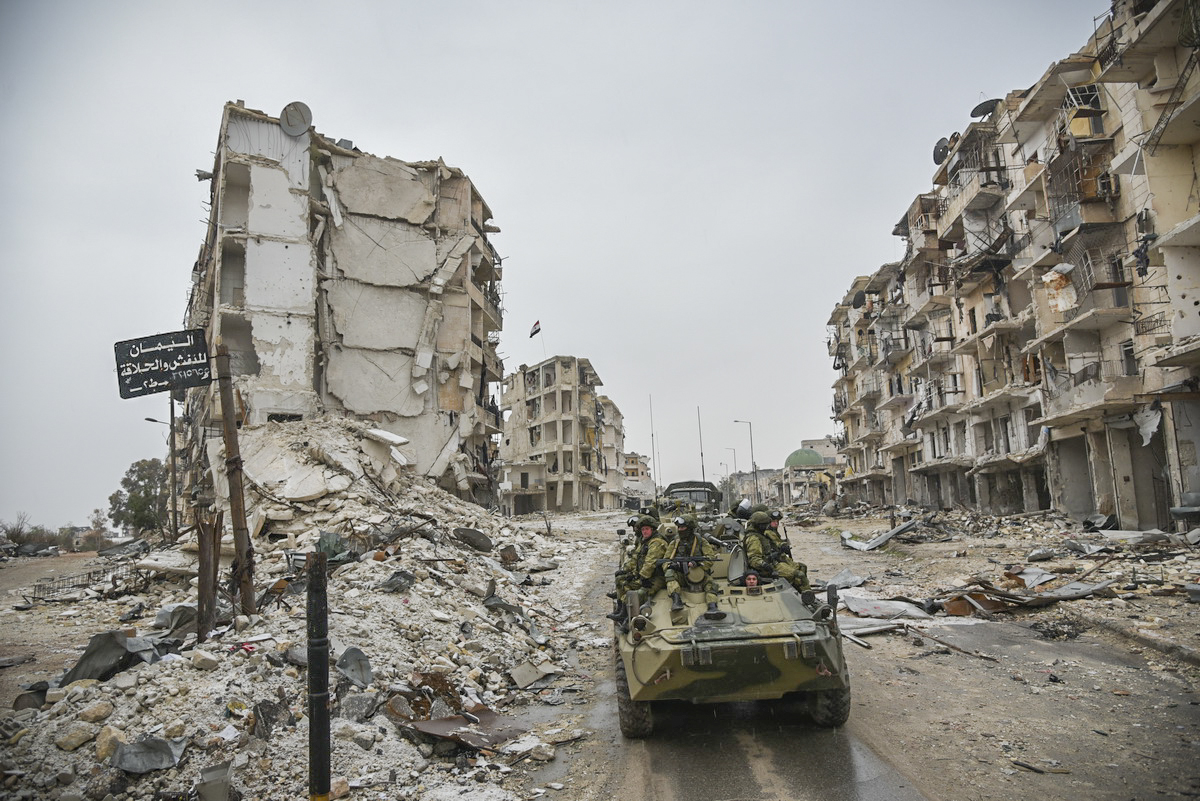
Un blindé de l'armée russe dans les ruines d'Alep, le 21 décembre 2016.

Juste après la rupture de la trêve, les forces loyalistes repassent à l'offensive à Alep, où les quartiers rebelles sont de nouveau encerclés depuis le 4 septembre. La ville subit alors les bombardements les plus massifs depuis le début du conflit : plus de 350 civils sont tués en une semaine par les raids aériens russes et syriens, ; les hôpitaux d'Alep-Est et les casernes des Casques blancs de la Défense civile syrienne sont bombardés à plusieurs reprises,. Les forces loyalistes passent ensuite à l'offensive au sol et reprennent quelques quartiers aux rebelles,,. Le 28 octobre, l'Armée de la conquête et la coalition Fatah Halab attaquent à leur tour à l'ouest d'Alep, pour tenter une nouvelle fois de briser le siège. Malgré quelques avancées initiales des troupes rebelles, les forces du régime contre-attaquent et reprennent le terrain perdu le 12 novembre. Après l'échec de cette offensive, les loyalistes retournent aussitôt leurs forces contre les quartiers d'Alep-Est. Dès la mi-novembre, ces derniers se retrouvent à nouveau intensément bombardés, les derniers hôpitaux d'Alep-Est et les casernes des Casques blancs sont détruits,. L'armée syrienne, les milices pro-régime et les milices chiites pro-iraniennes repartent à l'assaut. Fin novembre, les défenses rebelles s'effondrent, en quelques jours les quartiers d'Alep-Est tombent les uns après les autres. Des centaines d'habitants sont tués dans les bombardements et au moins 82 civils sont massacrés dans la nuit du 12 au 13 décembre par des miliciens pro-régime,. Le 13 décembre, les rebelles annoncent qu'ils capitulent. En vertu d'un accord, ils sont évacués, ainsi que plusieurs dizaines de milliers de civils, vers le gouvernorat d'Idleb entre le 15 et le 22 décembre,. Alep retombe alors entièrement sous le contrôle du régime syrien et de ses alliés. Avec cette reconquête, le régime syrien remporte sa plus importante victoire depuis le début du conflit, bien qu'elle n'eût pas été possible sans le soutien de l'Iran et de la Russie. Les rebelles, divisés et en partie lâchés par leurs soutiens étrangers, ne semblent alors plus être en mesure de gagner la guerre,.
Le 8 décembre, l'État islamique parvient à lancer une attaque éclair contre Palmyre. Les soldats et les miliciens pro-régime sont mis en déroute et les djihadistes reprennent le contrôle de la ville le 11 décembre.
Le 29 décembre, la Russie et la Turquie annoncent l'instauration d'un nouveau cessez-le-feu dans l'ensemble de la Syrie. Celui-ci est reconnu par le régime de Damas et une partie de l'opposition ; il entre en vigueur dans la nuit du 29 au 30 décembre,,. La Russie déclare que sept groupes de l'« opposition modérée » réunissant 65 000 combattants — Faylaq al-Cham, Ahrar al-Cham, Jaych al-Islam, Kataeb Thuwar al-Cham, l'Armée des Moudjahidines, l'Armée libre d'Idleb et le Front du Levant — ont accepté la trêve,. Mais en dépit de l'accord, le régime syrien mène à partir du 23 décembre une attaque dans la vallée de Wadi Barada afin de contrôler ses réservoirs d'eau potable qui alimentent Damas,. Pour justifier son offensive, il fait bombarder les sources d'eau puis accuse les rebelles de les avoir empoisonnés. Ces derniers finissent par capituler et la vallée Wadi Barada est reconquise le 29 janvier 2017.

### 2017: Accords d'Astana et effondrement de l'État islamique
Une nouvelle conférence de paix, parrainée par la Russie, l'Iran et la Turquie, s'ouvre le 23 janvier 2017 à Astana, au Kazakhstan,,. Plusieurs autres pays y sont invités : les États-Unis — qui ne seront représentés que par leur ambassadeur au Kazakhstan— la Jordanie, le Liban, le Qatar, l'Arabie saoudite, l'Égypte et l'Irak. De nombreux groupes rebelles annoncent également leur participation : Jaych al-Islam, le Front du Sud, l'Armée libre d'Idleb, Suqour al-Cham, Faylaq al-Cham, la Division Sultan Mourad, le Front du Levant, Jaych al-Nasr, Jaych al-Ezzah, la 1re division côtière, Fastaqim Kama Umirt, et le Liwa Shuhada al-Islam,. En revanche, Ahrar al-Cham et le Harakat Nour al-Din al-Zenki refusent de se rendre à Astana,,. Quant aux Kurdes du PYD, ils ne sont pas conviés à la demande de la Turquie. Parallèlement, une quatrième session des pourparlers de Genève s'ouvre également le 23 février,. Cependant, la première session d'Astana comme Genève 4 s'achèvent sans grande avancée,,,.

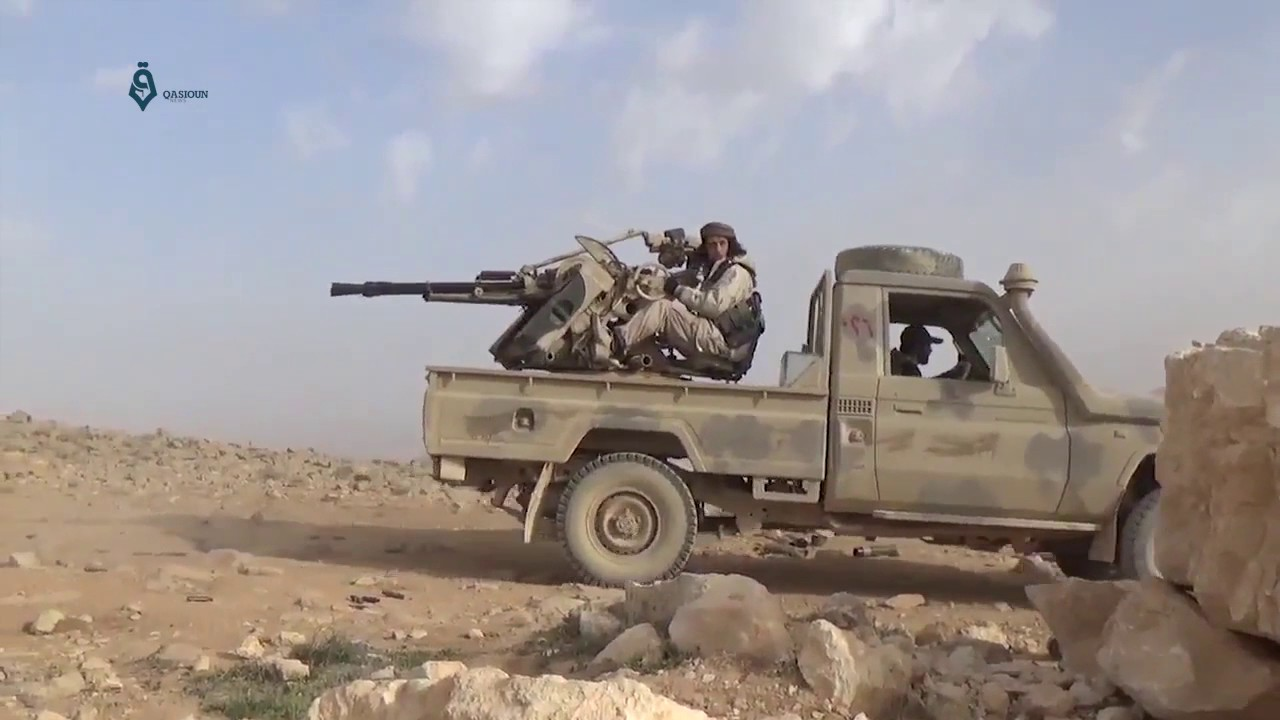
Un pick-up de l'Armée syrienne libre armé d'un canon ZU-23 lors d'un combat contre l'État islamique dans l'est du Qalamoun, le 18 mars 2017.

Malgré la trêve, des affrontements éclatent rapidement entre loyalistes et rebelles à Deraa, Homs et Damas,. En janvier 2017, les groupes rebelles se déchirent aussi dans le gouvernorat d'Idleb et l'ouest du gouvernorat d'Alep,,,. Exclu des pourparlers et hostile à toute négociation, le Front Fatah al-Cham subit à cette période une intensification des frappes aériennes de la coalition,,. Il crie alors au complot et accuse les autres groupes d'avoir conclu un accord contre lui et d'être les complices des Américains,. Attaqués le 24 janvier par les djihadistes, plusieurs groupes rebelles — dont Fastaqim Kama Umirt, Suqour al-Cham, Kataeb Thuwar al-Cham, l'Armée des Moudjahidines, et les branches régionales de Jaych al-Islam et du Front du Levant — décident le lendemain de fusionner au sein d'Ahrar al-Cham pour obtenir sa protection,,,. Trois jours plus tard, le Front Fatah al-Cham fusionne à son tour avec d'autres groupes — notamment le Harakat Nour al-Din al-Zenki, le Front Ansar Dine, le Liwa al-Haq et Jaych al-Sunna — pour former un nouveau mouvement : Hayat Tahrir al-Cham,. Puis en février, les djihadistes de Jound al-Aqsa attaquent aussi bien les groupes de l'Armée syrienne libre que ceux du Hayat Tahrir al-Cham dans le gouvernorat de Hama, capturant puis exécutant environ 200 rebelles à Khan Cheikhoun,,. Un accord met fin aux combats, le Jound al-Aqsa est dissout et ses combattants rallient le Parti islamique du Turkestan ou partent rejoindre l'État islamique à Raqqa.
Dans l'est de la Syrie, l'État islamique lance le 14 janvier une nouvelle offensive contre les forces du régime encerclées à Deir ez-Zor. Le 16 janvier, les djihadistes parviennent à couper en deux les positions loyalistes et à encercler l'aéroport qui se retrouve isolé du reste de la ville,,. Les loyalistes arrivent ensuite à stabiliser la situation mais leurs contre-offensives pour reprendre le terrain perdu échouent. Le 14 janvier, les forces du régime passent également à l'offensive dans la région de Palmyre : l'armée syrienne et le Hezbollah atteignent la ville le 1er mars et la reprennent le lendemain pour la seconde fois. Par ailleurs, le 24 février, l'Irak, en coopération avec Damas, mène pour la première fois depuis le début du conflit une frappe aérienne sur le territoire syrien ; à Boukamal, contre l'État islamique.

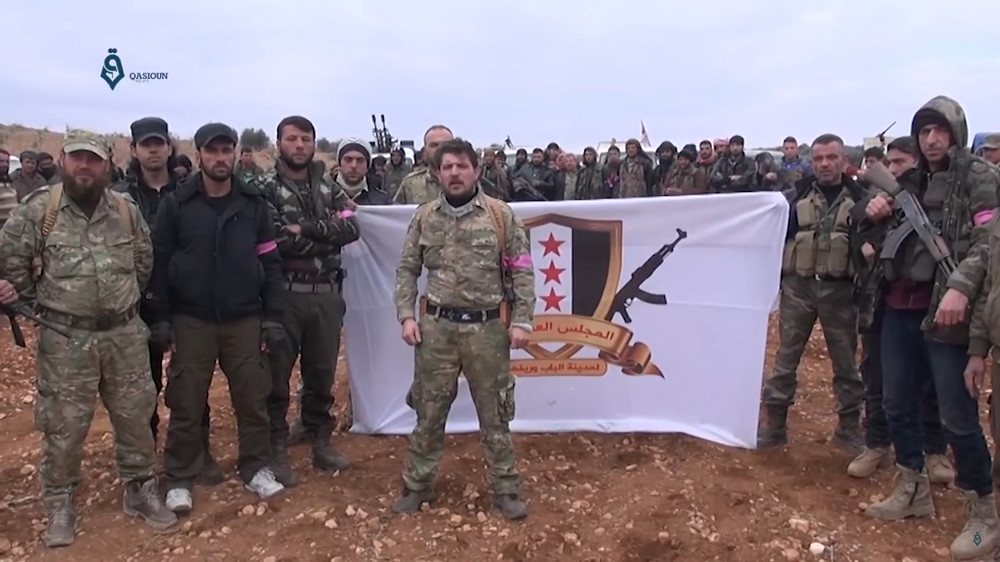
Des rebelles de l'Armée syrienne libre engagés dans l', au nord d'al-Bab, le 10 février 2017.

Dans le nord du gouvernorat d'Alep, la ville d'al-Bab finit par tomber aux mains de l'Armée syrienne libre et de l'armée turque le 23 février 2017, après plus de deux mois de combats contre l'État islamique. Mais dans le même temps, les forces loyalistes syriennes prennent aux djihadistes plusieurs villages dans la région au sud de la ville,, et le 26 février, elles atteignent les lignes des Forces démocratiques syriennes au sud-ouest de Manbij, bloquant ainsi la progression des Turcs vers Raqqa,,. Le 28 février, le président turc Erdoğan annonce alors son intention de faire marcher ses troupes sur la ville de Manbij, tenue par les Forces démocratiques syriennes. Pour se prémunir d'une telle offensive, ces dernières décident début mars de remettre plusieurs villages situés sur la ligne de front à des gardes-frontières du régime syrien afin d'établir une sorte de zone tampon ; ce déploiement se fait avec l'accord de la Russie et des États-Unis et en présence de leurs soldats,,,,,,. De son côté l'armée syrienne poursuit sa progression contre l'État islamique au sud d'al-Bab. Sans rencontrer de forte résistance, elle s'empare de la petite ville d'al-Khafsa, puis atteint les rives du lac el-Assad le 7 mars,,. Le 29 mars, elle reprend la ville de Dayr Hafir. Le même jour la Turquie, bloquée dans la région d'al-Bab, annonce la fin de l'opération Bouclier de l'Euphrate.
Dans les régions désertiques du sud-est du gouvernorat de Rif Dimachq et du nord-est du gouvernorat de Soueïda, près de la frontière avec la Jordanie, la Force du Martyr Ahmed al-Abdo, Jaych Ossoud al-Charkiya et quelques autres groupes de l'Armée syrienne libre lancent également une campagne contre l'État islamique lors de la seconde partie du mois de mars. Les rebelles prennent aux djihadistes la ville de Bir Kessab et environ 250 kilomètres carrés de territoire en seize jours de combats,.

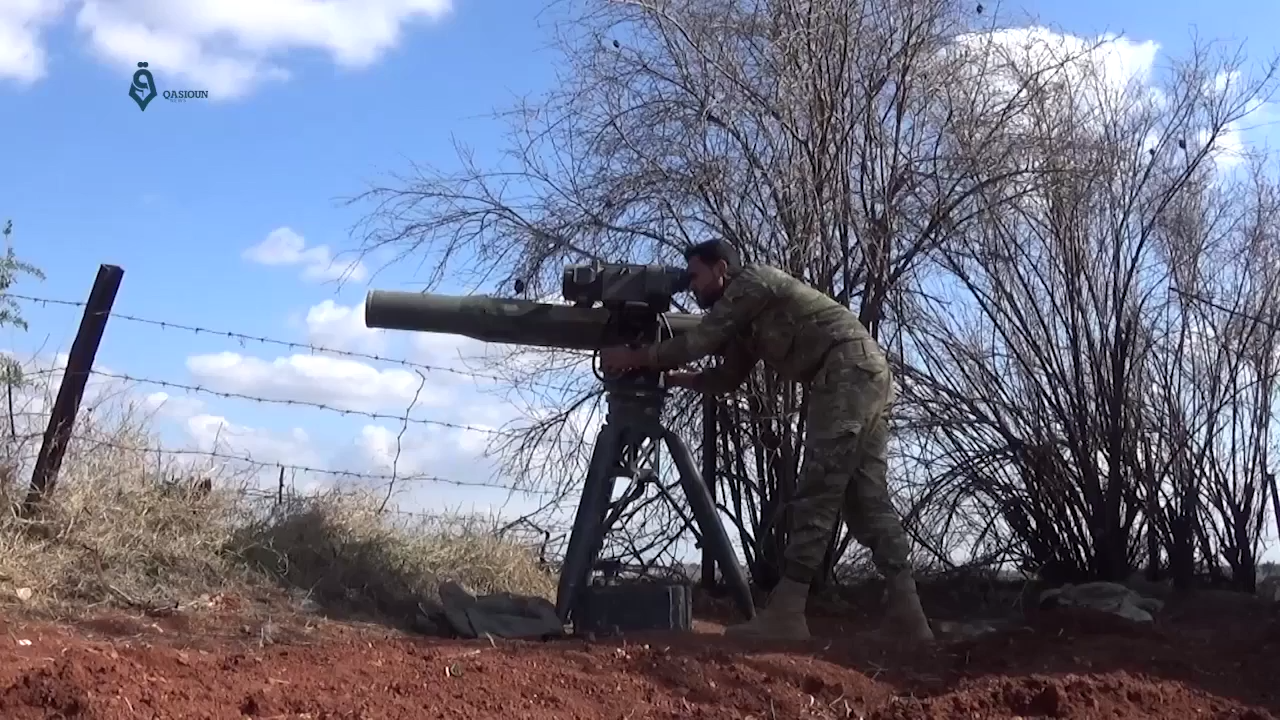
Un rebelle de Jaych al-Ezzah avec un BGM-71 TOW, le 24 mars 2017.

En mars, les rebelles lancent deux nouvelles offensives contre le régime : la première le 19 dans les quartiers de Qaboun et Jobar, à l'est de Damas ; la seconde le 21 au nord de Hama,. Elles sont toutes deux sans lendemain, les rebelles effectuent d'abord quelques gains, mais les loyalistes contre-attaquent par la suite et reprennent l'essentiel du terrain perdu,. Le 4 avril cependant, Khan Cheikhoun, au nord du Hama, subit une attaque au gaz sarin menée par l'armée syrienne, qui fait une centaine de morts parmi la population civile. Après cette attaque chimique, les États-Unis font volte-face et ripostent pour la première fois contre le régime syrien : dans la nuit du 6 au 7 avril, 59 missiles Tomahawk s'abattent sur la base aérienne d'Al-Chaayrate, dans le gouvernorat de Homs,. Mais les Américains s'en tiennent à cet avertissement.
Le 28 mars, un accord initié par l'Iran et le Qatar est signé par le régime et les rebelles pour échanger et évacuer des localités assiégées : les rebelles rendent Zabadani et Madaya, tandis que les loyalistes se retirent de Foua et Kafraya en contrepartie,. Les évacuations débutent le 14 avril,,. Mais le 15, un convoi sorti de Foua et Kafraya est frappé près d'Alep par un attentat-suicide non revendiqué qui fait au moins 150 morts,. L'accord n'est cependant pas annulé et les évacuations se poursuivent. Le 19 avril, Zabadani et Madaya repassent entièrement sous le contrôle du régime. L'évacuation des civils et des miliciens de Foua et Kafraya est cependant interrompue et ne s'achève qu'un an plus tard, le 19 juillet 2018.
D'autres territoires rebelles assiégés capitulent et leurs combattants, ainsi qu'une partie des populations civiles, sont évacuées vers le gouvernorat d'Idleb ou le nord du gouvernorat d'Alep : le quartier d'al-Waer, dernière zone tenue par l'opposition à Homs, qui capitule le 13 mars et dont l'évacuation s'achève le 21 mai, ; les quartiers de Barzeh, Tichrine et Qaboun, à Damas, connaissent le même scénario en mai,,.

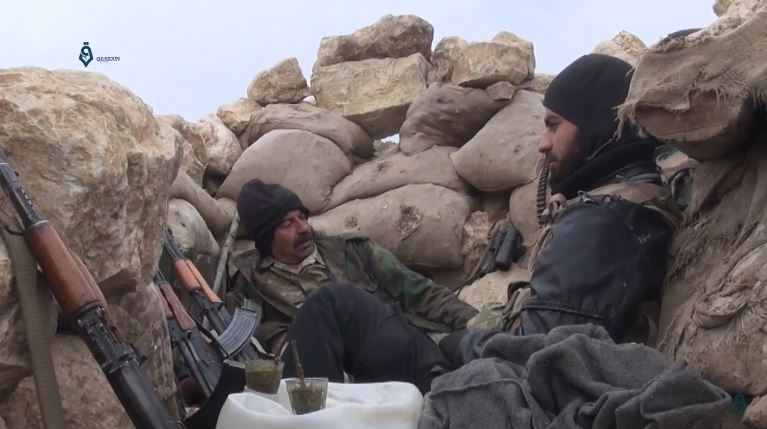
Des rebelles syriens à Tufahya, près du Jabal al Akrad, dans le gouvernorat de Lattaquié, le 16 avril 2017.

Le 4 mai 2017, la Russie, l'Iran et la Turquie signent un accord à Astana dans le but de créer des « zones de désescalade en Syrie ». Ces zones doivent permettre la cessation des combats entre le régime syrien et les rebelles. Cependant, le régime syrien et l'opposition syrienne n'ont pas été conviés à la signature de l'accord,,, qui entre cependant en vigueur le 5 mai. Il prévoit la création de quatre zones : une première comprenant le gouvernorat d'Idleb et certaines parties des gouvernorats de Lattaquié, Hama et Alep ; une deuxième située au nord du gouvernorat de Homs ; une troisième située dans la Ghouta orientale, dans la banlieue est de Damas ; et une quatrième située dans la partie méridionale de la Syrie, comprenant une partie des gouvernorats de Deraa et Kuneitra,,. Cet accord ne concerne pas les groupes affiliés à Al-Qaïda et le groupe État islamique qui continuent à être combattus,,.
Le « Centre russe pour la réconciliation des parties en conflit en Syrie » supervise le cessez-le-feu avec le déploiement dans les zones insurgées de quatre bataillons de 400 à 800 hommes constitués de militaires tchétchènes et ingouches. Cependant, des combats continuent d'éclater ponctuellement entre forces loyalistes et rebelles, surtout dans le sud, et de nouveaux cessez-le-feu doivent être conclus : d'abord dans les gouvernorats de Deraa, Kuneitra et Soueïda le 7 juillet, puis dans la Ghouta orientale le 22 juillet et dans la région de Rastane le 3 août. Cependant, ces trêves sont violées à plusieurs reprises par l'aviation du régime,,.
Au nord, dans le gouvernorat d'Idleb, des combats éclatent le 19 juillet entre les deux plus puissants groupes rebelles de la région : Ahrar al-Cham et Hayat Tahrir al-Cham,. Après avoir fait près d'une centaine de morts, les hostilités cessent par la signature d'un cessez-le-feu le 21 juillet,,. Cependant, les combats se terminent à l'avantage du Hayat Tahrir al-Cham qui s'empare d'une trentaine de villes et de localités et de toute la zone frontalière avec la Turquie,. Ahrar al-Cham perd le contrôle du poste-frontière de Bab al-Hawa et plusieurs de ses bataillons font défection pour rejoindre Tahrir al-Cham,,. Le 23 juillet les combattants d'Ahrar al-Cham se retirent de la ville d'Idleb qui passe entièrement sous le contrôle du Hayat Tahrir al-Cham,,.

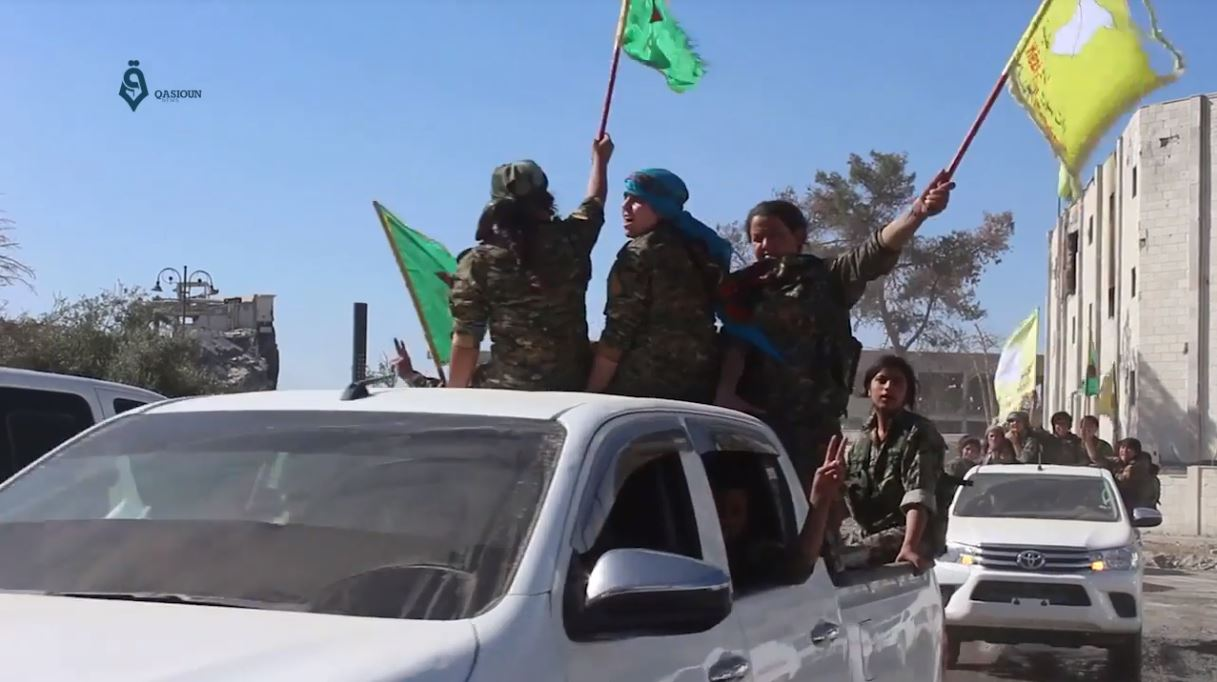
Combattantes des Forces démocratiques syriennes à Raqqa, en octobre 2017.

De leur côté, les Forces démocratiques syriennes, appuyées par la coalition, progressent contre l'État islamique au nord de Raqqa. Le 6 mars, elles coupent à l'est la route de Deir ez-Zor, puis elles se concentrent sur la ville de Tabqa, à l'ouest. Dans la nuit du 21 au 22 mars, des soldats américains et des membres des FDS sont héliportés au sud du lac el-Assad et attaquent Tabqa par le sud,. Le 26 mars, l'aéroport au sud de la ville est pris. Le 6 avril, Tabqa est encerclée, le 24 avril les FDS entrent dans la ville et le 10 mai Tabqa et son barrage tombent entièrement aux mains des Forces démocratiques syriennes. Les Forces démocratiques syriennes se concentrent ensuite sur l'objectif final et le 6 juin 2017, après sept mois d'offensive, elles parviennent à entrer dans la ville de Raqqa. Le 29 juin, elles achèvent l'encerclement total de la ville ; début août, elles en contrôlent la moitié ; début septembre, les deux tiers. Finalement, Raqqa est entièrement conquise par les FDS le 17 octobre. La ville est détruite à 80 % et environ 650 combattants des FDS, 1 500 djihadistes et 2 000 civils y trouvent la mort en quatre mois de combats et de bombardements.
Après l'accord d'Astana, le régime syrien tourne une partie de ses forces vers l'est du pays et le gouvernorat de Deir ez-Zor, tenu par l'État islamique, afin de prendre de vitesse les Forces démocratiques syriennes qui s'approchent par le nord et l'Armée syrienne libre qui avance au sud,,. Les offensives sont lancées le 9 mai sur trois zones : au nord-est, dans la région entre Alep et Raqqa ; au centre, dans la région de Palmyre ; et au sud-est, vers al-Tanaf dans les régions désertiques près des frontières irakienne et jordanienne,. Sur le front sud, les loyalistes sont arrêtés dans la région d'al-Tanaf par les groupes de l'Armée syrienne libre soutenus par les Américains qui bombardent des colonnes de milices chiites pour les dissuader d'avancer,. En revanche, au nord et au centre, l'armée syrienne progresse contre l'État islamique. Le 13 mai, dans l'est de la région d'Alep, elle prend aux djihadistes l'aéroport de Jarrah, près de Dayr Hafir. Le 3 juin, elle reprend la ville de Maskanah. Le 6 juin, elle entre dans le gouvernorat de Raqqa pour la première fois depuis plus d'un an. Le 9 juin, les troupes loyalistes atteignent les lignes des Forces démocratiques syriennes au sud du lac el-Assad. Le même jour, elles arrivent à la frontière irakienne, avant de pénètrer dans le gouvernorat de Deir ez-Zor le 23 juin. Le 30 juin, menacées d'encerclement, les troupes de l'État islamique abandonnent leurs dernières positions dans le gouvernorat d'Alep. Le 28 juillet, l'armée syrienne atteint la ville d'Al-Soukhna et la reprend le 12 août. Du 18 au 24 août, les troupes du régime opèrent leur jonction dans la région désertique entre Raqqa et Palmyre, ce qui leur permet d'encercler une partie des forces de l'État islamique dans une poche située dans la région d'Ouqayribat, à l'est de Hama et de Homs,. La petite ville d'Ouqayribat est elle-même reprise le 3 septembre. Le même jour, les troupes du régime syrien font une percée à l'est d'Al-Soukhna, elles brisent ensuite le siège de Deir ez-Zor le 5 septembre, puis celui de son aéroport le 8 septembre.
Face à l'avancée des troupes du régime, les Forces démocratiques syriennes passent également à l'offensive contre l'État islamique dans le gouvernorat de Deir ez-Zor. Le 10 septembre, elles arrivent par le nord aux abords de la ville de Deir ez-Zor. Les FDS somment l'armée syrienne de ne pas franchir l'Euphrate, mais cette dernière traverse néanmoins le fleuve le 18 septembre,. Les forces du régime syrien et les Forces démocratiques syriennes se livrent à une course de vitesse pour s'emparer du gouvernorat de Deir ez-Zor, la plus riche région du pays en ressources pétrolières.
Au nord de Hama, Hayat Tahrir al-Cham et plusieurs groupes rebelles lancent une nouvelle offensive contre les loyalistes le 19 septembre. Mais elle est rapidement repoussée et en représailles, les forces aériennes syriennes et russes mènent une campagne de bombardements contre la poche d'Idleb qui cause en quelques jours la mort de plusieurs centaines de civils et de rebelles,,. Le 7 octobre, le président de la Turquie, Recep Tayyip Erdoğan, annonce le début d'une opération militaire dans la région d'Idleb : après la conclusion d'un accord avec Hayat Tahrir al-Cham d'une part et la Russie et l'Iran de l'autre, quelques centaines de soldats de l'armée turque commencent à se déployer dans plusieurs postes du gouvernorat d'Idleb pour établir une « zone de désescalade » prévue par l'accord d'Astana ; l'objectif d'Ankara est alors de créer une nouvelle zone tampon pour éviter un afflux de réfugiés syriens vers la Turquie en cas d'offensive du régime, de protéger les groupes de Armée syrienne libre et d'empêcher une éventuelle progression des Kurdes des YPG depuis la région d'Afrine,,,. La Turquie voudrait aussi intervenir militairement contre les YPG à Afrine, mais la Russie, qui y a déployé des soldats, marque son opposition. Le déploiement à Idleb est également condamné par le régime syrien, qui le qualifie d'« agression » et exige son retrait.

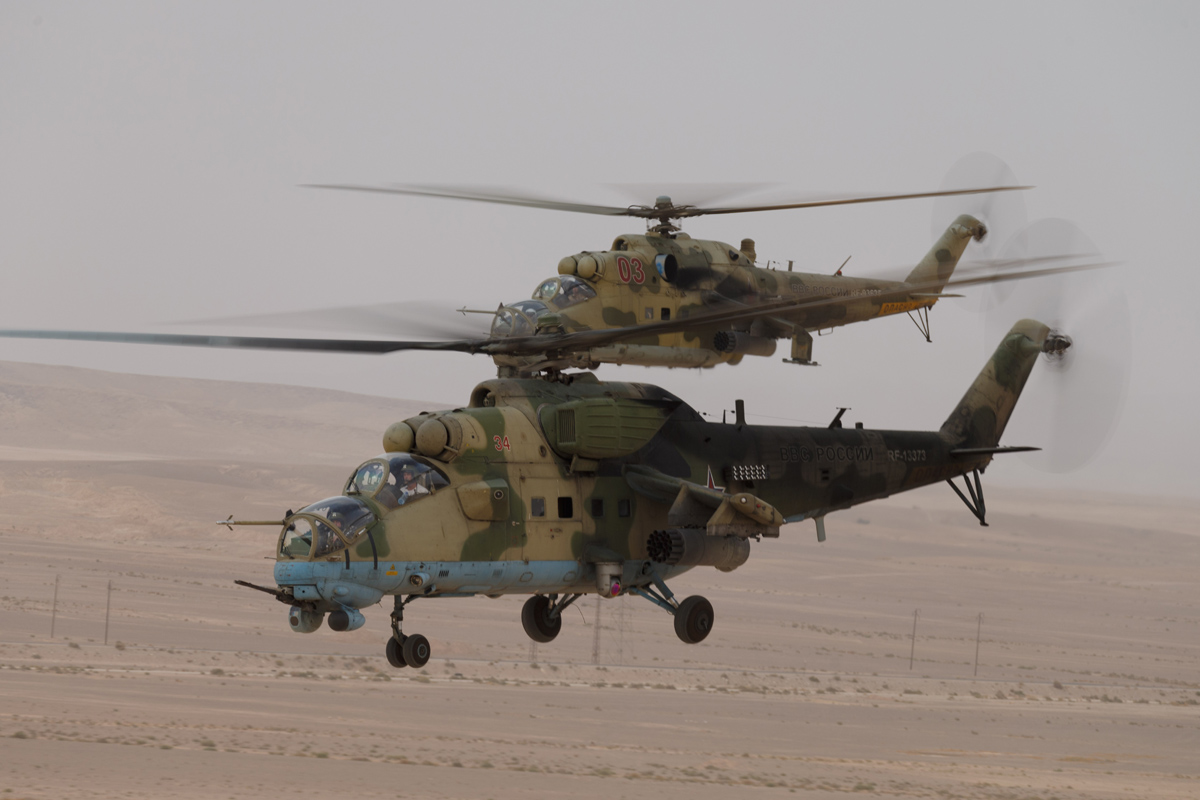
Hélicoptères russes Mi-24 à Deir ez-Zor, le 15 septembre 2017.

Les combats se poursuivent dans la Badiya. Le 23 septembre, les loyalistes reprennent Maadane (en), achevant ainsi la reconquête de toutes les localités sur la rive ouest de l'Euphrate de Deir ez-Zor à Raqqa,. Fin septembre, l'État islamique lance une contre-offensive sur plusieurs postes dans le désert syrien : les djihadistes tuent plus de 200 soldats et miliciens du régime et reprennent la ville d'Al-Qaryatayn, au sud-est de Homs, le 1er octobre,. Le 6 octobre, la totalité des villages de la poche d'Ouqayribat, situés à l'est de Hama et de Homs, sont repris par les loyalistes,. Le même jour, au sud de Deir ez-Zor, les troupes du régime attaquent Mayadine : elles sont repoussées par les djihadistes le 8 octobre, mais elles pénètrent à nouveau dans la ville le 12, puis la reprennent entièrement le 14,,,. Le 21 octobre, Al-Qaryatayn repasse sous le contrôle du régime ; les 200 djihadistes qui défendaient la ville se replient dans le désert en laissant derrière eux les cadavres de 116 personnes, exécutées pendant les 20 jours où la ville a été sous leur contrôle. Le 22 octobre, près de Mayadine, les Forces démocratiques syriennes s'emparent des champs d'al-Amr, le plus important gisement pétrolier de Syrie. Le 2 novembre, après plusieurs années de combats acharnés, la ville de Deir ez-Zor est entièrement reconquise par le régime. Boukamal, la dernière ville d'importance tenue en Syrie par l'État islamique est attaquée le 9 novembre par l'armée syrienne et des miliciens chiites venus d'Irak, mais les djihadistes contre-attaquent et les repoussent le 11 novembre,. L'armée syrienne, le Hezbollah et le Harakat Hezbollah al-Nujaba repartent à l'assaut et s'emparent finalement de Boukamal le 19 novembre. Le 7 décembre, toutes les localités sur la rive ouest de l'Euphrate, de Maadane (en) à Boukamal, sont sous le contrôle des loyalistes. À la fin de l'année, l'État islamique ne contrôle plus sur le territoire syrien que quelques petites poches dispersées.
Par ailleurs, les rebelles sont également en difficulté sur les quelques fronts qui n'ont pas gelé : à la fin de l'année, le régime syrien progresse au nord de Hama, resserre le siège de la poche de la Ghouta orientale, où la population commence à souffrir de malnutrition, et reprend entièrement, fin décembre, la poche de Beït Djine, la dernière zone occupée par les rebelles à l'ouest de Damas,.

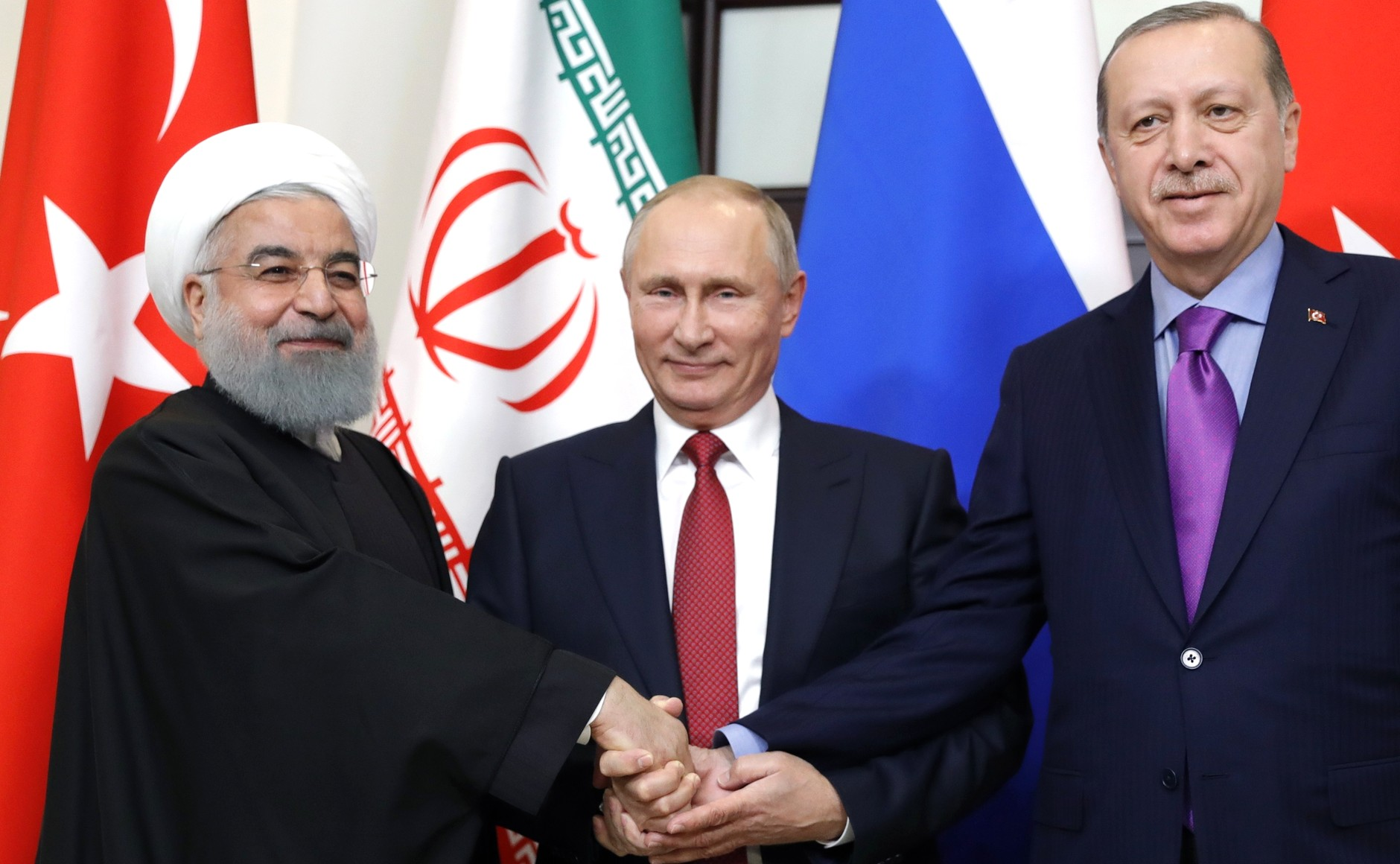
Les présidents Hassan Rohani, Vladimir Poutine et Recep Tayyip Erdoğan à Sotchi, le 22 novembre 2017.

À la fin de l'année 2017, le régime de Bachar el-Assad contrôle 55 % du territoire syrien, les quatre plus grandes villes et les deux tiers de la population ; les Forces démocratiques syriennes tiennent 28 % du territoire et 16 % de la population ; les rebelles 12 % du territoire et 15 % de la population ; l'État islamique 5 % du territoire, alors qu'il en contrôlait 33 % douze mois plus tôt. Au cours de l'année, le régime syrien, la Russie et l'Iran ont pris un avantage décisif dans le conflit ; les violences ont fortement diminué en intensité entre loyalistes et rebelles dans l'ouest de la Syrie et l'État islamique s'est effondré à l'est sous la pression de ses nombreux adversaires,,,. Fin août, le ministre russe de la Défense Sergueï Choïgou déclare : « Nous avons réussi, en séparant les uns des autres, […] à arrêter, de facto, la guerre civile ». Le 12 septembre, Hassan Nasrallah, le secrétaire général du Hezbollah proclame même la victoire en affirmant : « Nous avons gagné la guerre en Syrie »,. L'envoyé spécial de l'ONU Staffan de Mistura déclare également le 6 septembre que l'opposition devait réaliser qu'elle « n'a pas gagné la guerre »,.
Les Forces démocratiques syriennes, dominées par les milices kurdes des YPG, apparaissent comme les autres grands vainqueurs du conflit contre l'État islamique, mais leur situation est fragile ; avec la défaite des djihadistes, les Kurdes redoutent d'être abandonnés par les États-Unis et de subir une offensive de la Turquie, ce qui les pousse à se rapprocher de la Russie,,,,,,. Sans être en confrontation, les relations des Forces démocratiques syriennes avec le régime syrien sont également très tendues : les FDS réclament au régime la reconnaissance de l'autonomie de leur région fédérale, mais le 18 décembre Bachar el-Assad qualifie les milices kurdes de « traîtres »,,,,.
Le 20 novembre, Vladimir Poutine reçoit Bachar el-Assad à Sotchi, une ville de Russie au bord de la mer Noire,. Deux jours plus tard, un sommet s'ouvre dans cette même ville, où sont conviés l'Iran et la Turquie,. Les trois pays s'accordent pour la mise en place d'un « Congrès de dialogue national » qui réunirait le régime et l'opposition afin de trouver une solution politique au conflit. Moscou bute cependant toujours sur l'opposition d'Ankara à propos d'une participation du PYD. De leur côté, l'ensemble des mouvements d'opposition politiques et militaires — à l'exception du PYD et de Hayat Tahrir al-Cham — se réunissent à Riyad, en Arabie saoudite, du 22 au 24 novembre et parviennent pour la première fois à former une délégation unifiée en vue de la cinquième session des pourparlers de Genève qui s'ouvrent le 28 novembre,. Un Comité de négociation est formé, lequel remplace le Haut Comité des négociations. Mais le 14 décembre, la session des pourparlers de Genève s'achève une fois de plus sans résultat ; l'envoyé spécial de l'ONU, Staffan de Mistura, dénonçant en particulier la délégation gouvernementale syrienne pour « ne pas avoir cherché vraiment à avoir un dialogue et à négocier ». Le 23 décembre, au terme du huitième round des négociations d'Astana, la Russie, la Turquie et l'Iran annoncent la tenue d'un « Congrès du dialogue national » à Sotchi, les 29 et 30 janvier 2018.

### 2018: Reconquête de la Ghouta orientale et de Deraa par le régime et prise d'Afrine par la Turquie
Au début de l'année 2018, les pourparlers de paix sont plus que jamais au point mort,. À Vienne, une nouvelle session de négociations tenue les 25 et 26 janvier sous l'égide de l'ONU dans le cadre du processus de Genève s'achève une fois de plus sans résultat,. À la fois complémentaire et potentiel concurrent du processus de Genève, le « Congrès pour la paix » organisé par la Russie et soutenu par la Turquie et l'Iran s'ouvre à Sotchi le 29 janvier,. Cependant, celui-ci est boycotté par le Comité de négociation de l'opposition syrienne qui critique l'absence de concessions de la part de Damas, ainsi que par les Kurdes du PYD qui rejettent l'invitation de la Russie et dénoncent l'offensive d'Afrine,,,. L'envoyé spécial de l'ONU Staffan de Mistura fait le déplacement, mais les États-Unis, la France et le Royaume-Uni décident de ne pas envoyer de délégation. Le sommet de Sotchi se termine sur un échec complet,,,,,,.
Dans la poche d'Idleb, de violents combats ont lieu entre le régime syrien, les rebelles menés par Hayat Tahrir al-Cham et l'État islamique. Fin décembre 2017 et début janvier 2018, les forces du régime syrien réalisent une percée dans le sud-est du gouvernorat d'Idleb, face aux troupes de Hayat Tahrir al-Cham et d'autres groupes rebelles. Cette offensive aboutit le 20 janvier à la prise de l'aéroport d'Abou Douhour. Puis, en février, la dernière poche tenue par l'État islamique aux lisières des gouvernorats d'Idleb, Hama et Alep finit par s'effondrer : le 13 février, les derniers combattants de l'EI se rendent aux rebelles avec leurs familles et leurs blessés,. Mais de nouveaux combats éclatent ensuite entre groupes rebelles lorsqu'Ahrar al-Cham et le Harakat Nour al-Din al-Zenki fusionnent le 18 février pour former un nouveau mouvement : le Jabhat Tahrir Souriya, qui entre dès le lendemain en conflit avec Hayat Tahrir al-Cham. Cependant, les combats ne tournent cette fois pas à l'avantage des djihadistes, et les hommes du Jabhat Tahrir Souriya, soutenus en sous-main par la Turquie, reprennent plusieurs villes et localités, dont Maarat al-Nouman, Ariha, Khan Cheikhoun et Saraqeb. De son côté, dans le cadre du processus d'Astana, l'armée turque poursuit l'installation de postes d'observations dans les zones rebelles afin de geler le front d'Idleb. Le 24 avril, un accord de cessez-le-feu est signé entre Jabhat Tahrir Souriya et Hayat Tahrir al-Cham.

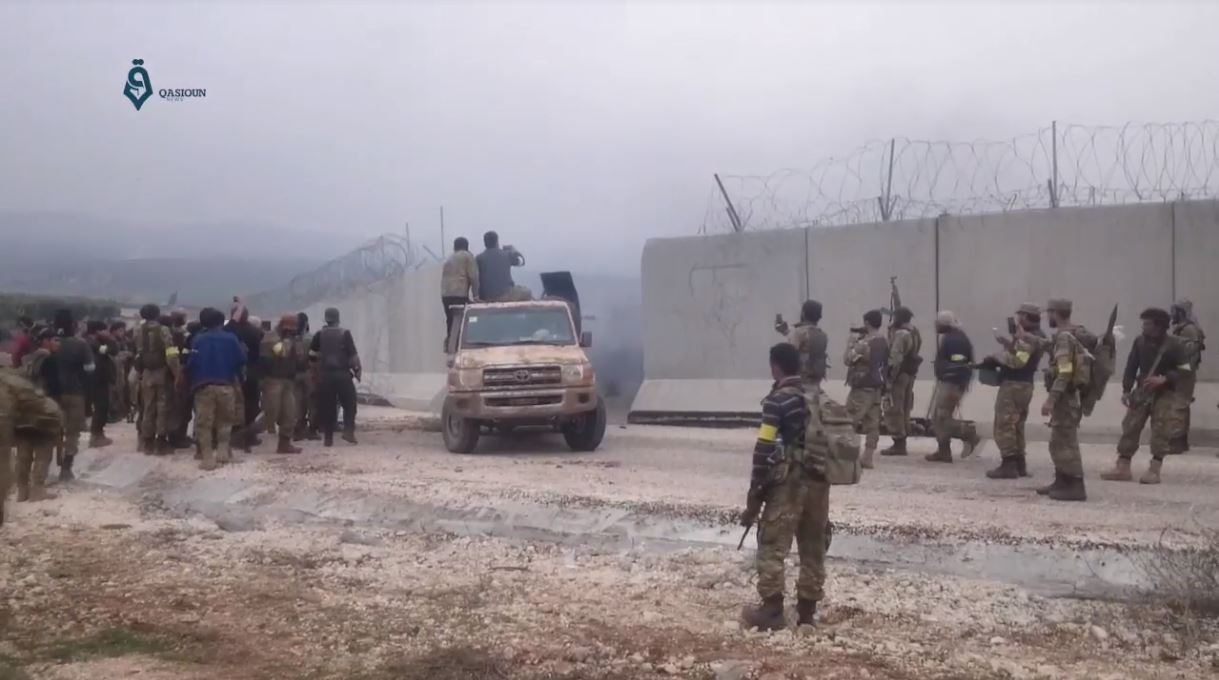
Des rebelles de l'Armée syrienne libre lors de la bataille d'Afrine, le 11 février 2018.

Le 14 janvier 2018, la coalition internationale menée par les États-Unis annonce son intention de créer avec les Forces démocratiques syriennes (FDS) — dominées par les Kurdes des YPG — une « Force de sécurité aux frontières » constituée de 30 000 hommes dans le Nord de la Syrie. L'annonce provoque la fureur d'Ankara qui décide de déclencher l'offensive préparée depuis des mois contre les FDS,. Le 20 janvier, l'armée turque et l'Armée syrienne libre attaquent la ville d'Afrine, au nord-ouest de la Syrie. La Russie retire ses troupes de la région et donne son accord à l'offensive turque,,. Les tensions s'accroissent alors entre les États-Unis, alliés des FDS, et la Turquie qui annonce son intention de chasser les YPG de toute sa frontière, d'Afrine jusqu'à l'Irak,. Les YPG demandent alors l'aide du régime syrien, mais celui-ci ne dépêche que quelques centaines de miliciens le 20 février,. La progression des Turcs et de l'ASL est initialement lente et difficile, mais les défenses kurdes finissent par craquer début mars,. Le 18 mars, les Turcs et les rebelles syriens prennent sans combattre la ville d'Afrine, abandonnée par une large partie de sa population et par les combattants kurdes. La Turquie consolide alors son emprise sur le nord-ouest de la Syrie. Le gouvernement turc annonce ensuite son intention de poursuivre l'offensive et de prendre toutes les villes tenues par les FDS près de sa frontière, à commencer par la ville de Manbij. Cependant, les Turcs se heurtent cette fois à l'opposition des États-Unis, qui refusent de retirer leurs forces présentes dans la région aux côtés des FDS, et dont les soldats affichent ostensiblement leur présence afin d'empêcher une nouvelle offensive turque. Le 4 juin, un accord est conclu entre Ankara et Washington pour éviter une offensive à Manbij.
Dans le gouvernorat de Deir ez-Zor, les Forces démocratiques syriennes piétinent contre la dernière poche tenue par l'État islamique sur la rive est de l'Euphrate, près de la frontière irakienne. Le 7 février, le groupe Wagner et les forces loyalistes lancent une attaque contre les FDS à l'est de Deir ez-Zor avec l'objectif de reprendre le contrôle de champs pétroliers. Cependant, l'aviation américaine intervient et repousse les troupes du régime après leur avoir infligé de lourdes pertes. Des centaines de mercenaires russes du groupe Wagner sont notamment tués ou blessés par ces frappes,. En mai, sur la rive ouest de l'Euphrate, l'État islamique intensifie également ses attaques contre les forces du régime près des villes de Boukamal, Palmyre et Mayadine. Début juin, les djihadistes parviennent même à reprendre brièvement une partie de Boukamal, avant d'être repoussés.

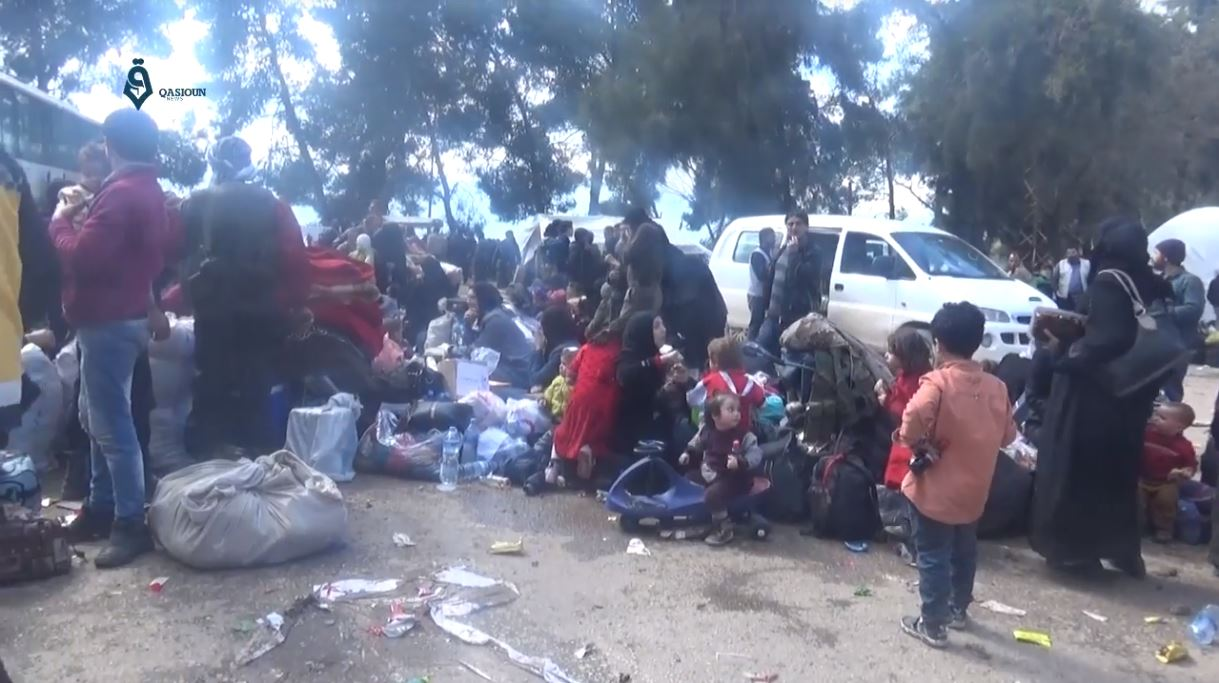
Des réfugiés arrivant à Idleb après leur évacuation de la Ghouta orientale, le 2 avril 2018.

Après son offensive à Idleb, le régime syrien prend pour objectif la reconquête totale de la poche de la Ghouta orientale, à l'est de Damas, tenue par les rebelles depuis 2012. Début février, les forces loyalistes syriennes commencent par bombarder intensément la zone, causant la mort de plus de 800 civils en un mois,. Malgré le vote le 24 février d'une résolution du Conseil de sécurité des Nations unies réclamant l'instauration d'un cessez-le-feu, l'armée syrienne lance l'offensive au sol dès le lendemain,,. En quelques jours, les loyalistes s'emparent des zones agricoles et de plusieurs petites villes et villages. La 11 mars, la poche de la Ghouta orientale est scindée en trois : au nord, la ville de Douma, tenue par Jaych al-Islam ; à l'ouest, la ville d'Harasta, contrôlée par Ahrar al-Cham ; et au sud, plusieurs quartiers de l'est de Damas et quelques villes et villages aux mains de Faylaq al-Rahmane et de Hayat Tahrir al-Cham,. Ahrar al-Cham capitule le 21 mars, suivi par Faylaq al-Rahmane le 23 mars : leurs combattants sont alors évacués avec les membres de leurs familles vers le gouvernorat d'Idleb,. Les négociations sont plus difficiles avec Jaych al-Islam qui refuse de quitter Douma. Mais après une attaque chimique qui fait une cinquantaine de morts le 7 avril, le groupe capitule à son tour le 8 avril,,,,. Cette nouvelle utilisation de l'arme chimique provoque une riposte des États-Unis, de la France et du Royaume-Uni qui bombardent des sites liés au programme d'armement chimique syrien à Damas et près de Homs dans la nuit du 13 au 14 avril. Mais le soir 14 avril, l'évacuation des derniers rebelles de Douma s'achève et au terme de deux mois d'offensive et plus de 1 700 civils tués, l'armée syrienne reprend le contrôle de toute la poche de la Ghouta orientale.
Après la chute de la Ghouta orientale, les dernières poches rebelles isolées capitulent. Découragés, les groupes de l'opposition acceptent de rendre au régime les différentes localités assiégées en échange de l'évacuation des combattants et des civils vers Idleb. Ainsi dans le Qalamoun oriental, au nord-est de Damas, les rebelles de Doumeir acceptent un accord d'évacuation le 17 avril, suivis deux jours plus tard par ceux de Rouhaiba, Jairoud et Nassiriya, permettant ainsi à l'armée syrienne de reprendre le contrôle de ces localités fin avril,. Dans les quartiers au sud de Damas, les forces de l'opposition capitulent le 29 avril et leur évacuation s'achève le 10 mai, marquant ainsi la fin de la présence rebelle dans la capitale,. Située entre Homs et Hama, la poche de Rastane, Houla et Talbissé capitule le 2 mai et est réoccupée par l'armée syrienne le 16 mai. Enfin, au sud de Damas, après trente jours d'intenses combats, une ultime poche tenue à Yarmouk et Hajar al-Aswad par l'État islamique capitule le 19 mai et les djihadistes sont évacués vers l'est de la Syrie les 20 et 21 mai,. Ils s'établissent dans la région d'al-Safa, au nord-est du gouvernorat de Soueïda,. La totalité des quartiers de Damas et toutes les zones urbaines des gouvernorats de Rif Dimachq et de Homs repassent ainsi sous le contrôle du régime syrien pour la première fois depuis 2012,.
Le régime tourne ensuite ses forces contre Deraa, au Sud, surnommé le « berceau » de la révolution syrienne. Malgré l'accord de « désescalade » conclu un an plus tôt, le régime rompt le cessez-le-feu et lance l'offensive le 19 juin. Les États-Unis, Israël et la Jordanie ne réagissent pas,. Les loyalistes attaquent d'abord par le nord-est et prennent Bousra al-Harir le 26 juin. Rapidement, les défenses rebelles s'effondrent et plusieurs villages se soumettent. Découragés, les rebelles du Front du Sud acceptent de conclure un accord de « réconciliation » avec le régime le 6 juillet. Celui-ci prévoit la remise des armes lourdes et moyennes par les rebelles et le retour des institutions étatiques en échange d'un cessez-le-feu et d'une amnistie. Le même jour, les loyalistes reprennent l'important poste-frontière de Nassib et le 19 juillet, les rebelles de Kuneitra acceptent un accord semblable à celui de Deraa,. Les loyalistes hissent alors symboliquement le drapeau officiel syrien dans la ville de Deraa le 12 juillet, puis dans celle de Kuneitra le 26 juillet,. L'armée syrienne, épaulée par les ex-rebelles, attaque ensuite la poche tenue par l'Armée Khalid ibn al-Walid, affiliée à l'État islamique, dans le sud-ouest du gouvernorat de Deraa, et s'en empare après deux semaines de combats. Le 2 août, l'armée russe annonce que les gouvernorats de Deraa, Kuneitra et Soueïda sont désormais entièrement sous le contrôle de l'armée syrienne.
Après la reconquête de Deraa, le régime syrien tourne ses forces vers le nord-ouest de la Syrie, avec l'objectif de reprendre la région d'Idleb, qui est alors tenue par les djihadistes de Hayat Tahrir al-Cham et les rebelles pro-turcs du Front national de libération, une nouvelle formation fondée au printemps 2018 par la fusion de groupes de l'Armée syrienne libre et du Jabhat Tahrir Souriya,,. Mais le camp loyaliste se heurte à la Turquie, qui s'oppose à toute offensive et dont l'armée est déployée depuis près d'un an dans douze postes d'observation établis autour d'Idleb dans le cadre de l'instauration des « zones de désescalade » prévue par l'accord d'Astana,. La Russie tient cependant à se montrer conciliante avec la Turquie afin de préserver le processus d'Astana et le rapprochement diplomatique entre les deux pays,. Le 17 septembre, les négociations entre Ankara et Moscou aboutissent à la décision de créer une zone démilitarisée à Idleb,,. Une trêve fragile s'installe alors.

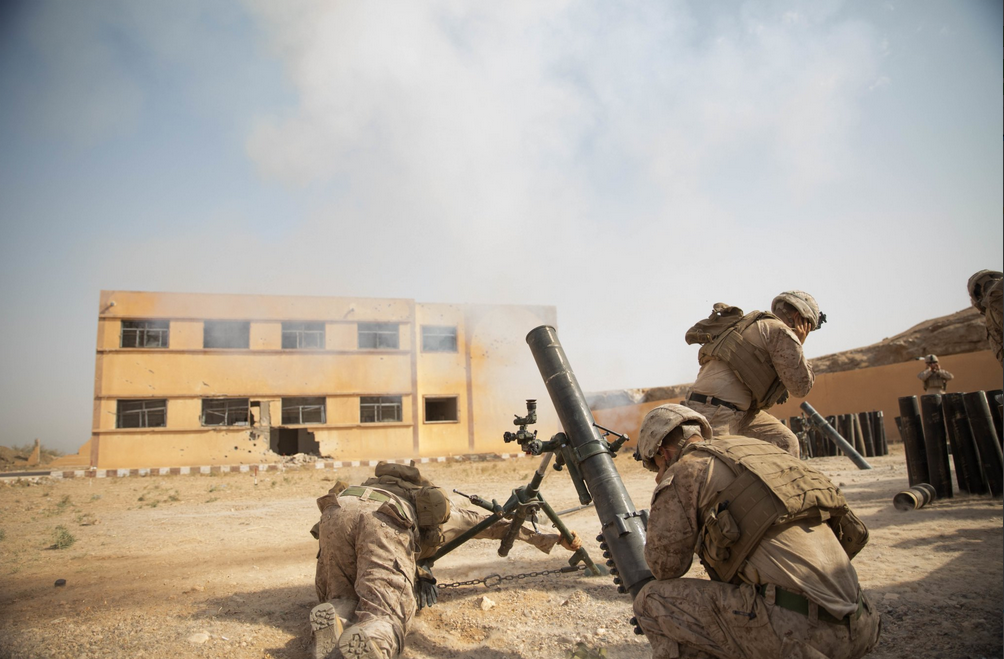
Des Marines américains effectuant des tirs de mortier en soutien aux Forces démocratiques syriennes, le 4 octobre 2018, pendant l'offensive de Deir ez-Zor.

Dans les derniers mois de l'année 2018, les combats ont essentiellement lieu contre l'État islamique dans le sud-est du pays. Le 25 juillet, un raid meurtrier est mené dans la ville de Soueïda et des villages environnants par des djihadistes qui avaient été évacués de Yarmouk,. En quelques heures, ces derniers massacrent plus de 250 miliciens et civils druzes, avant de regagner les régions désertiques de la Badiya,. Les loyalistes lancent alors une contre-offensive le 6 août, qui aboutit le 17 novembre à la prise du champ volcanique d'al-Safa, utilisé comme repaire par les djihadistes,. De leur côté, les Forces démocratiques syriennes, soutenues par la coalition internationale menée par les États-Unis, repartent à l'offensive le 10 septembre contre la poche tenue par l'État islamique dans la région de Hajine, dans le sud-est du gouvernorat de Deir ez-Zor. Cependant les djihadistes opposent une forte résistance et repoussent les FDS fin octobre,. Les FDS relancent alors l'offensive avec 17 000 hommes face aux 2 000 à 5 000 combattants de l'État islamique encore retranchés dans la poche,. Les combats et les bombardements font des centaines de morts dans les deux camps ainsi que parmi les civils. Les djihadistes auraient aussi massacré au moins 700 des prisonniers encore entre leurs mains au cours des mois de novembre et décembre. Après d'âpres combats, la ville d'Hajine est entièrement conquise par les FDS le 14 décembre. Les dernières petites villes de la région encore contrôlées pas l'État islamique tombent ensuite les unes après les autres : al-Chaafah le 5 janvier 2019, al-Soussa le 15 janvier et la majeure partie de Baghouz le 23 janvier.

### 2019: Fin du «califat» de l'État islamique, offensive loyaliste à Idleb et offensive turque au Rojava
Le 1er janvier 2019, des affrontements éclatent subitement dans le gouvernorat d'Idleb et l'ouest du gouvernorat d'Alep entre Hayat Tahrir al-Cham et le Front national de libération. En quelques jours, les rebelles pro-turcs sont complètement battus dans l'ouest du gouvernorat d'Alep qui passe entièrement aux mains des djihadistes. La Turquie ne réagit pas. Le 10 janvier, un accord de trêve est conclu et les factions du FNL acceptent que le gouvernorat d'Idleb passe sous l'administration du gouvernement de salut syrien,. De fait, la poche d'Idleb passe presque entièrement sous le contrôle de Hayat Tahrir al-Cham et de groupes djihadistes alliés,.

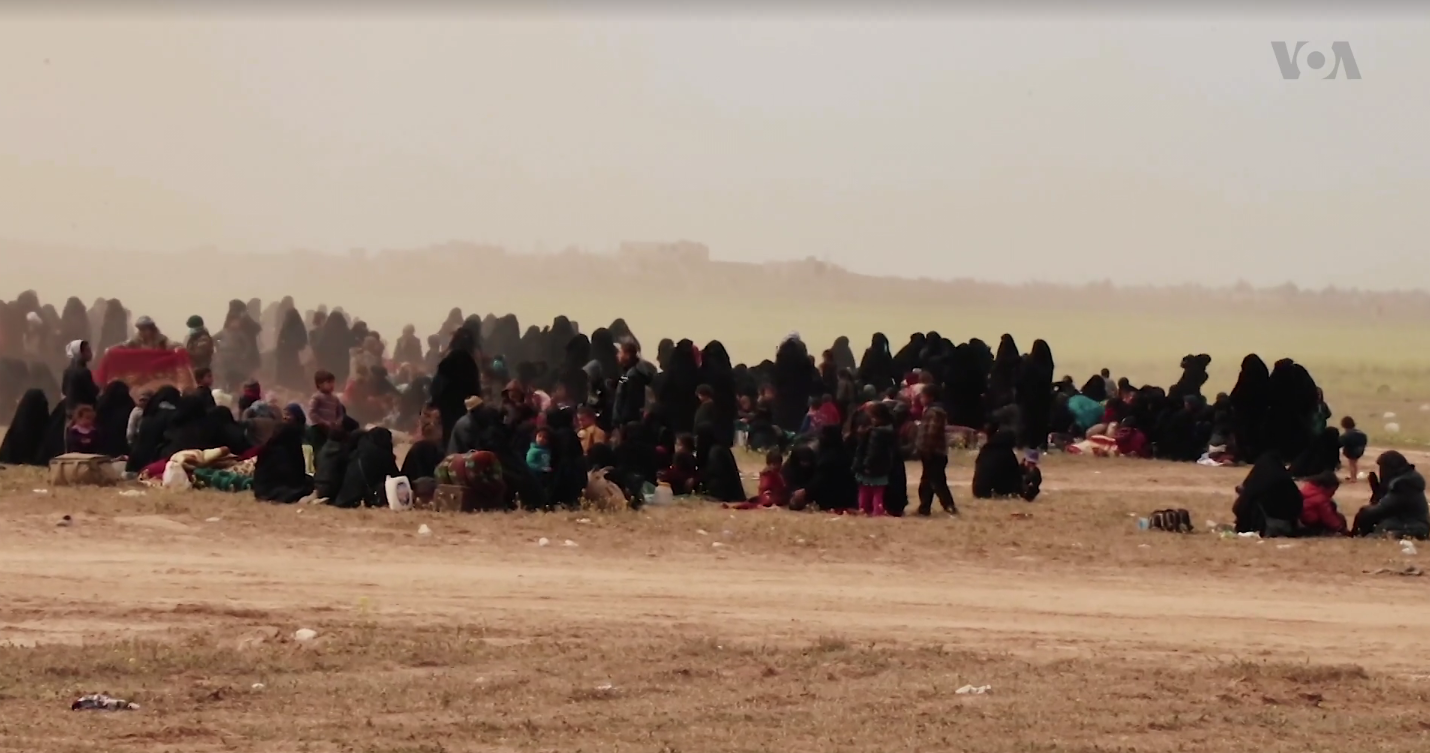
Familles de combattants de l'État islamique se rendant aux Forces démocratiques syriennes à Baghouz, le 8 mars 2019.

Dans le gouvernorat de Deir ez-Zor, les forces de l'État islamique se retrouvent acculées en janvier dans une ultime poche de résistance près de Baghouz. Après la conclusion vers la mi-février d'un accord et d'une trêve entre les Forces démocratiques syriennes et l'État islamique, des dizaines de milliers d'hommes, de femmes et d'enfants sont évacués par vagues du réduit pendant plusieurs semaines,. Le réduit de Baghouz tombe en totalité aux mains des FDS le 23 mars. Sa prise marque la fin du « califat » de l'État islamique qui ne contrôle alors plus aucun territoire en Syrie et en Irak. Cependant l'organisation conserve des cellules clandestines dans les villes et des combattants cachés dans les régions désertiques qui se convertissent à la guérilla. Les FDS se retrouvent également à devoir prendre en charge 12 000 combattants de l'État islamique faits prisonniers, dont 10 000 Syriens et Irakiens et 2 000 étrangers, tandis que 70 000 femmes et enfants de combattants djihadistes sont retenus dans le camp d'al-Hol,.
Le 19 décembre 2018, alors que l'offensive contre l'État islamique n'est pas encore achevée, le président des États-Unis Donald Trump annonce, contre l'avis de son administration, de son état-major et de ses conseillers, sa décision de retirer les troupes américaines de Syrie,. Le 11 janvier 2019, la coalition internationale annonce le début de son retrait de Syrie. Mais le 22 février, les États-Unis déclarent finalement qu'ils vont maintenir 400 soldats en Syrie « pour un certain temps », dont 200 au Nord aux côtés des Forces démocratiques syriennes, et 200 au Sud dans la zone d'al-Tanaf aux côtés de groupes de l'Armée syrienne libre,.
Le 6 mai, les armées syrienne et russe et lancent une offensive au sud de l'enclave d'Idleb. Cependant, les djihadistes et les rebelles de Hayat Tahrir al-Cham et du Front national de libération opposent une forte résistance et l'offensive du régime piétine. Lors des trois premiers mois, les loyalistes ne reprennent qu'une poignée de villages. Mais en août, l'armée syrienne accélère sa progression et s'empare des villes de Khan Cheikhoun, Latamné, Kafr Zita et Morek,. L'offensive s'arrête le 31 août, après la proclamation d'un cessez-le-feu par l'armée russe. Plus de 1 400 soldats et miliciens loyalistes, 1 700 rebelles et djihadistes et 1 000 civils trouvent la mort lors de ces combats.

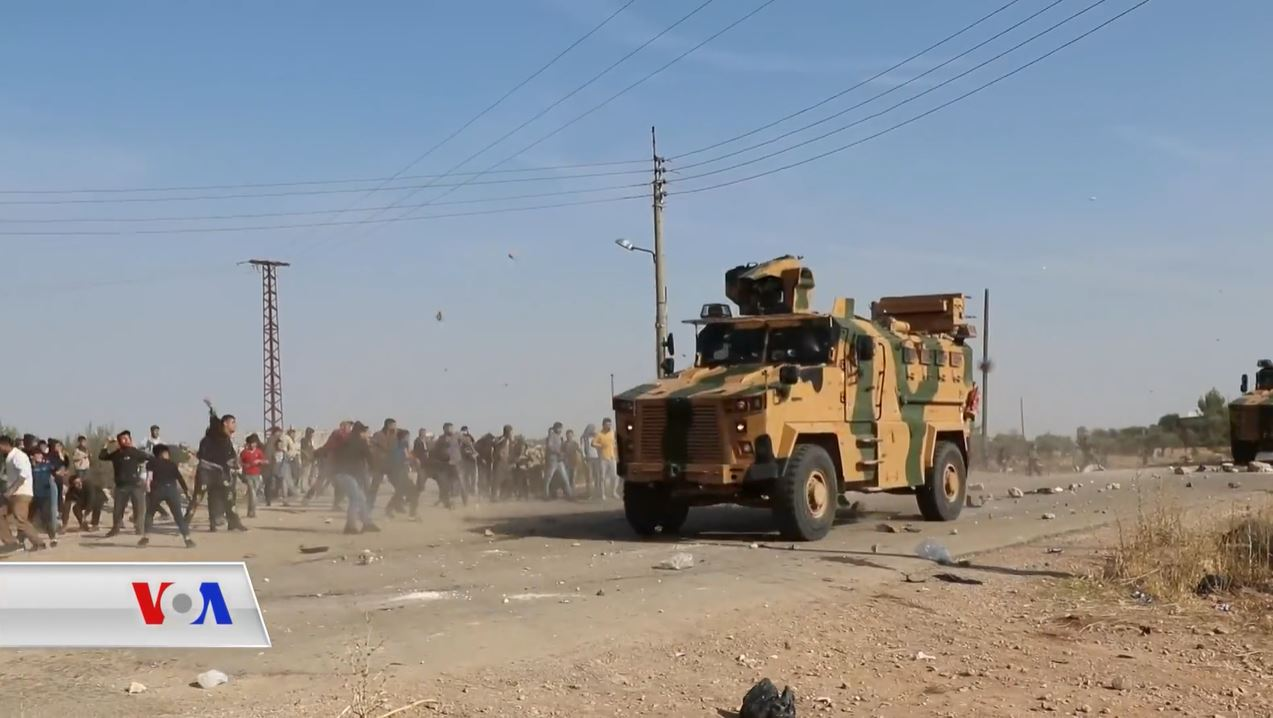
Véhicules de l'armée turque en patrouille caillassés par des habitants de Kobané, le 5 novembre 2019.

De son côté, la Turquie réitère à plusieurs reprises sa menace d'une offensive militaire dans le nord de la Syrie pour expulser les Forces démocratiques syriennes de sa frontière, mais elle se heurte pendant plusieurs mois à l'opposition des États-Unis. Le 7 août, Ankara et Washington concluent un accord pour créer une « zone de sécurité » le long de la frontière, mais ils ne parviennent pas à s'entendre dans sa mise en application. Le 6 octobre, la Maison-Blanche annonce que l'offensive turque est imminente et qu'elle retire une partie de ses troupes de la frontière. Le 9 octobre, l'armée turque, épaulée par les rebelles de l'Armée nationale syrienne, déclenche son offensive et attaque les villes frontalières de Tall Abyad et Ras al-Aïn, évacuées la veille par les forces spéciales américaines,. Tall Abyad est prise le 13 octobre. Le même jour, les États-Unis annoncent le retrait total de leurs troupes dans le nord de la Syrie. L'administration kurde conclut aussitôt un accord avec le régime syrien pour obtenir le déploiement de l'armée syrienne près de la frontière turque. Dans les jours qui suivent, les forces américaines se retirent et sont rapidement remplacées par les forces loyalistes syriennes et russes qui prennent position dans plusieurs villes contrôlées par les FDS : Kobané, Manbij, Tabqa, Aïn Issa et Hassaké,,. Aucun affrontement direct n'a cependant lieu entre l'armée turque et l'armée syrienne,. Le 17 octobre, une délégation américaine à Ankara obtient une trêve de cinq jours. Le 20 octobre, les FDS évacuent Ras al-Aïn. Le 22 octobre, la Turquie et la Russie concluent un accord à Sotchi : celui-ci prévoit un retrait total à 30 kilomètres au-delà de la frontière turque des combattants des YPG, l'évacuation par ces derniers de Tall Rifaat et de Manbij, le maintien des régions de Tall Abyad et Ras al-Aïn sous contrôle turc et le déploiement de patrouilles russo-turques le long de la frontière. Bien que l'offensive ait été largement condamnée à l'international,, l'opération est un succès pour la Turquie qui obtient sa zone de sécurité. Elle s'achève aussi à l'avantage de la Russie, qui confirme son rôle d'arbitre dans la région, et du régime syrien, qui reprend pied dans le nord-est du pays,. Les Kurdes, contraints de renouer avec Damas, perdent quant à eux leurs espoirs d'autonomie, tandis que la crédibilité diplomatique des États-Unis apparaît affaiblie. En Syrie, les forces américaines ne sont alors plus présentes que dans les régions pétrolières du gouvernorat de Deir ez-Zor et à al-Tanaf, dans le sud du pays,. La décision du président Donald Trump de retirer les troupes américaines de Syrie et d'abandonner les FDS, prise contre l'avis de son administration, est très majoritairement critiquée par l'ensemble de la classe politique américaine. L'OTAN se montre quant à elle divisée et fragilisée par la crise.
Dans la nuit du 26 au 27 octobre, Abou Bakr al-Baghdadi, le « calife » de l'État islamique, trouve la mort dans une opération américaine à Baricha, dans le nord du gouvernorat d'Idleb.

### 2020: Poursuite des offensives du régime dans la région d'Idleb
Le 19 décembre 2019, l'armée syrienne lance une nouvelle offensive au sud-est du gouvernorat d'Idleb, contre les groupes de l'opposition dominés par les djihadistes de Hayat Tahrir al-Cham et les rebelles de l'Armée nationale syrienne. Le 29 janvier 2020, elle s'empare de la ville de Maarat al-Nouman, en ruine et abandonnée par presque toute sa population. Elle prend ensuite Saraqeb le 8 février, puis Kafranbel le 25 février. Saraqeb est reprise par les rebelles le 27 février, puis à nouveau reconquise par les loyalistes le 2 mars. Les forces du régime achèvent également la reprise du contrôle de l'autoroute M5, qui relie Damas à Alep, et dégagent la périphérie ouest d'Alep. En deux mois, les bombardements et l'offensive du régime syrien provoquent la fuite vers la frontière turque d'environ un million de civils,, soit la plus importante vague de déplacés depuis le début du conflit en 2011. En février, la Turquie envoie des troupes en renfort dans la région d'Idleb et entre en confrontation avec l'armée syrienne en affichant son intention de repousser l'offensive. Le ciel d'Idleb étant contrôlé par les Russes, les Turcs engagent des drones armés qui infligent d'importantes pertes aux forces syriennes loyalistes. Moscou réplique alors et le 27 février, plus de trente soldats turcs sont tués près de Saraqeb par une frappe aérienne russe,. Le 1er mars, Ankara annonce officiellement le lancement d'une offensive militaire contre le régime syrien, baptisée « Bouclier du printemps ». Les tensions entre la Turquie et la Russie sont inédites depuis leur rapprochement diplomatique en 2016, mais les deux pays tiennent à éviter une rupture,. Le 5 mars, Vladimir Poutine et Recep Tayyip Erdoğan concluent un accord à Moscou pour instaurer un cessez-le-feu.
De son côté l'État islamique poursuit sa guérilla dans le désert de la Badiya,. Le 9 avril, il reprend même brièvement pied dans la ville d'al-Soukhna. Selon l'OSDH, au moins 780 combattants du régime, dont 108 miliciens pro-iraniens, et 507 djihadistes sont tués au combat dans cette zone pendant l'année 2020. Des cellules clandestines mènent également des attaques dans les zones contrôlées par les Kurdes, tuant 122 combattants des Forces démocratiques syriennes et 86 civils pendant la même période.

### 2021-2024: Un conflit larvé

Front de 2020 à 2024

De 2020 à 2024, la guerre en Syrie devient un conflit larvé. Aucune grande offensive n'est menée et les lignes de front n'évoluent plus, cependant des affrontements continuent d'éclater ponctuellement.
En août 2021, les incidents les plus graves éclatent dans la région de Deraa, reconquise par le régime trois ans plus tôt. Celle-ci dispose d'un statut particulier car les rebelles du Front du Sud ont pu conserver le contrôle de certains quartiers et villages, avec seulement une présence de la police militaire russe, en échange de la remise de leurs chars, blindés et armes lourdes et du retour des institutions étatiques,,,. Cependant plusieurs incidents opposent loyalistes et ex-rebelles, avec notamment des arrestations de membres de l'opposition par les Moukhabarat, l'enrôlement pour le service militaire de jeunes habitants de Deraa et le boycott en mai 2021 de l'élection présidentielle pendant laquelle plusieurs manifestations anti-Assad sont observées. Certains rebelles, réunis au sein de la « Résistance populaire », refusent également d'accepter les accords de « réconciliation » et continuent de mener des actions de guérilla contre les forces du régime. Le 25 juin, l'armée syrienne commence à assiéger certains quartiers rebelles de Deraa. Le 29 juillet, des affrontements particulièrement violents éclatent dans la région. Un cessez-le-feu est négocié le 1er septembre et le 8, dans le cadre de l'accord de trêve, l'armée syrienne entre dans le quartier insurgé. De fait, la ville de Deraa repasse presque entièrement sous le contrôle du régime,.
Le 20 janvier 2022, l'État islamique attaque la prison d'al-Sinaa, à l'intérieur de la ville de Hassaké, tenue par Forces démocratiques syriennes. Plusieurs centaines de détenus parviennent à s'évader, d'autres sont recapturés et d'autres se mutinent et occupent une partie de la prison pendant plusieurs jours,. Les Kurdes, soutenus par les Américains, reprennent le contrôle de la prison le 31 janvier, au terme de combats qui ont fait plus de 500 morts.
Au cours des années 2020, les successeurs d'Abou Bakr al-Baghdadi à la tête de l'État islamique sont éliminés les uns après les autres. Abou Ibrahim al-Hachimi al-Qourachi trouve la mort la nuit du 2 au 3 février 2022, lors d'une opération américaine dans la ville d'Atme (en), dans le gouvernorat d'Idleb, en Syrie,. Son successeur, Abou al-Hassan al-Hachimi al-Qourachi, est tué en octobre 2022, près de Deraa, par des rebelles de l'Armée syrienne libre. Le 3 août 2023, l'État islamique annonce la mort de son cinquième chef et quatrième calife, Abou al-Hussein al-Husseini al-Qourachi, lors d'affrontements contre Hayat Tahrir al-Cham dans le gouvernorat d'Idleb. Abou Hafs al-Hachimi al-Qourachi est désigné pour lui succéder.
En octobre 2022, des combats éclatent dans le nord du gouvernorat d'Alep entre différentes factions de l'Armée nationale syrienne. Hayat Tahrir al-Cham intervient alors et occupent temporairement la ville d'Afrine.
Le 20 novembre, en représailles de l'attentat à la bombe d'Istanbul du 13 novembre 2022 imputé par la Turquie au Parti des travailleurs du Kurdistan, l'armée turque lance une série de raids aériens et de tirs d'artillerie contre les positions tenues par les forces kurdes (Forces démocratiques syriennes, YPG et PKK) dans le nord de la Syrie et de l'Irak,,,.
Fin août 2023, des clans arabes se révoltent contre les Forces démocratiques syriennes dans le gouvernorat de Deir ez-Zor, à la suite de l'arrestation d'Ahmad Abou Khawla, le chef du Conseil militaire de Deir ez-Zor.
Le 5 octobre 2023, une attaque de drones vise une cérémonie de remise des diplômes à des officiers de l'académie militaire de Homs et fait une centaine de morts.
En 2023, selon l'OSDH, les attaques de l'État islamique dans la Badia, le désert syrien, ont fait 385 morts parmi les membres des forces prorégime et 165 morts civils.
A partir du 8 octobre 2023, la Syrie subit l'extension du conflit entre Israël et le Hamas. Les frappes israéliennes en Syrie contre le Hezbollah et les milices pro-iraniennes s'intensifient. De plus les milices pro-iraniennes intensifient également leurs attaques contre les bases américaines en Syrie et en Irak, en réponse au soutien américain à l'État hébreu dans sa riposte face au Hamas après l'attaque du 7 octobre 2023 en Israël.

### 2024: Chute du régime de Bachar al-Assad

Carte de l'offensive rebelle de 2024 en Syrie :
Territoire contrôlé par le gouvernement syrien et ses alliés
Territoire contrôlé par les rebelles
Territoire contrôlé par les Forces démocratiques syriennes

Le 27 novembre 2024, en réponse à plusieurs bombardements dans la région d'Idleb, Hayat Tahrir al-Cham et l'Armée nationale syrienne lancent une offensive à l'ouest de la ville d'Alep et enfoncent aussitôt les lignes de défenses du régime. Le 30 novembre, les forces du régime sont chassées de la ville d'Alep, qui passe sous le contrôle des rebelles à l'exception de quelques quartiers toujours tenus par les Forces démocratiques syriennes. Le 5 décembre, les rebelles s'emparent de Hama après de féroces combats. Le soir du 7 décembre, ils entrent dans Homs.
La progression fulgurante des rebelles au nord de la Syrie provoque de nouveaux soulèvements anti-Assad à travers le pays. Au sud de la Syrie, l'Armée syrienne libre reprend les armes et ouvre un nouveau front,. Le 6 décembre, l'armée du régime abandonne les gouvernorats de Deraa, Soueïda et Qouneitra, qui passent aux mains de l'opposition.
Le même jour, dans l'est de la Syrie, les forces du régime abandonnent également la ville de Deir ez-Zor, ainsi que son gouvernorat, qui sont ensuite occupés par les Forces démocratiques syriennes,.
En quelques jours, l'armée syrienne s'effondre totalement, minée par la corruption et en grande partie privée du soutien de ses alliés. La Russie est alors embourbée dans sa guerre en Ukraine, tandis que l'Iran, le Hezbollah et les milices chiites irakiennes sortent affaiblis d'un conflit contre Israël,,.
Les rebelles entrent sans résistance à Damas dans la nuit du 7 au 8 décembre 2024,,. Bachar al-Assad abandonne sa capitale et s'enfuit en Russie. Le Premier ministre Mohammad Ghazi al-Jalali annonce alors qu'il transmettra le pouvoir aux nouveaux dirigeants. En pénétrant à Damas, les rebelles libèrent les prisonniers du régime, notamment à la prison de Saidnaya.

### 2025

Mazloum Abdi et Ahmed al-Charaa à Damas, le 10 mars 2025.

Après la chute du régime Assad, un gouvernement de transition est formé le 10 décembre et Ahmed al-Charaa est nommé président par intérim de la Syrie le 29 janvier 2025, abandonnant au passage son surnom d'« Abou Mohammed al-Joulani » et recevant plusieurs délégations diplomatiques étrangères arabes et occidentales. Le 29 janvier, le nouveau pouvoir annonce la dissolution de tous les groupes rebelles en vue de construire une nouvelle armée syrienne. Le 10 mars, Ahmed al-Charaa et Mazloum Abdi signent un accord à Damas prévoyant l'intégration au sein de l'État syrien des institutions civiles et militaires de l'Administration autonome du Nord et de l'Est de la Syrie, contrôlée par les Forces démocratiques syriennes. Le 13 mars, al-Charaa signe une déclaration constitutionnelle pour la période transitoire,.
La fin du régime Assad ne met cependant pas immédiatement fin aux combats en Syrie. Dans le nord, l'Armée nationale syrienne et la Turquie passent également à l'offensive contre les Forces démocratiques syriennes. Le 11 décembre 2024, elles s'emparent de Manbij. Elles tentent ensuite de franchir l'Euphrate en attaquant le barrage de Tichrine, près de la ville de Tichrine, et le pont de Qara Qawzak, près de la ville de Sarrine, mais les FDS parviennent cette fois à les repousser,, au terme de combats qui font plus de 600 morts en trois mois. Le 12 avril, les forces gouvernementales se déploient autour du barrage de Tichrine après la conclusion d'un accord avec les FDS.

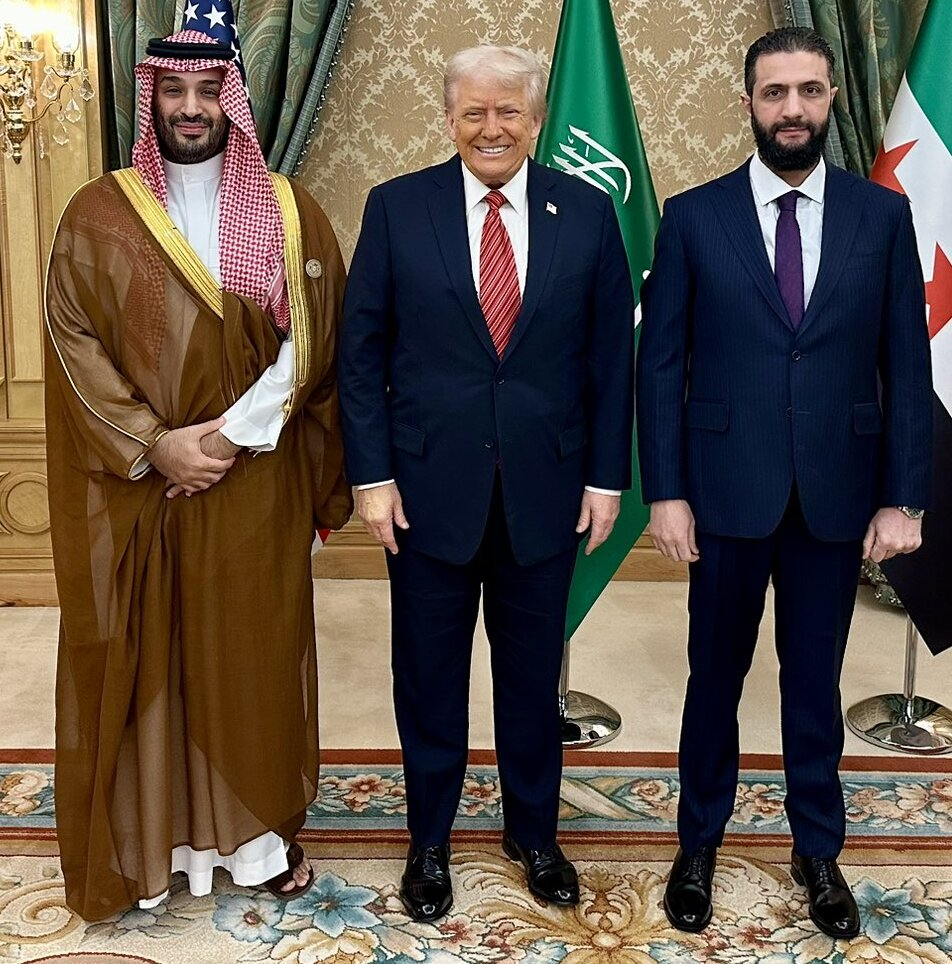
Le prince hétitier saoudien Mohammed ben Salmane, le président américain Donald Trump et Ahmed al-Charaa à Riyad, le 14 mai 2025.

De son côté, Israël profite du vide laissé par l'effondrement du régime Assad pour s'emparer de plusieurs villages syriens aux abords du plateau du Golan et lancer une campagne frappes aériennes dans l'ensemble du territoire syrien en vue de détruire l'arsenal militaire du nouveau régime.
Le 6 mars 2025, des groupes armés pro-Assad, lancent une insurrection dans les gouvernorats de Lattaquié et Tartous, sur la côte syrienne. Les forces de sécurité et des groupes d'ex-rebelles et de djihadistes mènent alors une vaste opération de contre-insurrection, mais mal contrôlés par le nouveau régime, ils commettent de nombreux massacres contre les civils alaouites. Les affrontements font des centaines de morts parmi les combattants, tandis qu'au moins 1 100 à 1 700 civils sont tués,,.
Fin avril, d'autres violences communautaires opposent sunnites et druzes dans la banlieue de Damas, faisant au moins une centaine de morts. En juillet, de nouveaux combats éclatent à Soueïda.
Le 7 mai, Ahmed al-Charaa se rend en France, où il est reçu par le président Emmanuel Macron pour sa première visite en Europe. Le 13 mai, le président américain Donald Trump annonce la levée de sanctions contre la Syrie. Le lendemain, il rencontre Ahmed al-Charaa à Riyad, en compagnie du prince héritier saoudien Mohammed ben Salmane,. Le 20 mai, l'Union européenne annonce à son tour la levée de toutes les sanctions économiques contre la Syrie.

## Utilisation de tactiques et d'armes non conventionnelles

### Armes chimiques
L'utilisation de gaz sarin de chlore et de gaz moutarde est observée pendant le conflit. La majorité des attaques chimiques sont le fait du régime syrien,,, mais l'État islamique en fait également usage à au moins une occasion,.
Les premières attaques chimiques du conflit sont menées avec du sarin en octobre 2012 à Kafr Takharim et Salqin, à 60 kilomètres à l'ouest d'Alep. D'autres attaques suivent : selon le Ministère français des Affaires étrangères, les gaz de combat sont utilisés à près de 130 reprises par le régime syrien entre octobre 2012 et avril 2017. Selon les ONG médicales et humanitaires, ces attaques auraient fait près de 2 000 morts, les plus meurtrières étant le massacre de la Ghouta, le 21 août 2013 ; l'attaque d'Ouqayribat, le 12 décembre 2016 ; l'attaque de Khan Cheikhoun, le 4 avril 2017 ; et l'attaque de Douma, le 7 avril 2018,.
Le 7 août 2015, le Conseil de sécurité des Nations unies adopte une résolution permettant la création d'un mécanisme d'enquête conjoint de l'ONU et de l'Organisation pour l'interdiction des armes chimiques (OIAC) — le Joint Investigative Mechanism (JIM) — chargé d'enquêter sur les attaques chimiques commises en Syrie,. Les enquêteurs du JIM publient plusieurs rapports et établissent la responsabilité du régime syrien dans plusieurs attaques au sarin — notamment l'attaque de Khan Cheikhoun — et au chlore ; ils concluent également à la responsabilité de l'État islamique dans au moins une attaque au gaz moutarde,,,. Le mandat du JIM s'achève en novembre 2017, après deux vétos de la Russie s'opposant à son renouvellement,.

### Attentats à la bombe et attentats-suicides
De nombreux attentats sont commis lors du conflit syrien, principalement par le Front al-Nosra et l'État islamique. Le Front al-Nosra a notamment revendiqué la responsabilité de 57 des 70 attentats-suicides recensés jusqu'en avril 2013. Ces attentats ont fait de très nombreuses victimes civiles. Les attentats les plus meurtriers du conflit sont l'attentat de Damas du 10 mai 2012, l'attentat de Homs du 29 avril 2014, l'attentat de Sayyida Zeinab du 21 février 2016, les attentats de Tartous et Jablé du 23 mai 2016 et l'attentat de Rachidine, le 15 avril 2017.

### Missiles Scud
En décembre 2012, le camp gouvernemental commence à tirer des missiles Scud sur les villes tenues par les rebelles, en particulier Alep.
Le 19 février 2013, quatre Scud sont tirés : trois d'entre eux tombent sur Alep et un sur la localité de Tell Rifaat (gouvernorat d'Alep). Entre décembre 2012 et février 2013, une quarantaine d'impacts de Scud ont été documentés et, sur le seul mois de février 2013, les attaques de Scud ont fait au moins 141 morts. Le 1er mars 2013, un missile Scud, probablement destiné au gouvernorat de Deir Ezzor atterrit en Irak. Le 29 mars 2013, un Scud frappe la zone de Huraytan (Alep), tuant 20 personnes et en blessant 50. Le 28 avril 2013, l'OSDH rapporte une attaque de Scud contre Tell Rifaat ayant fait quatre victimes (deux femmes et deux enfants). Le 3 juin 2013, un missile sol-sol, dont le type exact n'a pas été déterminé, frappe le village de Kafr Hamrah aux environs de minuit, tuant 26 personnes, dont six femmes et huit enfants, selon l'OSDH.
Les États-Unis ont condamné l'usage des Scud dans le conflit syrien.

### Armes à sous-munitions
L'armée syrienne a commencé à utiliser des armes à sous-munitions dès septembre 2012. Steve Goose, directeur du bureau des Armes à Human Rights Watch explique que « la Syrie étend son utilisation répétée des armes à sous-munitions, qui sont interdites, et les civils en paient le prix en termes de morts et de blessés » […] « le bilan initial ne constitue qu'un début, car ces armes laissent des sous-munitions non explosées qui continuent à tuer et à mutiler pendant très longtemps ».
Des armes à sous-munition de facture soviétique sont utilisées, y compris dans des zones assiégées et à forte densité d'habitants, ce qui, selon l'ONG Amnesty international, est constitutif de crimes de guerre commis au quotidien dans la Ghouta orientale.
Des armes incendiaires à sous-munitions sont également utilisées par la Russie lors du conflit.

### Bombes à barils
Une bombe à baril (barrel bomb) est un type d'engin explosif improvisé couramment utilisé par l'armée de l'air syrienne contre les zones rebelles, y compris en milieu urbain et sur des populations civiles. Chaque baril est rempli d'une quantité importante de TNT auquel on ajoute des éléments métalliques (shrapnel), de nitrate de potassium et de l'essence. Le tout est largué depuis un hélicoptère. La détonation qui en résulte est dévastatrice mais imprécise,,,,.
Selon un rapport d'Amnesty International publié le 5 mai 2015, les bombardements au baril d'explosifs largués par hélicoptère ont fait 11 000 morts parmi les civils depuis 2012,. Le Réseau syrien des droits de l'homme affirme de son côté avoir recensé l'explosion de 19 947 barils d'explosifs du 22 février 2014 au 22 février 2016, ayant causé la mort de 8 136 civils, dont 2 036 femmes et 2 274 enfants.

### Armes thermobariques
Des armes thermobariques (bombes fuel-air) sont utilisées dans le conflit syrien par le camp loyaliste. Depuis 2012, les rebelles dénoncent l'usage de ces armes par l'armée de l'air syrienne, qui les a utilisées pour frapper les zones résidentielles occupées par les combattants rebelles, pendant la bataille d'Alep et à Kafr Batna,. Un groupe d'enquêteurs de l'ONU a conclu que le gouvernement syrien a utilisé les bombes fuel-air contre la ville stratégique de Qousseir en mars 2013.

### Armes incendiaires
En août 2013, la BBC a évoqué l'usage de bombes incendiaires comparables à des bombes au napalm sur une école du nord du pays,.
Plusieurs dizaines d'attaques des forces aériennes russes et syriennes utilisant des armes incendiaires, phosphore blanc, thermithe ou napalm sont rapportées. Human Rights Watch en a documenté plus de 90 entre novembre 2012 et 2017. Pendant la première moitié de 2018, elle en compte 30, menées par l'alliance syro-russe, sur des zones civiles sous contrôle rebelle, dont la Ghouta orientale et l'ouest d'Idlib. Selon la Défense civile syrienne, une attaque à l’arme incendiaire à Kafr Batna le 16 mars 2018 a tué au moins 61 personnes et a fait plus de 200 blessés,,.

## Crimes de guerre et crimes contre l'humanité

### Violations des droits humains
Selon plusieurs organisations de défense des droits humains et selon les Nations unies, des violations des droits humains ont été commises par le gouvernement et par les rebelles, la très grande majorité des abus étant attribués au gouvernement syrien,,,. La commission de l'ONU chargée d'enquêter sur les violations des droits humains en Syrie confirme au moins 9 massacres délibérés dans la période allant de 2012 jusqu'à la mi-juillet 2013. Le gouvernement syrien est désigné comme l'auteur de 8 de ces massacres et l'opposition du neuvième. Dans l'ensemble du conflit, le régime syrien est responsable de la grande majorité des exactions,,,.
Le 20 septembre 2018, Catherine Marchi-Uhel, Chef du Mécanisme international chargé de la collecte des preuves des crimes de guerre en Syrie, annonce avoir réuni près de 900 000 documents, et ouvrir deux dossiers d'enquête sur les crimes de guerre en Syrie.

### Torture et pendaisons dans les prisons du régime syrien
Au cours du conflit, le régime syrien emploie massivement la torture contre ses opposants. Elle est pratiquée dans plusieurs centres dispersés à travers le pays par la Sécurité militaire, la Sécurité politique, le Directoire des renseignements généraux et la Sécurité de l'armée de l'air. En 2014, l'ONG Human Rights Watch rapporte que « selon des détenus libérés et des transfuges, les méthodes de torture utilisées par les forces de sécurité syriennes sont notamment de longs passages à tabac, souvent avec des matraques et des câbles métalliques, l’obligation pour les détenus de demeurer dans des positions pénibles et douloureuses pendant des périodes prolongées, l’électrocution, l’agression sexuelle, l’arrachage des ongles des mains et le simulacre d’exécution ». Des rescapés évoquent également comme méthodes de torture le « shabeh », le « tapis volant », la « chaise allemande », le « falaqah », ou encore les brûlures à l'eau bouillante ou à l'acide, les chocs électriques et la suspension pendant plusieurs heures de prisonniers attachés à des crochets fixés au plafond,,. En 2019, le Réseau syrien des droits de l'homme documente 72 méthodes de torture utilisées par le régime, dont 39 méthodes de torture physique, 8 méthodes de violences sexuelles, 8 méthodes de torture psychologique, 9 moyens de tortures dans les hôpitaux militaires et 6 méthodes de négligences sanitaires,.
En 2013, un photographe de la police militaire syrienne déserte avec l'aide d'hommes de l'Armée syrienne libre. Il gagne la Jordanie, avant de trouver plus tard refuge en Europe,. Surnommé « César », il a photographié pour l'administration du régime les corps des plusieurs milliers de détenus morts sous la torture et est parvenu à exfiltrer 53 275 photos numériques prises par lui à Damas entre août 2011 et juillet 2013,,,,,,. Ces images sont ensuite remises au Courant national syrien, un mouvement d'opposition politique établi en Turquie,,. Le Qatar mandate alors un cabinet d'avocats londoniens, Carter-Ruck and Co, pour authentifier les photos. Celui-ci engage trois anciens procureurs internationaux — Sir Desmond de Silva QC, ancien procureur général de la Cour spéciale pour la Sierra Leone, Sir Geoffrey Nice QC, ancien procureur au procès de Slobodan Milosevic, et le Professeur David Crane, qui a mis en accusation le président Charles Taylor — et trois experts en anthropologie médicale qui publient un rapport en janvier 2014 confirmant l'authenticité des images prises par César,. Le Courant national syrien annonce 55 000 photos prises par César et 11 000 morts en détention, mais ces chiffres sont inexacts. Sur 18 000 des photos de César figurent en réalité les corps de 1 036 soldats majoritairement morts au combat et de 4 025 civils, tués pour la plupart dans leurs maisons. 27 000 à 28 000 clichés concernent les détenus,. Chaque corps est photographié à quatre reprises et 6 786 victimes sont recensées,. Les photos des détenus ont été prises à deux endroits : à la morgue de l'hôpital de Tichrine, à Damas, et dans un garage de l'hôpital militaire 601 à Mazzeh, non loin du Palais présidentiel. Les victimes viennent de 24 lieux de détentions localisés à Damas, mais plus de 80 % des corps proviennent des seules branches 215 et 227 des renseignements militaires. Sur les 6 786 victimes dénombrées, 2 936 sont décharnées et ont souffert de la faim, 2 769 ont des marques de tortures et 455 ont les yeux énucléés. Une seule femme, Rehab Allawi, une étudiante de 24 ans, et un seul mineur, Ahmad al-Musalmani, 14 ans, figurent parmi les morts identifiés,,,,. En mai 2016, une mutinerie éclate dans la prison de Hama regroupant près de 900 détenus révoltés contre l'annonce du transfert de plusieurs détenus dont au moins cinq condamnés à mort dont ils craignent l’exécution prochaine, à la prison militaire de Sednaya, située au nord de Damas. Après une prise en otage de plusieurs gardiens, cette révolte prend fin au bout d'un mois à la suite du blocus de la prison par les forces de sécurité syrienne, puis d'un accord, non-respecté par la suite, prévoyant la libération des prisonniers détenus sans inculpation.
À la date du 3 août 2018, l'OSDH annonce avoir recensé la mort sous la torture d'au moins 16 005 civils, dont, 65 femmes et 125 enfants. L'OSDH estime cependant que le bilan réel est certainement plus élevé et annonce le 21 mai 2016, qu'au moins 60 000 personnes sont mortes sous la torture ou en raison des mauvais traitements selon des renseignements obtenus auprès de sources du régime. Début 2022, l'OSDH a établi une liste de 47 000 prisonniers morts en détention depuis 2011, mais estime le nombre réel des victimes à 105 000 et le nombre des personnes encore en détention à 152 000, dont 40 000 femmes. Le plus grand nombre de décès a été répertorié dans la prison de Saidnaya, près de Damas et dans les centres de détention des services de renseignements de l'armée de l'air et de la sécurité de l'État. Le Réseau syrien des droits de l'homme (RSDH) affirme de son côté avoir recensé 12 987 morts à la date du 1er mars 2017. Selon le Réseau syrien des droits de l'homme (SNHR), entre mars 2011 et août 2017, 75 000 personnes ont été victimes de disparitions forcées de la part du gouvernement syrien et 2 000 autres l'ont été de la part des rebelles ou de l'État islamique : un bilan également repris par Amnesty International. En décembre 2017, le Centre de documentation des violations (VDC) fait état de 72 000 cas de disparitions depuis mars 2011, imputés à 92 % par le régime. D'autres estimations vont jusqu'à 100 000 ou 200 000 disparus.
Selon un bilan de la Human Rights Data Analysis Group (HRDAG), repris par Amnesty International, au moins 17 723 personnes sont mortes dans les centres de détention du régime syrien entre mars 2011 et décembre 2015. Mais le bilan réel est estimé comme étant très probablement bien plus élevé. Selon Amnesty International, environ 300 personnes meurent chaque mois dans les prisons syriennes. La prison de Seidnaya, près de Damas, est considérée comme la pire de toutes,. Dans un nouveau rapport publié en février 2017, Amnesty International affirme qu'environ 5 000 à 13 000 opposants au régime syrien ont été pendus dans la prison de Saidnaya entre septembre 2011 et décembre 2015. En mai 2017, le Département d'État des États-Unis affirme que la Syrie aurait construit à proximité de la prison de Saidnaya un incinérateur de grande capacité où l'on procéderait à la crémation de milliers de prisonniers morts au cours de leur détention,,.
Le 8 février 2016, les enquêteurs du Conseil des droits de l'homme des Nations unies affirment que ces exactions sont le résultat d'une « politique d'État » et accusent le régime syrien de mener une « extermination » des détenus. Le chef de la commission, Paulo Pinheiro, déclare : « Le caractère massif des morts de détenus suggère que le gouvernement syrien est responsable d’actes qui relèvent de l’extermination et sont assimilables à un crime contre l’humanité ».
A l'été 2018, les autorités syriennes commencent à émettre des certificats de décès de détenus, morts pour certains depuis plusieurs années, confirmant ainsi les accusations de certaines ONG comme Amnesty International qui en 2017 avait qualifié la prison de Saidnaya « d'abattoir ». Les causes de décès avancées officiellement par le régime sont alors « crise cardiaque » ou « défaillance respiratoire », mais aucun corps n’est rendu aux familles et aucun lieu d'inhumation n'est précisé,,,,,.

### Viols
De nombreuses femmes, opposantes au régime de Bachar el-Assad ou ayant des membres de leurs familles au sein de la rébellion, sont emprisonnées par les forces gouvernementales et soumises à des viols de manière régulière et planifiée,,,,,,,,. Des témoignages de rescapées évoquent comme méthode de torture le viol collectif,, ainsi que l'introduction de rats,, ou de bâtons électriques, dans le vagin ou l'anus. Plusieurs femmes donnent naissance à des enfants dans les prisons, qui leur sont ensuite enlevés. Des viols sont également très fréquemment commis sur des enfants et des hommes dans les lieux de détention tenus par le régime syrien,,,. Dès le printemps 2011, une campagne de viols est également lancée dans les villes et les villages par les Chabihas : ces derniers mènent des raids dans les maisons et commettent des viols sur des femmes et des filles devant les membres de leurs familles. Le viol constitue un tabou dans une société syrienne largement patriarcale et conservatrice : de nombreuses victimes sont rejetées par leur famille ou répudiées par leur mari, des milliers de femmes se suicident ou sont victimes de crimes d'honneur,,.
Women Under Siege (en), une organisation de défense des droits humains, avait documenté, en juillet 2012, plus de 100 cas de viols et d'agressions sexuelles pendant le conflit. La plupart de ces crimes étaient attribués aux Shabiha et aux autres milices loyalistes. Les victimes étaient des hommes, des femmes et des enfants, les femmes et les filles représentant 80 % des victimes.
Fin novembre 2013, selon un rapport de du Réseau euro-méditerranéen des droits de l'homme (EMHRN) intitulé Violence against Women, Bleeding Wound in the Syrian Conflict, près de 6 000 femmes avaient été victimes de viols (y compris de viols collectifs) depuis le début du conflit. Les chiffres sont probablement plus élevés, un grand nombre de cas ne faisant pas l'objet de déclaration,,. En mars 2014, Abdel Karim Rihaoui, président de la Ligue syrienne des droits de l'homme, estime à plus de 50 000 le nombre des femmes violées dans les prisons du régime syrien.
En mars 2018, la Commission internationale d’enquête sur la Syrie, mandatée par l'ONU, affirme dans un rapport que l'armée syrienne et les milices pro-régime ont commis des viols de manière systématique. Les rebelles sont également accusés d'avoir commis des viols, bien que dans des proportions « considérablement moindre ».
Plusieurs femmes yézidies, enlevées en Irak par l'État islamique pendant les massacres de Sinjar et réduites à l'esclavage sexuel, sont également envoyées en Syrie par les djihadistes.

### Destructions
Le 30 janvier 2014, l'organisation Human Rights Watch publie un rapport détaillé portant sur la période de juin 2012 – juillet 2013 et montrant que le gouvernement syrien a fait raser 7 districts rebelles dans les villes de Damas et d'Hama, sur une surface correspondant à 200 terrains de football. Des témoignages confirmés par des photos-satellites montrent l'usage de bulldozers et d'explosifs pour raser des immeubles. Ces déprédations sont qualifiées de punition dirigée contre les habitants des zones acquises aux rebelles.
Pour la géographe Leïla Vignal, les assauts menés par les forces du régime « corroborent le diagnostic de bombardement « indiscriminé » des populations, une tactique militaire illégale au regard du droit humanitaire international. De ce point de vue, les destructions urbaines ne sont pas seulement l’une des conséquences du conflit armé : elles sont aussi, et peut-être surtout, une arme aux mains des forces gouvernementales ».

### Exactions de l'État islamique
Selon l'OSDH, les massacres et les exécutions commis par l'État islamique font au moins 6 209 morts en Syrie entre le 28 juin 2014 et le 30 janvier 2019. Parmi eux figurent 3 691 civils — dont 180 femmes et 128 enfants — mis à mort certains pour sorcellerie, homosexualité ou collaboration avec la coalition antidjihadiste, 1 358 soldats et miliciens du régime syrien, 467 rebelles syriens, y compris des djihadistes du Front al-Nosra et des Kurdes des YPG, 2 soldats turcs, et 691 de ses propres hommes pour tentative de désertion, « extrémisme » ou espionnage. L'OSDH estime cependant que le bilan réel est probablement plus élevé et évoque notamment plusieurs centaines de disparus dans les prisons de l'EI.
En octobre 2018, Human Rights Watch estime le nombre des disparus entre 3 000 et 5 000. En mai 2019, le Réseau syrien des droits de l'homme affirme avoir recensé 8 143 cas d'individus détenus par l'EI dont le sort reste inconnu.
En 2018 et 2019, une dizaine de charniers sont exhumés autour de Raqqa, les plus importants étant ceux d'al-Foukheikha, qui comprend 3 500 corps, et de « Panorama », qui en compte 900,.

### Exactions des rebelles syriens
Plusieurs groupes rebelles sont accusés d'exactions et des crimes de guerre pendant le conflit par la Commission d'enquête indépendante et internationale (COI) sur la Syrie mandaté par le Conseil des droits de l'homme des Nations unies, par Amnesty international et par Human Rights Watch, qui font état de tirs d'artillerie aveugles ayant causé la mort de civils, d'enlèvements, d'arrestations arbitraires, de pillages, de tortures et d'exécutions sommaires. Des partisans présumés du régime syrien, des militants pacifiques de l'opposition, des Kurdes et des membres des minorités religieuses figurent notamment parmi les victimes de ces exactions,,,,,,,,.

### Exactions des Forces démocratiques syriennes
Dans un rapport publié le 13 octobre 2015, Amnesty international accuse les Unités de protection du peuple (YPG) de s'être rendu coupable de déplacements forcés de population et de destructions de maisons dans plus d'une dizaine de villages repris à l'État islamique. Des images satellite examinées par l’ONG sise à Londres ont montré que le village d’Hussainiya a été détruit à 94 % entre juin 2014 et juin 2015,.

## Bilan humain

### Bilan total
Le 22 août 2014, le Haut-Commissariat des Nations unies aux droits de l'homme (HCDH) affirme avoir comptabilisé 191 369 cas documentés de personnes tuées en Syrie entre mars 2011 et fin avril 2014. Il estime cependant que ce nombre est sans doute une sous-estimation du nombre réel des tués. La liste est établie sur la base des données issues de cinq sources différentes : le gouvernement syrien (jusque fin mars 2012), l'Observatoire syrien des droits de l'homme (jusque fin avril 2013), le Centre syrien pour les statistiques et la Recherche, le Réseau syrien des droits de l'homme et le Centre de documentation des violations en Syrie,. En août 2015, l'ONU estime que le bilan du conflit est d'environ 250 000 morts,. Cependant, à cause des difficultés pour recenser le nombre des victimes, les estimations du HCDH et de l'ONU restent bloqués pendant six ans à ces décomptes,. Le bilan n'est réactualisé qu'en septembre 2021, pour passer à au moins 350 209 morts selon le Haut-Commissariat des Nations unies aux droits de l'homme, qui précise cependant qu'il s'agit d'une « une limite basse et vérifiable », mais qu'« il est certain que le véritable chiffre est sans doute beaucoup plus élevé ».
À la date du 20 mars 2025, l'Observatoire syrien des droits de l'homme (OSDH) affirme avoir recensé 656 493 morts et précise que les noms de 546 150 d'entre eux sont connus. Pour l'OSDH, le conflit a fait au moins 5 000 morts en 2011, 40 000 morts en 2012, 73 000 morts en 2013, 76 000 morts en 2014, 55 000 morts en 2015,, 60 000 morts en 2016, 33 000 morts en 2017,, 20 000 morts en 2018, 11 000 morts en 2019, 6 800 morts en 2020, 3 700 morts en 2021, 3 800 morts en 2022, et 4 360 morts en 2023 et 21 000 morts en 2024.
Armed Conflict Location and Event Data project (Acled), un projet de l'Université du Sussex, affirme qu'au moins 54 190 morts causés par le conflit syrien ont été recensés pendant l'année 2017, 30 069 pendant l'année 2018 et 14 399 pendant l'année 2019.
L'État-civil syrien annonce pour sa part en août 2018 avoir enregistré 68 000 décès en 2017 et 32 000 depuis le début de l'année, mais sans en préciser la nature.
Le 11 février 2016, le Centre syrien pour la recherche politique affirme que le conflit a fait 470 000 morts depuis mars 2011, dont 70 000 en raison d'un manque d'eau potable, de nourriture ou de médicaments, et 1,9 million de blessés,.

### Pertes des forces belligérantes
Les pertes du camp loyaliste

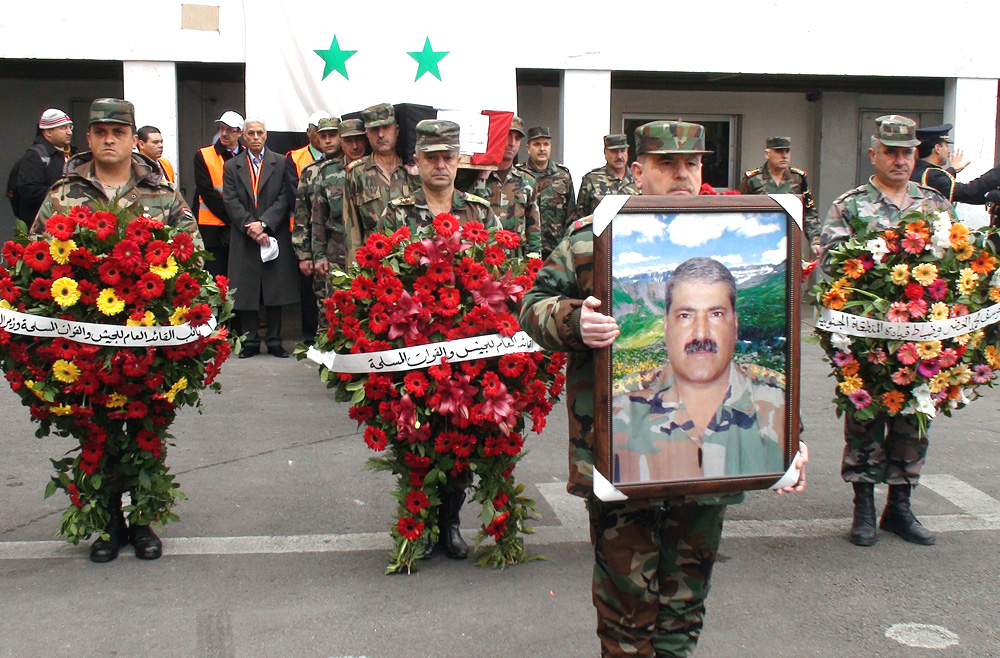
Funérailles du général loyaliste Mohammed al-Awad, tué à Damas le 16 janvier 2012.

- À la date du 20 mars 2025, selon l'OSDH les pertes du régime syrien sont d'au moins 162 259 morts, dont 93 612 pour l'armée arabe syrienne, d'au moins 68 385 morts pour les Forces de défense nationale et les milices et d'au moins 262 morts pour les insurgés pro-Assad actifs après la chute du régime[30].
- Selon un rapport de The Institute for the Study of War publié le 15 décembre 2014, le nombre des tués dans l'armée syrienne depuis le début du conflit est estimé à 44 000[1767],[100].

Les pertes des forces de l'opposition
- À la date du 20 mars 2025, selon l'OSDH les pertes des forces rebelles sont d'au moins 81 489 morts, celles des déserteurs de l'armée syrienne d'au moins 3 596 morts et celles des djihadistes proches d'al-Qaïda et de Hayat Tahrir al-Cham d'au moins 28 463 morts[30].
- Selon l'OSDH, au moins 6 225 rebelles ont été tués par les frappes aériennes russes entre le 30 septembre 2015 et le 27 février 2022[1768]. Au moins 7 601 rebelles et djihadistes sont également tués par les frappes du régime entre le 20 octobre 2014 et le 29 mai 2019[1769].
- En octobre 2018, la Russie affirme avoir éliminé plus de 87 500 rebelles depuis le début de son intervention en septembre 2015[1770].

Les pertes de l'État islamique
- À la date du 20 mars 2024, selon l'OSDH les pertes de l'État islamique sont d'au moins 41 459 morts[30].
- Selon l'OSDH, au moins 9 157 djihadistes de l'EI ont été tués par les frappes de la coalition entre le 22 septembre 2014 et le 23 mars 2019[1771], tandis que les frappes russes ont tué au moins 6 108 djihadistes de l'EI entre le 30 septembre 2015 et le 27 février 2022[1768].
- Du 8 août 2014 au 8 août 2016, la coalition internationale mène 4 787 frappes aériennes en Syrie et 9 514 en Irak[1772]. Le 10 août 2016, le général Sean MacFarland, commandant de la coalition, prétend que 45 000 hommes de l'État islamique ont été tués dans ces deux pays par les bombardements de la coalition en deux ans d'opérations[1773], un bilan probablement très exagéré[1774],[1775]. De leur côté, les Russes soutiennent, en mai 2016, avoir tué 28 000 djihadistes depuis le début de leur intervention — tout en n'attribuant que 5 000 morts aux Américains — une estimation qui semble tout autant exagérée[1776].

Les pertes des Kurdes des YPG et des Forces démocratiques syriennes

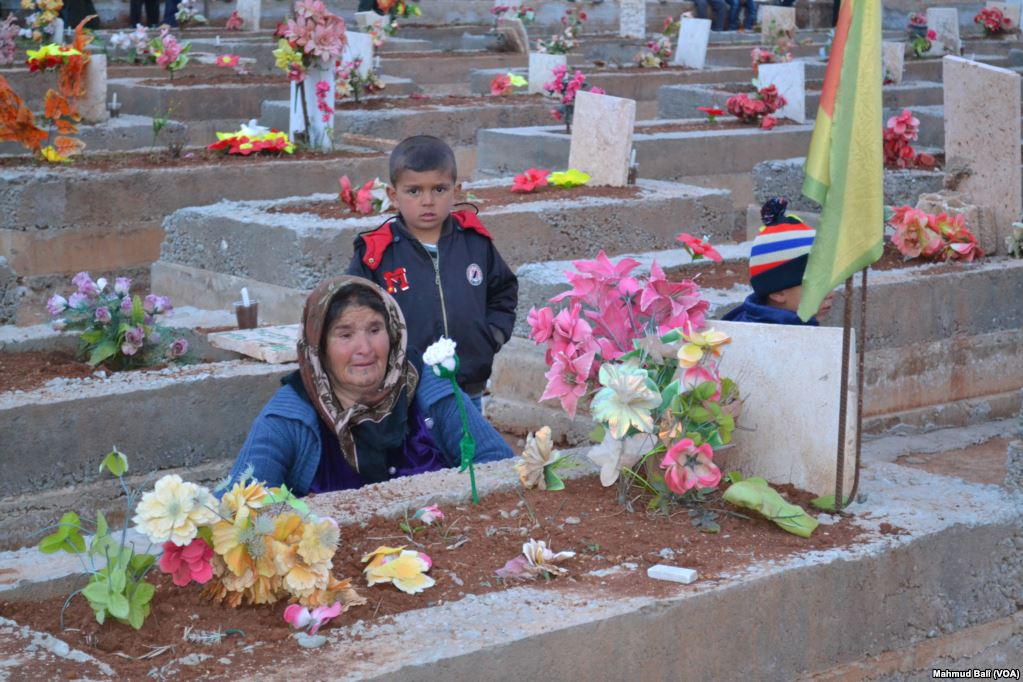
Cimetière de Kobané, lors d'une cérémonie en hommage aux combattants des YPG et YPJ tués au combat, le 26 mai 2017.

- À la date du 20 mars 2025, selon l'OSDH les pertes des Forces démocratiques syriennes et des forces kurdes sont d'au moins 15 043 morts, sans compter plus de 3 200 combattants du PKK[30].
- Les Kurdes des YPG et YPJ ont déclaré que leurs pertes ont été de 379 morts pendant l'année 2013[1777], 537 morts pour l'année 2014[1778], 680 pour l'année 2015[1779] et 613 pour l'année 2016[1780].
- Le 23 mars 2019, les Forces démocratiques syriennes annoncent qu'elles déplorent 11 000 morts et 21 000 blessés dans leurs rangs après cinq années de guerre contre l'État islamique[33].

Les pertes iraniennes
- Le 22 novembre 2016, Mohammad Ali Shahidi Mahallati, directeur de la Fondation des martyrs, déclare que plus de 1 000 soldats iraniens sont morts en Syrie[32]. Plusieurs généraux du Corps des Gardiens de la révolution islamique figurent parmi les morts, dont Hossein Hamadani[1781], Hassan Chateri[1782],[1783], Farshad Hasounizadeh[1781] et Hamid Mokhtarban[1781].

Les pertes du Hezbollah et des milices chiites
- À la date du 20 mars 2025, selon l'OSDH, les pertes sont d'au moins 1 830 morts pour le Hezbollah et de 8 986 tués pour les autres milices chiites étrangères[30]. L'OSDH indique cependant que le Hezbollah compterait des dizaines de morts supplémentaires[30].
- Début 2017, un responsable du Hezbollah reconnait que plus de 2 000 combattants de son mouvement ont été tués en Syrie depuis 2013[31].

Les pertes russes
- Entre le 30 septembre 2015 et le 30 septembre 2018, les pertes militaires russes sont officiellement de 112 morts[1784]. Cependant ce bilan pourrait être sous-évalué, en occultant notamment les pertes des mercenaires[1785].
- À la date du 20 mars 2025, selon l'OSDH, les pertes russes sont d'au moins 273 morts, mercenaires inclus[30].

Les pertes turques
- À la date du 20 mars 2025, selon l'OSDH, les pertes turques sont d'au moins 269 morts[30].

### Pertes civiles
Bilan général
- Du 15 mars 2011 au 20 mars 2025, l'Observatoire syrien des droits de l'homme recense la mort d'au moins 199 068 civils, dont 16 181 femmes et 26 282 enfants[30].
- De mars 2011 à juillet 2024, le Réseau syrien des droits de l'homme recense la mort de 231 495 civils, dont 16 426 femmes et 30 228 enfants, causées dans 87 % des cas par les forces loyalistes[40].
- À la date du 18 novembre 2018, le Centre de documentation des violations en Syrie recense la mort de 123 202 civils[41].
- Armed Conflict Location and Event Data project (Acled), un projet de l'université du Sussex, affirme avoir recensé la mort d'au moins 19 676 civils en 2017, d'au moins 10 110 pendant l'année 2018 et d'au moins 3 930 pendant l'année 2019[1764].
- En juin 2022, le Haut-Commissariat des Nations unies aux droits de l'homme estime qu'environ 306 887 civils ont été tués en Syrie entre le 1er mars 2011 et le 31 mars 2022[42]
- Selon l'Organisation mondiale de la Santé, la Syrie est le pays le plus dangereux pour les personnels soignants avec 135 attaques contre des centres médicaux en 2015[1786]. Le 15 mars 2017, une étude publiée dans la revue médicale britannique The Lancet indique qu'au moins 814 soignants sont tués depuis le début de la guerre[1787]
- Selon Reporters sans frontières, 211 journalistes et journalistes citoyens ont été tués au cours du conflit syrien, de 2011 à fin octobre 2017[1788]. Le Comité pour la protection des journalistes a compilé une liste de 122 journalistes décédés en juillet 2018[1789].

Bilan des victimes civiles causées par le régime syrien
- Au moins 160 126 morts, à la date du 20 mars 2025, selon l'Observatoire syrien des droits de l'homme[30], dont :
  - Au moins 52 909 morts causés par l'artillerie et les tirs des forces du régime[30].
  - Au moins 26 440 morts causés par les avions et les hélicoptères du régime[30].
  - Au moins 2 504 morts causés par les avions et les hélicoptères du régime ou de la Russie[30].
  - Au moins 78 273 morts dans les prisons du régime (l'OSDH estime cependant que le bilan réel pourrait inclure 26 000 morts de plus)[30].
- Au moins 201 290 morts, dont 12 004 femmes et 23 045 enfants, de mars 2011 à juillet 2024, selon le Réseau syrien des droits de l'homme[40], dont :
  - Au moins 13 983 morts sous la torture, dont 45 femmes et 173 enfants[40].
  - Au moins 5 671 morts causés par les snipers, dont 687 femmes et 494 enfants, à la date du 19 mars 2015[1790].
- Selon Amnesty International, de 2012 au 5 mai 2015, les bombardements au baril d'explosifs largués par hélicoptère ont fait 11 000 morts parmi les civils[1648],[1649].

Bilan des victimes civiles causées par les rebelles
- Au moins 2 459 morts causés par les rebelles, au moins 927 morts causés par les djihadistes, et au moins 110 morts causés par le Commandement des opérations militaires à la date du 20 mars 2025, selon l'Observatoire syrien des droits de l'homme[30].
- Au moins 4 234 morts causés par les rebelles, dont 886 femmes et 1 009 enfants, de mars 2011 à juillet 2024 ; et au moins 549 morts causés par Hayat Tahrir al-Cham, dont 82 femmeset 76 enfants, selon le Réseau syrien des droits de l'homme[40].

Bilan des victimes civiles causées par l'État islamique
- Au moins 4 935 morts, sans compter au moins 3 200 personnes disparues dans les prisons de l'EI, à la date du 20 mars 2025, selon l'Observatoire syrien des droits de l'homme[30].
- Au moins 5 058 morts, dont 587 femmes et 959 enfants, de mars 2011 à juillet 2024, selon le Réseau syrien des droits de l'homme[40].

Bilan des victimes civiles causées par les Kurdes et les Forces démocratiques syriennes
- Au moins 516 morts, à la date du 20 mars 2025, selon l'Observatoire syrien des droits de l'homme[30].
- Au moins 1 516 morts, dont 171 femmes et 269 enfants, de mars 2011 à juillet 2024, selon le Réseau syrien des droits de l'homme[40].

Bilan des victimes civiles des bombardements de la coalition
- Le 31 mai 2019, la coalition reconnaît avoir causé la mort de 1 302 civils en Irak et en Syrie, depuis août 2014[1791],[1792].
- Au moins 2 679 morts, à la date du 20 mars 2025, selon l'Observatoire syrien des droits de l'homme[30],[1771].
- Au moins 3 055 morts, dont 658 femmes et 926 enfants, du 22 septembre 2014 au juillet 2024, selon le Réseau syrien des droits de l'homme[1793],[40].
- Entre 7 500 et 12 077 morts en Irak et en Syrie de septembre 2014 à mars 2019 selon Airwars, dont 1 050 à 1 366 femmes et 1 584 à 2 152 enfants[1792]. Le bilan pour la seule Syrie est de 3 481 à 5 304 morts du 22 septembre 2014 au 31 décembre 2017[1794],[1795].

Bilan des victimes civiles des bombardements russes
- La Russie ne donne aucune information sur les pertes civiles et ne reconnaît aucun mort civil[1796],[1797].
- Au moins 8 808 morts, à la date du 20 mars 2025, selon l'Observatoire syrien des droits de l'homme[30],[1768].
- Au moins 6 969 morts, dont 983 femmes et 2 055 enfants, du 30 septembre 2015 à juillet 2024, selon le Réseau syrien des droits de l'homme[40],[1798].
- Au moins 2 060 morts, du 30 septembre 2015 au 18 avril 2016, selon le Centre de documentation des violations en Syrie[1797],[1799].
- Entre 3 145 et 4 600 morts, dont 446 à 530 femmes et 827 à 1 016 enfants, du 30 septembre 2015 à octobre 2016, selon Airwars[1797]. Le bilan d'Airwars n'est cependant plus actualisé après octobre 2016[1797].

Bilan des victimes civiles causées par l'armée turque
- Au moins 1 155 morts, à la date du 20 mars 2025 selon l'Observatoire syrien des droits de l'homme[30],[1800].
- Au moins 461 morts, dont 333 hommes, 42 femmes et 86 enfants, causés par les tirs des gardes-frontières turcs selon l'Observatoire syrien des droits de l'homme[30].

Bilan des victimes civiles causées par l'armée israélienne
- Au moins 112 morts, à la date du 20 mars 2025 selon l'Observatoire syrien des droits de l'homme[30].

### Disparues
En août 2025, d'après un organisme Les estimations du nombre des personnes disparues se situent entre 120 000 et 300 000.

## Impact de la guerre civile

### Déplacés et réfugiés

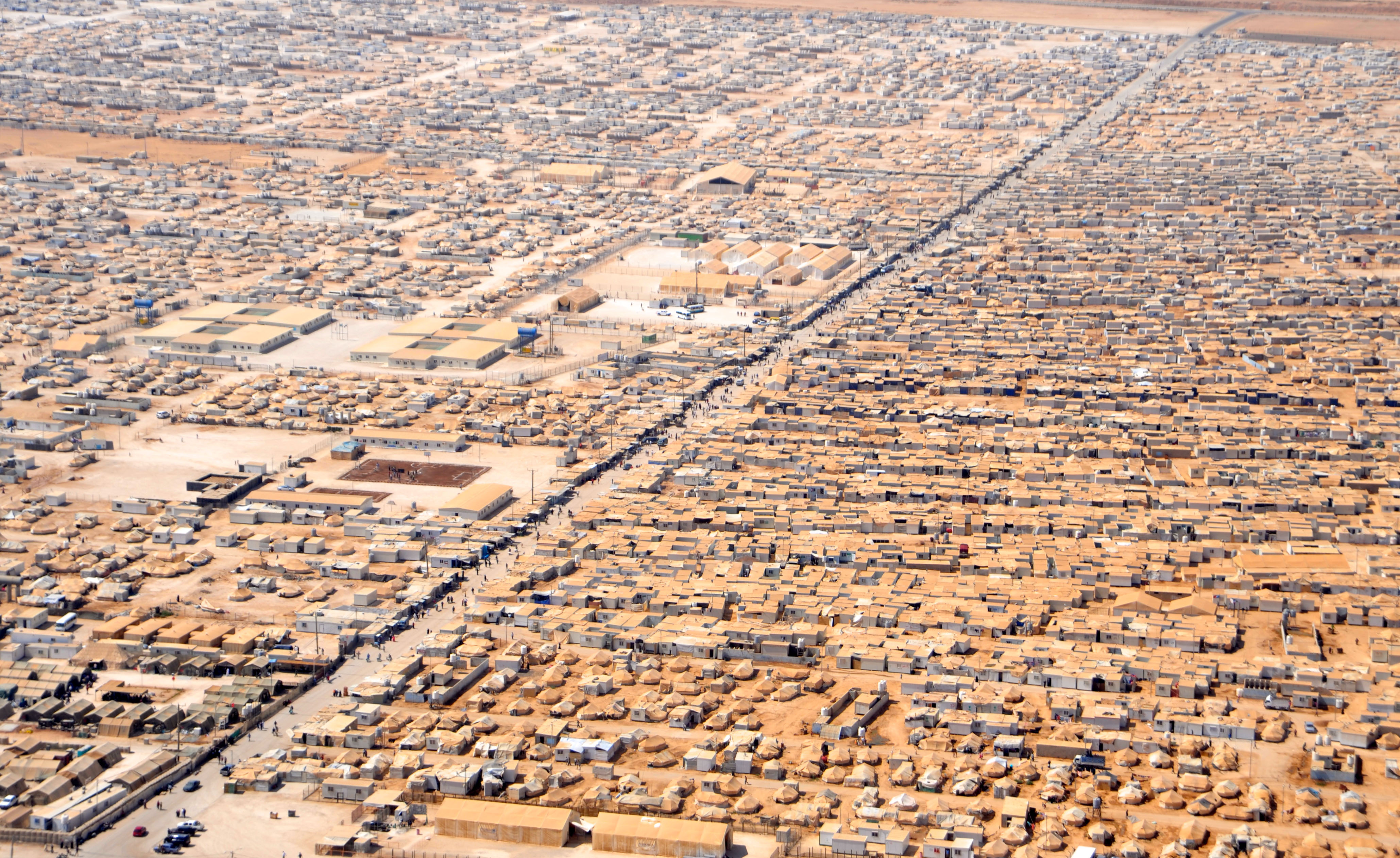
Vue aérienne du camp provisoire pour Syriens de Zaatari en 2013.

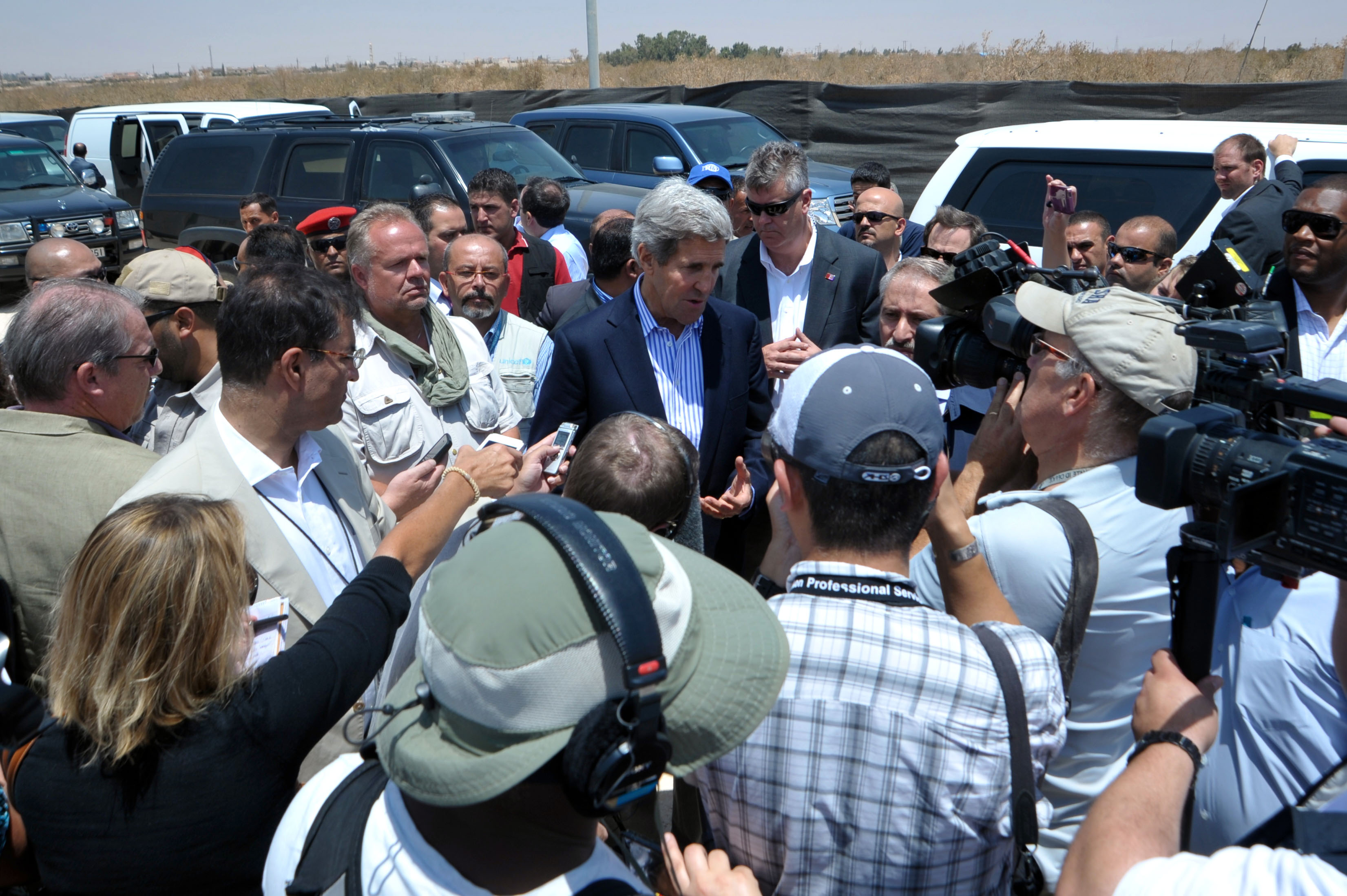
Le secrétaire d'État américain John Kerry tient une conférence de presse après sa visite d'un camp de réfugiés.

En 13 années de conflit, le nombre cumulé des réfugiés syriens dans le monde monte jusqu'à 6,8 millions de personnes.
Plus d'un million d'entre eux trouvent refuge au Liban voisin (soit l’équivalent d’un quart de la population libanaise). La Jordanie voir également affluer plus de 600 000 réfugiés syriens qui y survivent dans des conditions extrêmement précaires. Le camp de réfugiés de Zaatari, établi en territoire jordanien, à 12 km de la frontière syrienne et construit pour 50 000 personnes, est devenu une ville de tentes où s'entassent plus de 100 000 Syriens et le second camp de réfugiés au monde par la taille. Il est gangréné par les gangs et les recruteurs de la rébellion, surpeuplé, inondé en hiver et mal accepté par la population locale. En mai 2014, l'ONU a ouvert un second camp en Jordanie (Al Azraq), à 90 km d'Amman, en tirant les enseignements des dysfonctionnements enregistrés à Zaatari. Financé intégralement par les organisations non gouvernementales, relativement isolé, dimensionné pour accueillir 130 000 réfugiés, Al Azraq est en effet conçu comme une série de villages où les Syriens sont regroupés par origine géographique et la sécurité y a été renforcée.

Réfugiés de la guerre civile syrienne.

Selon le Haut Commissariat des Nations unies pour les réfugiés, à la date du 30 mars 2017, plus de 5 millions de Syriens ont quitté le pays dont :
- Plus de 3 millions en Turquie ;
- Plus d'1 million au Liban ;
- 657 000 en Jordanie ;
- 233 000 en Irak ;
- 120 000 en Égypte ;
- 30 000 en Afrique du Nord.

Selon l'UNHCR, en 2015 la tragédie syrienne est à l'origine de plus de 10 millions de déplacés :
- 4 millions de Syriens ont quitté leur pays[1805],
- 7,6 millions se sont déplacés à l'intérieur du pays[1805].

Les pays voisins de la Syrie ferment de plus en plus leurs frontières aux civils syriens. Ainsi, la Jordanie n'accepte plus que les réfugiés syriens d’origine palestinienne ou irakienne. L’Irak a définitivement fermé sa frontière en août 2012. La Turquie n’accepte plus que les urgences médicales et les réfugiés possesseurs de passeport. L’Égypte refuse tout accueil des Syriens depuis la chute du président Mohamed Morsi.

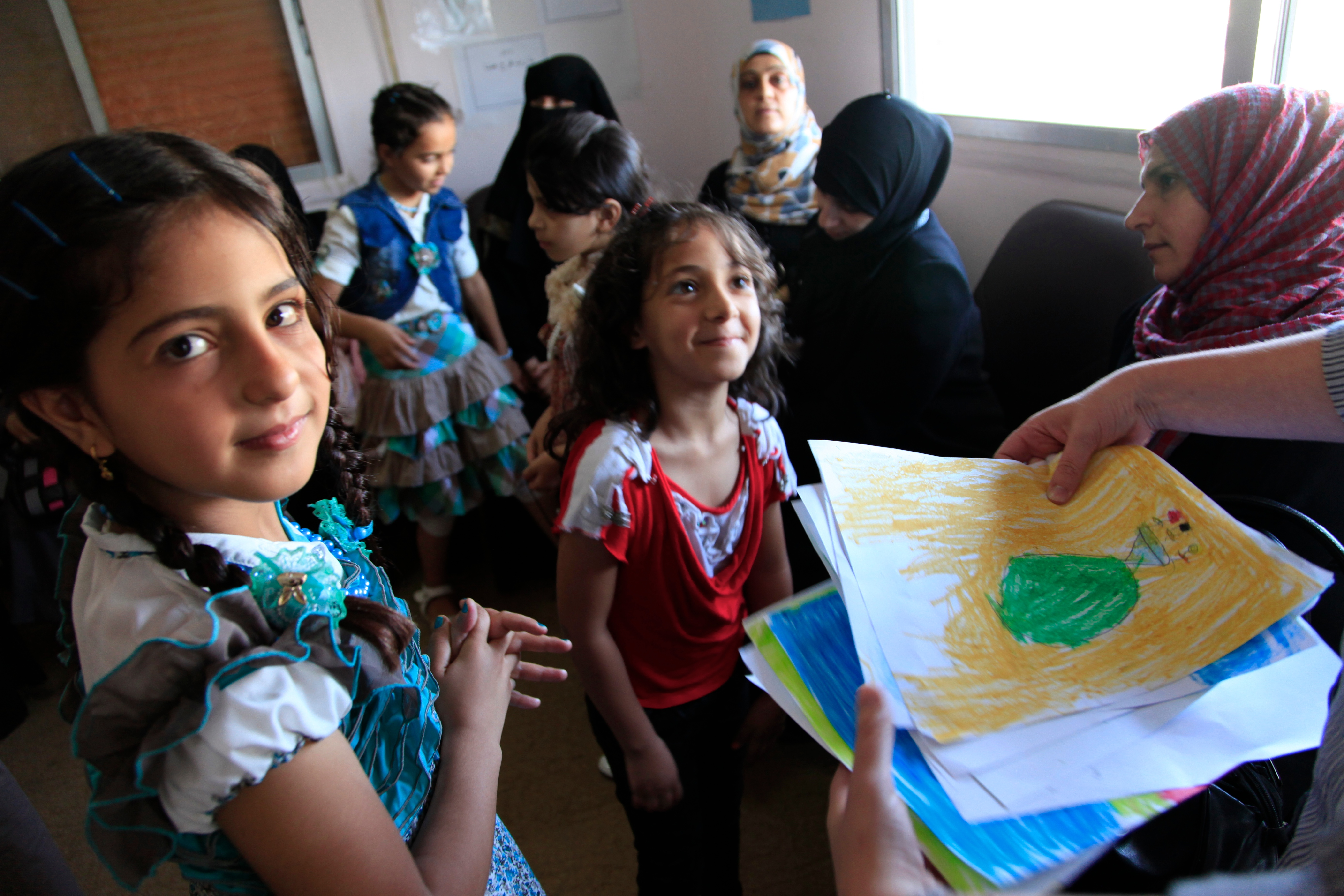
Réfugiés syriens en Jordanie en 2014.

En mai 2014, la Commission européenne a annoncé qu'elle va débloquer une aide humanitaire supplémentaire de 50 millions d'euros, portant ainsi sa contribution tirée du budget de l'Union européenne à 119 millions d'euros.
À l'été 2015, la réduction de l'aide humanitaire internationale pour les réfugiés provoque une augmentation des départs vers l'Europe et des retours vers la Syrie. L'appel de fonds lancé par l'ONU pour l'année 2015 n'est financé qu'à hauteur de 41 % et le Programme alimentaire mondial est contraint de réduire ses rations,. Plusieurs milliers de réfugiés majoritairement Syriens, Irakiens et Afghans tentent de gagner l'Union européenne par la Grèce et les Balkans et la Hongrie va jusqu'à construire une barrière de séparation le long de sa frontière avec la Serbie. Certains réfugiés syriens passent même par l'Arctique, à la frontière entre la Norvège et la Russie. D'autres se rendent en Mauritanie, puis tentent de gagner l'Algérie en traversant le Mali,,. Des centaines de personnes trouvent cependant la mort dans leur tentative de gagner l'Europe. Le 27 août 2015, les corps en décomposition de 71 réfugiés probablement syriens — 59 hommes, huit femmes et quatre enfants — sont retrouvés dans un camion, probablement morts d'asphyxie, au bord d'une autoroute de l'État de Burgenland en Autriche,. Un bien plus grand nombre de personnes meurent en tentant de traverser la Méditerranée et de gagner la Grèce depuis la Turquie, en passant notamment par l'île de Kos,. Le 2 septembre, la photo du corps d'un enfant syrien — Alan Kurdi originaire de Kobané et âgé de 3 ans — retrouvé noyé sur la plage de Bodrum en Turquie fait le tour du monde,,.
En Europe, près d'un million de Syriens trouvent refuge en Allemagne, 200 000 en Suède, 95 000 en Autriche et 45 000 en France. 
La Turquie construit un Mur de séparation tout le long de sa frontière avec la Syrie pour empêcher l'arrivée de nouveaux immigrants. 690 kilomètres sur les 828 kilomètres prévus ont été construits à la date de juin 2017.

### Maladies
Des infections devenues rares sont réapparues dans les zones tenues par les rebelles, touchant principalement les enfants et favorisées par l'effondrement des systèmes d'assainissement et la dégradation des conditions de vie.
Les opposants incriminent le régime, qu'ils accusent d'avoir supprimé, avant même le soulèvement, les vaccinations, l'assainissement et la purification de l'eau dans les « zones considérées comme politiquement hostiles ».
Le 28 octobre 2013, le Ministre de la Santé syrien annonçait que la poliomyélite était réapparue dans le pays pour la première fois depuis près de 15 ans. Fin 2013, 90 cas de poliomyélite avaient été identifiés par les médecins et les agences internationales sanitaires, déclenchant, au mois de mars suivant, une campagne régionale au cours de laquelle plus de 22 millions d’enfants résidant dans 7 pays devaient être vaccinés sur une période de six mois.
En ce qui concerne le VIH ou SIDA, il n'y a plus de traitements ni de dépistages en dehors de Damas, et diverses ONG médicales précisent que les seringues ont des aiguilles qui ne sont pas changées, avec de vieux stocks. De même, pour les transfusions sanguines en zones de guerre, on ignore le plus souvent d'où vient le sang.
La poliomyélite réapparaît en Syrie, dans le gouvernorat de Deir ez-Zor, en 2013, 2014 et 2017.
En ce qui concerne le virus du Covid 19, sans doute apparu à la fin de l'année 2020 en Syrie, les experts de l'OMS (Organisation Mondiale de la santé) estiment que le nombre de malades, entre décembre 2020 et février 2022, serait d'environ 3 000 000 de personnes, et le nombre de morts d'environ 50 000 morts à 75 000 soit environ 0,2 %, à 0,3 % de la population, bilan très supérieur aux quelques moins de 3 500 décès annoncés par le régime syrien. Le taux de mortalité du Covid 19 en Syrie serait ainsi proche de celui de la Turquie et de nombreux pays Européens (dont Grèce, et Bulgarie)[réf. souhaitée].

### Criminalité
Avec l'extension du conflit sur le territoire syrien, et avec l'effondrement des services de l'État et de la police, de nombreuses localités ont été submergées par la criminalité. Les vols, les pillages d'habitations et de magasins se sont multipliés, ainsi que les enlèvements. Des combattants rebelles ont été vus volant des voitures et ils ont détruit un restaurant d'Alep qui avait servi des soldats syriens.
Le gouvernement et l'opposition ont tous deux utilisé des réseaux criminels. Le gouvernement, face aux sanctions internationales, a fait appel à ce type d'organisation pour faire entrer et sortir clandestinement de l'argent et des marchandises. La crise économique et les sanctions ayant réduit les rémunérations des miliciens Shabiha, certains d'entre eux ont commencé à voler les biens des civils et à organiser des enlèvements.
Les rebelles s'adressent parfois aux réseaux criminels pour obtenir des munitions et du ravitaillement. Dans les pays voisins de la Syrie, les prix des armes au marché noir ont augmenté de manière significative depuis le début du conflit. Pour lever les fonds nécessaires à leurs achats, certains groupes rebelles ont recours à l'extorsion, au vol, et aux enlèvements.

### Volontaires étrangers
Des dizaines de milliers de combattants étrangers originaires de plus de 100 pays rallient des groupes djihadistes lors du conflit syrien. Leur nombre est estimé à environ 15 000 en 2014,, puis 30 000 en 2015,,,. La plupart de ces volontaires rallient l'État islamique. En Europe, des attaques comme la fusillade au Musée juif de Belgique et surtout les attentats de Paris du 13 novembre 2015, sont commises par des djihadistes ayant combattu en Syrie. Les autorités européennes redoutent le retour sur le continent de ces djihadistes formés par la guerre civile et prêts à accomplir des attaques terroristes,.
Quelques milliers de volontaires étrangers, dont des Occidentaux, rejoignent également les Forces démocratiques syriennes au sein des YPG ou du Bataillon international de libération,,. La plupart sont des militants d'extrême gauche, des anarchistes, des communistes, séduits par le confédéralisme démocratique instauré par le PYD au Rojava,. D'autres, plutôt de droite ou d'extrême droite, notamment d'anciens militaires, sont principalement motivés par la lutte contre l'État islamique,. D'autres encore sont des aventuriers sans expérience militaire et sans motivations politiques,.

### Propagande et théories du complot
Le conflit syrien fait l'objet de nombreuses intox et théories du complot, alimentées notamment par le pouvoir syrien et ses alliés. Nier le caractère spontané du soulèvement en Syrie et présenter le printemps arabe comme un complot israélo-américain, présenter les secouristes des Casques blancs comme des djihadistes ou des metteurs en scène, présenter les attaques chimiques du régime comme des mises en scène ou des opérations « false flag » figurent ainsi parmi les principales théories du complot véhiculées par les pro-Assad,.
La Syrie a refusé en 2009 le projet de gazoduc Qatar-Turquie qui aurait traversé l'Arabie saoudite, la Jordanie, la Syrie et la Turquie pour signer à la place en 2011 un accord avec l'Iran pour établir le gazoduc Iran-Irak-Syrie. La thèse défendant que ce revirement est une cause potentielle de la guerre en Syrie fait l'objet de controverses, amenant ses contradicteurs à la catégoriser comme une théorie du complot.
L'État islamique fait également l'objet de nombreuses intox, partisans et opposants du régime s'accusant mutuellement de soutenir l'organisation djihadiste. Ainsi des pro-régime, de même que le gouvernement iranien, présentent l'État islamique comme une création américaine ou israélienne alors que des anti-Assad accusent le régime syrien ou l'Iran d'avoir créé l'État islamique pour discréditer l'opposition.
En Occident, le régime de Bachar el-Assad bénéficie d'un soutien ou d'une certaine forme de complaisance de la part de l'extrême droite,,, mais aussi d'une partie de la droite conservatrice et de la gauche radicale, qui se font parfois les relais des théories du complot diffusées par le régime, la Russie ou l'Iran.

### Impact économique
Entre juillet 2011 et juillet 2013, l'économie syrienne s'est rétractée de 45 %, à la suite des divers évènements du conflit.[réf. nécessaire]
Le chômage a quintuplé et la devise syrienne a perdu les 5/6 de sa valeur,.
Avant le début de la guerre syrienne, l'Union Européenne achetait 95 % du pétrole exporté par la Syrie, ce qui représentait entre un quart et un tiers des recettes de ce pays. En septembre 2011, pour faire pression sur le régime dans un conflit qu'elle pensait limité dans le temps, l'Union européenne décrète un embargo total sur le pétrole syrien. En avril 2013, la guerre s'éternisant, l’Europe lève « partiellement » son embargo sur le pétrole syrien : « les ministres européens des Affaires étrangères souhaitant ainsi aider les rebelles syriens, qui contrôlent une partie des champs pétroliers ».
Le conflit a détruit fin 2014, environ 791 000 logements, destructions qui ont eu lieu à 58 % à Alep, à 20,5 % à Homs et à 12,92 % à Hama.

### Biens culturels
Les biens culturels et historiques syriens ont énormément souffert de la guerre en cours. Des monuments, des musées et des sites remarquables ont été dévastés par les bombardements, les pillages et les travaux de retranchement. Des sites du patrimoine syrien ont été endommagés, parfois irrémédiablement. Selon les Nations unies, quatre de ces sites « sont utilisés à des fins militaires ou ont été transformés en champs de bataille » : Palmyre, le krak des chevaliers, l’église Saint-Siméon-le-Stylite et la vieille ville d’Alep (dont la citadelle),.
En avril 2014, les grandes statues des lions Assyriens de Raqqa (Raqqua), vieilles de 2 700 ans, sont détruites par l'État islamique. La ministre de la culture syrienne, Loubana Mchaweh, et la représentante du comité national de l'UNESCO en Syrie, Dr Nidhal Hassan, annoncent le lancement d'un site web pour l'authentification du patrimoine immatériel touché par la guerre en Syrie et la sauvegarde du patrimoine restant[réf. souhaitée].
Une organisation (Syrian Archaeological Heritage Under Threat) tente de recenser les dommages et de réunir de moyens pour protéger et préserver les biens archéologiques et architecturaux menacés.

### Conséquences sur le renforcement des régimes autoritaires
Pour Michel Duclos, ancien ambassadeur français à Damas, la guerre de Syrie doit être comprise « dans l’ombre portée de la Guerre d’Espagne » : les nouveaux autoritaires se seraient nourris des violences de la guerre civile et de l’inaction des démocraties voisines pour leur apporter un coup potentiellement létal.

### Dans l'art et la culture

#### Récits, romans
- Raphaëlle Leyris, « Littérature et conflit syrien : l’encre et le sang », lemonde.fr,‎ 25 août 2021 (lire en ligne, consulté le 3 février 2022)
- Justine Augier, De l’ardeur (Actes Sud, 2017), Par une espèce de miracle (Actes Sud, 2021)
- Anouar Benmalek, L’Amour au temps des scélérats (Emmanuelle Collas, 2021)
- Patrice Franceschi, Mourir pour Kobané (Equateurs, 2015), S'il n'en reste qu'une (Grasset, 2021)
- Cécile Hennion, Le Fil de nos vies brisées (Anne Carrière, 2019)
- Delphine Minoui, Les Passeurs des livres de Daraya (Seuil, 2017)
- Julie Ruocco, Furies, Actes Sud, 2021,  (ISBN 978-2-330-15385-4)[1854]
- Fabien Toulmé, L'Odyssée d'Hakim, Delcourt, coll. « Encrages », 2018-2020 (trois volumes)
- Antoine Wauters, Mahmoud ou la montée des eaux (Versier, 2021)
- Samar Yazbek, Feux croisés (Buchet-Chastel, 2012), Les Portes du néant (Stock, 2016), La Marcheuse (Stock, 2018), 19 femmes (Stock, 2019)

#### Films
- Emmanuel Hamon, Exfiltrés (2019)
- Ossama Mohammed (en) et Wiam Simav Bedirxan , Eau argentée - Syrie Autoportrait (2014)
- Philippe Van Leeuw, Une famille syrienne (2017)
- Ghiath Ayoub, Still recording (2019)
- Monika Borgmann, Palmyre (2019)
- Rana Kazkaz, Le Traducteur (2021)
- Waad al-Kateab, Pour Sama (2019)
- Sebastian Junger et Nick Quested, L'Enfer sur Terre - Le Chaos syrien
- Maya Khoury, Fi al-Thawra (During Revolution, Au fil de la révolution, 2021)
- Andrzej Klamt et Manhal Arroub, Blackbox Syrien – Der schmutzige Krieg (Syrie, les dessous du conflit, 2020)
- Xavier de Lauzanne, 9 jours à Raqqa (2021)
- Abdallah Al-Khatib, Little Palestine, journal d'un siège (2021)
- Mathieu Boch et Hanna Peters, Syrie, neuf ans de guerre (2019)

#### Jeux vidéo
- Syrian Warfare du studio Cats who play, jeu de tactique en temps réel de propagande Russe dans lequel le joueur commande des troupes de l'armée syrienne.